# Napoléon III
Pour les articles homonymes, voir Louis-Napoléon Bonaparte (homonymie), Napoléon (homonymie) et Bonaparte (homonymie).
Vous lisez un « article de qualité » labellisé en 2011.
Louis-Napoléon Bonaparte, né le 20 avril 1808 à Paris (France) et mort le 9 janvier 1873 à Chislehurst (Royaume-Uni), est un monarque et homme d'État français. Il est à la fois l'unique président de la Deuxième République, le premier chef d'État français élu au suffrage universel masculin le 10 décembre 1848, le premier président de la République française et, après la proclamation de l'Empire le 2 décembre 1852, le dernier monarque du pays en tant qu'empereur des Français sous le nom de Napoléon III.
Troisième fils de Louis Bonaparte, roi de Hollande et d'Hortense de Beauharnais, il naît prince français et prince de Hollande : neveu de l'Empereur Napoléon Ier, il est à la fois neveu et petit-fils de l'Impératrice Joséphine de Beauharnais (sa grand-mère maternelle). Exilé après la chute de l'Empire, conspirateur avec son frère aîné pour l'unité italienne, il devient héritier présomptif du trône impérial après les morts successives de son frère aîné Napoléon-Louis en 1831, et de son cousin le duc de Reichstadt (Napoléon II, roi de Rome) en 1832.
Ses premières tentatives de coup d'État, mal préparées (Strasbourg en 1836, Boulogne-sur-Mer en 1840), échouent. Condamné à l'emprisonnement au fort de Ham, dont il s'évade le 26 mai 1846, il est élu représentant du peuple après la révolution française de 1848 puis président de la République. Son coup d'État du 2 décembre 1851 lui permet un an plus tard de restaurer l'Empire en devenant Empereur des Français, mettant ainsi fin à la Deuxième République. Face à l'opposition des républicains, des libéraux tels qu'Adolphe Thiers, de certains monarchistes et des catholiques (après l'unité italienne), il donne à son pouvoir la forme d'un « Empire autoritaire » qui s'atténue après 1859 pour laisser place, progressivement, à un « Empire libéral ».
La philosophie politique qu'il met en place, et qu'il présente dans ses Idées napoléoniennes et dans De l'extinction du paupérisme (1844), est une synthèse d'un bonapartisme mêlé à du romantisme, du libéralisme autoritaire, et du socialisme utopique. Le règne de cet admirateur de la modernité britannique est marqué par un développement industriel, économique et financier sensible, porté par une forte croissance mondiale qu'illustre la transformation de Paris sous l'autorité du préfet Georges Eugène Haussmann.
Sa politique extérieure vise à restaurer la puissance française en Europe et dans le monde. Il rompt l'isolement diplomatique de la France, voulu au congrès de Vienne par trois puissances de la Sainte-Alliance, par son entente avec la Grande-Bretagne lors de la guerre de Crimée, son soutien aux mouvements nationaux (en particulier lors de l'unité italienne contre l'empire d'Autriche), et par ses diverses opérations outre-mer, parfois en coalition avec la Grande-Bretagne, qui permettent l'agrandissement du territoire (Nice, Savoie) et l'expansion coloniale et commerciale. Cette politique provoque cependant l'hostilité du royaume de Prusse et subit un échec au Mexique.
Les tensions avec la Prusse aboutissent au piège de la dépêche d'Ems et à la guerre franco-allemande de 1870, qui scelle la fin du Second Empire. Le 2 septembre 1870, Napoléon III est capturé lors de la bataille de Sedan. Le 4 septembre 1870, la Troisième République est proclamée. Napoléon III part en exil en Angleterre, où il meurt en janvier 1873.
La vive hostilité de Victor Hugo à l'égard de Napoléon III, exprimée dans ses œuvres et sa correspondance, les multiples pamphlets et ouvrages critiques de divers auteurs (Henri Rochefort, Maurice Joly, etc.) et les articles d'une partie de la presse politique contemporaine contribuent à ce que de nombreux historiens qualifient de « légende noire » autour de Napoléon III et du Second Empire.
L'œuvre économique et sociale du Second Empire est mise en valeur par l'historiographie officielle à partir du début du XXe siècle, mais la révision du jugement historique porté sur Napoléon III est plus lente. Après la Seconde Guerre mondiale, des travaux d’historiens — notamment ceux effectués par Adrien Dansette et Louis Girard — vont dans le sens d'une réhabilitation de Napoléon III et marquent une nette rupture historiographique dans la perception de celui qui fut le dernier monarque français et le premier président de la République française.

## Jeunesse

### Naissance et famille
Troisième fils de Louis Bonaparte et d'Hortense de Beauharnais, le futur empereur voit le jour rue Cerruti, aujourd'hui rue Laffitte, dans l'hôtel de la reine Hortense (détruit en 1899), à Paris, le 20 avril 1808, à une heure du matin. Il naît onze mois après le décès, en mai 1807, de son frère aîné âgé de 4 ans, Napoléon-Charles Bonaparte, victime d'une angine diphtérique.
Le nouveau-né devait être prématuré d'au moins une vingtaine de jours car, neuf mois plus tôt, ses parents étaient séparés par plusieurs centaines de kilomètres depuis le 6 juillet 1807 et ne s'étaient retrouvés que le 12 août. Ce fait a entraîné de nombreuses rumeurs et hypothèses quant à la filiation du futur empereur. Neuf mois avant la naissance de ce dernier, sa mère Hortense était en voyage dans les Pyrénées, à Cauterets et à Gavarnie, où elle aurait pu avoir une liaison extraconjugale avec Élie Decazes, l'amiral Ver Huell ou son écuyer, le comte Charles-Adam de Bylandt. Dans sa biographie de Napoléon III (2004), Pierre Milza a écrit qu'« aucune de ces hypothèses n'est à rejeter de manière définitive mais aucune […] n'emporte davantage la conviction » et que, pour la plupart des historiens, dont Louis Girard, « l'hypothèse la moins improbable reste celle de la paternité du roi Louis ».
Comme son autre frère, Napoléon-Louis Bonaparte, puis comme c'est plus tard le cas pour le roi de Rome, Louis-Napoléon reçoit à sa naissance les honneurs militaires par des salves d'artillerie tirées dans toute l'étendue de l'Empire. Son oncle l'Empereur Napoléon étant absent, on ne prénomme l'enfant que le 2 juin suivant. Il n'est baptisé que deux ans plus tard, le 4 novembre 1810, à la chapelle du château de Fontainebleau. Son parrain est l'Empereur et sa marraine la nouvelle impératrice, Marie-Louise.

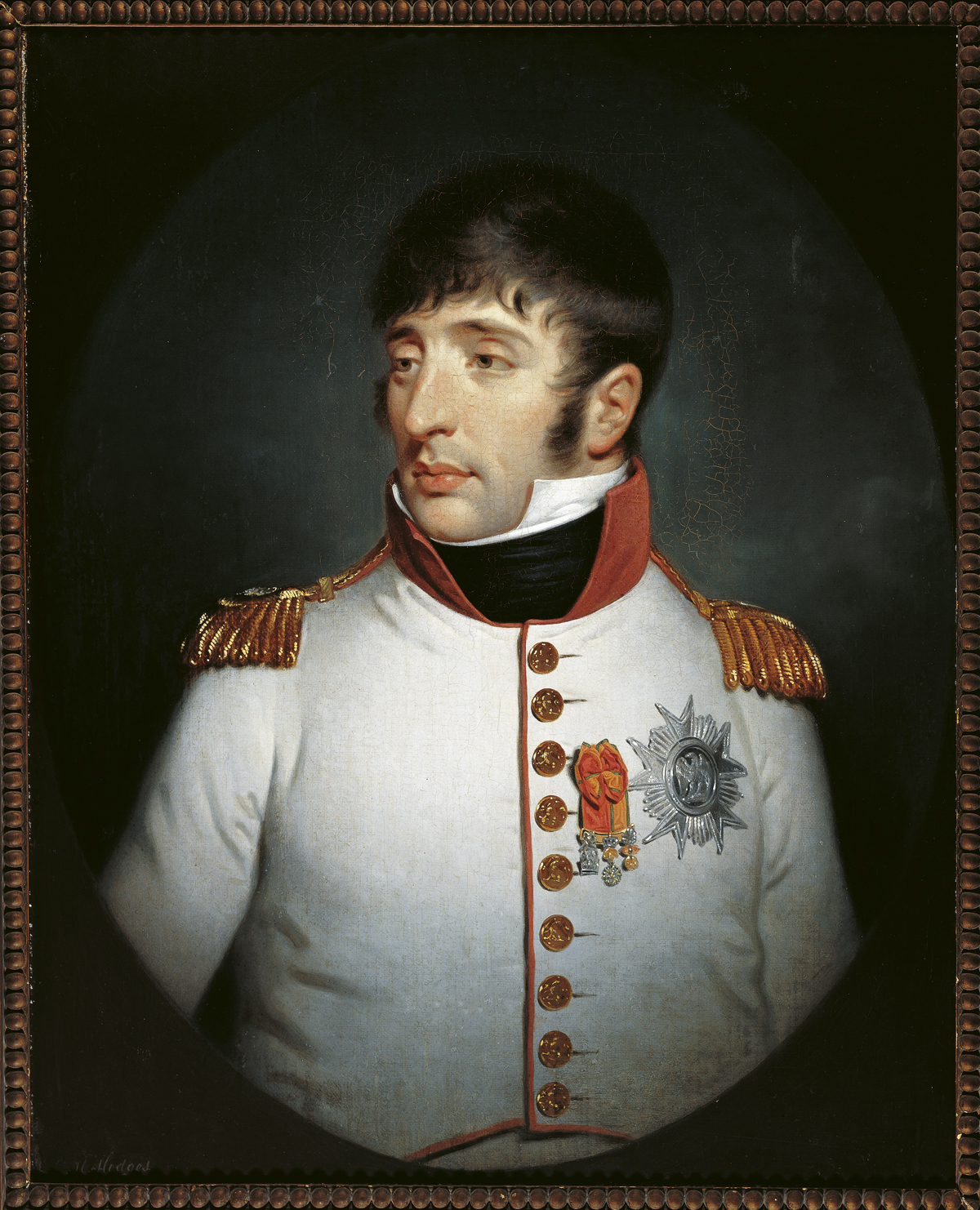
Portrait de Louis Bonaparte par Charles Howard Hodges, 1808.
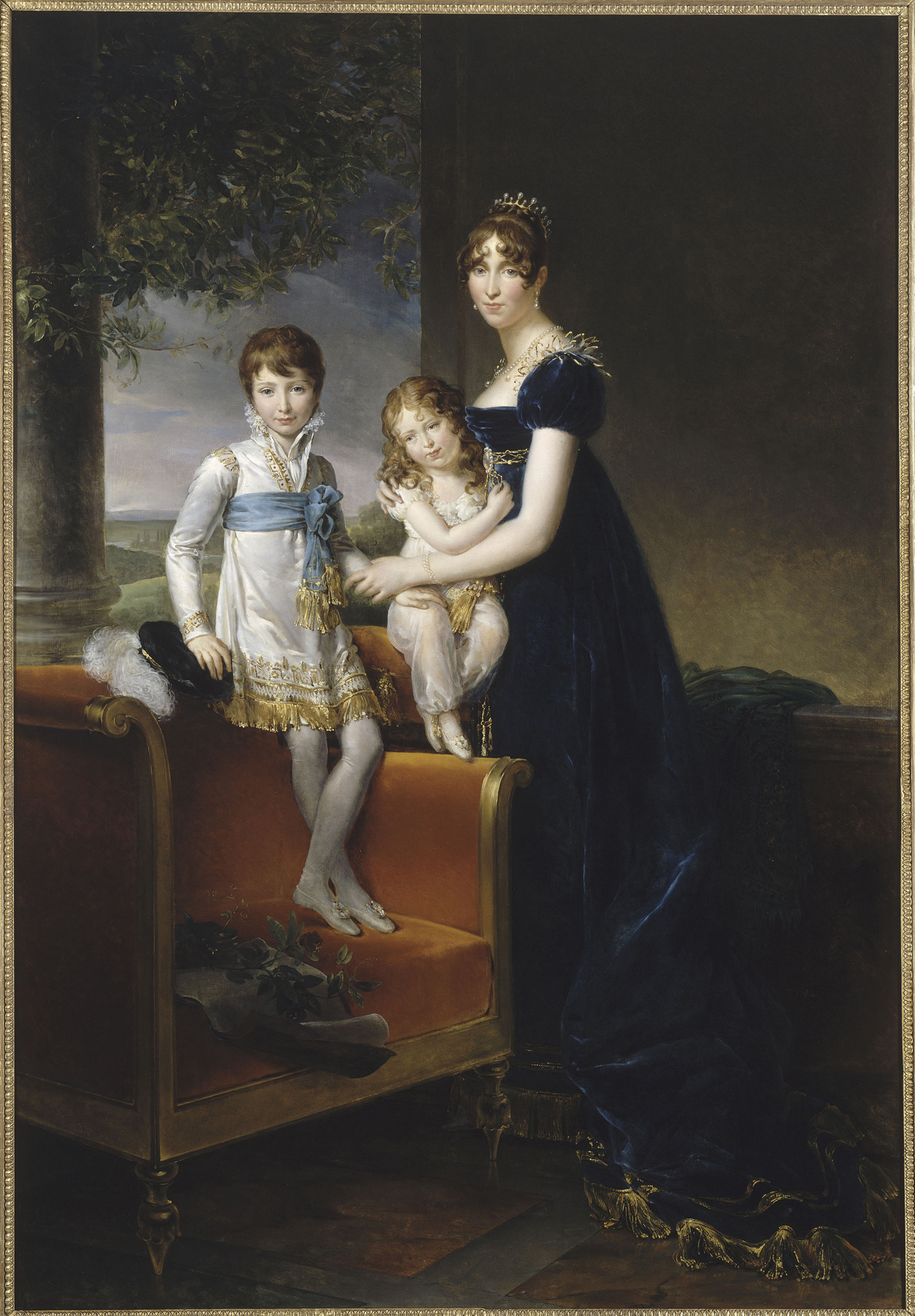
Hortense de Beauharnais portraiturée en 1811 avec ses fils : Napoléon-Louis (à gauche) et, dans ses bras, Charles-Louis-Napoléon, futur Napoléon III.
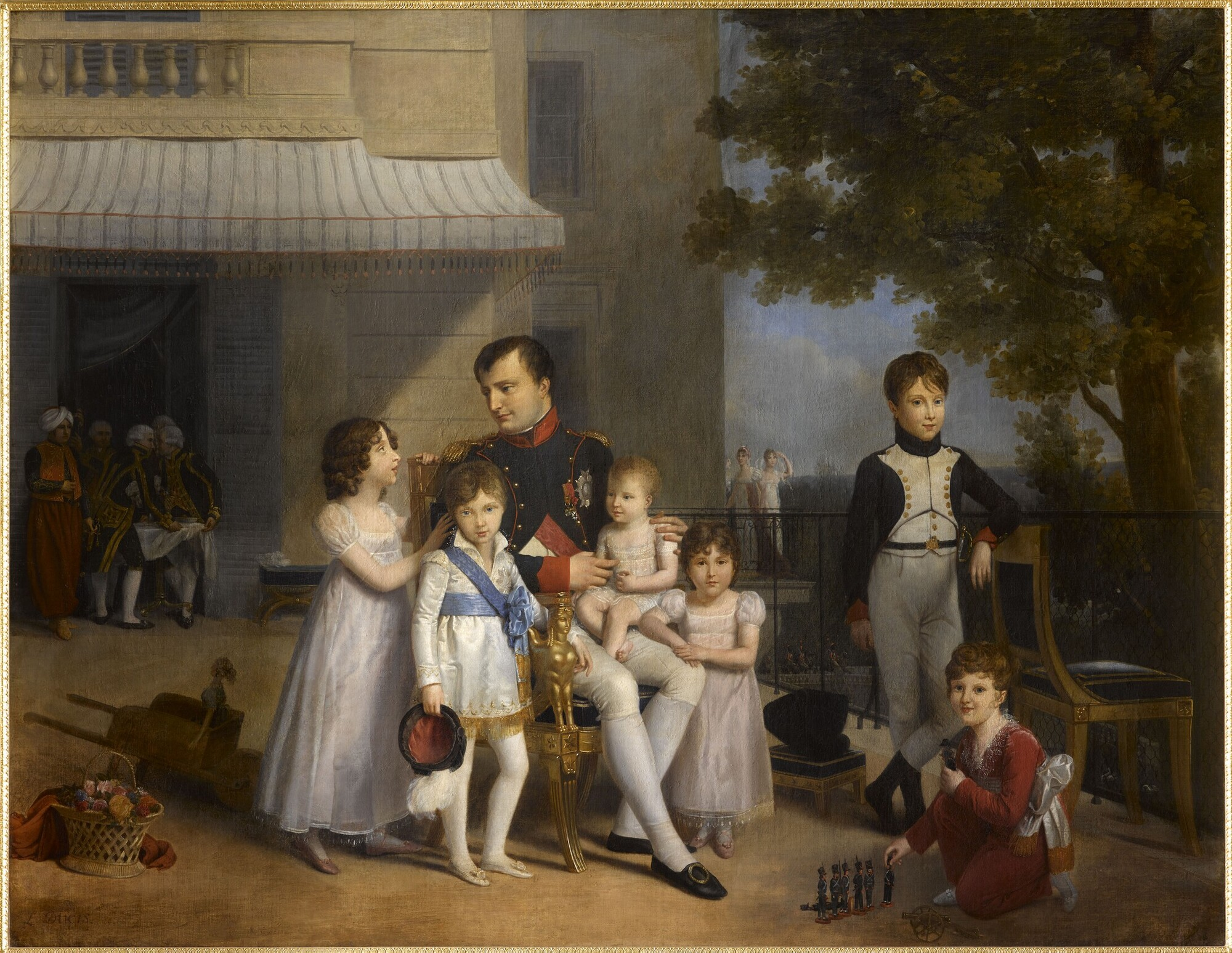
Napoléon Ier sur la terrasse de Saint-Cloud, avec ses neveux et nièces. L'empereur tient Charles-Louis-Napoléon sur ses genoux. Toile de Jean-Louis Ducis, 1810.

### Enfance et éducation
Napoléon se conduira en véritable « grand-père » envers les enfants d'Hortense, n'hésitant pas à passer du temps avec eux dès que ses obligations le lui permettaient. Il aimait par exemple à faire rire aux éclats Louis-Napoléon en le saisissant par la tête pour le relever du sol. C'est lors de ces moments passés ensemble que Napoléon Ier et la Reine Hortense surnommèrent affectueusement le futur Napoléon III, « monsieur Oui Oui » car celui-ci répondait toujours à tout par « oui-oui »[source insuffisante].
En juin 1814, à la mort de leur grand-mère maternelle, l'ex-impératrice Joséphine, Louis-Napoléon et son frère sont chargés de conduire le deuil lors du transfert de la dépouille à l'église de Rueil-Malmaison.

### En exil entre Rome et le château d'Arenenberg

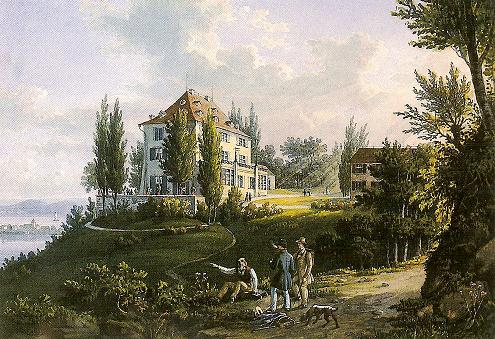
Le château d'Arenenberg en Suisse.

La loi du 12 janvier 1816, bannissant tous les Bonaparte du territoire français et les obligeant à céder leurs biens, contraint l'ex-reine Hortense de Hollande, séparée de corps et de biens avec son mari, à s'exiler en Suisse alémanique où elle achète, en 1817, le château d'Arenenberg, dominant le lac de Constance, dans le canton de Thurgovie. Elle s'y installe avec Louis-Napoléon tandis que son frère aîné part vivre avec son père à Rome, où celui-ci tente d'obtenir l'annulation de son mariage avec Hortense.
Sans soucis d'ordre matériel, Louis-Napoléon est élevé par sa mère à Arenenberg en été et à Augsbourg en hiver. Son éducation est d'abord prise en charge par quelques professeurs occasionnels mais, en général, il est souvent livré à lui-même et fait de longues escapades dans la campagne suisse. Quand son père s'aperçoit du faible niveau d'éducation de son fils cadet, alors âgé de 12 ans, il menace Hortense de lui retirer la garde de l'enfant si elle ne reprend pas en main son éducation. Elle fait alors appel à un nouveau précepteur, nommé Philippe Le Bas, fils d'un conventionnel jacobin, tandis qu'un ancien officier de son oncle Napoléon Ier lui enseigne l'Art de la guerre dans le culte de l'empereur et dans la certitude de son destin dans la dynastie. Soumis à une discipline stricte, ses résultats s'améliorent dans quasiment toutes les matières. De cette période passée sur la rive helvétique du lac de Constance et de sa scolarité au Gymnasium d'Augsbourg, Louis-Napoléon maîtrisera fort bien l'allemand.
À partir de 1823, c'est à Rome qu'Hortense et ses fils s'installent, rejoignant Arenenberg en été. Dans cette ville, Louis-Napoléon découvre la politique aux côtés des libéraux italiens autour des thèmes de liberté et de nation. Mais c'est en Suisse qu'il s'engage dans la carrière militaire en juin 1830, en devenant élève officier à l'École militaire centrale fédérale de Thoune alors dirigée par le futur général Dufour.
À la suite des Trois Glorieuses qui renversent Charles X en France, Louis-Napoléon et son frère aîné, Napoléon-Louis, espèrent que s’ouvre pour eux une ère nouvelle mais la loi du 11 septembre 1830, votée par la nouvelle assemblée orléaniste qui craint une offensive bonapartiste, impose à nouveau l'interdiction de séjour des Bonaparte dans le royaume.
Les fils Bonaparte sont indignés, ce qui amène la Reine Hortense à partir avec eux pour Rome afin de les éloigner de la France. Ils sont néanmoins rapidement impliqués dans les conspirations des carbonari visant à favoriser la cause de l'unité italienne et à déposséder le pape de son pouvoir séculier. Les deux frères participent ainsi aux insurrections dans les territoires pontificaux de l'Italie centrale, avant de devoir finalement se replier sur Bologne, où ils se retrouvent encerclés par l'armée autrichienne et les armées pontificales, décidées chacune à leur régler leur sort. Repliés sur Forlì, les deux frères doivent aussi faire face à une épidémie de rougeole qui emporte de nombreux soldats, déjà affaiblis par leurs blessures. Le 17 mars 1831, Napoléon-Louis succombe à l'épidémie tandis que Louis-Napoléon subit à son tour les effets de la maladie. La Reine Hortense parvient à rejoindre son fils, à l'exfiltrer vers la France et à rejoindre Paris, où elle obtient du roi Louis-Philippe une audience le 26 avril 1831 et l'autorisation de rester à Paris plusieurs jours, le temps que Louis-Napoléon se rétablisse, avant de rejoindre l'Angleterre. Ils gagnent ensuite la Suisse en août 1831, après avoir reçu de l'ambassade de France à Londres un sauf-conduit pour traverser le territoire français.
En 1832, Louis-Napoléon obtient la nationalité suisse dans le canton de Thurgovie, ce qui fait dire à certains historiens que Louis-Napoléon Bonaparte a été « le seul Suisse à régner sur la France ».

## Marche chaotique vers le pouvoir

### Mort du duc de Reichstadt
Après la mort du duc de Reichstadt le 22 juillet 1832, Louis-Napoléon apparaît comme l'héritier de la couronne impériale d'autant plus que ni Joseph Bonaparte ni son frère Louis ne manifestent l'envie de relever le flambeau. Lors d'une conférence familiale en 1832, Louis-Napoléon s'exaspère notamment de l'attitude attentiste de son oncle Joseph, le chef de la famille depuis la mort de l'Aiglon. Exalté par les climats d'intrigues, le prince organise ses réseaux, rencontre en Belgique des émissaires du marquis de La Fayette et rédige un manuel d'artillerie pour les officiers suisses qui le fait connaître de la presse militaire française et qui lui vaut d'être récompensé par la promotion au grade de capitaine dans le régiment d'artillerie de Berne.
Pendant ces années qu'il passe principalement en Suisse, il correspond avec les chefs français de l'opposition, écrit et publie des ouvrages ou des manifestes et reçoit à Arenenberg de nombreuses personnalités telles le comte François-René de Chateaubriand, Madame Récamier ou encore Alexandre Dumas. Il continue aussi à conspirer.

### Tentative de soulèvement à Strasbourg
« L'homme qui a fait les équipées de Strasbourg […] aura une fin misérable. »

— George Sand

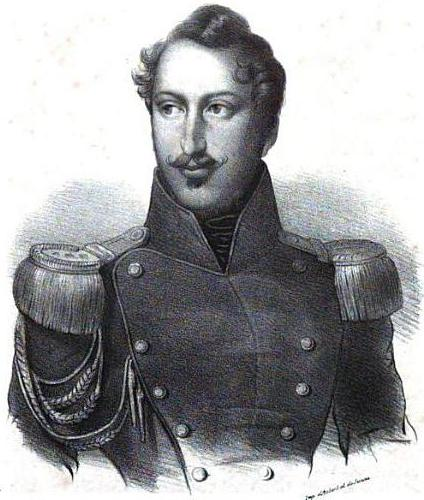
Louis-Napoléon vers 1836.

Le 30 octobre 1836, Louis-Napoléon effectue ainsi une tentative de soulèvement à Strasbourg avec une poignée de partisans. Il espère soulever la garnison et, ensuite, marcher sur Paris et renverser la monarchie de Juillet. Son plan est de rassembler sur son passage les troupes et les populations, sur le modèle du retour de l'île d'Elbe, en 1815. Le choix de Strasbourg s'impose car c'est une importante place militaire, qui plus est, aisément accessible depuis le pays de Bade (Confédération germanique). Par ailleurs, c'est une ville d'opposition au régime mais patriote où les sympathies bonapartistes s'expriment non seulement dans les garnisons mais aussi au sein de la population.
Sur place, l'âme du complot est le colonel Vaudrey, qui commande le 4e régiment d'artillerie, dans lequel Napoléon Bonaparte a servi à Toulon, en 1793, et qui s'estime mal traité par la monarchie de Juillet.
L'opération est engagée le 30 octobre 1836 au matin mais elle tourne court assez rapidement. Les insurgés sont arrêtés et incarcérés dans le corps de garde de la caserne puis transférés à la prison de la ville. Louis Bonaparte et les oncles du jeune prince condamnent aussitôt l'opération. Hortense de Beauharnais écrit à Louis-Philippe Ier pour lui suggérer de laisser son fils quitter la France. Le 9 novembre, Louis-Napoléon est amené sous escorte à Paris et enfermé à la préfecture de police. Souhaitant éviter un procès public qui risquerait de lui donner une tribune pour plaider sa cause, le roi convainc son gouvernement d'exiler le prince. Conduit à Lorient, Louis-Napoléon, muni d'une somme d'argent, est embarqué sur L'Andromède le 21 novembre 1836 à destination des États-Unis. Il débarque à Norfolk (Virginie) le 30 mars 1837, d'où il rejoint New York.
Pendant ce temps, treize de ses partisans sont jugés à Strasbourg devant la cour d'assises. Seuls sept d'entre eux comparaissent. Tous sont acquittés par le jury, sous les acclamations du public, le 18 janvier 1837. Si la tentative a été un échec complet et a été désavouée par la famille Bonaparte, elle a fait connaître le prince Louis-Napoléon qui écrit de sa prison à Odilon Barrot, le chef de l'opposition parlementaire, pour lui exposer ses motivations et ses revendications politiques reposant sur la restauration de l'Empire et le recours au plébiscite.

### Retour en Europe

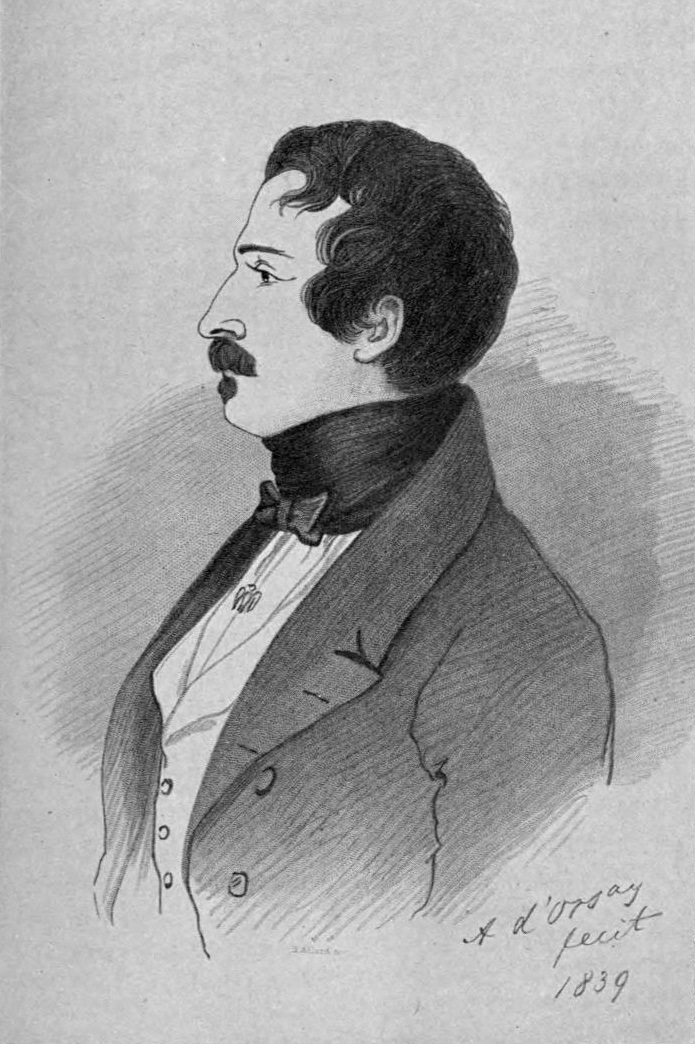
Louis-Napoléon Bonaparte en 1839.

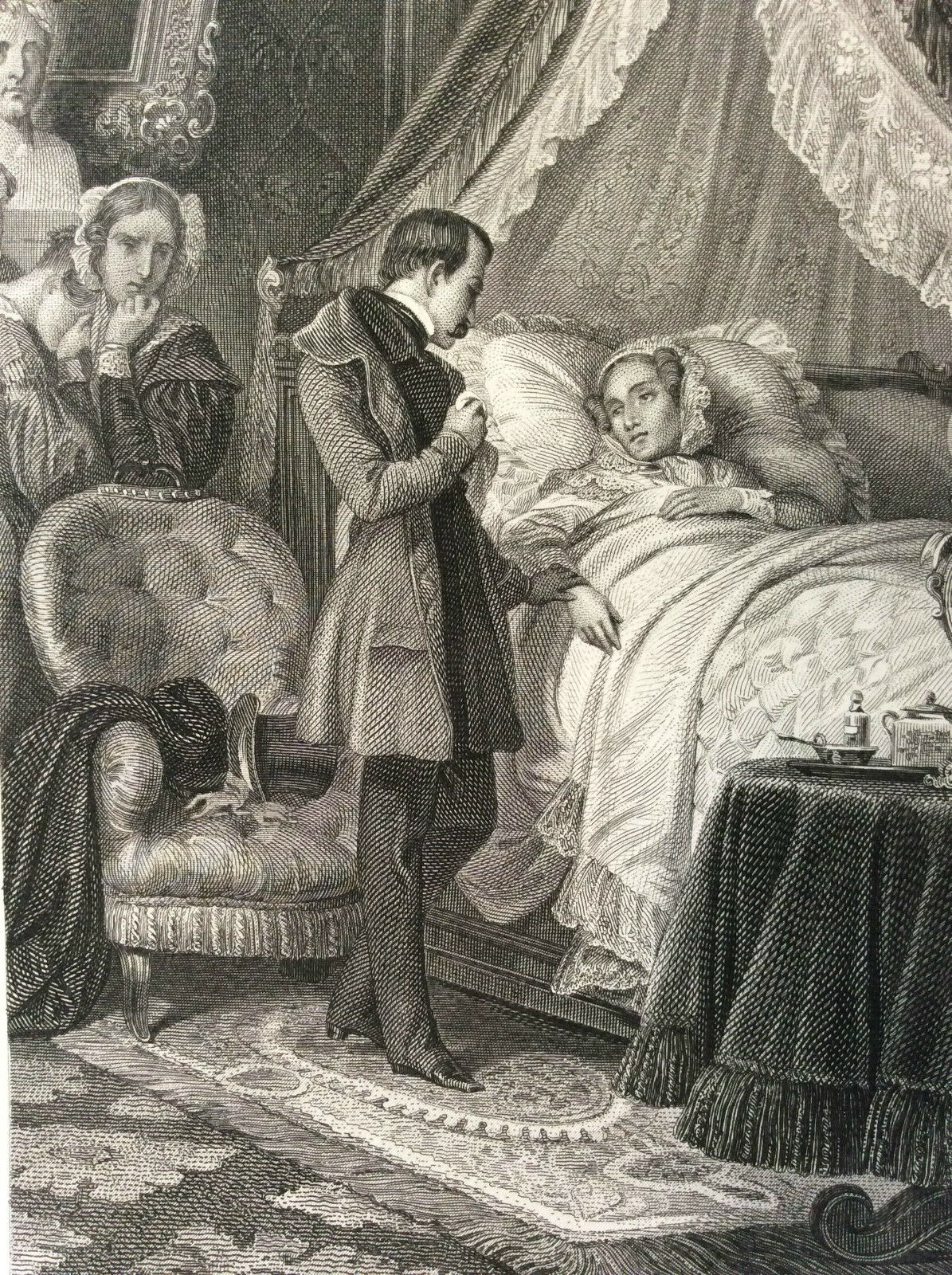
Louis-Napoléon Bonaparte au chevet de sa mère mourante en 1837.
Estampe de Philippoteaux, gravée par E. Leguay, 1853.

Le prince ne reste pas longtemps aux États-Unis. Alors qu'il s'apprête à entreprendre un périple à travers tout le pays, il apprend la détérioration importante de l'état de santé de sa mère Hortense. Il rentre aussitôt en Europe pour être à son chevet à Arenenberg mais, interdit de séjour sur le continent par le gouvernement de Louis-Philippe, il est bloqué en Angleterre où il essaie d'obtenir, auprès des ambassades européennes, un passeport et un visa. En août 1837, c'est finalement muni d'un faux passeport américain qu'il parvient à se rendre en Suisse auprès de sa mère mourante. Maintenue en vie sous opium, elle meurt le 5 octobre 1837.
En juin 1838, l'un des conjurés de Strasbourg, l'ex-lieutenant Armand Laity, apparenté par alliance à la famille de Beauharnais, publie à 10 000 exemplaires une brochure, financée par Louis-Napoléon, intitulée Relation historique des événements du 30 octobre 1836. Cette publication est un brûlot destiné à provoquer le régime en faisant l'apologie du bonapartisme, centré autour du triptyque nation, peuple et autorité. Dans la propagande bonapartiste ainsi présentée, la démocratie, définie comme « le gouvernement d'un seul par la volonté de tous », s'oppose à la république supposée être, pour Louis-Napoléon, « le gouvernement de plusieurs obéissant à un système ». En réaction, la brochure est saisie par les autorités alors que Laity est arrêté, traduit devant la Cour des pairs pour attentat contre la sûreté de l'État et condamné à cinq ans de détention et 10 000 francs d'amende le 11 juillet 1838.
À la suite de cet incident, le gouvernement français demande à la Suisse, au début du mois d'août 1838, l'expulsion du prince Louis-Napoléon et, sûr de l'appui de l'Autriche, menace la confédération d'une rupture des relations diplomatiques et même d'une guerre, allant jusqu’à concentrer dans le Jura une armée de 25 000 hommes. Le gouvernement suisse, indigné, invoque la qualité de bourgeois de Thurgovie du prince. En définitive, celui-ci annonce, le 22 août, son intention de s'installer en Angleterre, ce qui permet au gouvernement suisse de déclarer l'incident clos sans avoir eu à céder aux exigences françaises.
Ayant hérité de sa mère, Louis-Napoléon a les moyens d'imprimer à 50 000 exemplaires une brochure détaillant son programme politique, Les Idées napoléoniennes, dans laquelle il fait de Napoléon Ier le précurseur de la liberté. Au début de 1840, l'un de ses partisans les plus fidèles, Fialin, lance à son tour ses Lettres de Londres, qui exaltent ce prince qui « ose seul et sans appui, entreprendre la grande mission de continuer l'œuvre de son oncle ».

### Échec de la tentative de soulèvement de la garnison de Boulogne-sur-Mer

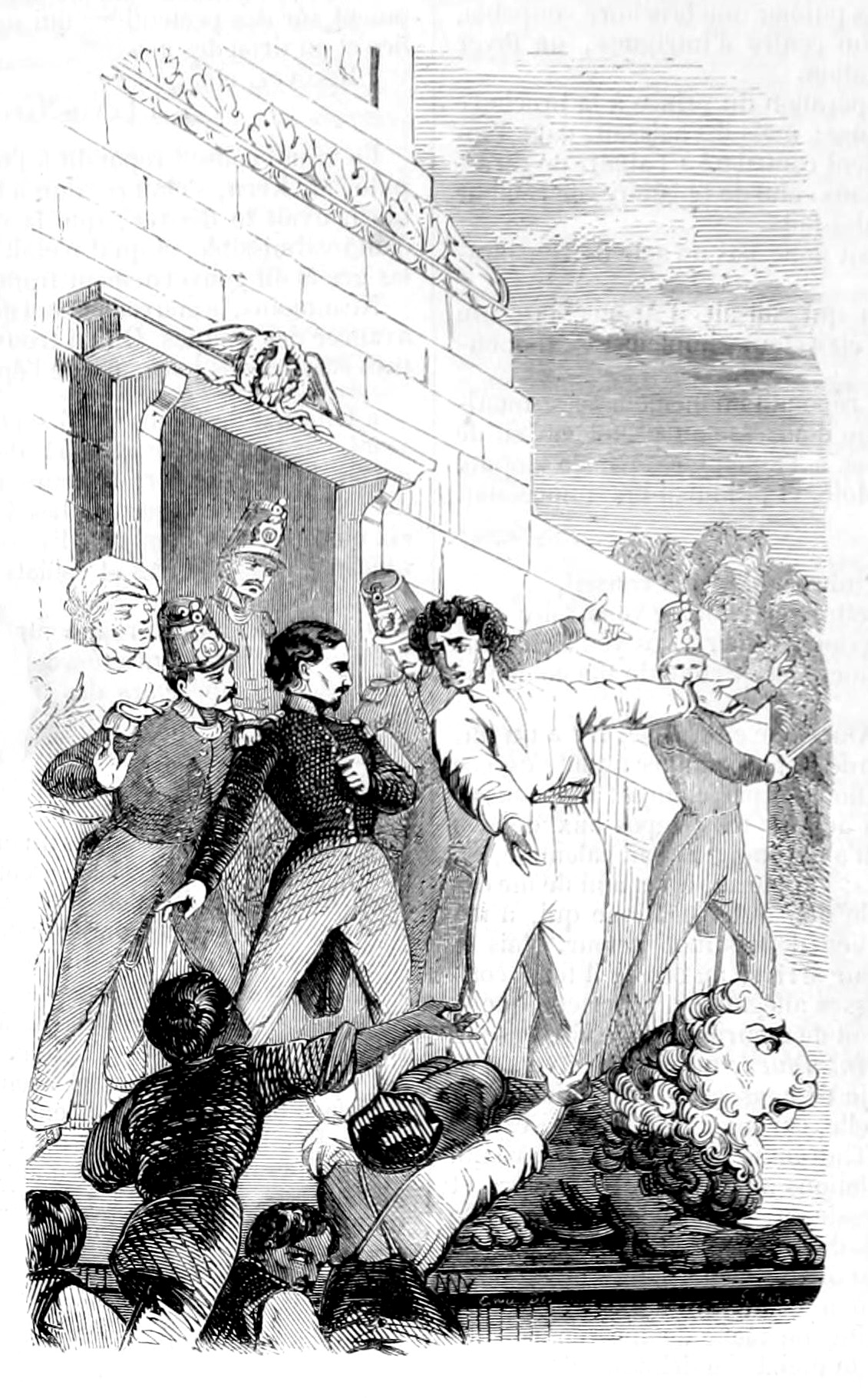
La tentative de Boulogne.

Depuis Londres, le prince prépare une nouvelle tentative de coup d'État. Voulant profiter du mouvement de ferveur bonapartiste suscité par la décision du cabinet d'Adolphe Thiers de rapporter de Sainte-Hélène les cendres de l'Empereur, il débarque dans la nuit du 5 au 6 août 1840 sur le site de la Pointe aux Oies, entre Boulogne-sur-Mer et Wimereux, en compagnie de quelques comparses, parmi lesquels un compagnon de Napoléon Ier à Sainte-Hélène, le général de Montholon, avec l'espoir de rallier le 42e régiment de ligne.
La tentative de ralliement du 42e est un échec total. Cernés par la gendarmerie, les hommes du 42e régiment et la Garde nationale, plusieurs conjurés sont tués ou blessés tandis que Louis-Napoléon est lui-même touché par une balle. Arrêtés et écroués sur ordre du procureur Hubert Legagneur, les conjurés sont traduits en justice. Leur procès se tient devant la Chambre des pairs du 28 septembre au 6 octobre, dans une indifférence générale,. Le prince, défendu par le célèbre avocat légitimiste Pierre-Antoine Berryer, prononce un discours dans lequel il déclare : « Je représente devant vous un principe, une cause, une défaite. Le principe, c'est la souveraineté du peuple, la cause celle de l'Empire, la défaite Waterloo. Le principe, vous l'avez reconnu ; la cause, vous l'avez servie ; la défaite, vous voulez la venger. […] Représentant d'une cause politique, je ne puis accepter, comme juge de mes volontés et de mes actes, une juridiction politique. […] Je n'ai pas de justice à attendre de vous, et je ne veux pas de votre générosité ». Il n'en est pas moins condamné à l'emprisonnement à perpétuité.

### Six années de détention au fort de Ham

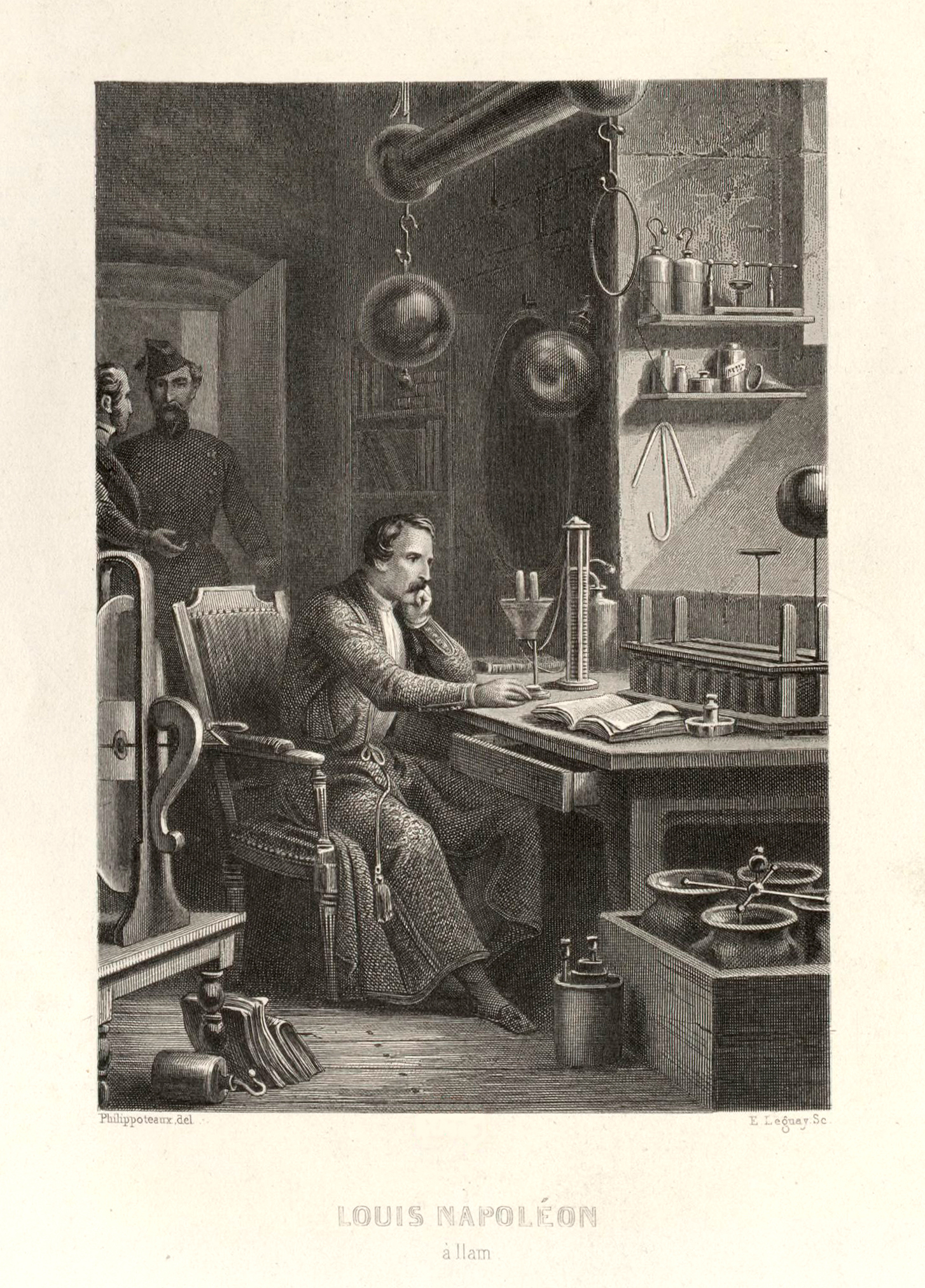
Louis-Napoléon, incarcéré à la forteresse de Ham, se livre à une expérience de chimie sous l'œil respectueux d'un garde.
Estampe de Philippoteaux, gravée par E. Leguay, 1853.

Ses conditions de détention sont assez confortables. Il bénéficie pendant son internement à la forteresse de Ham — qu'il appelle plus tard « l'université de Ham » — d’un appartement de plusieurs pièces. Il peut correspondre avec l’extérieur, reçoit des visites et des livres. Don Francisco Castellon, missionné par trois pays d'Amérique centrale, obtient la permission de lui rendre visite pour lui proposer d'étudier une jonction entre les deux océans, pour laquelle le futur empereur s'est déjà passionné, le projet de canal du Nicaragua.
Il met à profit cette captivité pour se consacrer à l’étude et faire avancer sa cause dans l’opinion par l’écriture de brochures et d’articles dans les revues locales. Il écrit notamment Extinction du paupérisme (1844), ouvrage influencé par les idées saint-simoniennes et développant un moyen populiste pour accéder au pouvoir : « Aujourd'hui, le règne des castes est fini, on ne peut gouverner qu'avec les masses ». Dans cet ouvrage apparaît pour la première fois sous sa plume l'expression de « classe ouvrière », écrit Jean Sagnes. Louis-Napoléon ajoute que « pour extirper le paupérisme, l'intervention de l'État est nécessaire ».
Le 25 mai 1846, après six années de captivité, il s'évade de sa prison avec le concours d'Henri Conneau, en empruntant les vêtements et les papiers de Charles Pinguet (1826-1892), maçon à la forteresse de Ham,. Les caricaturistes du Second Empire transforment plus tard le nom de celui-ci en « Badinguet », qui évoque un plaisantin, pour en affubler l’Empereur en rappelant son passé de conspirateur. Avant que sa fuite soit découverte, il est déjà en Belgique et, le lendemain, en Angleterre.

### Révolution française de 1848
Il s'établit à Londres où il apprend la mort de son père à Livourne, le 25 juillet 1846. C'est durant cette période, moins active politiquement, que Louis-Napoléon rencontre Miss Harriet Howard, qui partage sa vie jusqu'en 1853. La révolution française de 1848, qui met fin à la monarchie de Juillet, fournit au prince l'occasion de revenir une première fois en France à la fin du mois de février puis de voir sa candidature présentée par ses partisans aux élections de députés à l'Assemblée nationale.
En 1846, Don Francisco Castellon lui avait transmis les pouvoirs du gouvernement nicaraguayen pour organiser une société européenne pour le projet de canal du Nicaragua, qui devait recevoir le nom de « Canal Napoléon du Nicaragua ». Le futur empereur français y avait travaillé sérieusement, sous la forme d'un mémoire rédigé avec des ingénieurs. Il prévoyait de se rendre au Nicaragua mais la révolution de 1848 modifie ses projets. Il en reparle en 1852 à l'industriel français du chocolat Antoine Brutus Menier, dont le fils Émile-Justin Menier fait avancer le canal du Nicaragua, sans toutefois parvenir à le concrétiser, puisqu'une concession est accordée à des Américains.
Comme lors de ses deux tentatives de coup d'État en 1836 et 1840, Louis-Napoléon est toujours soutenu par des francs-maçons p. ex. Jean-Claude Besuchet de Saunois (1790-1867) qui était franc-maçon. Pendant la campagne électorale pour l'élection présidentielle en automne 1848, il soutenait Louis-Napoléon avec des affiches.

## Président de la République puis prince-président

### Campagnes électorales de 1848

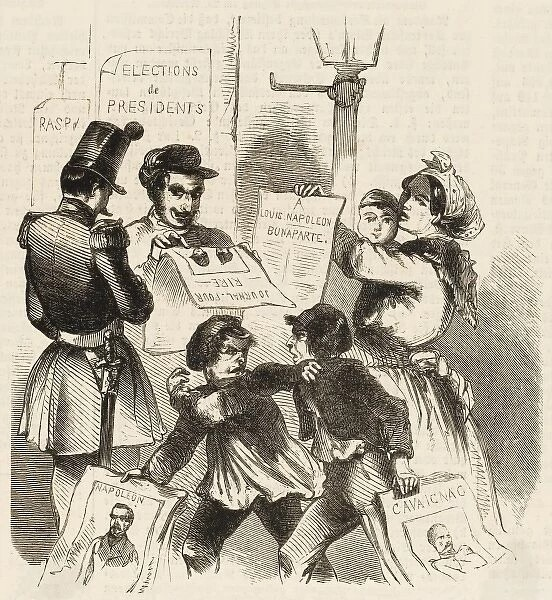
Campagne présidentielle de 1848 : au premier plan, deux jeunes colleurs d'affiches à l'effigie de Bonaparte et de Cavaignac en viennent aux mains.
Illustration publiée dans le périodique allemand Illustrierte Zeitung.

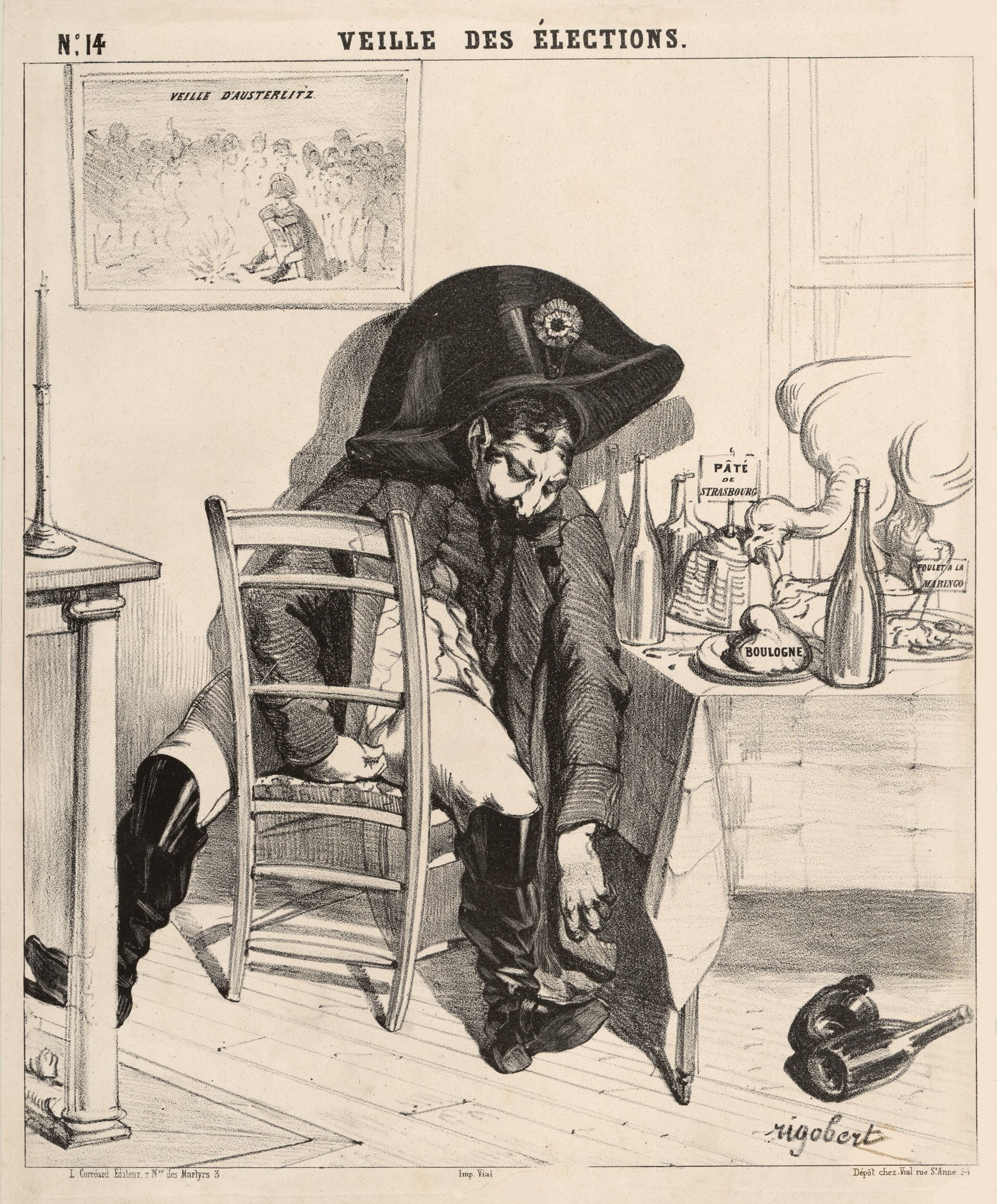
Veille des élections : comparé désavantageusement à son oncle la veille de la bataille d'Austerlitz, le candidat Bonaparte est caricaturé manifestement ivre et revêtu d'un habit napoléonien bien trop grand pour lui. Sur la table figurent des aliments aux noms évocateurs de ses tentatives malheureuses de soulèvements militaires à Strasbourg et Boulogne-sur-Mer.
Illustration de Rigobert, Paris, BnF, département des estampes et de la photographie, 1848.

Le 4 juin 1848, candidat à l'Assemblée nationale constituante, Louis-Napoléon Bonaparte est élu dans quatre départements : la Seine, l'Yonne, la Charente-Inférieure et la Corse. Ses cousins les princes Napoléon-Jérôme, Pierre Bonaparte et Lucien Murat sont aussi parmi les nouveaux élus. 
L'élection de Louis-Napoléon est suivie de manifestations populaires qui inquiètent la nouvelle Assemblée composée de 900 élus dont 500 républicains modérés, 300 monarchistes (orléanistes et légitimistes), une centaine de républicains démocrates et socialistes ainsi qu'une poignée de bonapartistes. Le 12 juin, Alphonse de Lamartine propose à ses collègues parlementaires de rendre exécutoire la loi d'exil du 10 avril 1832 qui interdisait le territoire français aux membres des familles ayant régné sur la France dans le cas où Louis-Napoléon s'aviserait de rentrer. Sa proposition est finalement rejetée. Le lendemain, la validation de l'élection, soumise à accord de l'Assemblée, est acquise à une large majorité comprenant notamment les républicains Jules Favre et Louis Blanc. Néanmoins, le 16 juin, accusé d'appeler à la révolte, Louis-Napoléon annonce renoncer à remplir son mandat. Il a ainsi la chance de ne pas être compromis dans la répression sanglante des ouvriers parisiens révoltés lors des journées insurrectionnelles des 22-26 juin (journées de Juin) dont le bilan s'élève à environ 5 000 insurgés tués ou fusillés, environ 1 500 soldats tués, 25 000 arrestations et 11 000 condamnations à la prison ou à la déportation en Algérie,. Ces journées de juin creusent alors un fossé temporairement infranchissable entre les autorités de la République et les ouvriers.
Louis-Napoléon décide alors de se présenter aux élections législatives intermédiaires des 17 et 18 septembre 1848. Candidat dans les quatre départements qui l'avaient déjà élu en juin, il est aussi candidat en Moselle. Élu dans ces cinq départements, il obtient en tout 300 000 voix provenant également des départements de l'Orne, du Nord et de la Gironde où il n'était pourtant pas candidat. Il rentre alors en France et s'installe à Paris le 24 septembre. Le lendemain, son élection est validée à l'unanimité par l'Assemblée où il peut enfin siéger. « On l'avait vu assez souvent s'asseoir à la place qu'il avait choisie sur les bancs supérieurs de la gauche, dans la cinquième travée, dans cette zone communément appelée la Montagne, derrière son ancien précepteur, le représentant Vieillard », dixit Victor Hugo.
À la suite de la promulgation, le 4 novembre 1848, de la Constitution de la IIe République, Louis-Napoléon Bonaparte est candidat à l'élection présidentielle, la première au suffrage universel masculin en France. Ses adversaires sont Louis Eugène Cavaignac (républicain modéré), Alphonse de Lamartine (républicain), Alexandre Ledru-Rollin (républicain avancé), François-Vincent Raspail (socialiste) et Nicolas Changarnier (royaliste légitimiste).
Durant la campagne, qu'il fait financer par son amie anglaise Miss Harriet Howard et par le marquis Pallavicini, le prince prend de nombreux contacts (Proudhon, Odilon Barrot, Charles de Montalembert, etc.) et parvient à recevoir le soutien du parti de l'Ordre, à commencer par Adolphe Thiers, mais aussi le soutien de Victor Hugo pour qui, alors, le nom de Napoléon ne peut se rapetisser. Les votes ont lieu les 10 et 11 décembre 1848 et les résultats proclamés le 20 décembre.
Louis-Napoléon est élu pour quatre ans avec 5 572 834 voix (74,2 % des voix) contre 1 469 156 voix à Cavaignac (19,6 %), 376 834 voix à Ledru-Rollin (5 %), 37 106 voix à Raspail (0,5 %) et quelque 20 000 voix à Lamartine (0,3 %). Il est le premier président de la République française. À 40 ans et huit mois, il demeure le plus jeune président de l'histoire de France jusqu'à l'élection, en 2017, d'Emmanuel Macron, âgé de 39 ans et quatre mois.

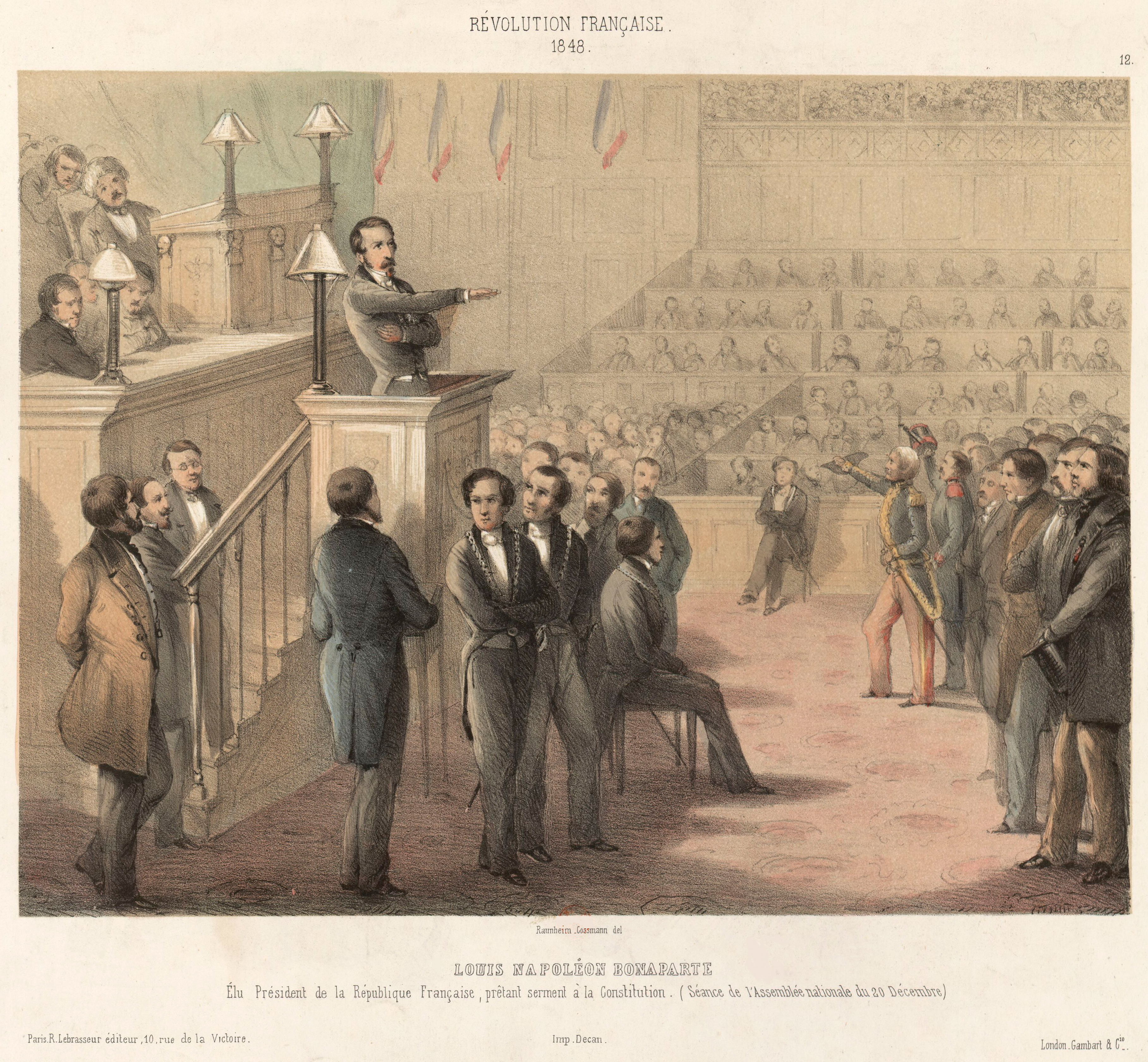
Élu président de la République, Louis-Napoléon Bonaparte prête serment à la Constitution devant l'Assemblée constituante le 20 décembre 1848.

Son élection profite à la fois de l'adhésion massive des paysans, de la division d'une opposition hétérogène (gauche, modérée ou royaliste), et de la légende impériale, surtout depuis le retour des cendres de Napoléon Ier en 1840. Si quatre départements ne donnent pas la majorité relative à Louis-Napoléon (Finistère, Morbihan, Var et Bouches-du-Rhône), une vingtaine, essentiellement situés dans le Sud-Est et l'Ouest, ne lui accordent pas de majorité absolue alors que dans 34 départements, il dépasse les 80 % des suffrages. Son électorat, bien que majoritairement paysan, se révèle hétéroclite mêlant bourgeois hostiles aux partageux, citadins des petites villes et ouvriers parisiens. D'ailleurs à Paris, il réalise un score homogène, recueillant autant de voix dans les beaux quartiers de l'Ouest que dans ceux ouvriers de l'Est.
Louis-Napoléon, qui s'est « toujours donné, en parole et en acte comme héritier de l'Empire » prête serment à l'Assemblée constituante le 20 décembre 1848 et « jure fidélité à une Constitution formellement contraire à « son destin » ». Devant les représentants qui ne savent pas s'ils assistent à une conversion ou à un parjure et l'applaudissent donc peu, il devient le premier président de la République française et, par conséquent, le premier à s'installer le soir même au palais de l'Élysée, choisi de préférence aux symboles monarchiques qu'étaient le palais des Tuileries et le Palais-Royal.
L'homme qui accède alors à la présidence se pense doublement légitime : d'une part parce qu'il est un héritier, celui de l'Empereur Napoléon Ier, et d'autre part parce qu'il est le premier élu du peuple tout entier, adoubé par le suffrage universel masculin. Comme son oncle, le président Louis-Napoléon Bonaparte adhère aux principes juridiques et sociaux de 1789 ; comme lui, il pense qu'ils doivent « être complétés par un pouvoir politique fort » et, comme lui, il est patriote et pense que la France est porteuse de valeurs. Par contre, en raison de son héritage et de son éducation maternelle, il croit au progrès, pense que l'État a un devoir d'intervenir pour faire face au paupérisme engendré par la modernité industrielle et admire l'Angleterre.
Ces éléments, son activisme et son réformisme social le rapprochent des républicains mais le fait qu'il soit un prétendant à la restauration de la monarchie impériale héréditaire empêche toute alliance avec eux et l'amène à pactiser avec le parti de l'Ordre, tout en étant aussi son opposant.
Son élection est suivie de près à la Bourse de Paris, où le cours du principal titre coté, la rente 5 %, bondit de 65 à 80 en quelques jours.

### Confrontation avec l’Assemblée

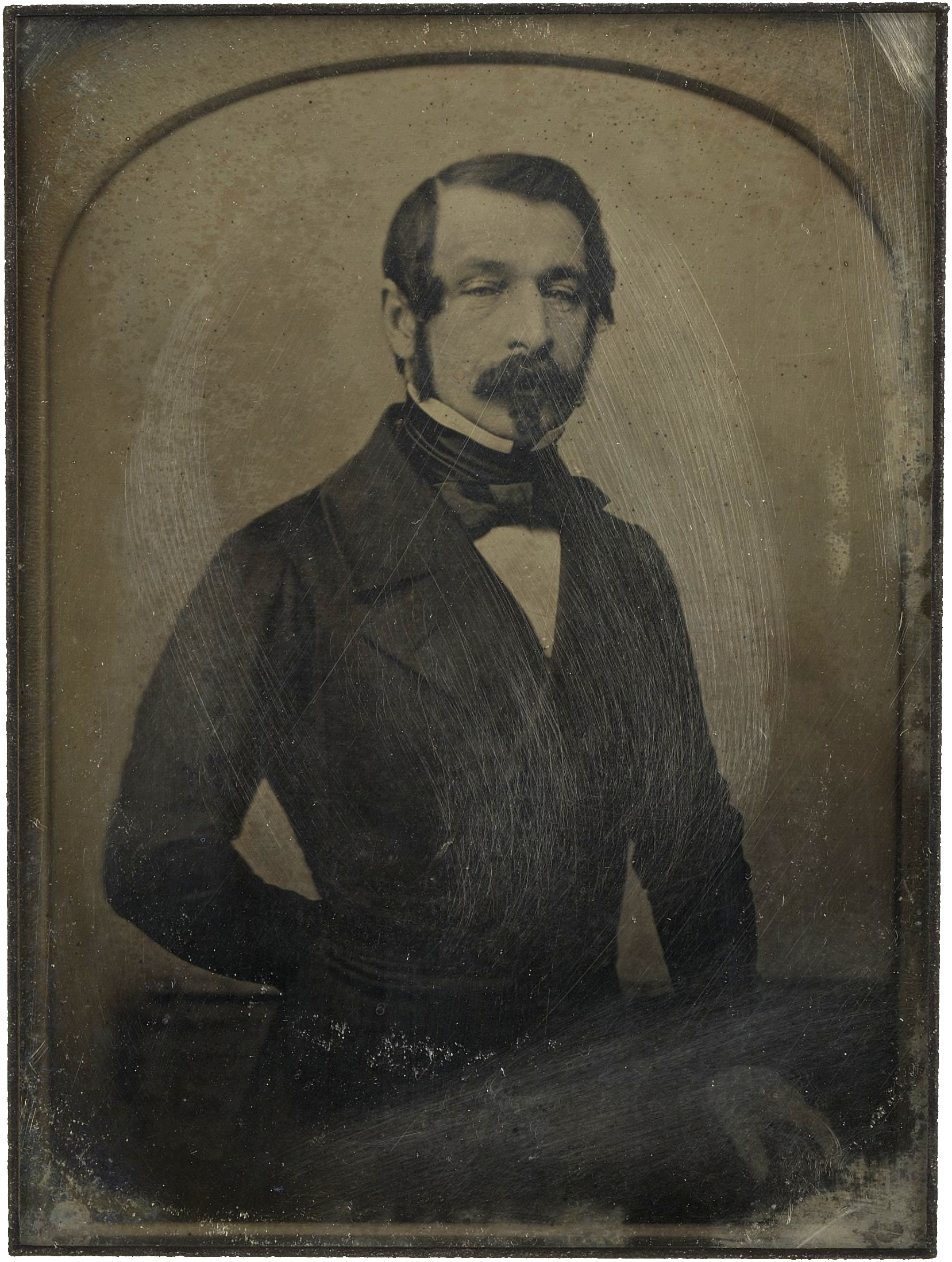
Daguerréotype du président Louis-Napoléon Bonaparte.

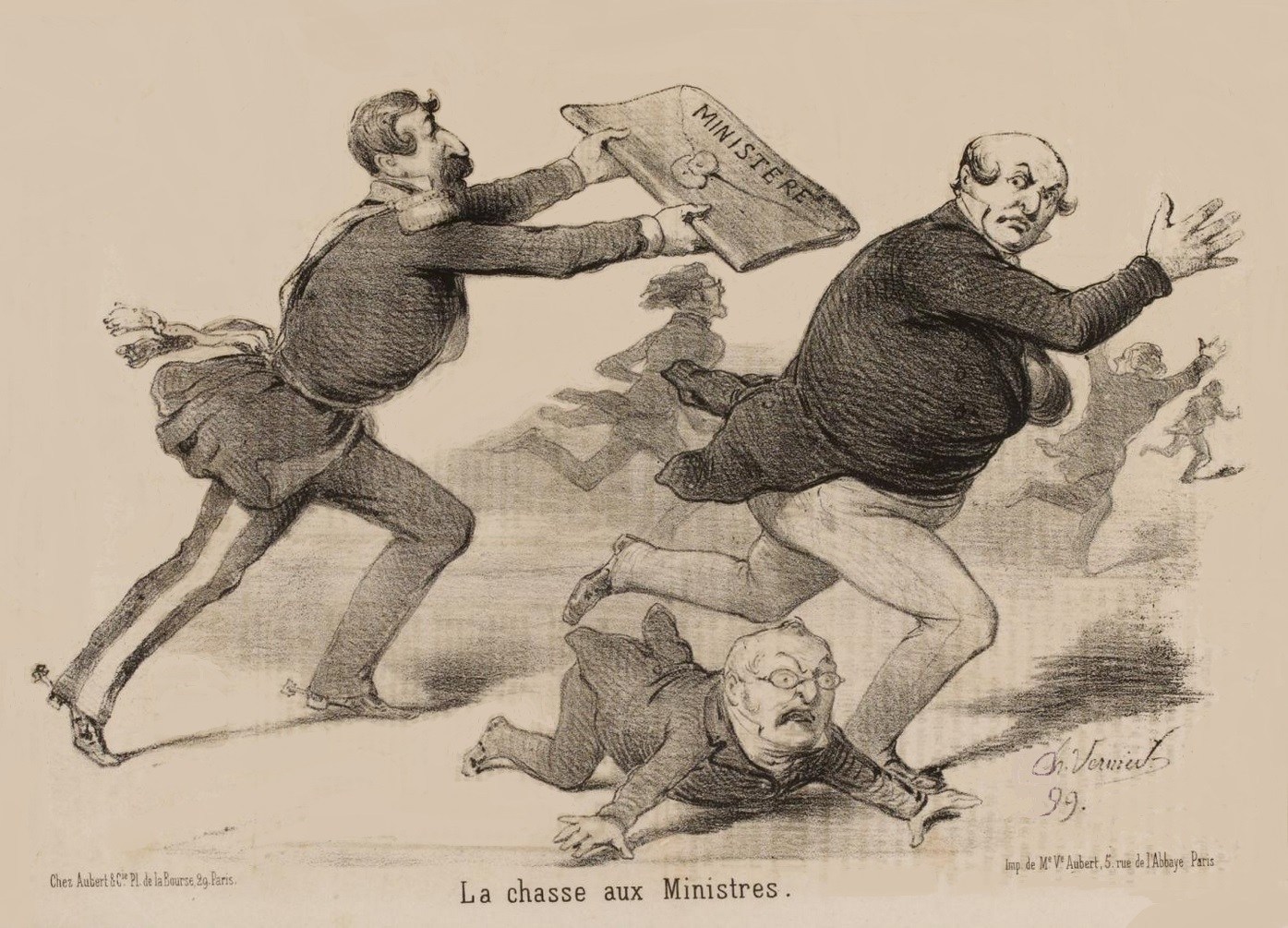
La chasse aux ministres : Bonaparte offre vainement un portefeuille ministériel à diverses personnalités politiques (dont Thiers et Barrot) qui s'enfuient à toutes jambes.
Caricature de Charles Vernier.

La Constitution de 1848 limite largement les pouvoirs du président qui est soumis soit à l'Assemblée soit au Conseil d'État. Dès son installation, Louis-Napoléon reprend l'apparat impérial, circulant à bord de coupés aux armoiries napoléoniennes et choisissant comme tenue officielle l'uniforme de général en chef de la Garde nationale comprenant bicorne à plume, grand cordon et plaque de la Légion d'honneur. 
Célibataire, sa compagne britannique Miss Howard ne peut prétendre au rôle de Première dame et d'hôtesse de l'Élysée qui est finalement exercé par sa cousine, la princesse Mathilde. Si un homme vient à prendre de l'importance dans l'entourage de Louis-Napoléon, c'est son demi-frère adultérin, l'homme d'affaires et ancien député Charles de Morny, dont Louis-Napoléon a découvert l'existence après le décès de sa mère et qui le rencontre pour la première fois en janvier 1849, à l'Élysée, avant de devenir un peu plus tard l'un de ses conseillers.
Dans le cadre de ses pouvoirs exécutifs, Louis-Napoléon demande à Adolphe Thiers de former le premier gouvernement de la présidence mais celui-ci refuse. Aucun dirigeant orléaniste ne souhaite diriger le cabinet, ni aucun des républicains approchés par le président. C'est finalement Odilon Barrot, ancien chef de l'opposition constitutionnelle, qui accepte de diriger un gouvernement de mouvance orléaniste (Léon Faucher, Léon de Maleville, etc.) comprenant un républicain (Jacques Alexandre Bixio) et un membre du parti catholique (le comte de Falloux). Aucun membre de ce gouvernement n'appartient à la mouvance du président, ce qui lui donne le nom de « ministère de la captivité », selon l'appellation donnée par Émile Ollivier au motif que Louis-Napoléon en est le captif, encerclé par les hommes du parti de l'Ordre. L'un des leurs, le général Nicolas Changarnier, prend d'ailleurs la tête de la Garde nationale et de la division de Paris.
L'Assemblée élue en 1848 tarde à se dissoudre et, à partir du 24 janvier, les tensions montent entre le gouvernement et les élus. L'épreuve de force est évitée de justesse à la fin du mois de janvier quand le général Changarnier, commandant de la Garde nationale, prend l'initiative de rassembler les troupes autour de l'Assemblée sous prétexte de la défendre contre un éventuel mouvement populaire. La pression de Changarnier, soupçonné de part et d'autre de préparer un coup d'État militaire, incite le chef de l'État, le gouvernement et les députés à négocier. Ces derniers acceptent finalement, à une courte majorité, de se séparer,.

#### Expédition militaire de Rome et élections législatives

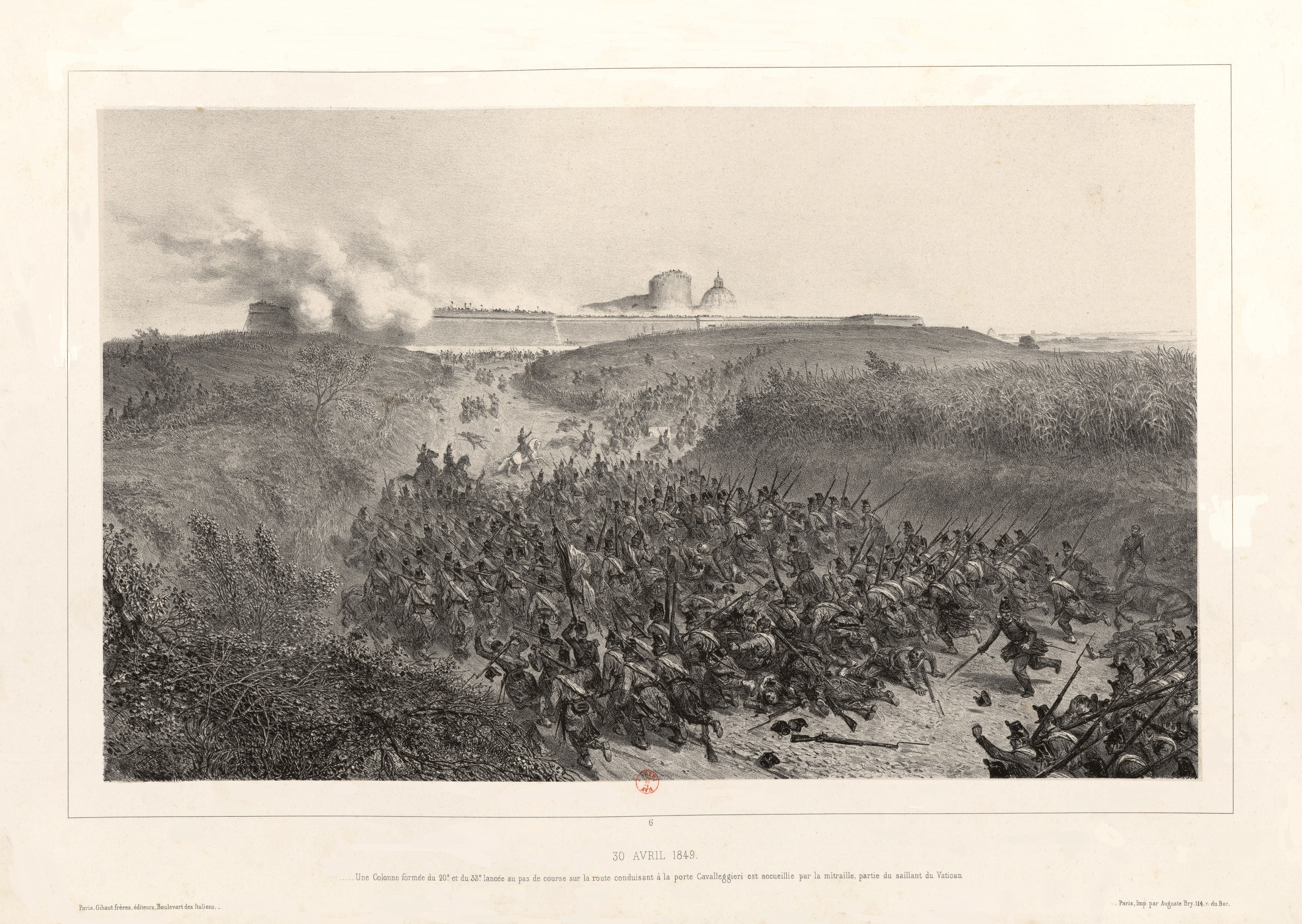
Une colonne du corps expéditionnaire français est mitraillée par les défenseurs de la République romaine, le 30 avril 1849 (lithographie d'Auguste Raffet).

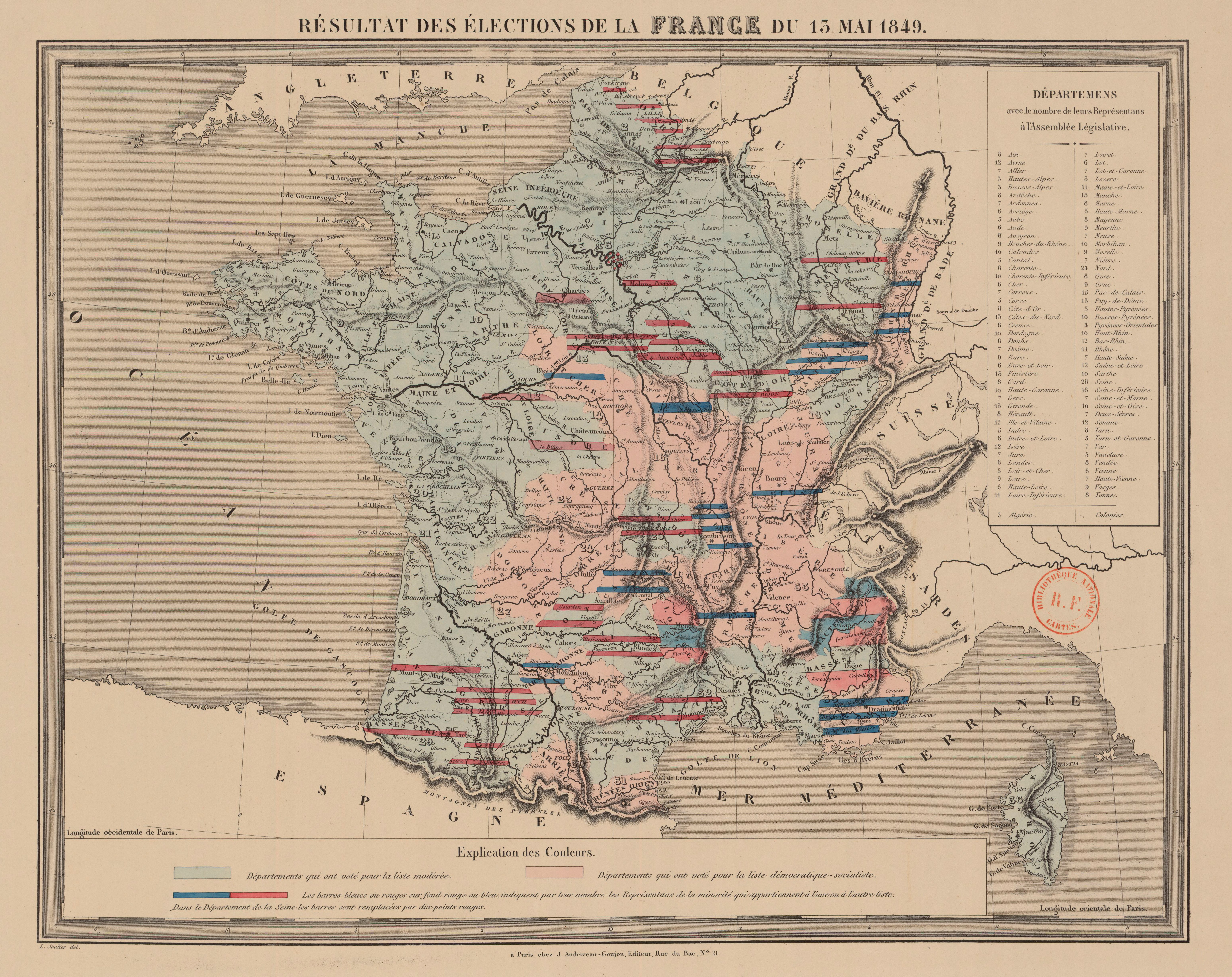
Résultats des élections législatives du 13 mai 1849.

La campagne des élections est perturbée par le déclenchement de l'expédition militaire à Rome que le gouvernement Barrot a initialement engagée comme une opération de couverture de la République romaine avec pour mission de s'interposer entre les volontaires républicains de Giuseppe Garibaldi et l'armée autrichienne venue secourir le pape Pie IX, chassé de Rome par les républicains.
Le corps expéditionnaire français de 14 000 hommes, débarqué le 24 avril à Civitavecchia et dont la mission est en fait mal définie, fait alors face à la résistance des troupes républicaines sous le commandement de Garibaldi qui l'accueillent à coups de canon. Le 30 avril, le général Nicolas Oudinot est obligé de battre en retraite devant Rome laissant derrière lui plus de 500 morts et 365 prisonniers. Informé des événements, Louis-Napoléon accepte toutes les requêtes de renfort demandées par Oudinot et, sans consulter ses ministres, lui demande de rétablir la puissance temporelle du pape. Outrés, 59 députés républicains exigent la mise en accusation du président français. Conjointement avec l'Assemblée, le président envoie également en Italie un nouvel ambassadeur plénipotentiaire, le baron Ferdinand de Lesseps, chargé de trouver une trêve avec les républicains romains.
Ces décisions sont prises rapidement en raison de la proximité des élections législatives françaises organisées le 13 mai, la restauration du pape étant devenue l'un des principaux thèmes du débat électoral. Ces élections doivent permettre aussi de trancher entre le président et l'Assemblée sortante à majorité républicaine. Le scrutin, marqué par un fort taux d'abstention (31 %), se traduit par l'éviction de la majorité des sortants, dont Lamartine, et la victoire de l'Union libérale (59 %) dominée par le parti de l'Ordre (53 % des voix et environ 450 élus dont 200 légitimistes sur un total de 750 députés), par l'effondrement des républicains modérés (environ 80 élus) et la progression des démocrates-socialistes (34 % des suffrages soit environ 250 élus).

#### Journée du 13 juin 1849 et suites
Ce « crétin que l’on mènera », selon l’expression d’Adolphe Thiers qui l'avait soutenu durant la campagne présidentielle parce qu'il croyait pouvoir l'utiliser en lui procurant de l'argent et des femmes avant de le remplacer au terme de son mandat, s’avère finalement beaucoup plus intelligent et retors. Après les élections de mai, Louis-Napoléon reconduit Odilon Barrot à la direction de son deuxième gouvernement comprenant notamment Alexis de Tocqueville (nommé aux Affaires étrangères) et Hippolyte Passy (confirmé aux finances).

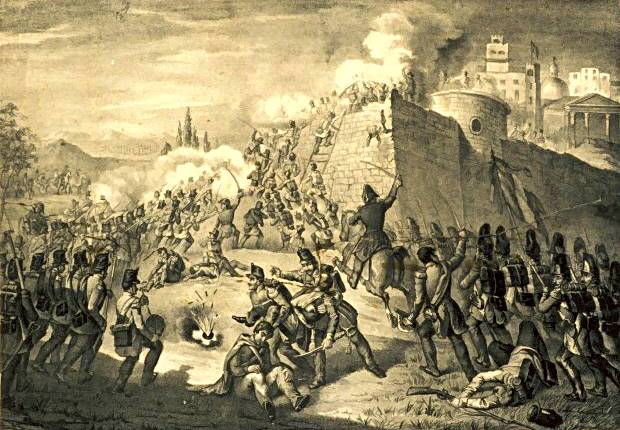
Les troupes françaises du général Oudinot donnent l'assaut final au mur d'Aurélien début juillet 1849, prélude de la chute de la République romaine.

La nouvelle Assemblée refuse de ratifier la trêve et l'accord négocié par de Lesseps tandis qu'Oudinot reprend l'offensive contre les troupes de Garibaldi avec, pour mission claire, cette fois, de rétablir le pouvoir temporel du pape. Les répercussions, en France, de cette expédition militaire atteignent leur paroxysme le 13 juin 1849 quand, à l'issue du vote de l'Assemblée approuvant le renforcement de crédits financiers à l'expédition militaire contre la République romaine, un groupe de députés démocrates-socialistes, sous l’égide d'Alexandre Ledru-Rollin, réclame la mise en accusation du président de la République et du ministère d'Odilon Barrot, à qui ils reprochent de violer l'article 5 du préambule de la Constitution française selon laquelle la République 
« respecte les nationalités étrangères, comme elle entend faire respecter la sienne ; n'entreprend aucune guerre dans des vues de conquête, et n'emploie jamais ses forces contre la liberté d'aucun peuple ».

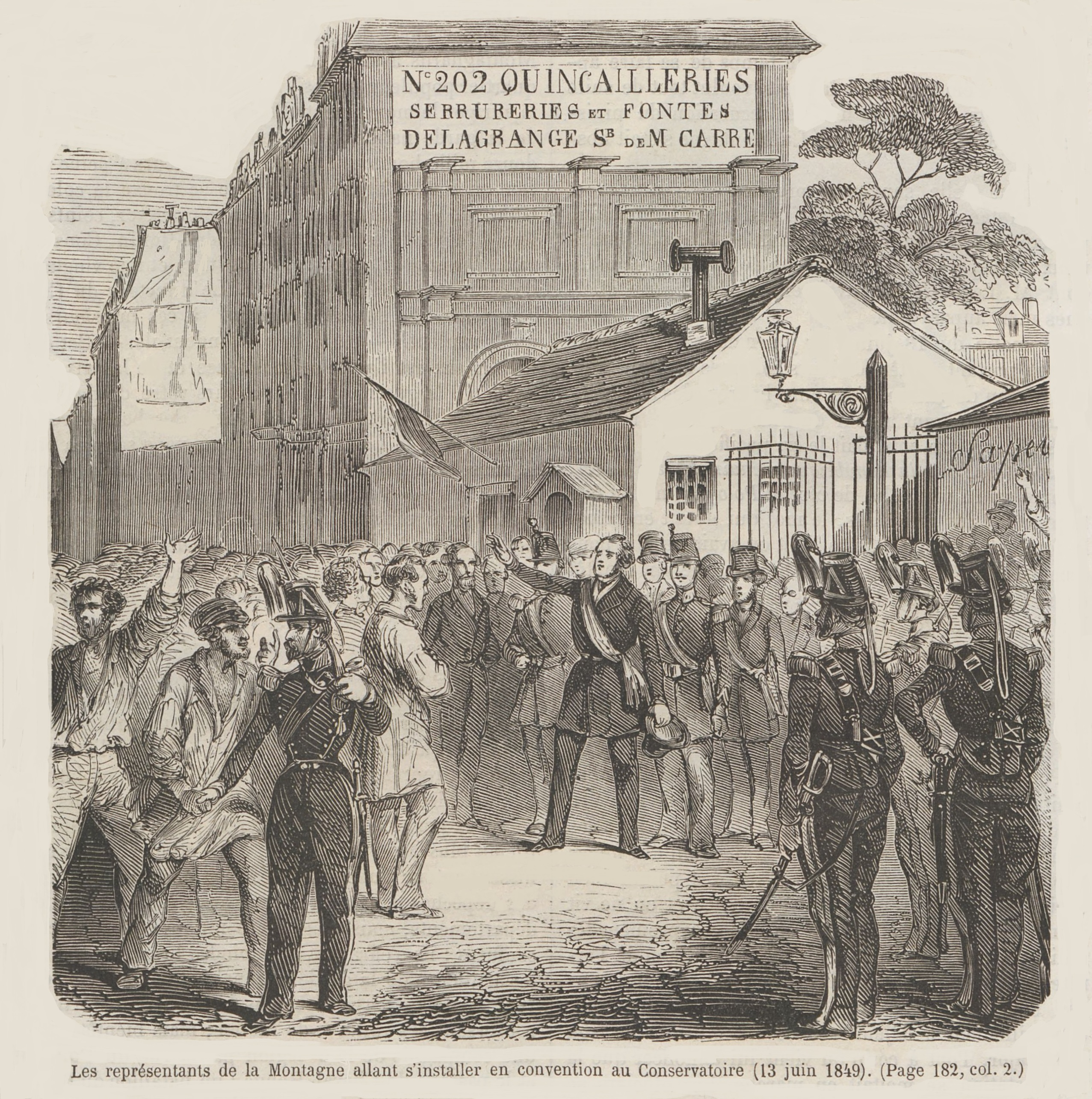
À l'issue de la journée du 13 juin 1849, les représentants de la Montagne se retranchent au Conservatoire des arts et métiers.

La manifestation républicaine organisée sur les grands boulevards de Paris ayant été dispersée par les troupes du général Changarnier, plusieurs députés républicains se retranchent alors au Conservatoire national des arts et métiers où ils décident de siéger en convention et de constituer un gouvernement provisoire. Au bout de trois quarts d'heure, ils sont néanmoins obligés de prendre la fuite.
L'échec de cette journée de manifestation entraîne de nouvelles mesures de répression, qui achèvent de désorganiser l’extrême gauche. Six journaux sont supprimés et, le 19 juin, l'Assemblée adopte une loi sur les clubs permettant au gouvernement de suspendre la liberté d'association pour un an. Le 27 juillet, une loi complémentaire sur la presse est votée, instituant de nouveaux délits et réglementant sévèrement le colportage. Enfin, le 9 août, une autre loi autorise le gouvernement à proclamer l’état de siège avec un minimum de formalités. Les responsables républicains impliqués dans la journée du 13 juin sont déférés devant la Haute Cour de justice de Versailles qui siège du 12 octobre au 15 novembre. Sur 67 accusés dont 16 députés, poursuivis pour « avoir participé à un complot ayant pour but 1° de détruire ou de changer la forme du gouvernement ;  2° d'exciter à la guerre civile, en armant ou portant les citoyens à s'armer les uns contre les autres », 31 seulement sont présents. Les 16 députés sont déchus de leurs mandats électoraux tandis que Ledru-Rollin et 35 autres accusés absents sont condamnés par contumace à la déportation,.

#### Premiers voyages en province

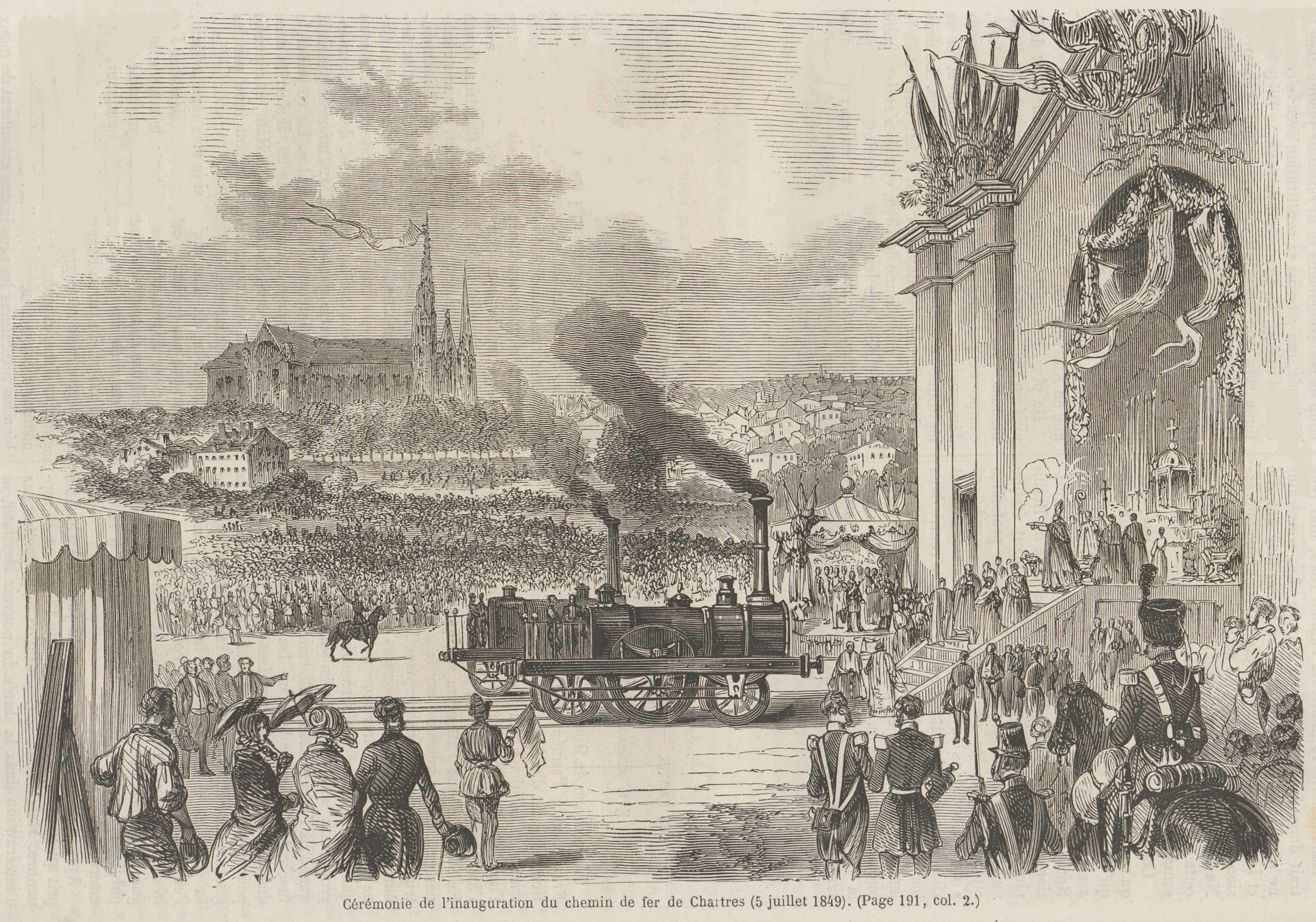
Inauguration du chemin de fer de Chartres par le président de la République, 5 juillet 1849.

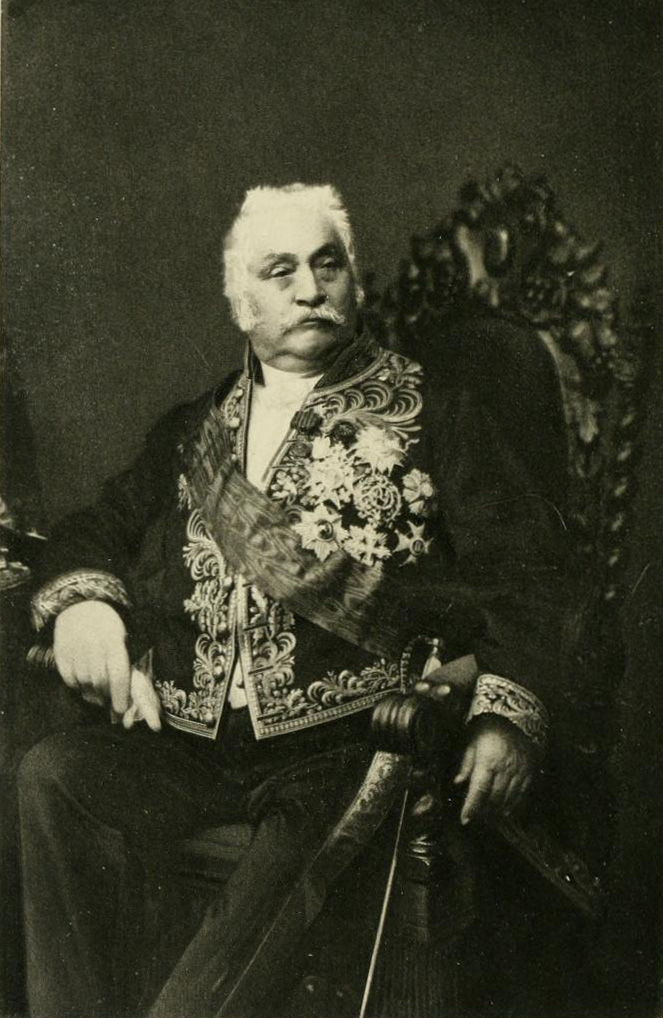
Alphonse Henri d'Hautpoul.

Louis-Napoléon Bonaparte se tient en retrait durant tout l'été 1849, laissant les hommes du parti de l'Ordre et l'Assemblée voter toutes les lois permettant de renforcer son pouvoir. Pour se faire réellement connaître des Français et diffuser ses idées politiques, il inaugure en province des voyages de type présidentiel, profitant notamment du développement du chemin de fer. Soucieux de conforter sa popularité, il parcourt ainsi l'Hexagone, se faisant acclamer par la foule et les soldats. Partout où il se rend (Chartres, Amiens, Angers, Tours, Nantes, Rennes, Saumur, Rouen, Le Havre), il prêche avec des formules simples et directes la concorde et l'union de tous les citoyens, inaugurant ainsi une technique langagière éloignée des harangues rhétoriques utilisées par les représentants de la classe politique traditionnelle. Il écarte, à cette époque, une proposition de Changarnier qui l'assure de son soutien dans un éventuel coup de force contre l'Assemblée. La popularité du président est à son zénith, ce qui permet à la presse bonapartiste de commencer à militer pour la prolongation du mandat présidentiel. Durant ses déplacements, il est parfois accompagné discrètement de sa compagne, Miss Howard. Celle-ci fréquente peu le palais de l'Élysée et réside dans un hôtel particulier au No 14  de la rue du Cirque (entre l'avenue Gabriel et la rue du Faubourg-Saint-Honoré) où elle vit avec Louis-Napoléon et reçoit les familiers du président.
Politiquement, il se démarque un peu plus du parti de l'Ordre et de l'Assemblée, encore une fois à cause de la question romaine. En août, sa lettre de soutien à la « liberté italienne » contre le rétablissement de l'absolutisme du pouvoir temporel du pape lui accorde le soutien de la gauche et la désapprobation du gouvernement et de la majorité parlementaire. Le 31 octobre 1849, il obtient la démission d'Odilon Barrot puis la formation d'un nouveau gouvernement formé par le général Alphonse Henri, comte d'Hautpoul, un légitimiste vétéran des guerres napoléoniennes. C'est le « ministère des Commis », lié au duc de Morny, dans lequel on trouve Ferdinand Barrot, frère d'Odilon Barrot, mais aussi Eugène Rouher. La désignation de Victor Hugo à un poste ministériel est néanmoins écartée, au grand dam de ce dernier, à la suite de son discours incendiaire tenu contre le parti de l'Ordre à l'Assemblée, dix jours plus tôt. Sa désignation aurait en effet été perçue comme une provocation par la majorité conservatrice, mais l'ancien pair du royaume tire de sa récusation ministérielle des implications politiques et personnelles lourdes de conséquences pour le président.

#### Loi Falloux et loi électorale du 31 mai 1850

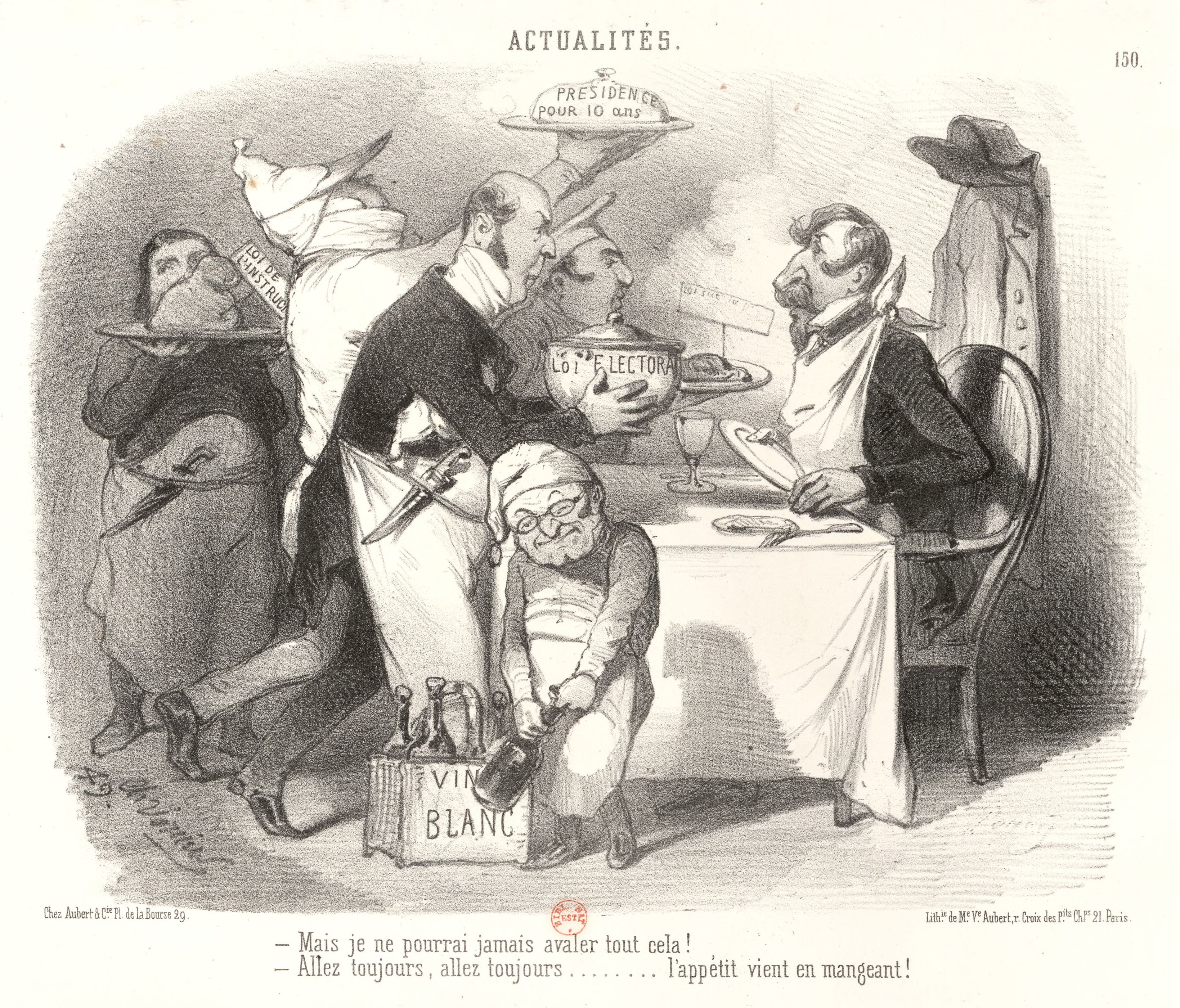
Mais je ne pourrai jamais avaler tout cela !
Assis à table, Bonaparte est interloqué par tous les plats servis par Montalembert, Véron, Berryer et Baroche : loi Falloux, loi électorale « des Burgraves », loi sur la presse, Présidence pour 10 ans. Au premier plan, Thiers débouche narquoisement une bouteille de vin blanc.
Caricature de Charles Vernier, Le Charivari, 20 juin 1850.

Même si le gouvernement est dévoué à Louis-Napoléon, il n'en reste pas moins que c'est l'Assemblée qui vote les lois que le gouvernement doit ensuite appliquer. Profitant de sa position dominante, l'assemblée conservatrice approuve, le 15 mars 1850, par 399 voix contre 237, la loi Falloux sur la liberté de l'enseignement, favorisant de fait l'influence du clergé. N'ayant aucun intérêt à heurter ce dernier ou l'électorat catholique, le président ne songe pas à émettre de réserves. C'est également le cas pour la loi du 31 mai 1850, dite « loi des Burgraves », limitant le suffrage universel masculin. En imposant une résidence de trois ans pour les électeurs et en multipliant les cas de radiation des listes (vagabondage, condamnation pour rébellion ou atteinte à l'ordre public, etc.), la nouvelle loi élimine 30 % du corps électoral dont beaucoup sont des artisans et des ouvriers saisonniers. Cependant, même si les éliminés sont en grande partie des électeurs de la « tendance démocrate-socialiste », on y trouve aussi des partisans légitimistes ou des napoléoniens, partisans de la « démocratie plébiscitaire ». 
Dans un premier temps, « Louis-Napoléon laissa faire et même favorisa la manœuvre qui privait l'ennemi commun de moyen d'action légale » mais, dans un second temps, il « ne tarda pas à s'en désolidariser ». Cette compromission avec les membres du parti de l'Ordre ne peut pas beaucoup lui plaire d'autant plus que le suffrage populaire est l'un de ses principes et que la nouvelle loi lui retire ses électeurs. Convaincu de pouvoir remporter une prochaine élection présidentielle avec une majorité considérable, la loi électorale qui vient d'être adoptée par l'Assemblée « demeurait à ses yeux temporaires et de toute circonstance » dans un contexte où les républicains ne peuvent accéder au pouvoir « ni par l'insurrection ni par l'élection ».
Durant sa tournée hexagonale de l'été, Louis-Napoléon constate l'effervescence qui monte dans les provinces. Au cours du voyage présidentiel qu'il effectue dans l'Est, il critique l'Assemblée nationale en déclarant « Mes amis les plus sincères, les plus dévoués ne sont pas dans les palais, ils sont sous le chaume ; ils ne sont pas sous les lambris dorés, ils sont dans les ateliers et dans les campagnes ». À Lyon, dans une ville qui ne lui est pas acquise, il déclare que « l'élu de 6 millions de suffrages exécute les volontés du peuple et ne les trahit pas », manière pour lui de désavouer publiquement la nouvelle loi électorale. En septembre 1850, en Normandie, terre acquise et conservatrice, il se pose en mainteneur de l'état des choses existant pourvu que le peuple veuille le laisser au pouvoir, multipliant les allusions à une évolution politique à venir en référence aux vœux exprimés par des conseils généraux sollicités en faveur d'une révision constitutionnelle pour permettre la réélection du président.
Au début de l'automne 1850, le conflit larvé entre le président et l'Assemblée est devenu une guerre ouverte. Durant l'été, l'Assemblée a adopté plusieurs autres lois liberticides (loi du 16 juillet 1850 sur la liberté de la presse, loi du 30 juillet 1850 sur la censure des théâtres). À son retour à Paris, Louis-Napoléon s'attache à organiser ses partisans déclarés, rassemblés notamment au sein de la Société du Dix-Décembre (mouvement constitué en 1848 sous la forme d'une société de secours mutuel, car les clubs politiques étaient illégaux, le nom choisi évoquant le jour de l'élection à la Présidence) et de celle du 15 août, et à mettre l'armée de son côté, multipliant les promesses d'avancement et les augmentations de solde.

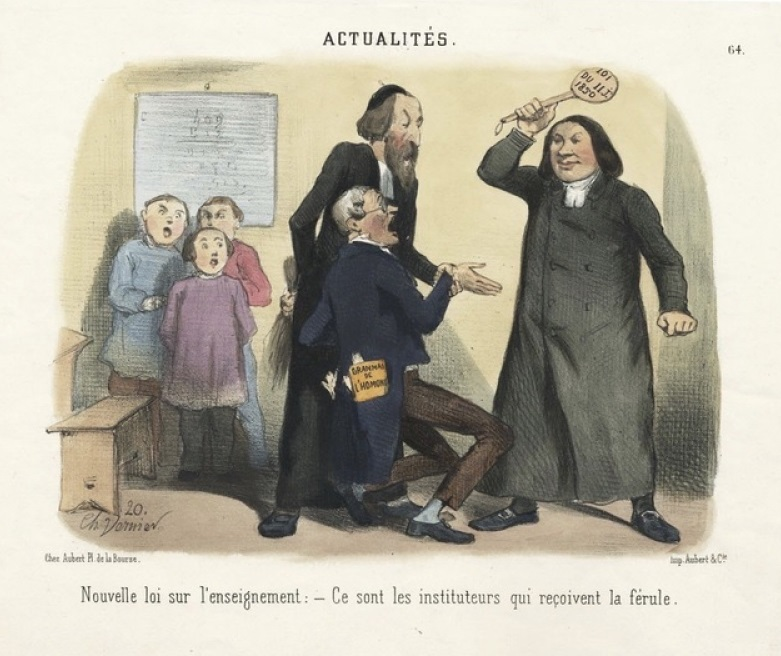
Nouvelle loi sur l'enseignement : - Ce sont les instituteurs qui reçoivent la férule. Vêtus en ecclésiastiques, Alfred de Falloux et Charles de Montalembert punissent un instituteur en le frappant sur la main. Caricature de la « petite loi sur l'instruction » ou loi Parieu, estampe de Charles Vernier, 1850.
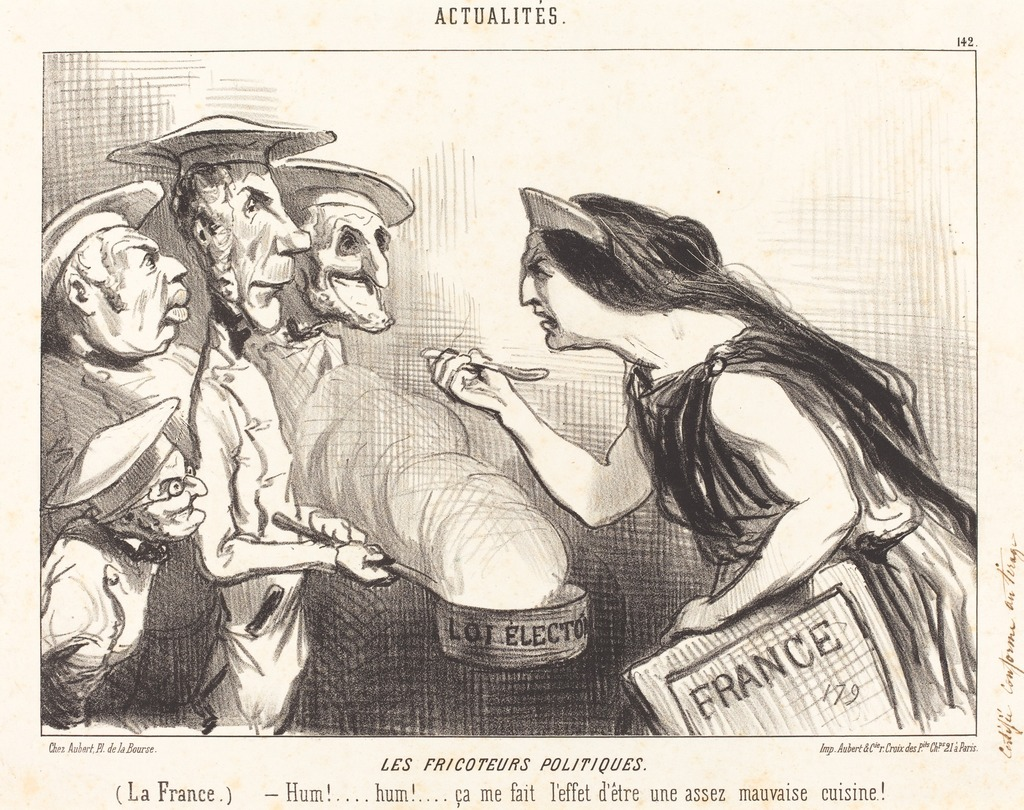
Thiers, Berryer, Faucher et Molé font goûter leur « assez mauvaise cuisine » électorale à la France. Les Fricoteurs politiques, caricature d'Honoré Daumier sur la loi électorale du 31 mai 1850.
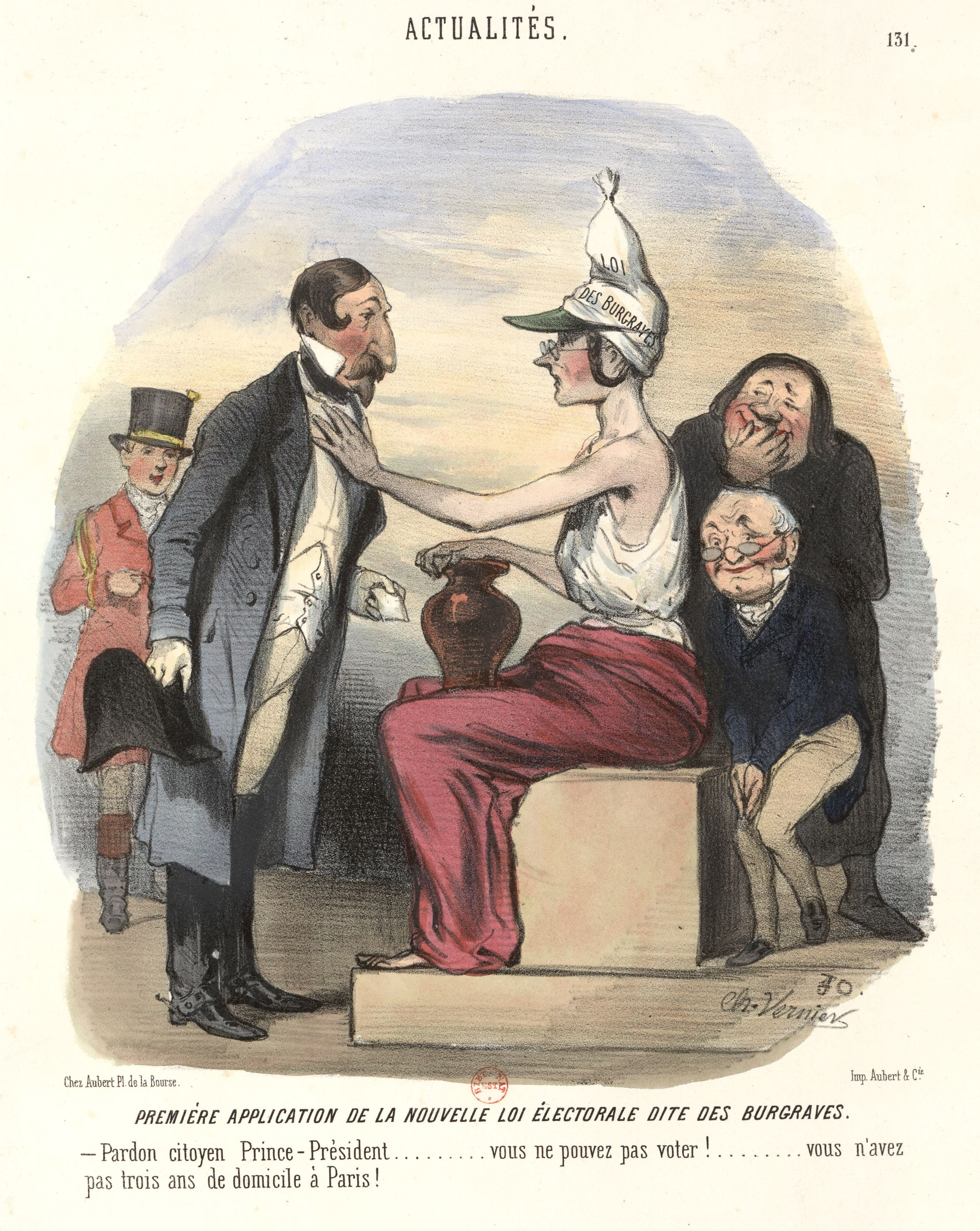
Première application de la nouvelle loi électorale dite des Burgraves. Sous les rires de Thiers et de Louis Veuillot, le président Bonaparte se voit lui-même mis dans l'impossibilité de voter puisqu'il n'a pas résidé continuellement à Paris depuis trois ans[99]. Caricature de Charles Vernier, Le Charivari, 23 mai 1850.

#### Revue de Satory et conséquences

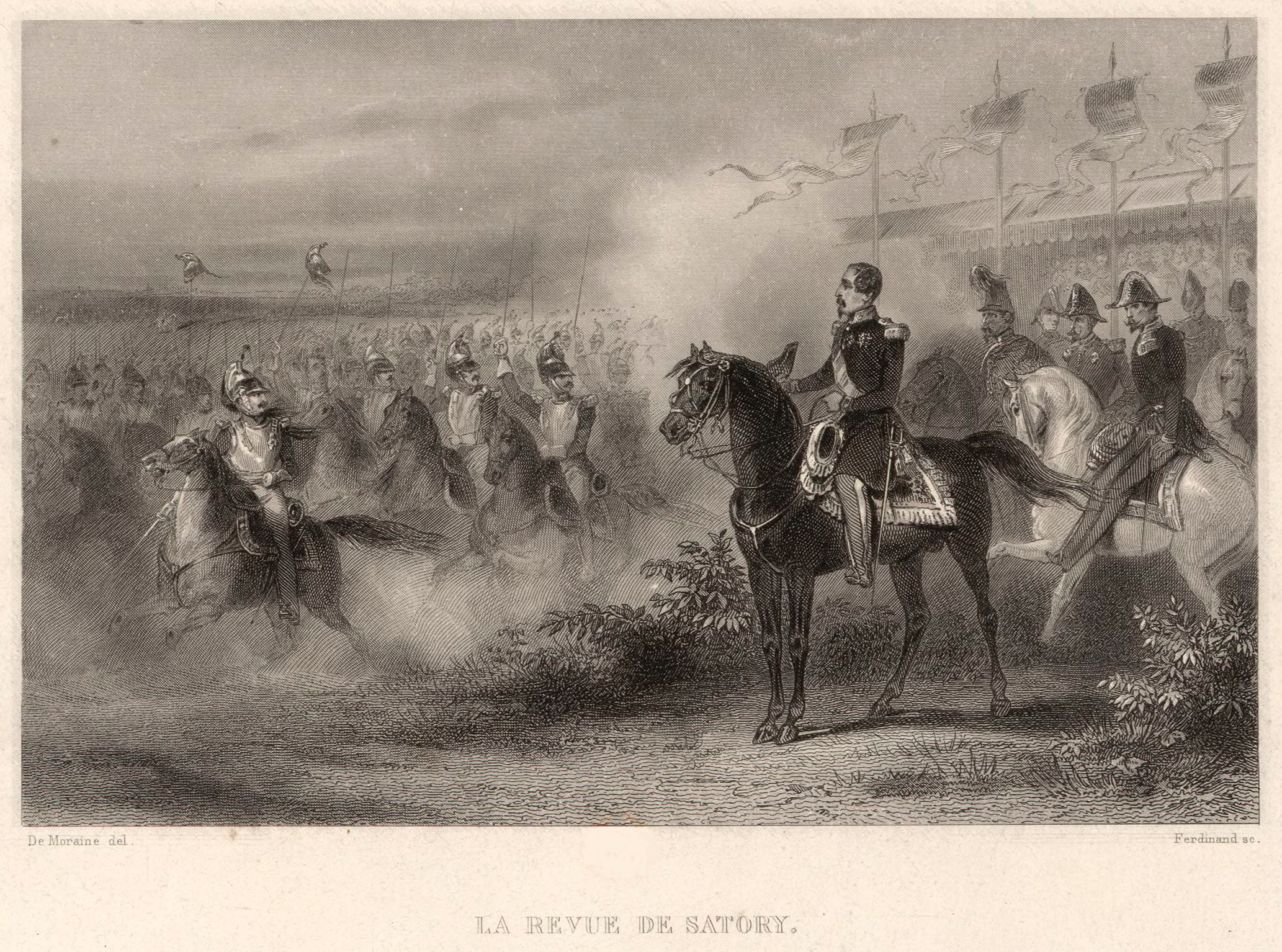
La cavalerie acclamant Bonaparte lors de la revue de Satory.

Le 10 octobre 1850, lors de la revue de Satory à Versailles, la cavalerie salue le chef de l'État en clamant « Vive Napoléon ! Vive l'Empereur ! » à la fureur de Changarnier, qui, depuis 1849, s'est éloigné du président et est passé dans le camp de la majorité parlementaire pour laquelle il est censé représenter le bras armé contre la restauration monarchique. Changarnier commet un impair en tentant d'organiser un coup de force, proposant avec plusieurs membres de la commission de permanence de l'Assemblée de faire arrêter le président alors que Thiers propose de mettre en place une dictature pour une période de six mois.
De provocation en provocation, Changarnier tente de pousser Louis-Napoléon à la faute. Habilement, ce dernier isole le commandant de la Garde nationale de ses plus fidèles lieutenants et annonce son intention de le destituer le 3 janvier 1851, provoquant au passage la démission de plusieurs ministres. Le 10 janvier, le décret de destitution est validé tandis que le gouvernement est remanié. L'affrontement avec les députés menés par Thiers se conclut par le vote d'une motion de défiance envers le cabinet par 415 voix contre 286. Louis-Napoléon ne passe pas outre, résiste aux sollicitations de Victor de Persigny d'employer la force et accepte la démission du gouvernement, remplacé par un « petit ministère », composé de techniciens et de fonctionnaires, entré dans l'histoire sous le nom de « ministère sans nom ». 
En échange de cette preuve d'apaisement de la part du président, l'Assemblée entérine la destitution de Changarnier. Néanmoins, Louis-Napoléon ressort victorieux de cette confrontation avec l'Assemblée, cette dernière ayant perdu celui qui faisait office de bras armé. Il pense alors pouvoir pousser son avantage et obtenir une modification des règles constitutionnelles qui lui permettrait de briguer un second mandat.

### Affrontement de 1851

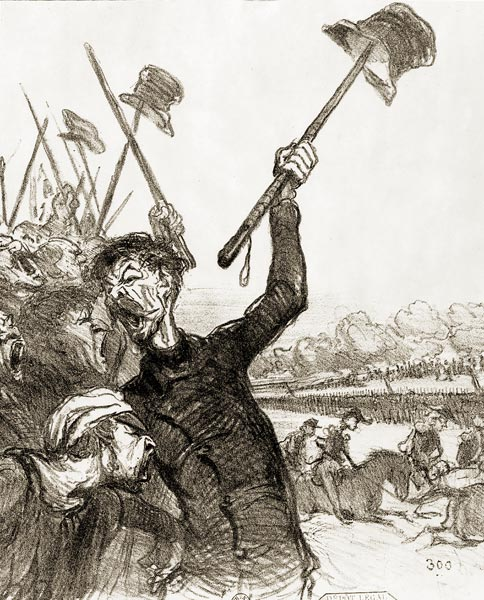
Créé par Honoré Daumier, le personnage de Ratapoil symbolise le butor partisan de la cause bonapartiste, armé d'une canne plombée et membre de la société du Dix-Décembre. Dans cette caricature, lui et ses comparses patibulaires crient « Vive l'Empereur ! » en brandissant leurs chapeaux au bout de leurs gourdins lors d'une revue militaire.
Lithographie de Daumier, Le Charivari, 1er juillet 1851.

#### Opposition entre le président et l'Assemblée
Depuis qu’il a été élu au suffrage universel masculin avec 74 % des voix, avec le soutien du parti de l'Ordre, « président des Français » en 1848 contre Louis Eugène Cavaignac, Louis-Napoléon Bonaparte s'est retrouvé en confrontation politique perpétuelle avec les députés de l’Assemblée nationale. Ainsi, déjà endetté lors de sa prise de fonction, Louis-Napoléon n'avait cessé de demander l'augmentation de son traitement. D'abord de 600 000 francs, son traitement annuel avait rapidement été doublé à 1,2 million de francs. En 1850, il demande un nouveau doublement à 2,4 millions de francs, et l'Assemblée lui donne finalement 2,16 millions. En 1851, il demande encore une augmentation, cette fois de 1,8 million de francs supplémentaires (pour un total de 3,96 millions), que l'Assemblée refuse finalement par 396 voix contre 294.

#### Tentative de réforme constitutionnelle
La Constitution établissant la non-rééligibilité du président, Louis-Napoléon doit légalement quitter le pouvoir en décembre 1852. Comme les élections législatives doivent avoir lieu la même année, l'Assemblée vote le principe de tenir les deux élections à la même date, le 2 mai 1852, soit sept mois avant la fin théorique du mandat présidentiel. Durant l'année 1850, afin de permettre la réélection du président de la République, le gouvernement Hautpoul demande aux préfets de mettre à l'ordre du jour des réunions des conseils généraux des départements l'adoption d'un vœu de révision de la Constitution de 1848. Ce faisant, il entre en conflit avec une partie des parlementaires peu favorables à une telle réforme des institutions. Au début de l'année 1851, la classe politique dans son ensemble, à l'exception des républicains, est cependant convertie à l'idée d'une révision constitutionnelle pour supprimer la clause de non-rééligibilité du président de la République, le risque de voir Louis-Napoléon se représenter illégalement et remporter la majorité des suffrages populaires étant réel. Dans sa volonté de réformer la Constitution, le président a le soutien d'Odilon Barrot, du comte de Montalembert et d'Alexis de Tocqueville. La première moitié de l’année 1851 est ainsi passée à proposer des réformes de la Constitution afin qu’il soit rééligible et que son mandat passe de 4 à 10 ans. Or, à cette demande de révision constitutionnelle, le président ajoute l'abrogation de la loi électorale du 31 mai 1850 qui a supprimé le suffrage universel. Sur ce point, les résistances sont plus nombreuses et exprimées au sein même du « parti de l'Élysée ».

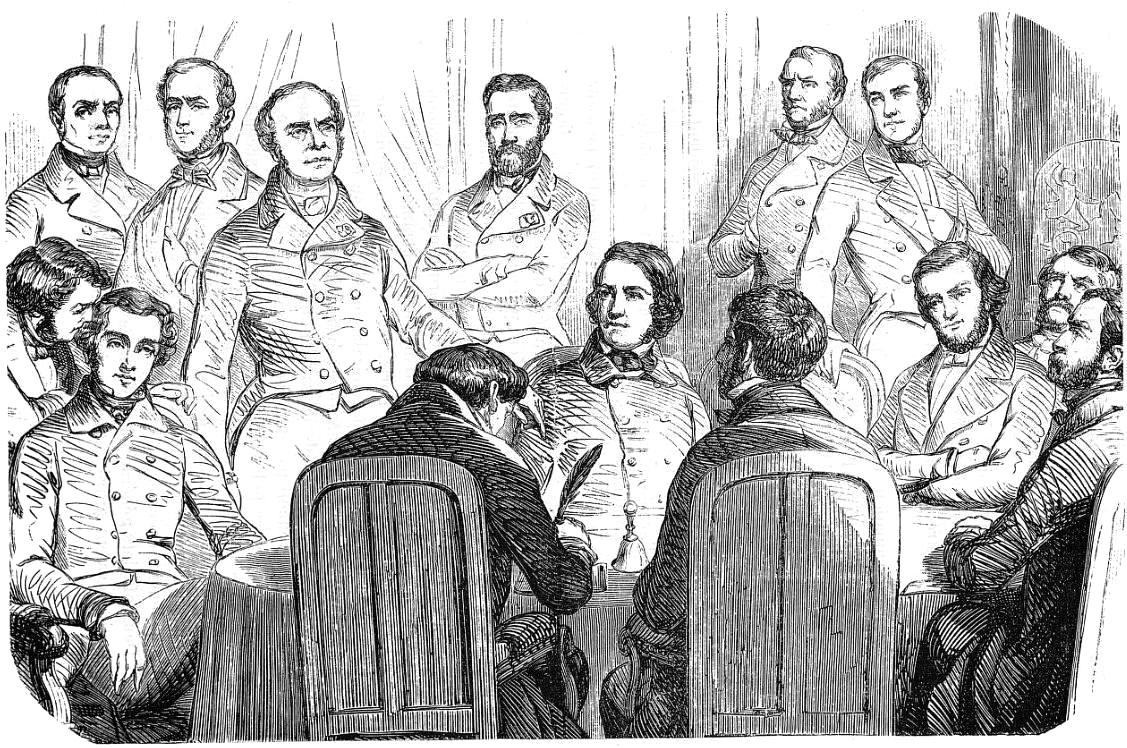
Commission de la révision de la Constitution à l'Assemblée nationale (L'Illustration, juin 1851).

Le 11 avril 1851, Louis-Napoléon Bonaparte remplace le « ministère sans nom » par une nouvelle équipe ouverte aux membres du parti de l'Ordre, à commencer par Léon Faucher, dans le but de rallier le vote conservateur mais c'est un échec, Faucher lui-même restant hostile à l'abrogation d'un texte qu'il avait défendu un an auparavant. À la suite d'une vaste campagne de pétition recueillant 1 456 577 signatures sur l'ensemble du territoire national (avec une prépondérance de signatures en provenance du bassin parisien, de l'Aquitaine et du Nord), le duc de Broglie dépose, le 31 mai 1851, à l'Assemblée, une proposition de loi soutenue par 233 députés pour réviser la Constitution et ainsi rendre rééligible le président de la République. Louis-Napoléon lui-même ne reste pas inactif et se rend en province où ses discours, en forme de manifeste et d'appel au peuple, provoquent la fureur des conservateurs. Ainsi s'en prend-il, à Dijon, à « l'inertie de l'Assemblée législative » et se met-il « à la disposition de la France ». Si les deux tiers des conseils généraux se rallient à sa cause, les orléanistes de Thiers et légitimistes de Changarnier s’allient à la fraction ouverte de gauche « Montagne parlementaire » pour le contrer.
Le 21 juillet 1851, au bout d'un mois de débat, l’Assemblée se prononce sur la réforme constitutionnelle. Bien qu'obtenant une majorité de 446 voix en sa faveur (dont celle d'Alexis de Tocqueville) contre 278 voix opposées, la révision constitutionnelle n'est pas adoptée, faute d'avoir obtenu plus de 3/4 des suffrages des députés, seuil exigé par la Constitution. Il manque aux partisans de la révision une centaine de voix, dont celles des orléanistes intransigeants comme Charles de Rémusat et Adolphe Thiers.

#### Marche vers le coup d'État

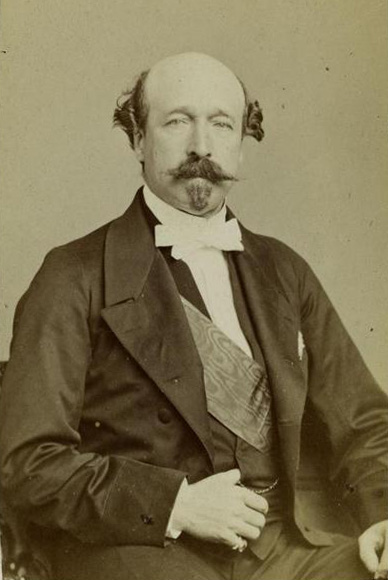
Charles de Morny.

Si les rumeurs de coup d'État ont commencé à circuler au début de l'année 1851, c'est à partir de l'échec de la révision constitutionnelle que la certitude d'une épreuve de force, dont l'initiative partirait de l'Élysée, s'impose dans le grand public. Celle-ci est minutieusement préparée à partir du 20 août 1851 à Saint-Cloud. Les initiés sont peu nombreux et regroupés autour de Charles de Morny. On y trouve Victor de Persigny, un fidèle de Louis-Napoléon, Eugène Rouher, Émile Fleury, Pierre Carlier, le préfet de police de Paris et le général de Saint-Arnaud.

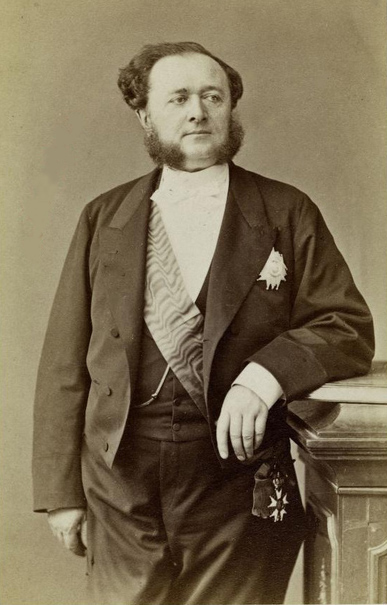
Charlemagne de Maupas.

Conseillé par Morny, Louis-Napoléon entend redemander à l’Assemblée nationale de rétablir le suffrage universel masculin et d'abroger ainsi la loi électorale de 1850. Léon Faucher, qui refuse de soutenir l'initiative présidentielle, démissionne le 12 octobre, suivi des autres ministres du gouvernement. Un nouveau cabinet est formé le 27 octobre comprenant trois représentants de l'Assemblée et le général de Saint-Arnaud, nommé au ministère de la Guerre. Ce dernier rappelle aux militaires leur devoir « d’obéissance passive », le 1er novembre 1851, par une circulaire qui demande de « veiller au salut de la société ». D’autres proches sont placés aux postes clés : le général Magnan est nommé commandant des troupes de Paris ; le préfet de la Haute-Garonne, Charlemagne de Maupas, est promu préfet de police de Paris en remplacement de Carlier.
Pendant ce temps, la proposition d'abrogation de la loi électorale est déposée à l'Assemblée le 4 novembre 1851. Elle est rejetée le 12 novembre par 355 voix contre 348, soit seulement par 7 voix de majorité.
Alors que des députés demandent la mise en accusation du président de la République, Thiers et ses amis tentent de réactiver un décret de la Constituante, tombé en désuétude, qui donnait au président de l'Assemblée le droit de requérir directement l'armée sans avoir à en référer au ministre de la Guerre. Pour Louis-Napoléon, c'est une déclaration de guerre et un plan d'action est immédiatement mis au point pour mettre l'Assemblée en état de siège au cas où une telle loi serait adoptée. La proposition est finalement repoussée par 408 voix (la majorité des républicains, les bonapartistes et de nombreux royalistes) contre 338 (la majorité des orléanistes et des légitimistes).
Convaincu de la nécessité d’un coup d’État du fait des derniers refus de l’Assemblée, Louis-Napoléon le fixe lui-même pour le 2 décembre, jour anniversaire du sacre de Napoléon Ier en 1804 et de la victoire d’Austerlitz en 1805. L’opération est baptisée Rubicon.

### Coup d'État du 2 décembre 1851

#### Déroulement à Paris

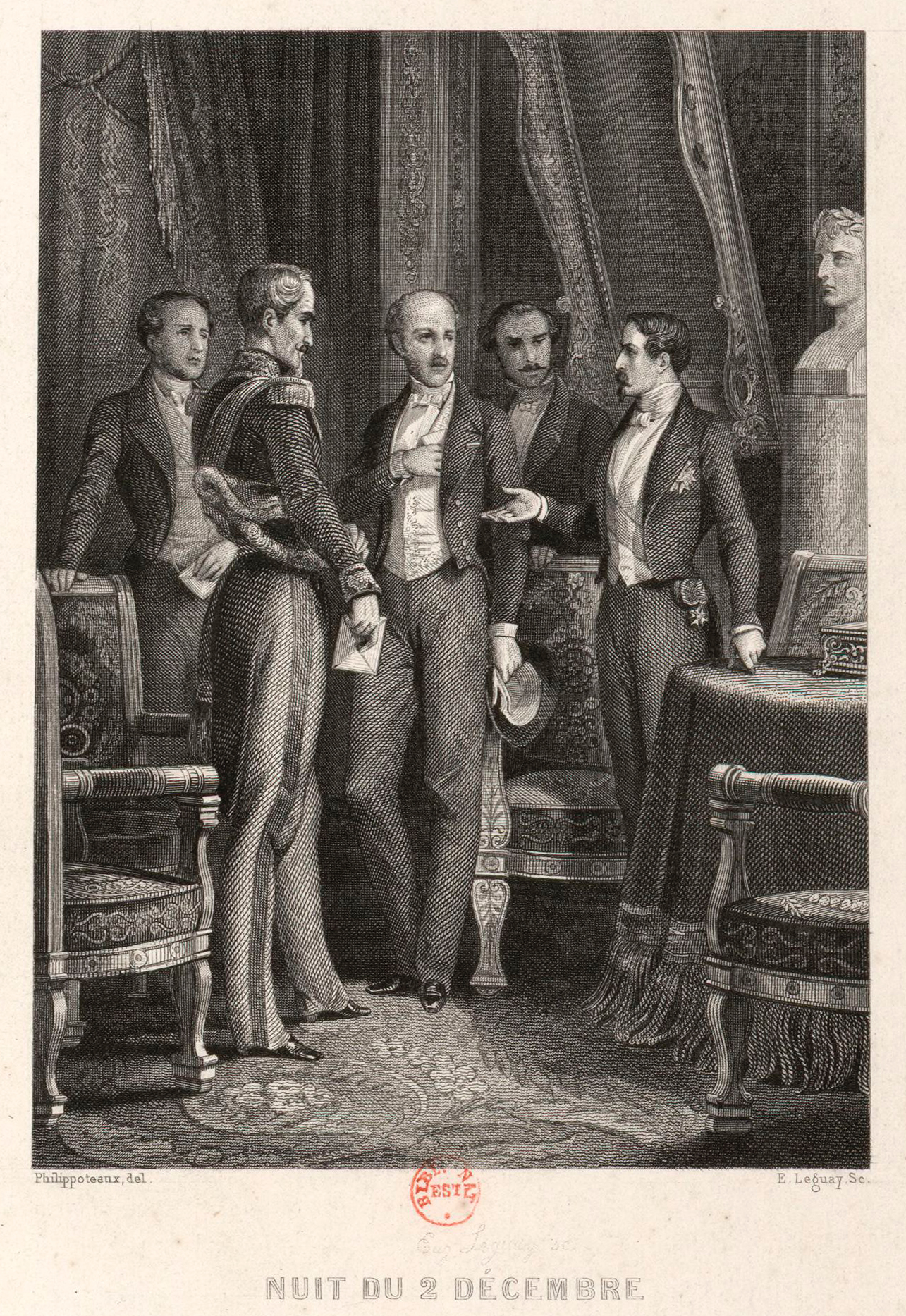
Le président Louis-Napoléon Bonaparte (à droite) délivre ses instructions aux conjurés dans la nuit du 1 décembre- au 2 décembre 1851 : son secrétaire Mocquard, le général de Saint-Arnaud, Morny (demi-frère du président et nouveau ministre de l'Intérieur) et Persigny.
Estampe de Philippoteaux, gravée par E. Leguay, 1853.

Dans la nuit du 1er au 2 décembre, les troupes de Saint-Arnaud prennent possession de la capitale, occupent les imprimeries (notamment pour empêcher les journaux républicains de paraître), procèdent aux premières arrestations de 78 personnes, parmi lesquelles figurent 16 représentants du peuple dont Thiers mais aussi les chefs de la Montagne et des militaires comme Changarnier qui auraient pu mener une résistance,,. Vers 6 h 30, des proclamations sont placardées sur les murs de Paris. Se fondant sur la crise politique qu'à son sens subit le pays, Louis-Napoléon dénonce l'Assemblée parlementaire et lui oppose la légitimité qu'il a lui seul reçue du pays tout entier lors de l'élection présidentielle de 1848. Dans son « appel au peuple » à destination des Français, il annonce une réforme de la Constitution sur le modèle du consulat de son oncle de même que son intention de préserver les droits acquis en 1789 tout en faisant respecter l'ordre dans le pays. Une autre des proclamations placardées est destinée à l’armée qu'il salue comme une « élite de la nation que les régimes ayant succédé à l'Empire ont traitée en vaincue ». Ses décrets imposent également la dissolution de l’Assemblée nationale et le rétablissement du suffrage universel masculin.
Le siège de l'Assemblée étant occupé par la troupe, 220 parlementaires, essentiellement du parti de l'Ordre, se réfugient à la mairie du 10e arrondissement. Se fondant sur l'article 68 de la Constitution, ils votent à l'unanimité la déchéance de Louis-Napoléon mais ils sont aussitôt arrêtés sans avoir appelé le peuple à se mobiliser. Au soir du 2 décembre, Paris n'a pas bougé alors qu'une soixantaine de députés montagnards et républicains forment un Comité de résistance et en appellent au peuple contre le coup de force. Des étudiants qui manifestent sont matraqués par la police.
Le 3 décembre, une vingtaine de parlementaires républicains, comme Victor Schœlcher ou Victor Hugo, tentent de soulever les quartiers populaires de Paris sans grand succès. Quelque 70 barricades sont finalement érigées dans le faubourg Saint-Antoine et les quartiers du centre. Sur l'une d'elles, le député Alphonse Baudin est tué par des tirs de soldats. Au soir du 3 décembre, le nombre d'insurgés ne dépasse guère 1 000 ou 1 500 hommes, pour la plupart aguerris depuis 1848 aux barricades.
Dans la nuit du 4 décembre, environ 30 000 soldats sont déployés dans les zones tenues par les insurgés parisiens, principalement l'espace compris entre les grands boulevards et la Seine ainsi qu’au jardin du Luxembourg et à la montagne Sainte-Geneviève.
La journée du 4 décembre est marquée par la fusillade des grands boulevards où les soldats de la division Canrobert se sont rassemblés et côtoient une foule où se mêlent curieux et manifestants qui pour certains prennent à partie la troupe en exclamant « Vive la Constitution ! Vive l'Assemblée nationale ! »,,. Profondément « énervés par cette attitude hostile ou goguenarde », les soldats de la division Canrobert, « sans en avoir reçu l'ordre et au prétexte de tirs isolés » s'affolent,, ouvrent le feu avant de faire usage d'un canon, perpétrant une effroyable fusillade du boulevard de Bonne-Nouvelle au boulevard des Italiens, avant que des maisons ne soient « fouillées à la baïonnette. ». Le carnage fait entre 100 et 300 morts et des centaines de blessés,,.
Au soir du 4 décembre, la plupart des insurgés ont été écrasés. Le bilan de ces journées parisiennes est de 300 à 400 personnes tuées, aux 2/3 des ouvriers, auxquels s'ajoutent 26 tués et 184 blessés parmi les soldats,. Le nombre de victimes reste néanmoins très éloigné des 5 000 morts des journées de juin 1848. Le Moniteur (ancêtre du Journal officiel) reconnaît plus tard le chiffre de 380 tués, la plupart sur les boulevards.
Dans son ensemble, le monde du travail est resté passif et ne s'est pas mêlé au combat, laissant se dérouler le « règlement de comptes entre le président et l'Assemblée ». Pour Marx lui-même, la « dictature de l'Assemblée nationale était imminente », sa majorité comme sa minorité n'ayant d'ailleurs montré que peu de respect de la Constitution et ne songeant qu'au coup de force et à l'insurrection. Paris est désormais sous contrôle militaire, en dépit de quelques mouvements sporadiques. Le 11 décembre, Victor Hugo s'exile à Bruxelles.

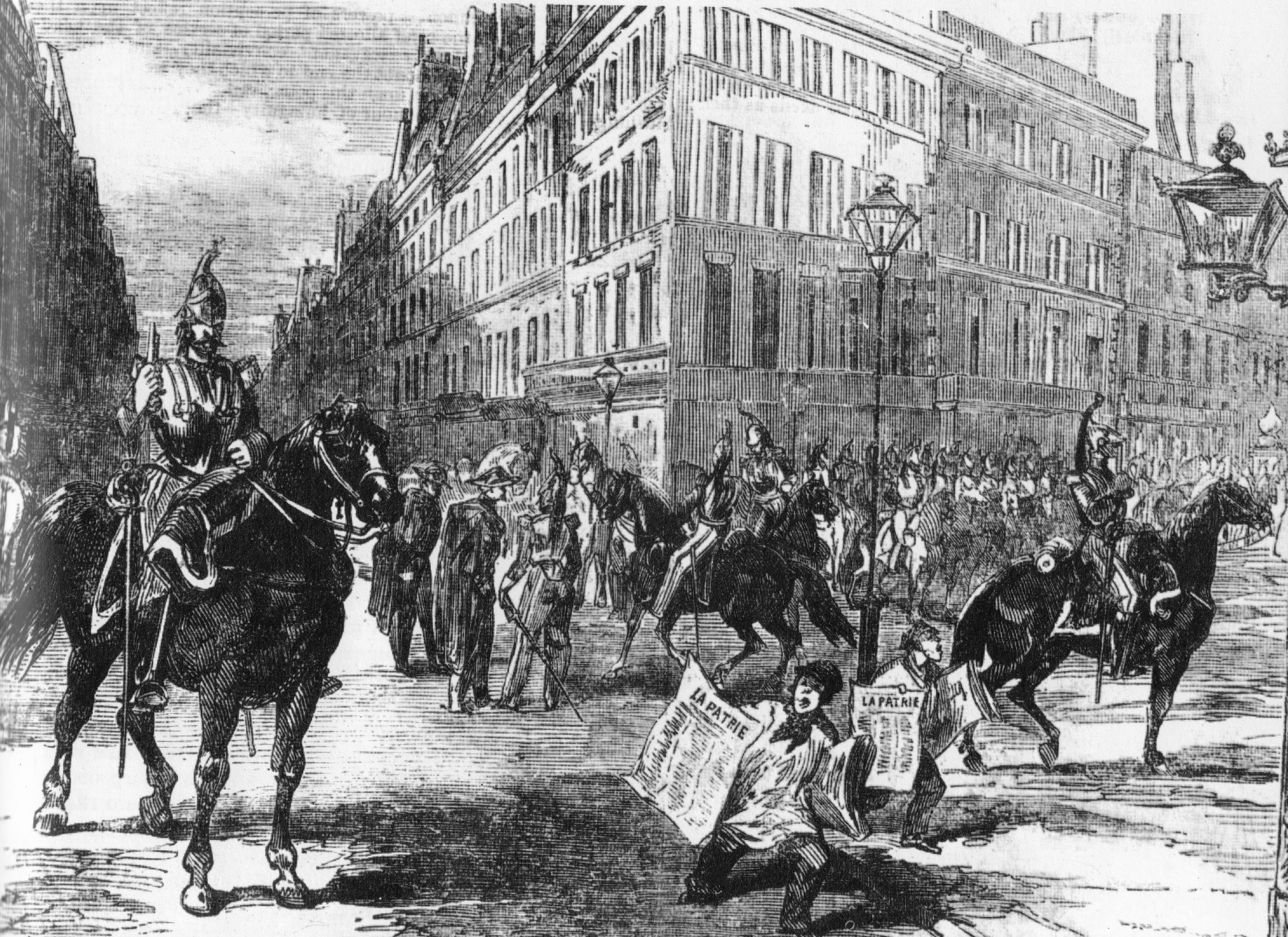
Cavaliers dans les rues de Paris le 2 décembre 1851. Leur officier confère avec des sergents de ville en bicorne tandis que deux crieurs de journaux vendent le quotidien bonapartiste La Patrie, l'un des imprimés exceptionnellement non interdits. Gravure publiée dans The Illustrated London News[139].
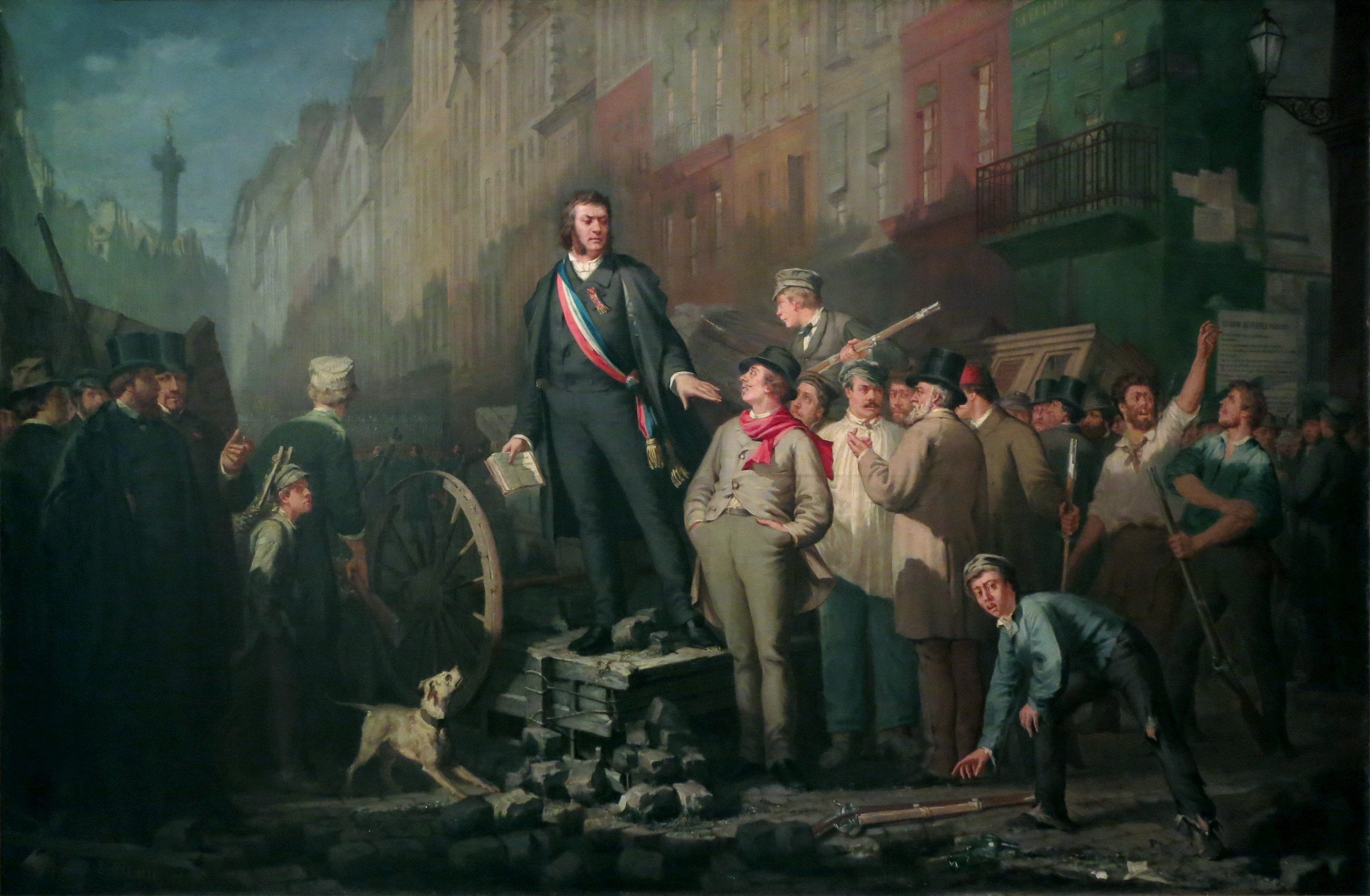
Alphonse Baudin (1811-1851) sur la barricade du faubourg Saint-Antoine, le 3 décembre 1851. Toile d'Ernest Pichio, Paris, musée Carnavalet.
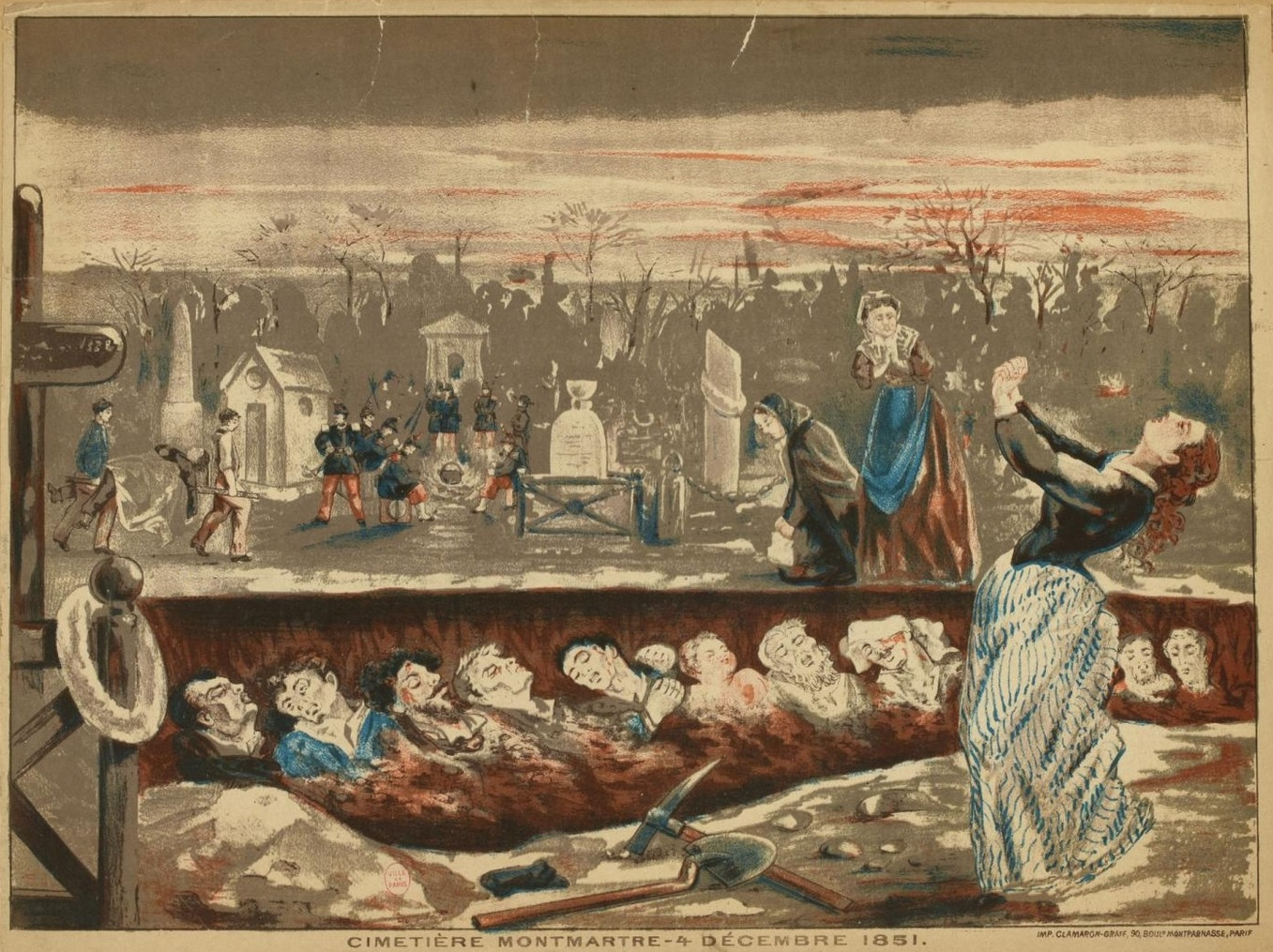
Victimes du coup d'État, enterrées dans une fosse commune du cimetière de Montmartre le 4 décembre 1851. Estampe anonyme, musée Carnavalet, 1851.

#### Réactions en province
En province, la nouvelle du coup d’État se diffuse progressivement. À l'instar de Paris, les grandes villes réagissent faiblement. Des manifestations sont dispersées par l'armée à Marseille, Lille, Bordeaux, Toulouse, Strasbourg ou Dijon. Quelques conseils municipaux, en application de l'article 68 de la Constitution, proclament la déchéance de Louis-Napoléon Bonaparte.
Un mouvement de résistance se développe dans les petites villes et les campagnes du Sud-Est et de la vallée du Rhône, ainsi que dans quelques départements du Centre. Le 4 décembre, à Béziers, une manifestation de 6 000 personnes, menée par l'ancien maire Casimir Péret, est réprimée par la troupe qui fait 70 morts et de nombreux blessés. C'est dans le département des Basses-Alpes qu'a lieu la seule véritable action d'envergure où un « Comité départemental de résistance » administre la préfecture du 7 au 10 décembre 1851, avant que l'armée et les forces de l'ordre ne viennent à bout de ces résistances.

#### Répression

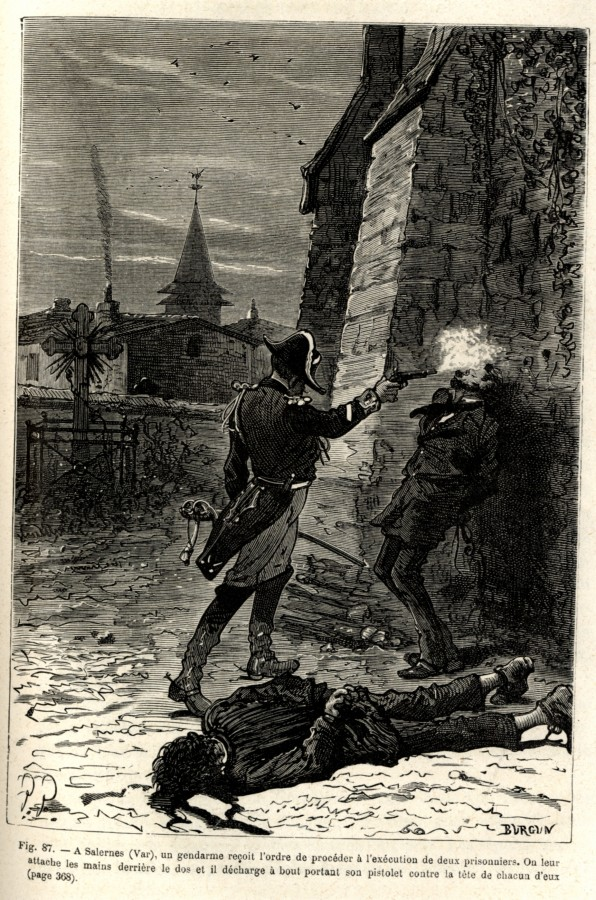
Exécution de deux prisonniers à Salernes (Var). Gravure extraite de l'ouvrage de Taxile Delord, Histoire illustrée du Second Empire, Paris, imprimerie G. Baillière, 1880.

Trente-deux départements sont mis en état de siège dès le 8 décembre : tout le pouvoir est localement donné aux autorités militaires qui, en quelques jours, maîtrisent rapidement les zones de résistance républicaine. Pendant 15 jours, celles-ci sont réprimées et, ponctuellement, des insurgés sont fusillés sommairement,. Selon l'historien Louis Girard, commence alors contre les républicains « une chasse à l'homme, avec son cortège de dénonciations et d'exécutions sommaires. Puis, jusqu'en janvier 1852, ce sont des arrestations massives non seulement dans les départements soulevés, mais sur tout le territoire ». Selon Maurice Agulhon, « le caractère massif et inique de la répression vint cependant de l'assimilation qui fut officiellement faite de l'insurrection effectivement accomplie à un complot républicain préparé de longue date ». Tous les républicains, même ceux n'ayant pas pris les armes, sont alors assimilés à des insurgés en puissance, des complices ou des inspirateurs à l'insurrection. En conséquence, les forces de l'ordre (armée, gendarmerie et police) raflent, de la mi-décembre à janvier, des milliers de suspects, qui encombrent les prisons. Les partisans de Louis-Napoléon sont aussi décidés à endiguer toute révolution sociale. C'est donc « une répression massivement conservatrice tout imprégnée des rancœurs du parti de l'Ordre » qui s'abat avant que les bonapartistes de gauche, à la fois progressistes et autoritaires, et certains républicains, comme George Sand, parviennent à obtenir, auprès de Louis-Napoléon, un adoucissement dans la répression et les sanctions.
Ainsi, dans un premier temps, 26 884 personnes sont arrêtées, essentiellement dans le Sud-Est, le Sud-Ouest et quelques départements du Centre, 15 000 sont condamnées dont 9 530 à la transportation en Algérie et 239 autres au bagne de Cayenne tandis que 66 députés (dont Hugo, Schœlcher, Raspail, Edgar Quinet) sont frappés de proscription par un décret présidentiel. Toutefois, les mesures de répression prononcées par les 82 commissions mixtes inquiètent Louis-Napoléon et lui-même est affecté par le bilan humain d'un succès payé au prix fort. Dans un second temps, Louis-Napoléon délègue en mission extraordinaire deux militaires de haut rang et un conseiller d'État, afin de réviser les décisions prises et préparer des mesures de grâce. Si les généraux Espinasse et Canrobert, chargés du Sud-Ouest et du Languedoc, font preuve de peu d'indulgence envers les condamnés avec un millier de grâces accordées, le conseiller d'État Quentin Bauchart, chargé du Sud-Est, accorde 3 400 grâces. Sollicité par toutes sortes d'influences, Louis-Napoléon Bonaparte use de son côté largement de son droit de grâce, souvent sur requête de tiers, à l'instar de ce que fit personnellement George Sand auprès du président. Le nombre des transportations en Algérie passe ainsi de 6 151 (chiffre représentant les transportations réellement effectuées) à 3 006 et, en fin de compte, le nombre des républicains remis en liberté passe de 5 857 (libérés en janvier 1852) à 12 632 (au 30 septembre 1853).
Pour le président, il n'est pas dans ses intentions que le nouveau régime prenne une « tonalité autoritaire, antirépublicaine et conservatrice ». De fait, le futur Napoléon III reste obsédé par « le souvenir du serment violé, des morts de décembre, des brutalités de la répression » portant « le 2 décembre comme une tunique de Nessus » selon les mots de l'Impératrice Eugénie. Politiquement, il tire profit de l'ambiguïté du mouvement de résistance qui, dans plusieurs départements, a revêtu le visage de la « révolte anarchique contre les riches ». Il parvient à présenter le coup d'État comme une opération préventive de sauvetage de la société et à rassembler autour de sa personne des courants d'opinions jusque-là divergents (Flahaut, Falloux, Montalembert, Gousset, etc.).
Les députés réfractaires, qui avaient voté un décret ordonnant la convocation de la Haute Cour de justice à la mairie du 10e arrondissement avant d'être arrêtés et incarcérés, sont rapidement libérés à l'exception des députés d'extrême-gauche et de quelques libéraux. Environ 70 personnalités de la gauche républicaine et quelques personnalités orléanistes sont condamnées à l'exil, rejoints par de nombreux intellectuels et par des membres de l'enseignement qui refusent de prêter le serment de fidélité au chef de l'État, exigé pour les fonctionnaires par le nouveau régime tandis que la nouvelle loi relative au régime de presse renforce les entraves à la liberté d'expression pour les titres politiques,. Alphonse Baudin, médecin et député républicain, meurt sur les barricades parisiennes, sous les balles de la troupe, lors du mouvement insurrectionnel contre le coup d'état de Louis-Napoléon Bonaparte en décembre 1851. Ce dernier refusa la demande de Victor Hugo d'ériger une statue en souvenir de cet événement et un procès eut lieu contre Charles Delescluze directeur du journal l'Éveil qui soutenait cette proposition, c'est Léon Gambetta alors tout jeune avocat qui assura sa défense.

#### Plébiscite

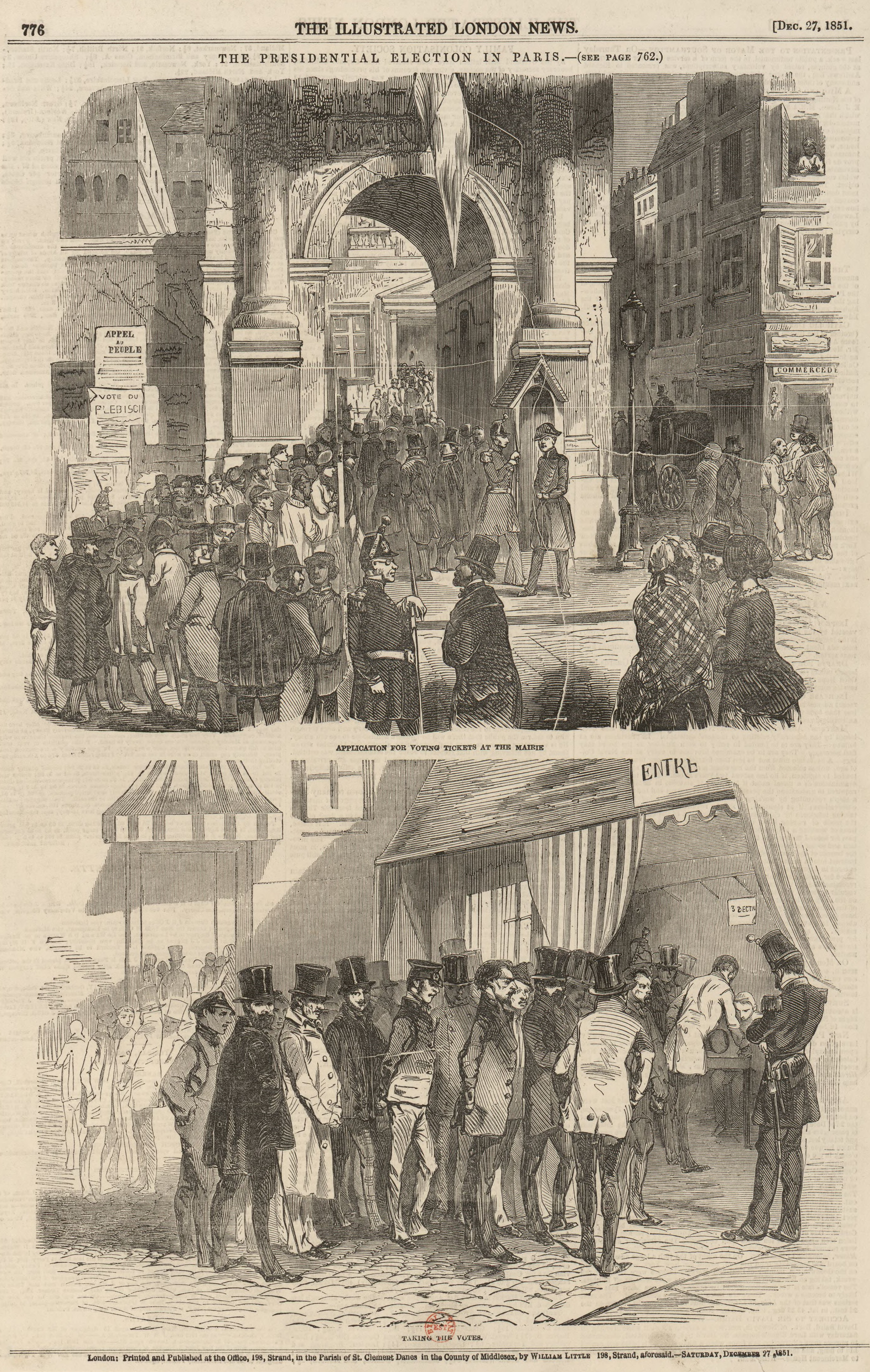
Votants lors du plébiscite de légitimation du coup d'État (The Illustrated London News, décembre 1851).

Conformément à sa proclamation au peuple, Louis-Napoléon rétablit le suffrage universel et convoque les électeurs (hommes) les 20-21 décembre, « 10 jours seulement après l'élimination des derniers nids de résistance », afin de se prononcer par plébiscite sur les réformes du « prince-président ». Face à la légalité constitutionnelle dont se prévalaient les défenseurs de la République, les bonapartistes opposent le suffrage universel, placé au-dessus de la Constitution, et la confiance directe manifestée par le peuple comme seule source de légitimité. La propagande bonapartiste ne manque pas également d'agiter la hantise du « péril rouge » et le thème de « sauveur de la Nation », appuyée par une administration zélée et une bonne partie du clergé catholique.
La consultation se déroule dans la terreur sur la partie du territoire encore en état de siège. Seuls les journaux favorables au plébiscite sont autorisés à paraître. Le président jouit cependant d'une réelle popularité auprès des paysans et la nature de la consultation ne laisse guère de choix entre l'état de fait accompli et le néant. Du coup, les civils sont autorisés à voter à bulletin secret alors que l'armée et la marine se prononcent à registres ouverts. Cependant, dans certaines régions, seuls les bulletins Oui sont imprimés, les Non devant être écrits à la main avant que le bulletin ne soit donné au président du bureau de vote pour qu'il le glisse lui-même dans l’urne.
À la suite du ralliement du clergé et de bon nombre des parlementaires de la majorité qui ont été arrêtés le 2 décembre et ont voté sa déchéance, le corps électoral se prononce favorablement sur la révision par 7 439 216 « oui » contre 640 737 « non » (résultats provisoires du 31 décembre 1851) ou 7 481 231 « oui » contre 647 292 « non », pour les résultats définitifs publiés par le décret du 14 janvier 1852 (pour environ 10 millions d’inscrits et 8 165 630 votants dont 37 107 nuls). Si les principaux foyers d'opposition se trouvent dans les grandes villes, le seul canton rural à voter en majorité pour le « non » est celui de Vernoux, dans l'Ardèche.
Le 31 décembre, lors de la présentation des résultats, Louis-Napoléon déclare : « La France a répondu à l’appel loyal que je lui avais fait. Elle a compris que je n’étais sorti de la légalité que pour rentrer dans le droit ».
Selon l'historien Jean-Yves Mollier, « la décapitation et la terrorisation du camp démocrate furent immédiates. Il fallait tuer pour être compris, avait prévenu Morny, et l’on fit couler suffisamment de sang pour impressionner l’opinion ». En conséquence, le nombre des suffrages « non » est « remarquable tant il fallut de courage physique et mental, ce jour-là, pour oser exprimer ainsi sa réprobation du crime ». Pour le président, « plus de sept millions de suffrages » venaient de « l'absoudre en justifiant un acte qui n'avait d'autre but que d'épargner à la patrie et à l'Europe peut-être des années de trouble et de malheur ». George Sand, d'opinion républicaine, constate qu'« il y eut terreur et calomnie avec excès, mais le peuple eût voté sans cela comme il a voté. En 1852, ce 1852 rêvé par les républicains comme le terme de leurs désirs et le signal d'une révolution terrible, la déception eût bien été autrement épouvantable. Le peuple eût résisté à la loi du suffrage restreint et voté envers et contre tout, mais pour qui ? Pour Napoléon ». Le philosophe et historien Hippolyte Taine témoigne de l'impopularité de l'Assemblée dissoute et du soutien des campagnes à Louis-Napoléon, estimant aussi que « Bonaparte n'est pas pire que les autres. L'Assemblée haïssait la République plus que lui et, si elle avait pu, elle aurait violé son serment pour mettre au trône Henri V, ou les Orléans et au pouvoir M. Changarnier ».
Finalement, comme le note l'historien Pierre Milza, une majorité des Français n'a pas désapprouvé Louis-Napoléon et en est même satisfaite comme le reconnaît aussi amèrement François Guizot : « Le pays, il serait puéril de le dissimuler, le gros du pays s'est félicité du coup d'État du 2 décembre. Il s'est senti délivré dans le présent de l'impuissance à laquelle le président et l'Assemblée se réduisaient mutuellement. Il s'est cru délivré pour 1852 de tous les périls et de tous les maux qu'il attendait à jour fixe. Il a baissé la tête, un peu honteux du coup ; mais en baissant la tête, il a respiré, content au fond, quoique humilié ». Il ajoute cependant que le peuple « a espéré du repos et un gouvernement » mais qu'il ne les a pas.
Louis-Napoléon prend alors la responsabilité d'être le fossoyeur de la Deuxième République ce dont l'histoire républicaine lui tient longtemps rigueur, oubliant souvent que l'Assemblée a songé à plusieurs reprises à faire de même, en recourant à l'armée pour se débarrasser du président et pour rétablir la monarchie. Le coup d'État du « 2 décembre a donné naissance à une légende noire » fondée en partie sur la version donnée par Victor Hugo dans son livre Histoire d'un crime que l'historien Louis Girard caractérise cependant comme « peu crédible dans l'ensemble » mais qui apparaît, selon l'historien Pierre Milza, comme « le récit le plus circonstancié » à défaut d'être le plus exact du coup d'État,.

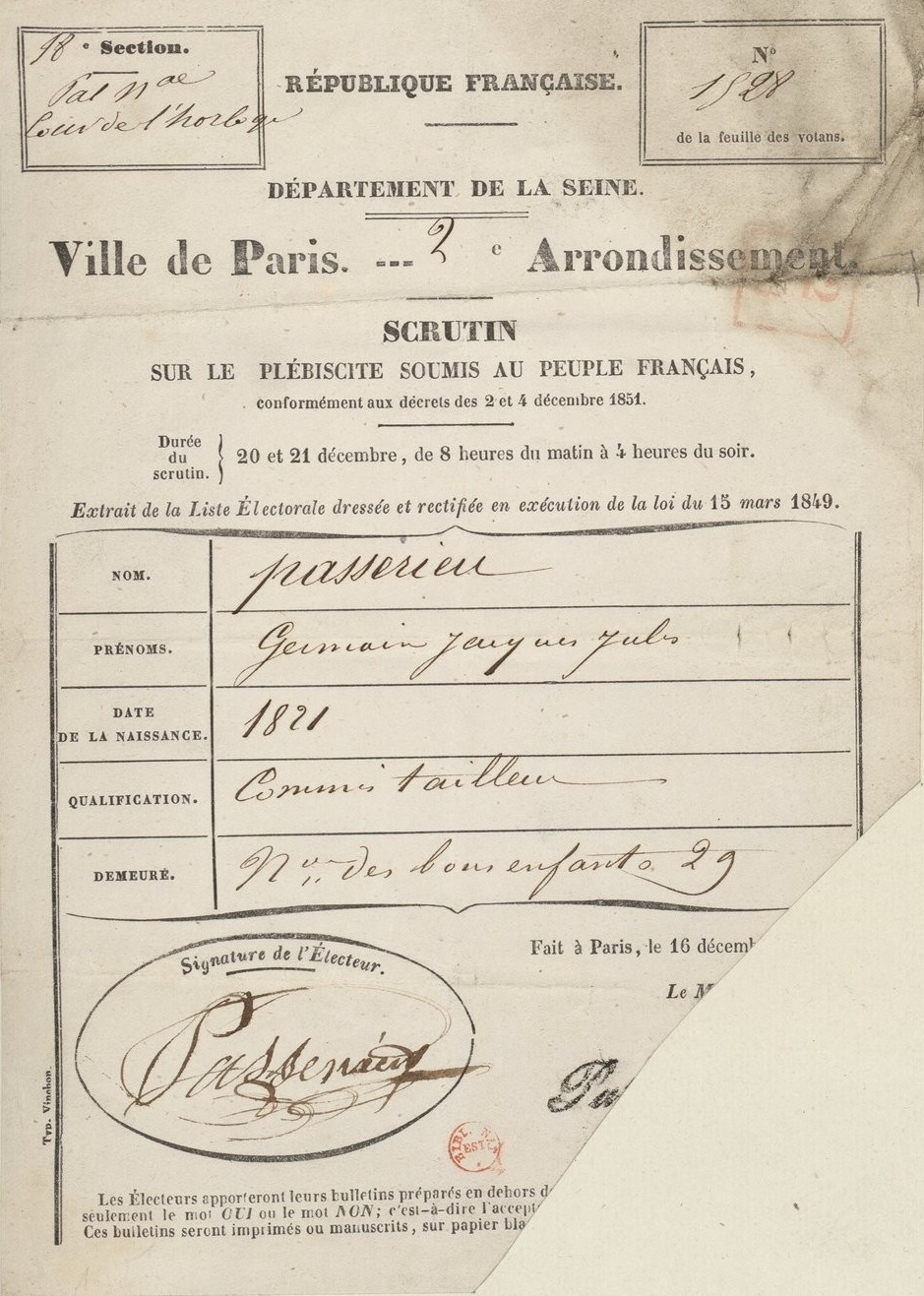
Carte d'électeur pour le scrutin sur le plébiscite soumis au peuple français conformément aux décrets des 2 et 4 décembre 1851, délivrée à Paris à Germain Jacques-Jules Passérieu, commis tailleur (2e arrondissement).
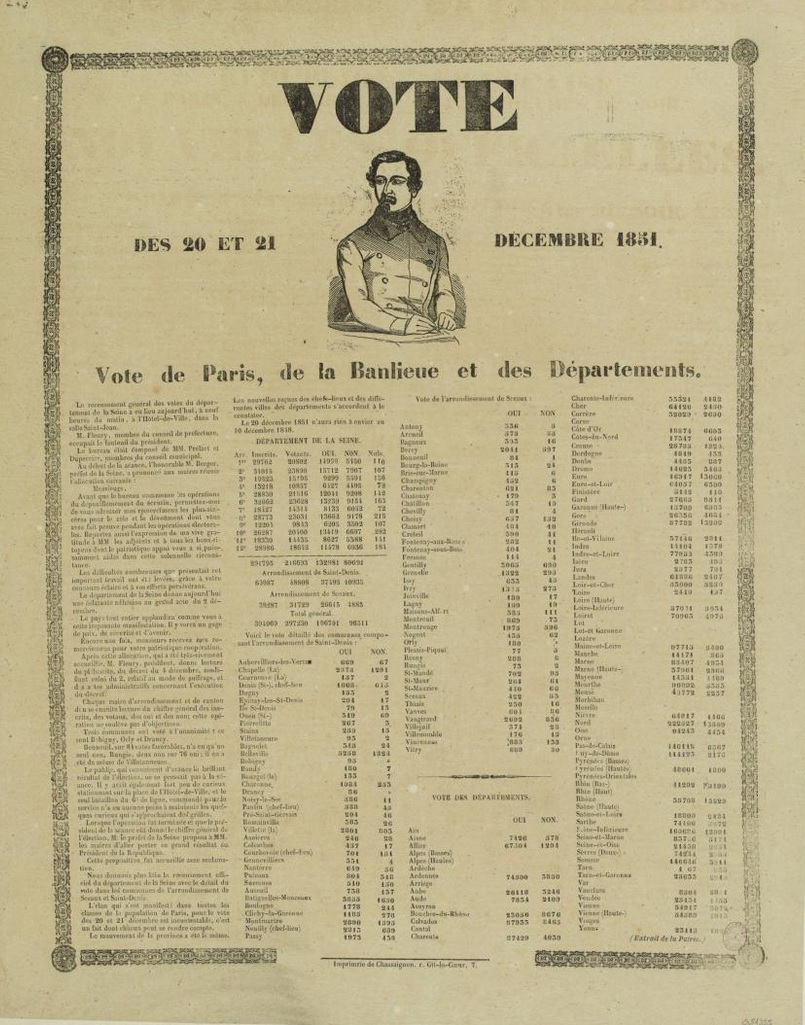
Résultats du plébiscite des 20 et 21 décembre 1851.
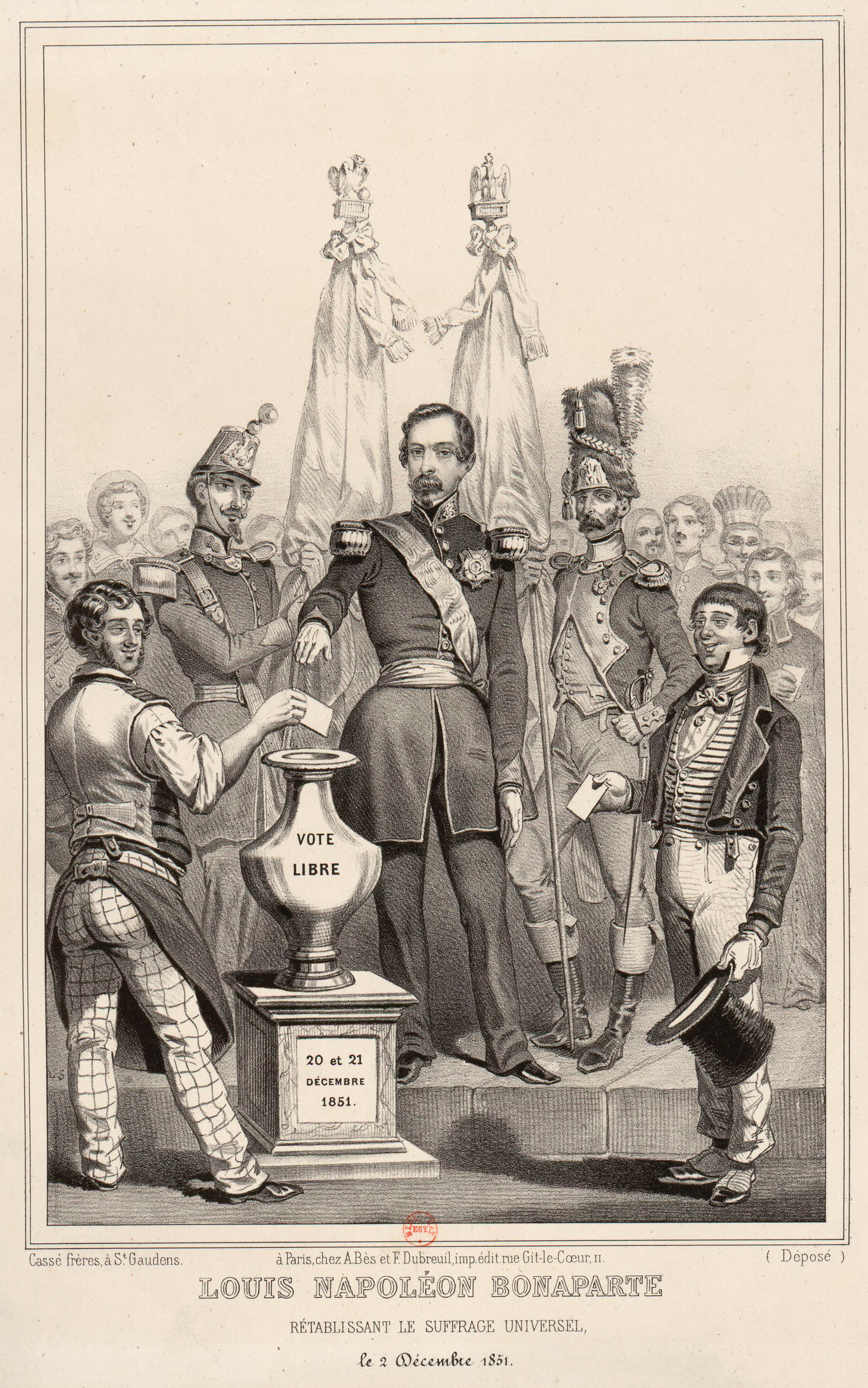
Louis-Napoléon Bonaparte rétablissant le suffrage universel, le 2 décembre 1851, estampe de propagande.

### Marche vers le Second Empire

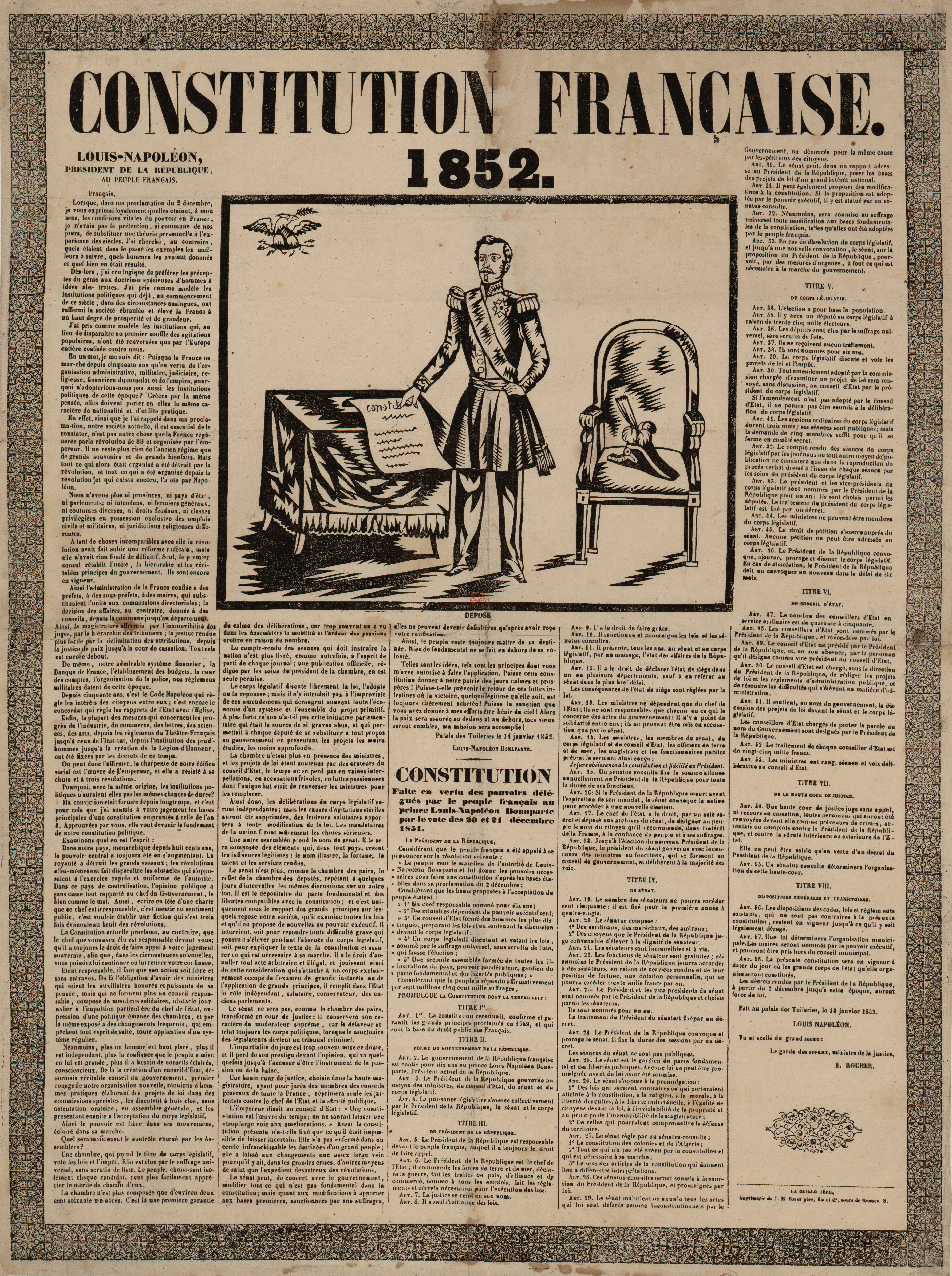
Constitution française de 1852 (estampe).

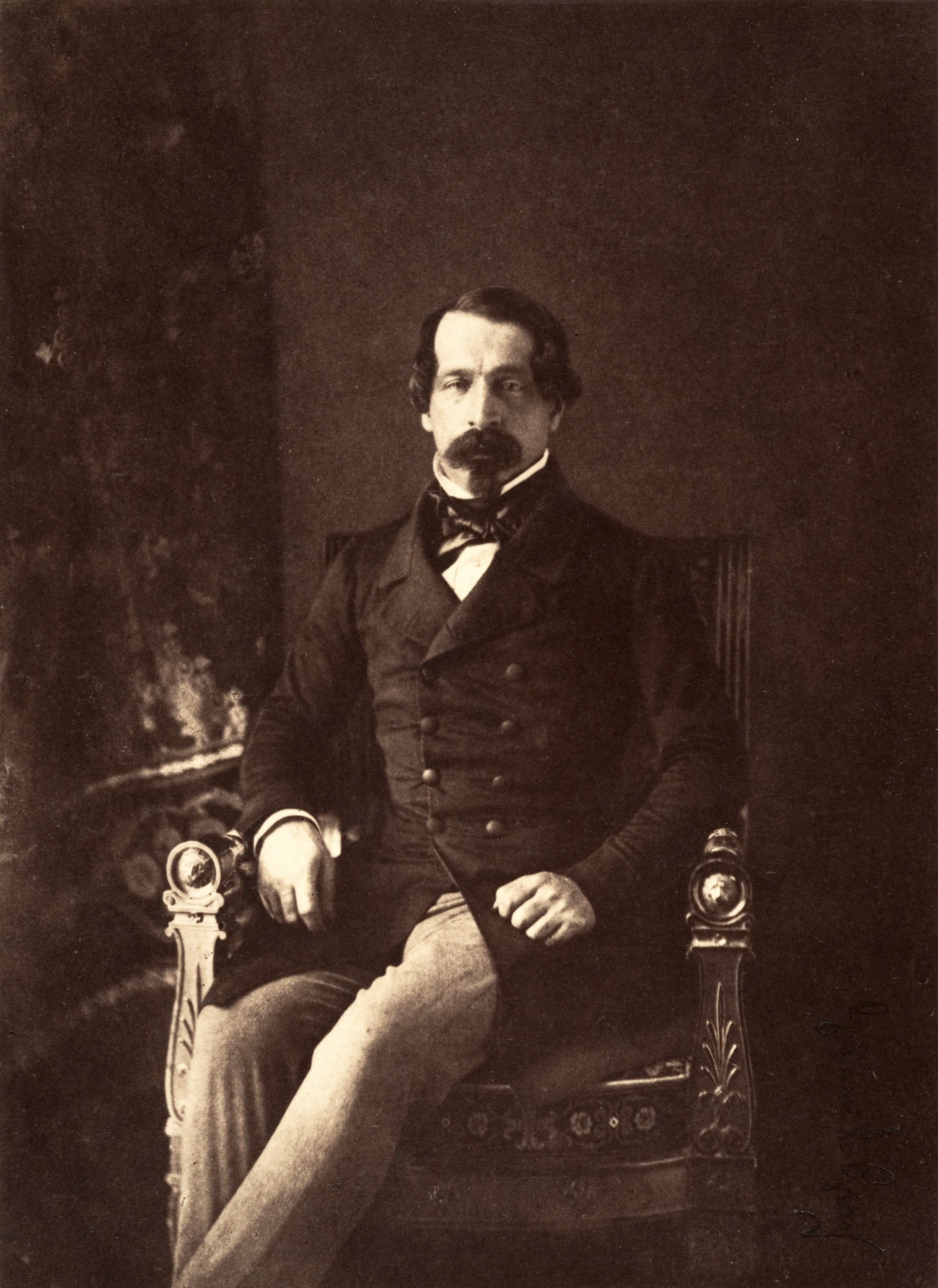
Le « prince-président » Louis-Napoléon Bonaparte en 1852.

La Constitution française est donc modifiée. Le prince-président avait promis le « retour à la légalité républicaine » sans en donner de définition précise. La république qu'il conçoit a pour but d'œuvrer au bien commun et implique qu'elle soit dirigée d'une main ferme par un chef capable de trancher entre les intérêts divergents et d'imposer l'autorité de l'État à tous. Il avait ainsi exposé sa conception de la démocratie césarienne quelques années plus tôt dans Des Idées napoléoniennes où il écrivait que « dans un gouvernement dont la base est démocratique, le chef seul a la puissance gouvernementale ; la force morale ne dérive que de lui, tout aussi remonte directement jusqu'à lui, soit haine, soit amour ». Les éléments clefs du bonapartisme, alliant autorité et souveraineté du peuple, sont ainsi clairement exposés : le régime bonapartiste serait donc autoritaire tout en recherchant l'approbation des masses.
Une commission de 80 membres est chargée de préparer un texte constitutionnel. Celui-ci est principalement l'œuvre de Persigny, de Charles de Flahaut et des juristes Jacques-André Mesnard, Eugène Rouher et Raymond Troplong. Fondée au terme de son premier article sur les grands principes proclamés en 1789, la république consulaire, qui est ainsi instituée par la nouvelle Constitution et promulguée le 14 janvier 1852, confie le pouvoir exécutif à un président élu pour dix ans (article 2) seul responsable devant le peuple français auquel il a toujours droit de faire appel (article 5). Le nouveau régime politique est donc plébiscitaire et non parlementaire. Le chef de l'État a seul l'initiative des lois qu'il sanctionne et promulgue alors que les ministres ne sont responsables de leurs actes que devant lui. Le président nomme par ailleurs à tous les emplois civils et militaires et la justice se rend en son nom. Il est aussi seul apte à déclarer la guerre et à conclure les traités de paix ou de commerce. La Garde nationale est réorganisée en une armée de parade. Un serment de fidélité à sa personne ainsi qu'à la Constitution est institué pour les fonctionnaires et les élus,.
De janvier jusqu'au 29 mars 1852, Louis-Napoléon Bonaparte est le seul des trois moyens de gouvernement alors en place. Il légifère durant cette période par des « décrets dictatoriaux » que l'on appellerait aujourd'hui des décrets-lois. Celui du 23 janvier 1852, reprenant une proposition de loi de Jules Favre déposée en 1848 et qui voulait déclarer acquis au domaine de l'État les biens de l'ancien roi des Français, interdit à la famille d'Orléans de posséder des biens en France et annule les dotations financières attribuées autrefois à ses enfants par Louis-Philippe Ier, le produit des séquestres étant réparti entre les sociétés de secours mutuel, les logements ouvriers, la caisse des desservants ecclésiastiques et la Légion d'honneur,. Pour les royalistes orléanistes et les bourgeois nostalgiques de la monarchie de Juillet, ces dispositions sont démagogiques et équivalentes à une spoliation. La partie bourgeoise de l'électorat y voit notamment un coup porté au droit de propriété. Cette affaire provoque d'ailleurs des tensions au sein même du camp bonapartiste. La princesse Mathilde, qui tente d'obtenir la grâce des princes d'Orléans, est désavouée alors que quatre membres importants du gouvernement (Rouher, Fould, Magne et Morny) démissionnent pour marquer leur désaccord. Commentant cette affaire, l'écrivain Alexandre Dumas, lui-même poursuivi par des créanciers après la faillite de son théâtre et qui doit se réfugier à Bruxelles, s'exclame « l'oncle prenait des capitales, le neveu veut prendre nos capitaux ».

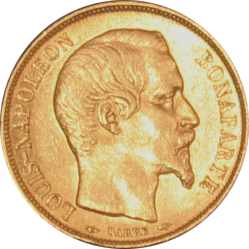
Avers d’une pièce de 10 francs en or à l’effigie de « Louis-Napoléon Bonaparte ».

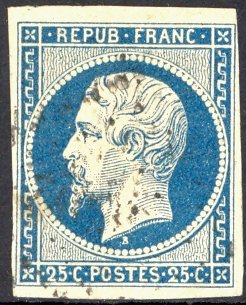
Timbre Louis-Napoléon, République française de 1852.

D'autres décrets réorganisent la Garde nationale alors que « les associations ouvrières, en fait des coopératives de production, sont presque toutes dissoutes ». En revanche, les sociétés de secours mutuelles, « si elles acceptent le patronage des membres honoraires qui les subventionnent, du maire et du curé », sont favorisées. Il s'agit, dans l'esprit de Louis-Napoléon, de promouvoir « le bien-être du peuple mais ne pas tolérer de sociétés de résistance sous couvert d'œuvres sociales ». En même temps, c'est par un décret du prince-président que les congrégations de femmes sont autorisées. Le décret du 17 février sur la presse reprend en les aggravant les conditions antérieures exigées pour la diffusion, exige pour toute création une autorisation préalable de l'administration et inaugure la procédure des avertissements pour les journaux politiques (Le journal des débats, Le Siècle),. Le régime électoral est précisé par un décret dictatorial du 2 février qui rend électeur tout homme de 21 ans comptant 6 mois de domicile. Le scrutin d'arrondissement à deux tours est adopté de préférence à celui du scrutin de liste en vigueur sous la Deuxième République. Enfin, parmi les dispositions les plus innovatrices et remarquées depuis janvier 1852 figure celle qui établit les bureaux de vote dans chaque commune, et non plus au chef-lieu de canton, comme c'était le cas depuis 1848. L'historien Maurice Agulhon note que cette innovation, « en facilitant et familiarisant […] la pratique du vote, ne pouvait que contribuer à l'éducation civique de l'électeur, ce qui se produira en effet peu à peu au long du Second Empire ».
Parallèlement et concrètement, le statut du président évolue pour devenir celui d'un monarque : il signe Louis-Napoléon, se laisse appeler Son Altesse Impériale ; ses amis et partisans sont récompensés pour leur fidélité ; une cour s'installe ; les aigles impériales sont rétablies sur les drapeaux, le code civil est rebaptisé code Napoléon, le 15 août célèbre la Saint-Napoléon, premier modèle réussi en France de fête nationale populaire alors que l'effigie du prince-président fait son apparition sur les pièces de monnaie et les timbres-poste.
Pourtant Louis-Napoléon hésite à rétablir l'institution impériale, aspirant toujours à une réconciliation avec la gauche modérée. En février, il est procédé aux élections des membres du Corps législatif. Pour ces premières élections de la nouvelle république consulaire, les préfets ont reçu les consignes de mettre l'administration au service des candidats officiels, depuis les juges de paix jusqu'aux gardes-champêtres et aux cantonniers. Celle-ci utilise alors tous les moyens possibles pour faciliter l'élection du candidat officiel, que ce soit par l'octroi de subventions, de faveurs, de décorations mais aussi de bourrage d'urnes, de menaces contre les candidats adverses et de pressions exercées par les notables sur leurs dépendants. Au soir des résultats, les candidats officiels ont obtenu 5 200 000 voix contre 800 000 aux divers candidats d'opposition. Les authentiques bonapartistes ne représentent pourtant qu'un tiers des députés élus dont une bonne moitié issue de l'orléanisme, les autres étant d'origines et d'allégeances diverses. Ainsi, dans le premier Corps législatif de la république consulaire, on trouve aussi 35 députés légitimistes (dont trois élus sur liste officielle), 17 orléanistes, 18 conservateurs indépendants, deux catholiques libéraux et trois républicains. Les opposants qui parviennent à se faire élire doivent néanmoins prêter serment de fidélité au chef de l'État et à la Constitution s'ils veulent siéger. En conséquence, les trois députés républicains élus, qui refusent de prêter serment, ne siègent pas à l'Assemblée.
Afin de tester la possibilité du rétablissement éventuel de l'institution impériale, Louis-Napoléon entreprend, à compter du 1er septembre 1852, un voyage dans l'Hexagone dans la pure tradition de l'idéologie bonapartiste d'appel au peuple. Il doit se rendre notamment dans les régions qui avaient connu des troubles lors du coup d'État. Le périple est en fait balisé par son ministre de l'intérieur, Persigny, qui a la particularité d'être le plus favorable de ses ministres au rétablissement de l'Empire. Partout où il passe, d'Orléans à Marseille, le prince-président ne voit que des partisans réclamer l'Empire alors que sont distribués de l'argent et des cadeaux aux hauts fonctionnaires locaux.

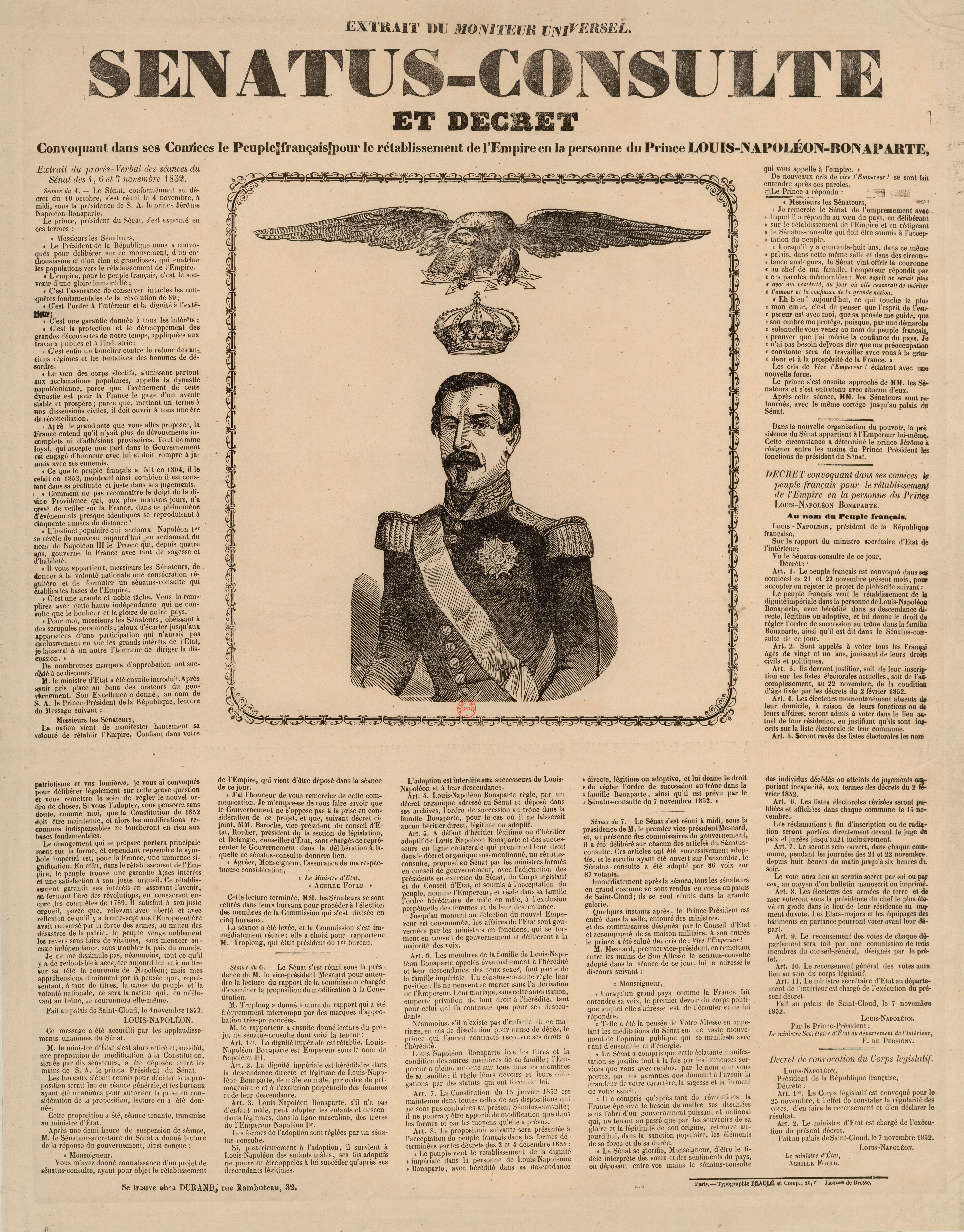
Extrait du Moniteur universel comportant le texte du sénatus-consulte du 7 novembre 1852 portant modification à la Constitution.

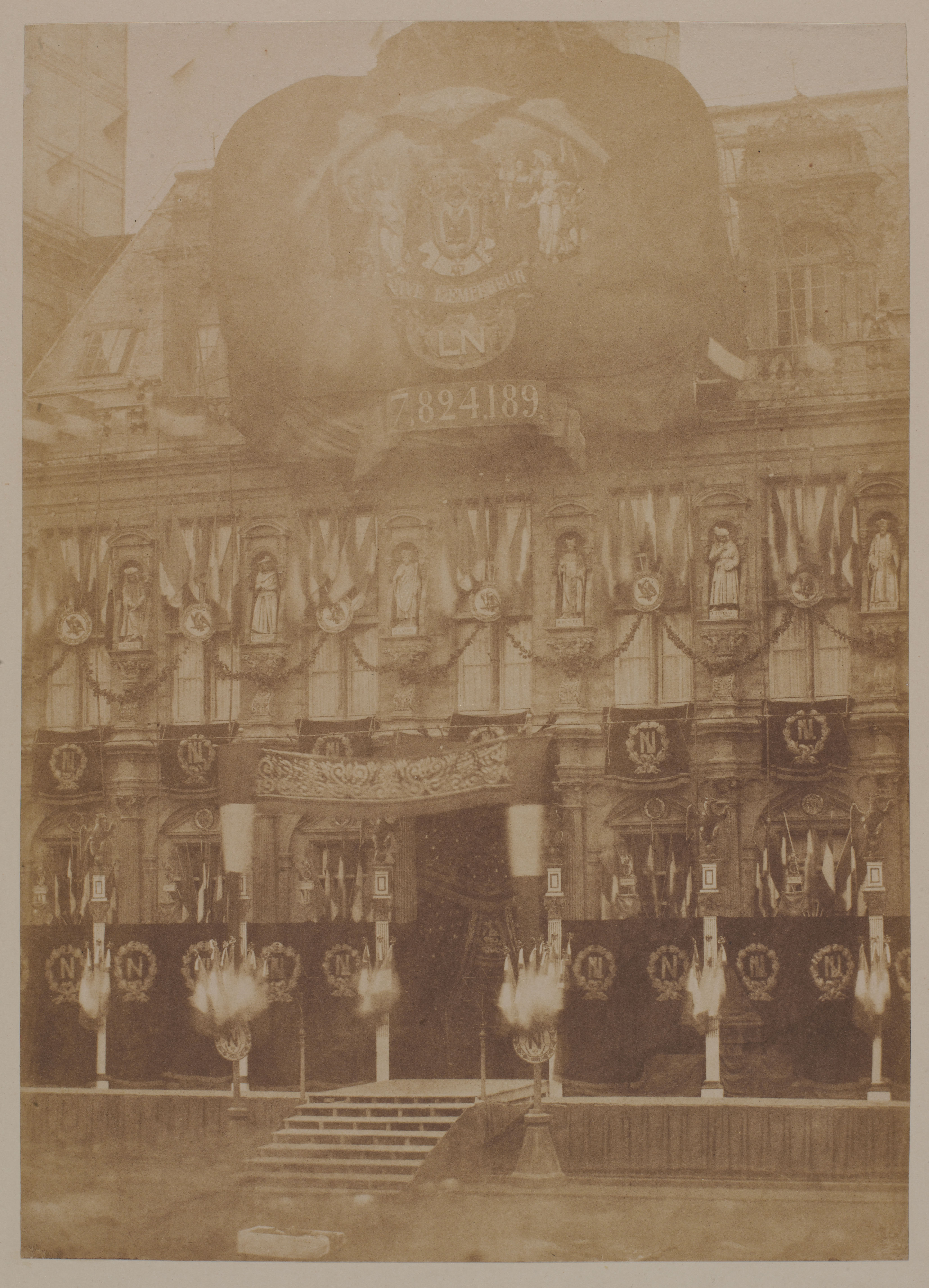
Le 2 décembre 1852, lors de la proclamation de l'Empire, l'hôtel de ville de Paris est pavoisé du chiffre napoléonien (le « N » entouré d'une couronne de lauriers) et du résultat du plébiscite national des 21 novembre- et 22 novembre 1852 : 7824189 suffrages exprimés en faveur du changement de régime politique.

Si, en Europe, le coup d'État a été accueilli favorablement par presque tous les gouvernements, les signes annonciateurs du rétablissement du régime impérial inquiètent, obligeant Louis-Napoléon à préciser ses intentions : « Certaines personnes disent : l'Empire c'est la guerre. Moi, je dis, l'Empire, c'est la paix. C'est la paix, car la France le désire, et lorsque la France est satisfaite, le monde est tranquille. La gloire se lègue bien à titre d'héritage, mais non la guerre […]. J'en conviens, cependant, j'ai, comme l'Empereur, bien des conquêtes à faire. Je veux, comme lui, conquérir à la conciliation les partis dissidents et ramener dans le courant du grand fleuve populaire les dérivations hostiles qui vont se perdre sans profit pour personne […]. Nous avons d'immenses territoires incultes à défricher, des routes à ouvrir, des ports à creuser, des rivières à rendre navigables, des canaux à terminer, notre réseau de chemin de fer à compléter. Nous avons en face de Marseille un vaste royaume à assimiler à la France. Nous avons tous nos grands ports de l'Ouest à rapprocher du continent américain par la rapidité de ces communications qui nous manquent encore. Nous avons enfin partout des ruines à relever, de faux dieux à abattre, des vérités à faire triompher. Voilà comment je comprends l'Empire, si l'Empire doit se rétablir ».
Le 16 octobre, le président est de retour à Paris où des arcs de triomphe gigantesques ont été dressés, couronnés de banderoles à Napoléon III, Empereur.
Le 7 novembre 1852, par 86 voix contre une seule, un sénatus-consulte rétablit la dignité impériale, approuvé deux semaines plus tard, lors d'un plébiscite, par 7 824 129 voix contre 253 149 et un demi-million d'abstention,. Pour Jules Ferry, l'authenticité du résultat du vote ne peut être mise en doute et démontre l'expression « passionnée, sincère et libre » de la classe paysanne telle que déjà exprimée lors de l'élection présidentielle de 1848 et en décembre 1851, tandis que le journaliste libéral Lucien-Anatole Prévost-Paradol se déclare guéri du suffrage universel et dénonce le monde paysan et campagnard comme une « profonde couche d'imbécilité rurale et de bestialité provinciale ».
La dignité impériale est ainsi rétablie au profit du prince-président Louis-Napoléon Bonaparte, élu par le peuple français, qui devient officiellement « Napoléon III, Empereur des Français » à compter du 2 décembre 1852, date anniversaire symbolique du coup d’État, du sacre de Napoléon Ier et de la victoire d’Austerlitz.

## Empereur des Français (1852-1870)

### Famille impériale

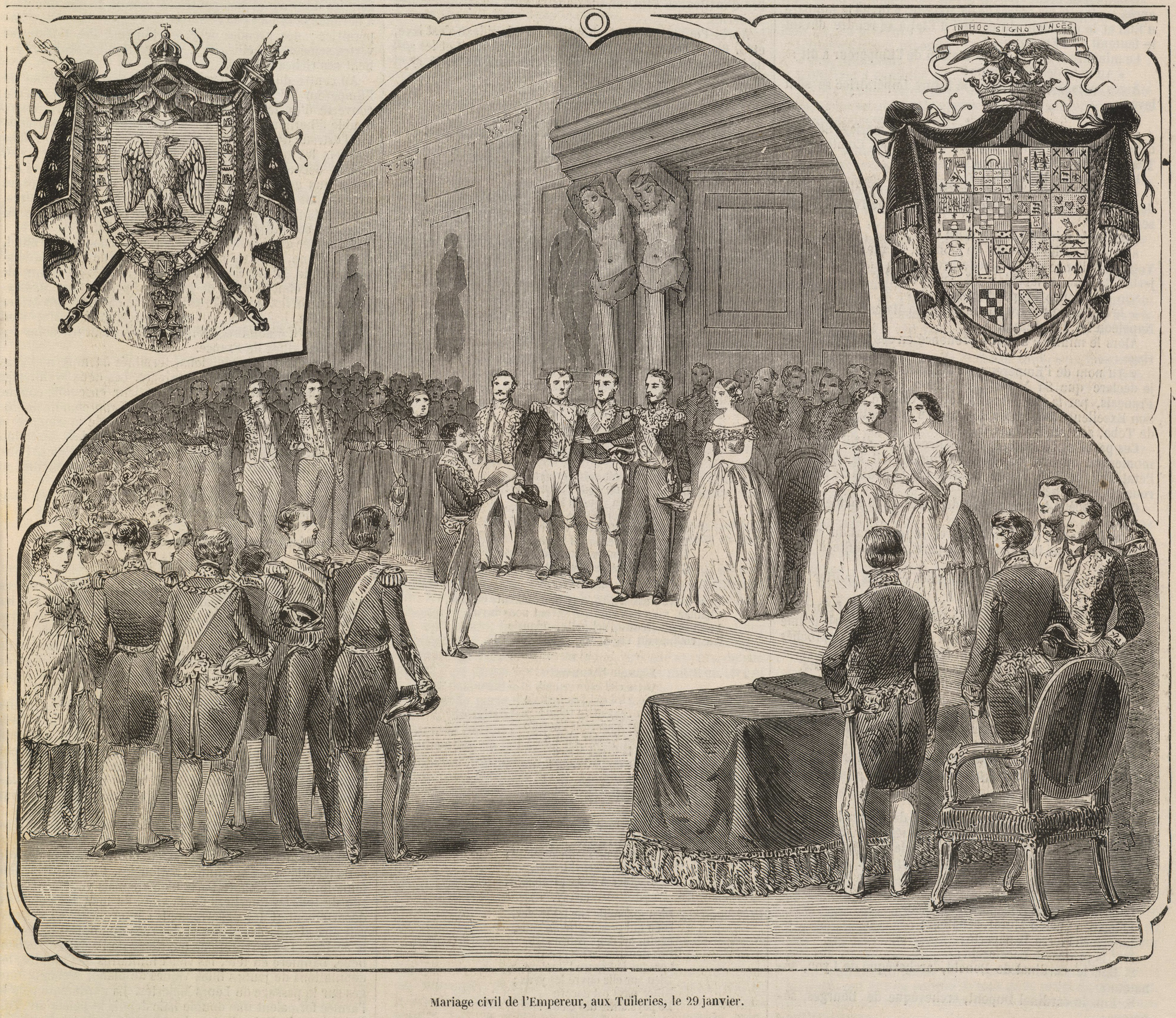
Mariage civil de Napoléon III avec Eugénie de Montijo le 29 janvier 1853 au palais des Tuileries. Gravure de Jules Gaildrau (1816-1898).

Le 2 décembre 1852, Louis-Napoléon Bonaparte devient l'Empereur Napoléon III.

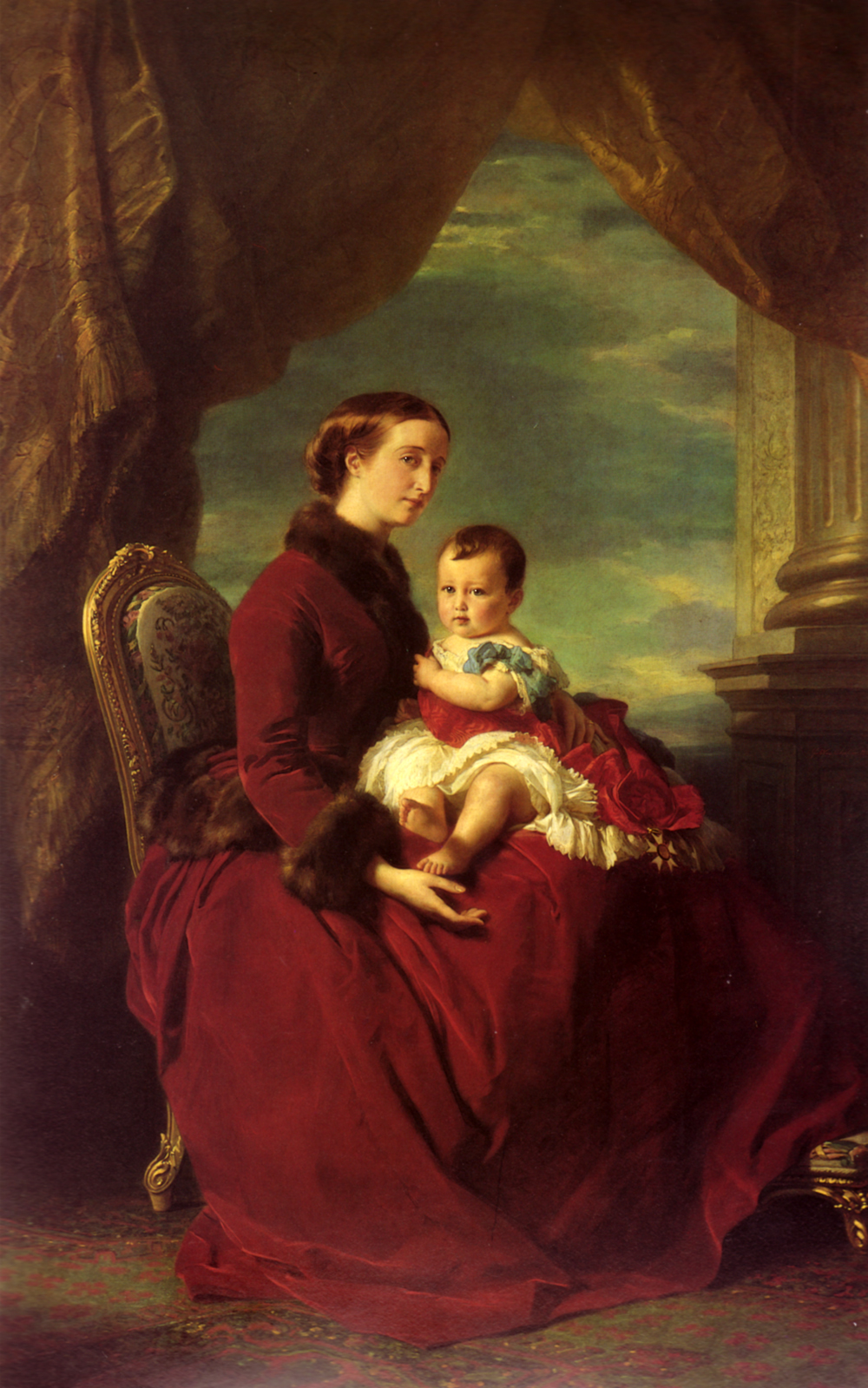
L'Impératrice Eugénie et le prince impérial en 1857.

L'Empereur étant célibataire et sans postérité légitime, la question de la succession dynastique n'est pas tranchée. Plusieurs membres des différentes familles régnantes européennes sont approchés pour un éventuel mariage impérial mais sans donner de résultats, notamment en raison des mœurs du prétendant (Napoléon III est déjà au moins le père de deux enfants naturels et vit avec une ancienne courtisane).
En 1849, il a fait la connaissance de la jeune comtesse de Teba lors d'une réception à l'Élysée. De haut lignage espagnol, éduquée au couvent du Sacré-Cœur rue de Varenne à Paris, Eugénie de Montijo est une jeune femme instruite et cultivée de la noblesse, proche de Stendhal et de Prosper Mérimée. Dès leur rencontre, celui qui n'est alors que le prince-président est séduit. Le siège qu'il entreprend auprès d'Eugénie dure deux ans. Les familiers de l'Empereur sont au début assez partagés envers la comtesse espagnole, certains souhaitant que l'Empereur se lie avec une famille régnante comme autrefois Napoléon avec Marie-Louise. Le 12 janvier 1853, un incident lors d'un bal aux Tuileries, où la jeune Espagnole se fait traiter d'aventurière par l'épouse d'un ministre, précipite la décision de Napoléon III de demander Eugénie en mariage alors qu'il vient de mettre un terme à sa relation avec Miss Howard.
Le 29 janvier 1853, le mariage civil de Napoléon III avec Eugénie de Montijo est célébré aux Tuileries puis, le 30 janvier, le mariage religieux a lieu à Notre-Dame. Pour cette occasion, l'Empereur signe 3 000 ordres de grâce et fait savoir que toutes les dépenses du mariage seraient imputées sur le budget de sa liste civile alors qu'Eugénie refuse une parure de diamants offerte par la Ville de Paris et demande que la somme correspondante soit consacrée à la construction d'un orphelinat. La lune de miel a lieu au château de Villeneuve-l'Étang, à Marnes-la-Coquette, à proximité du domaine de Saint-Cloud. Quelques semaines plus tard, l'impératrice est enceinte mais perd son enfant à la suite d’une chute de cheval.
Une nouvelle grossesse impériale n'intervient que deux ans plus tard, au début de l'été 1855. Louis Napoléon, fils unique de Napoléon III et d’Eugénie, naît le 16 mars 1856. L’événement est encore l’occasion pour Napoléon III d’annoncer une nouvelle amnistie pour les proscrits du 2 décembre, alors que 600 000 habitants de Paris (un Parisien sur deux) se cotisent pour offrir un cadeau à l’Impératrice.

### Personnalité deNapoléonIII
Napoléon III a été élevé dans le culte de Napoléon Ier et a pour la France « un amour porté au paroxysme » par l'interdiction qui lui est longtemps faite d'y résider. S'il est orgueilleux, croit en son destin et se voit comme un chef naturel et un homme providentiel, le personnage, bien que charmeur et séducteur, reste cependant secret et mystérieux. De son passé de conspirateur et de ses années de captivité, Napoléon III a ainsi conservé l'habitude de rester placide en public. Les témoignages relèvent le plus souvent son impassibilité, son flegme, sa patience, son indulgence, sa fidélité en amitié mais aussi sa timidité et sa générosité ainsi qu'une certaine obstination à poursuivre des projets dont l'accomplissement lui paraît aller de soi. Il est décrit dans la sphère privée comme un homme attachant, naturellement bon, courageux mais aussi sensible et émotif.

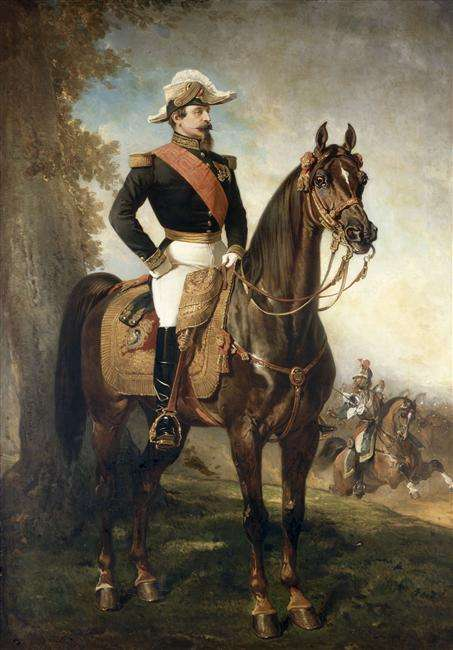
Portrait de Napoléon III en 1858 par Alfred de Dreux.

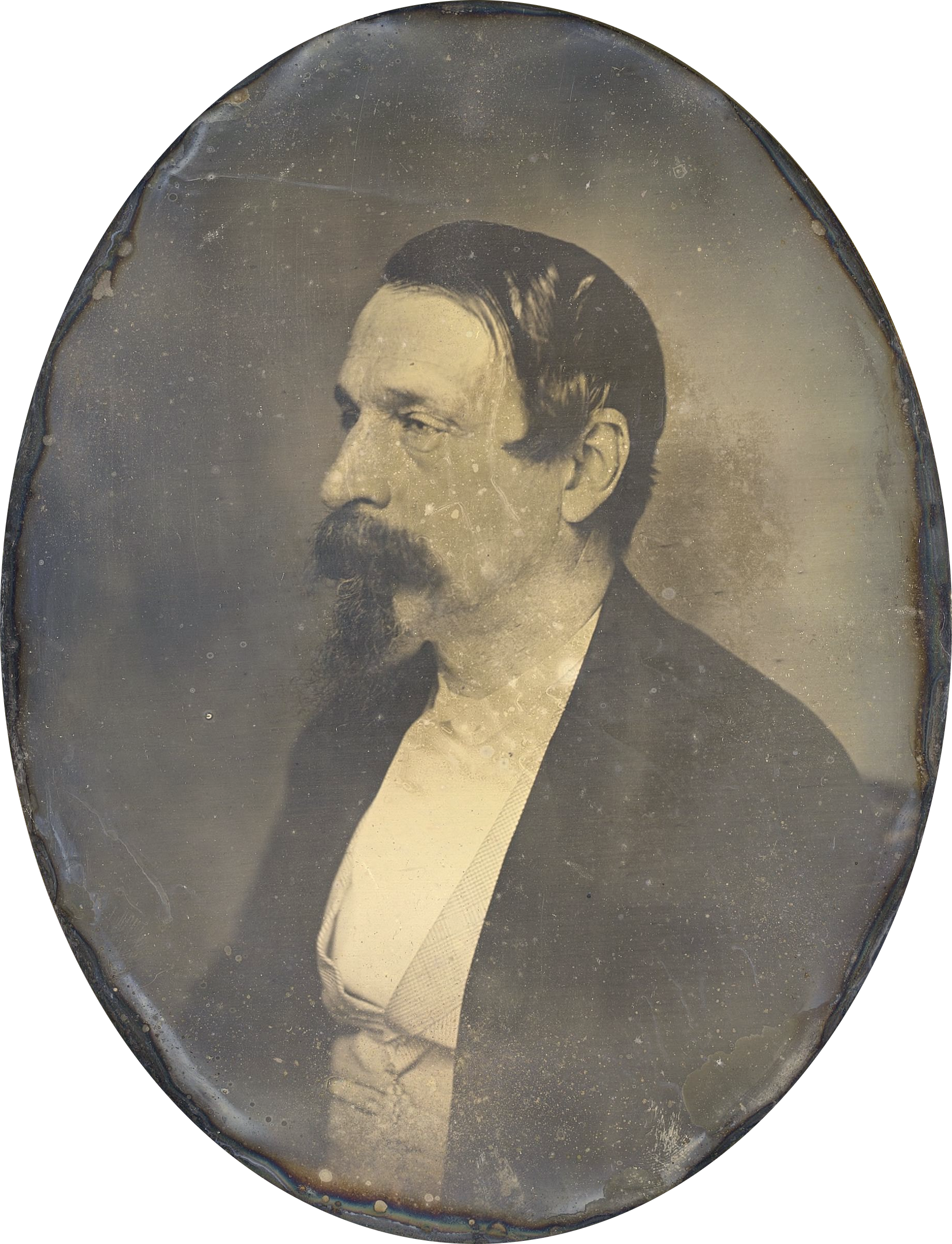
Daguerréotype de Napoléon III vers 1850-1855.

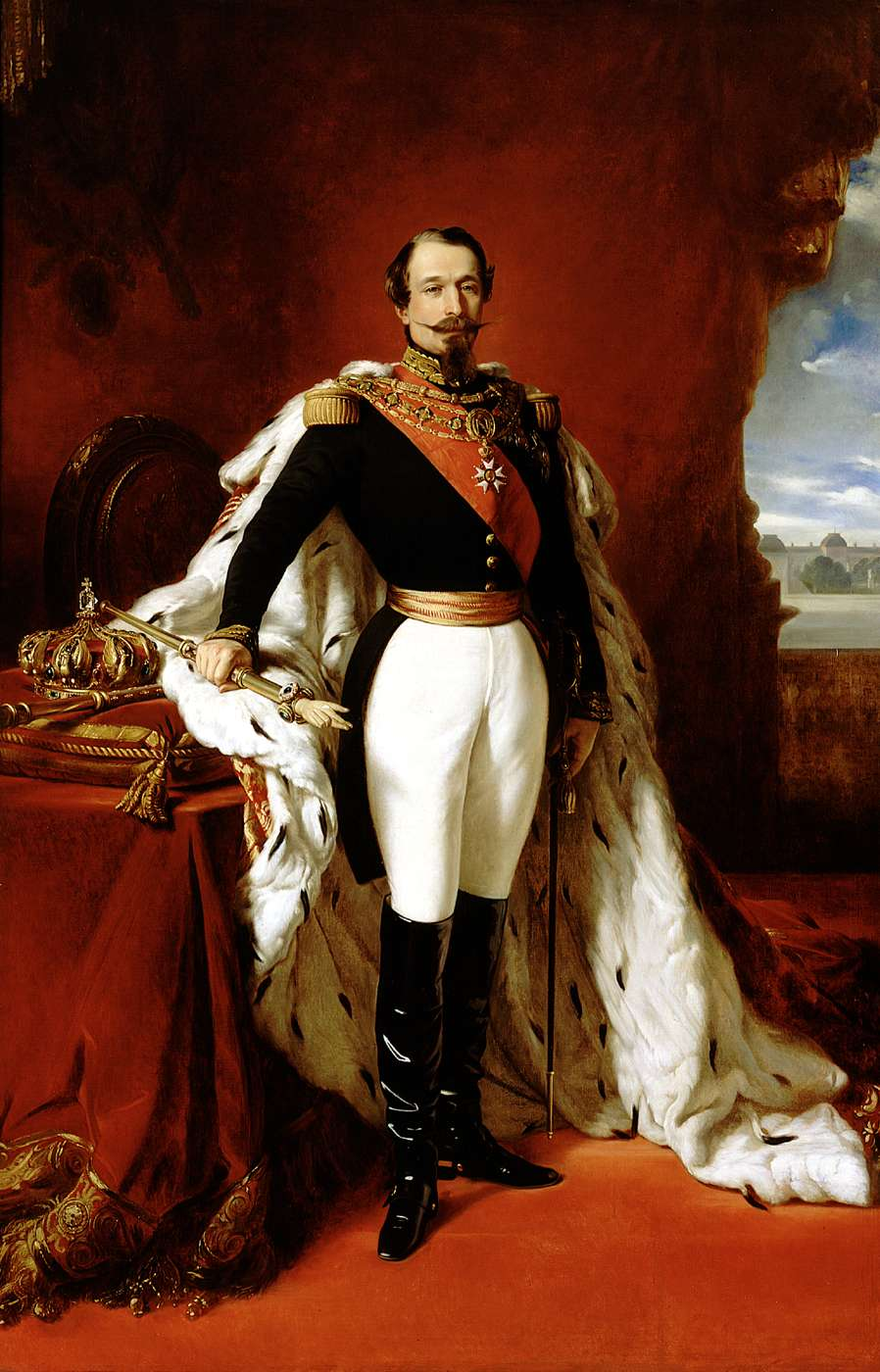
Portrait d'apparat de Napoléon III réalisé en 1853 par Franz Xaver Winterhalter.
Entre 1855 et 1870, l’État commanda 540 versions de ce portrait à divers artistes afin d'orner les bâtiments officiels. Le portrait original fut présenté lors de l'Exposition universelle de 1855 puis installé au palais des Tuileries. Il a disparu lors du saccage des lieux durant la Commune de Paris (1871).

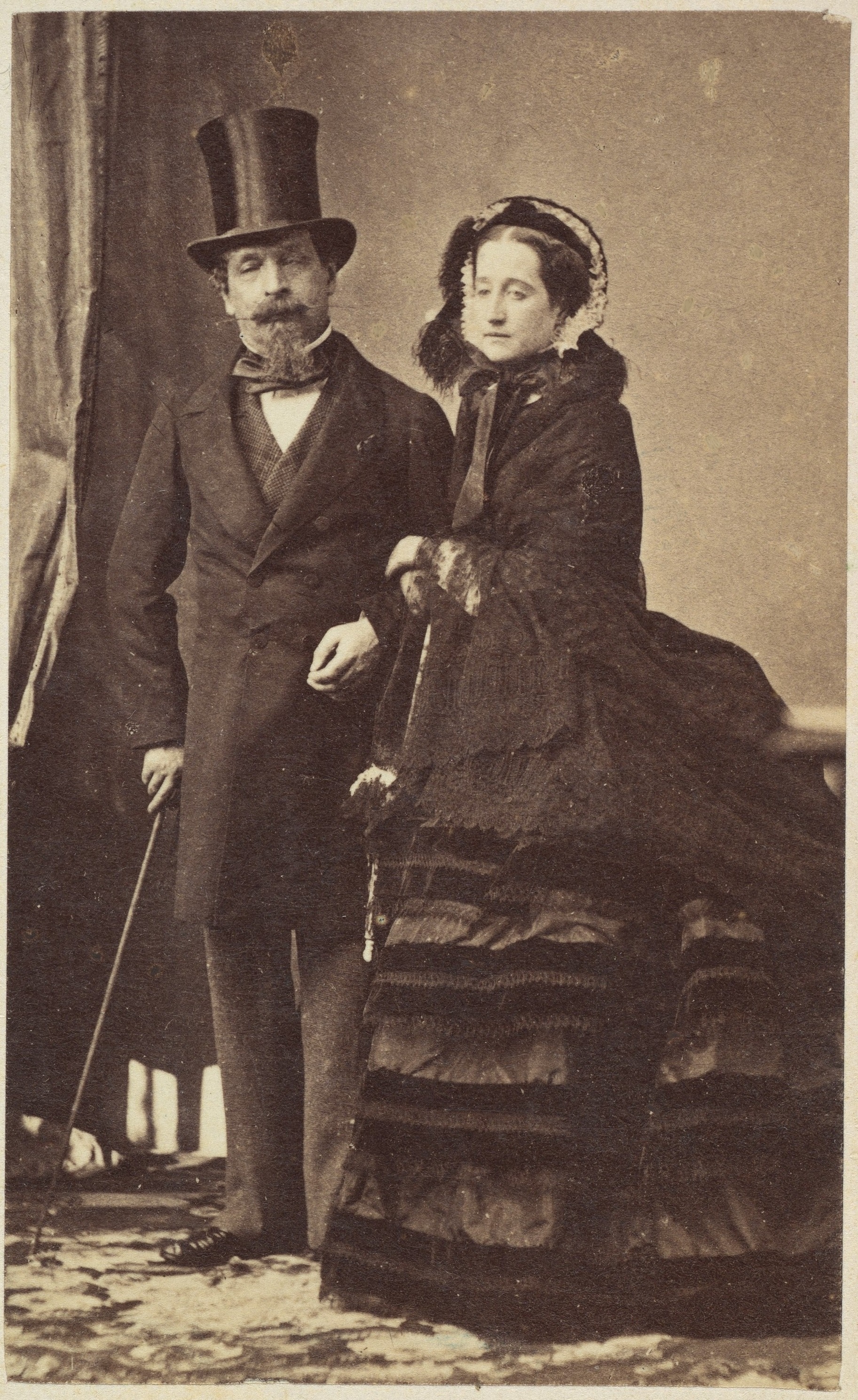
Napoléon III et l'Impératrice Eugénie photographiés par André Disderi vers 1865.

En présence d'interlocuteurs moins proches, Napoléon III, pourvu d'un fort accent suisse-allemand, a tendance à s'exprimer lentement, paraissant chercher ses mots, laissant s'établir de longs silences ou déviant la conversation par des propos insignifiants. Cette retenue verbale a toujours été mal interprétée par ses partenaires ou adversaires politiques qui ont tendance à le sous-estimer ou à le mépriser. Ainsi Thiers qui, en 1848, le décrit comme « un crétin que nous mènerons », ou encore Victor Hugo qui invoque systématiquement la gloire de Napoléon Ier pour rabaisser Napoléon III, le dépeint dans ses ouvrages comme un vulgaire aventurier, médiocre, parjure et tyrannique. Néanmoins, certains de ses adversaires comme Rémusat finissent par reconnaître a posteriori l'habileté du personnage. Il n'en est pas moins vrai que Napoléon III n'est pas un grand orateur et peut nourrir à l'égard des hommes politiques, notamment ceux à l'aise dans la rhétorique parlementaire, un certain complexe d'infériorité, en partie dû à sa formation d'autodidacte. Homme nullement dénué d'intelligence politique ou diplomatique, même avec une formation intellectuelle qui peut paraître lacunaire pour les personnalités de son rang ou de sa fonction, il n'en est pas moins également multilingue et dispose d'amples connaissances techniques, économiques, agronomiques ou encore militaires.
Seul détenteur du pouvoir exécutif, l'Empereur prend souvent ses décisions seul. Parfois « entêté dans l'indécision », selon l'expression d'Émile Ollivier, il se montre tout au long de son règne de plus en plus souvent hésitant, maladroit ou empêtré dans ses contradictions ce qui, dans son régime de pouvoir personnel, pèse immanquablement sur l'évolution générale de la politique française. Ses contradictions sont aussi dues à la nature composite de ses idées et de son entourage. Le régime manque d'un véritable parti bonapartiste et d'une doctrine cohérente. Il repose principalement sur l'addition d'un grand nombre de ralliements dont les intérêts et motivations sont très divers, voire parfois contradictoires. Il y a ceux qui se réclament d'un « bonapartisme de gauche » populaire et anticlérical et ceux qui sont d'un « bonapartisme de droite » conservateur et clérical. L'Empereur en est conscient, lequel déclare un jour : « Quel gouvernement que le mien ! l'Impératrice est légitimiste, Napoléon-Jérôme républicain, Charles de Morny, orléaniste ; je suis moi-même socialiste. Il n'y a de bonapartiste que Persigny : mais Persigny est fou ! ». En plus de Morny et Persigny, il peut aussi compter sur Eugène Rouher, son homme de confiance de 1863 à 1869 qui fait figure de « vice-empereur », comme le qualifia Émile Ollivier, c'est-à-dire un Premier ministre sans le titre.

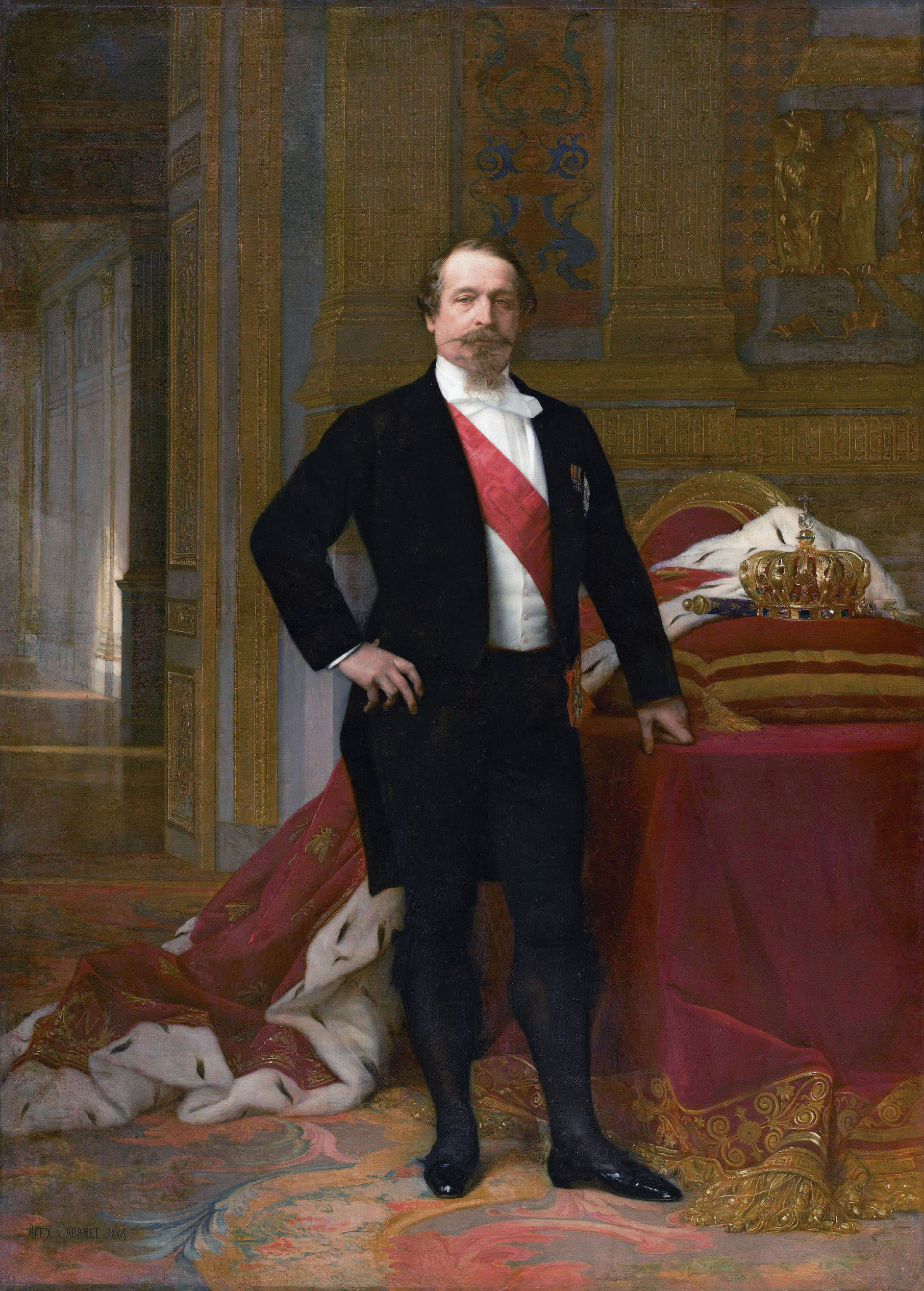
Napoléon III par Alexandre Cabanel, 1865.

En pratique, Napoléon III gouverne avec l'aide de deux organes officiels dont les attributions sont distinctes : le cabinet particulier, sorte de secrétariat général du chef de l'État, et le gouvernement. Jusqu'en 1864, le cabinet particulier est dirigé par Jean-François Mocquard et composé de fidèles. Le gouvernement est composé d'une dizaine de commis, individuellement responsables devant le seul empereur et révocables tout autant selon sa seule volonté. Si les ministres ne peuvent s'opposer aux projets du chef de l'État, il en est autrement des conseillers d'État. Hauts magistrats nommés par l'Empereur, ils sont pour la plupart issus de l'administration orléaniste et peu enclins à partager les préoccupations sociales de Napoléon III. Si leur rôle est essentiellement consultatif, ils n'hésitent pas à reprendre et discuter le travail des ministres et à amender en profondeur les textes sur lesquels ils se prononcent, y compris ceux en provenance directe du cabinet. Ainsi, la suppression du livret ouvrier, l'adoption d'un système d'assurance pour les travailleurs agricoles ou la fixation autoritaire du prix du pain se heurtent à l'opposition du Conseil d'État, sans que Napoléon III procède, durant tout son règne, à la moindre révocation de conseillers alors qu'il en a les pouvoirs.
Durant tout le Second Empire, Napoléon III est l'objet de complots et d'attentats, lesquels sont la plupart du temps arrêtés durant leur phase d'élaboration voire à peine leur mise en œuvre débutée. Napoléon III est fataliste sur ce sujet et se laisse difficilement protéger, refusant même de cesser ses bains de foules occasionnels où il est le plus vulnérable. Certains des complots destinés à renverser le régime étaient l'œuvre de sociétés secrètes nommées Solidarité révolutionnaire, Fraternité universelle, Marianne ou Jeune Montagne mais d'autres conspirations ont pour but de tuer l'Empereur ou des membres de la famille impériale. Si près d'une vingtaine de ces conspirations sont déjouées entre 1851 et 1855, les plus sérieuses sont une tentative d'assassinat de l'Empereur à l'Opéra-Comique (1853), la découverte d'une bombe sur une voie de chemin de fer que le train impérial allait emprunter (1854), les coups de feu tirés sur Napoléon III par l'Italien Giovanni Pianori sur les Champs-Élysées en 1855 et une autre tentative la même année alors qu'il se rend au Théâtre italien par un illuminé nommé Bellemare. Le plus important et le plus sanglant de ces attentats est néanmoins celui mené par Felice Orsini en 1858 qui fait 156 blessés dont 12 suivis de décès. Quelques années plus tard, Giovanni Passannante, auteur d'un attentat manqué contre le Roi Humbert Ier d'Italie, planifie, selon certains témoins, l'assassinat de Napoléon III, en l'accusant d'être un obstacle pour la République universelle.

### État de santé

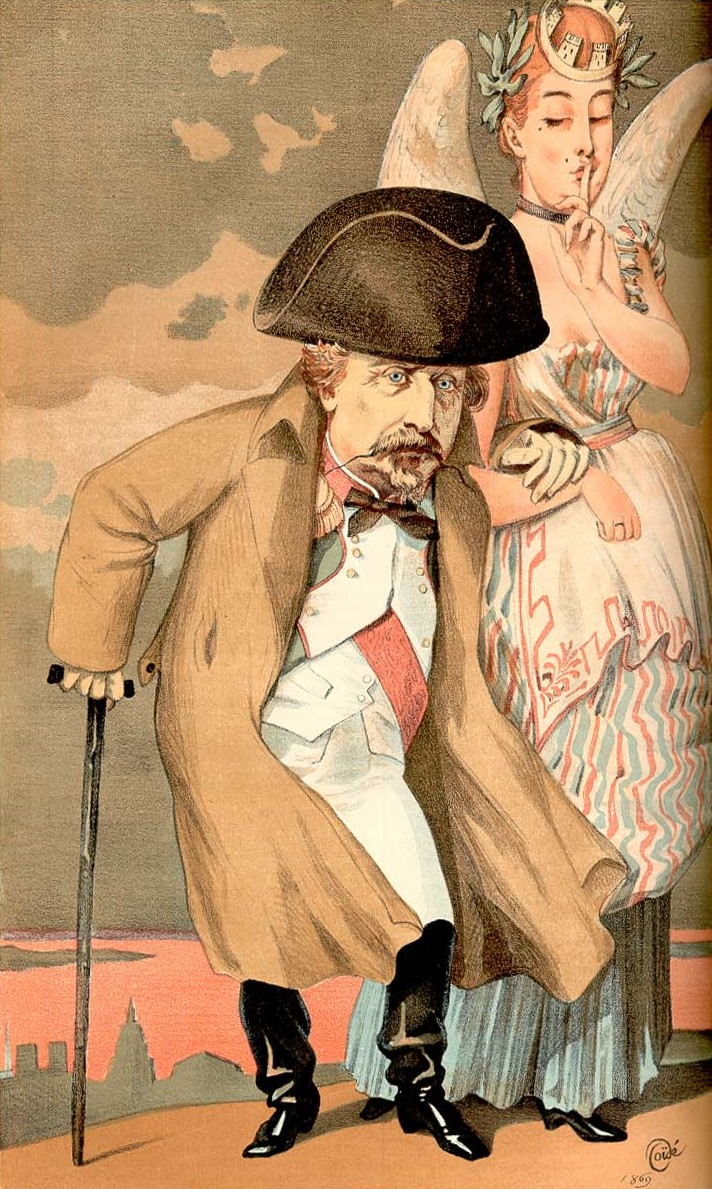
« Le régime parlementaire », caricature de Napoléon III parue dans le journal britannique Vanity Fair du 4 septembre 1869.

Depuis sa captivité à Ham, l'état de santé de Louis-Napoléon Bonaparte est fragile. Cumulant rhumatisme, poussées hémorroïdaires, troubles digestifs et crises de goutte, l'Empereur à partir de 1856, se rend annuellement en cure d'abord à Plombières puis à Vichy, faisant la renommée de ces deux villes.
En 1861, les médecins décèlent chez lui un calcul vésical, responsable de nombreuses et fortes douleurs dans le bas-ventre et de gêne urinaire. C'est une lithiase dont les crises, d'abord espacées et brèves, deviennent chaque année de plus en plus nombreuses et longues. 
En 1863, l'Empereur est victime d'une hématurie et son état de santé se dégrade brusquement. En décembre, il est pris de malaise lors d'une réception officielle aux Tuileries et fait une crise cardiaque en 1864 au cours d'une visite nocturne chez sa maîtresse, Marguerite Bellanger.
En 1865, la détérioration de l'état de santé de l'Empereur l'oblige à ajourner des déplacements et à renoncer à participer à un conseil des ministres. Les crises s'enchaînent, y compris lorsqu'il est en cure. Physiquement, l'Empereur accuse le coup. Prématurément vieilli comme l'attestent notamment ses portraits de l'époque, il se tasse et prend de l'embonpoint alors que ses déplacements sont rendus plus difficiles. Sa déchéance physique compromet sa capacité à gouverner, une grande partie de son énergie étant consacrée à lutter contre la maladie et à cacher sa souffrance à ses interlocuteurs. 
En dépit des périodes où la maladie est moins présente, durant les années 1867 et 1868, la santé de l'Empereur continue de se dégrader et fait l'objet de rumeurs dans la capitale. Devenu un souverain intermittent, Napoléon III arrive à diriger normalement la France entre deux crises ou alors sous chloral, qui provoque néanmoins de fréquentes somnolences. L'Impératrice, consciente de la situation et de la fragilité du régime, sait que le prince impérial est trop jeune pour succéder à son père. Aussi s'attache-t-elle à se constituer une clientèle de fidèles et à préparer une éventuelle régence alors que, à partir de 1866, l'Empereur l'appelle à siéger à ses côtés au conseil des ministres afin de l'initier aux grandes affaires de l'État. Eugénie révèlera plus tard qu'ils avaient pris la décision d'abdiquer en 1874, quand leur fils aurait 18 ans, pour se retirer à Pau et à Biarritz. 
Pendant la guerre franco-allemande de 1870, il a besoin d'uriner si souvent qu'il fait bourrer son pantalon de serviettes. Après la défaite, lors de son exil à Camden Place, le chirurgien anglais Henry Thomson choisit la lithotripsie et l'opère deux fois par les voies naturelles. Napoléon III meurt en janvier 1873, âgé de 64 ans, alors qu'une troisième opération est prévue.

### De l’Empire autoritaire à l’Empire libéral
Depuis L'Histoire de la France contemporaine d'Ernest Lavisse, le Second Empire est analysé en deux périodes par les historiens : la première, qualifiée d'Empire autoritaire et qui s'étend globalement de 1852 à 1860, s'oppose à la seconde, dite de l'Empire libéral, s'étalant globalement de 1860 à 1870. Jusqu'aux années 1860, Napoléon III s'appuie essentiellement sur la bourgeoisie d'affaires et le clergé catholique pour gouverner. Il n'y a pas de parti bonapartiste pour le soutenir mais seulement des ralliements plus ou moins sincères ou opportunistes.

#### Élections législatives de 1857

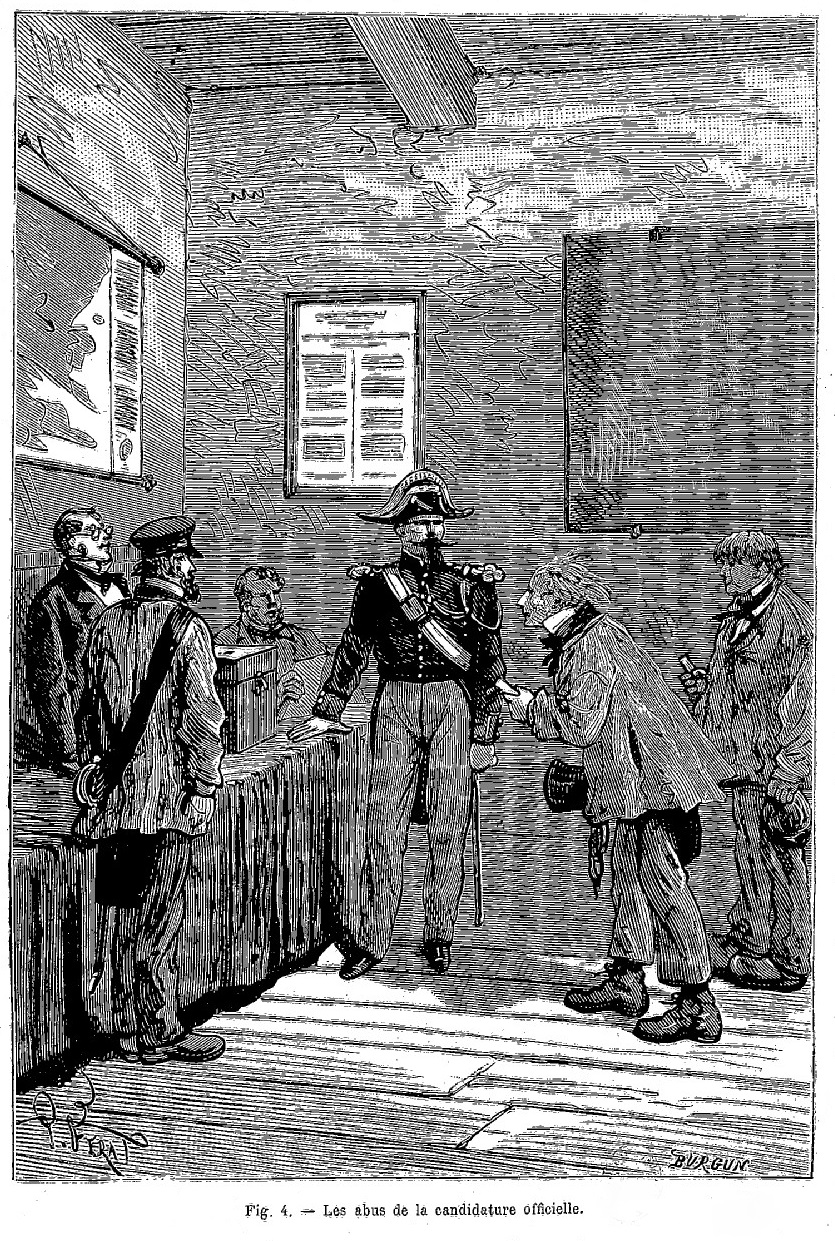
Les abus de la candidature officielle. Gravure extraite de l'ouvrage de Taxile Delord, Histoire illustrée du Second Empire, Paris, imprimerie G. Baillière, 1880-1883.

Les élections pour le renouvellement du Corps législatif ont lieu le 22 juin 1857. Face aux candidats officiels, soutenus par les services du ministre de l'intérieur, l'opposition est morcelée. Les candidats officiels remportent 85 % des suffrages exprimés (5 500 000 voix). Il y a deux millions d'abstentionnistes. Dans l'opposition (665 000 suffrages), ce sont néanmoins les républicains qui engrangent des voix supplémentaires, notamment dans les grandes villes (progression de 15 000 voix à Paris) mais leurs députés refusent de prêter serment et ne peuvent en conséquence siéger. Toutefois, aux élections complémentaires d'avril 1858, les cinq députés républicains qui sont élus (Jules Favre, Ernest Picard, Jacques-Louis Hénon, Louis Darimon et Émile Ollivier) acceptent de prêter serment pour pouvoir siéger au parlement.

#### Attentat d'Orsini

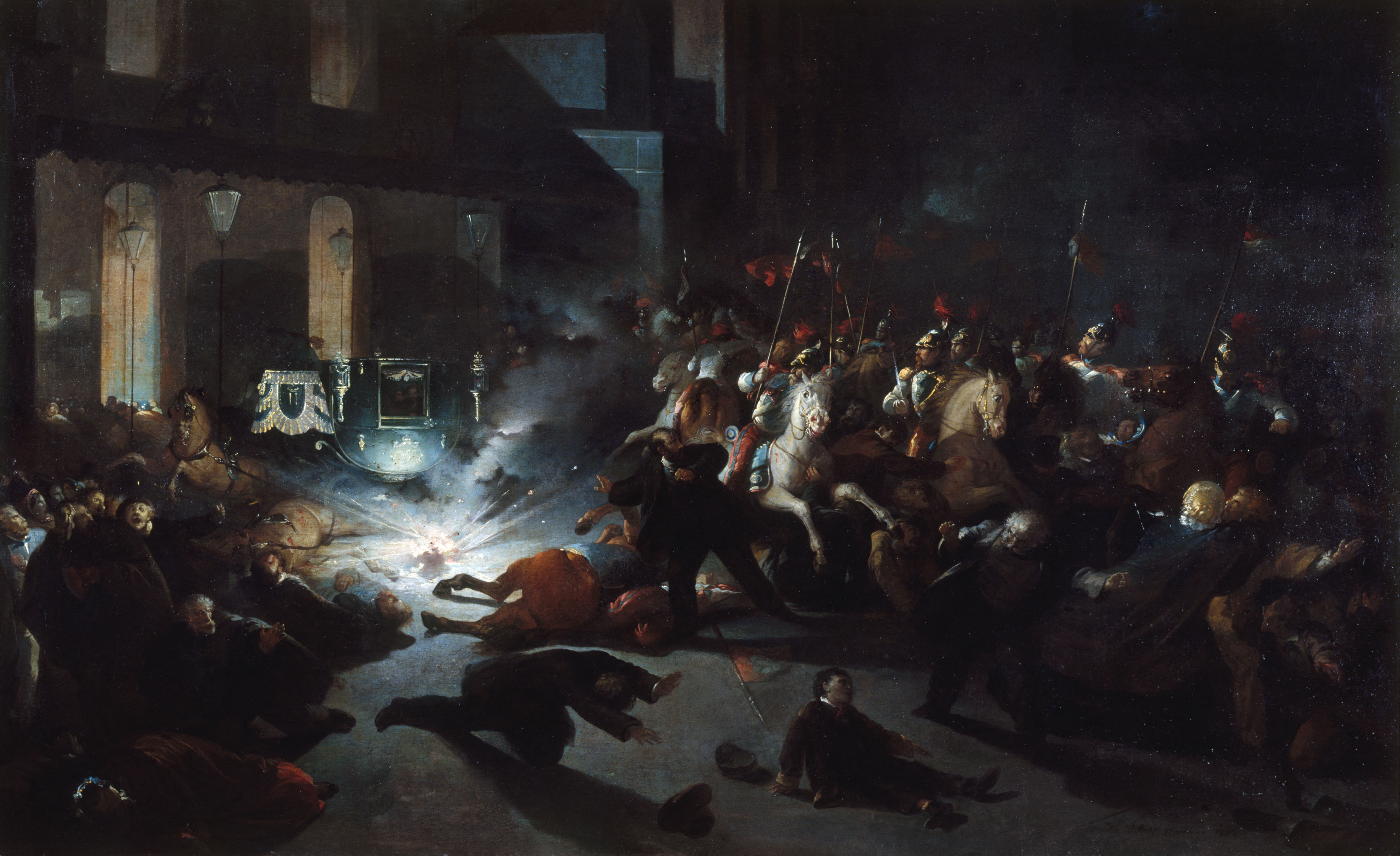
L'attentat de Felice Orsini contre Napoléon III devant la façade de l'Opéra, le 14 janvier 1858, par H. Vittori Romano (1862).

L'attentat manqué de Felice Orsini contre l'Empereur et l'Impératrice en 1858, qui fait de nombreuses victimes, a pour conséquence de durcir le régime. Le ministre de l'Intérieur, Adolphe Billault, est démis de ses fonctions et remplacé par le général Espinasse qui présente, le 1er février, un projet de loi de sûreté générale, devant le Corps législatif, permettant de punir de prison toute action ou complicité d'acte accompli dans le but d'exciter à la haine ou au mépris des citoyens les uns contre les autres. Ce projet de loi donne également pouvoir au gouvernement d'interner ou de faire expulser, après l'expiration de sa peine, tout individu condamné pour des délits relatifs à la sûreté de l'État ou pour offense contre la personne de l'Empereur, mais également tout individu ayant été condamné, exilé ou transporté à la suite des événements de juin 1848, de juin 1849 et de décembre 1851. Une fois le projet approuvé (facilement par le Corps législatif et par le Sénat mais de justesse par le Conseil d'État), Espinasse reçoit carte blanche pour agir. En un peu plus d'un mois, 450 personnes sont envoyées en prison ou transportées en Algérie avant que la loi ne soit mise en sommeil dès le 25 mars 1858 pour ne plus jamais être appliquée.
Le 15 août 1859, l'Empereur promulgue une amnistie générale à l'occasion de sa victoire en Italie du Nord. Certains comme Victor Hugo refusent d'en profiter : « quand la liberté rentrera, je rentrerai ». Edgar Quinet, rappelant que Napoléon III avait violé la Constitution par son coup d’État, déclare : « Ceux qui ont besoin d'être amnistiés, ce ne sont pas les défenseurs des lois, ce sont ceux qui les renversent ».
Au cours des années 1860, le Second Empire prend une tournure libérale. Il desserre ainsi progressivement la censure, libéralise le droit de réunion et les débats parlementaires. Sous l'influence notamment du duc de Morny, il se dirige lentement vers une pratique plus parlementaire du régime. Néanmoins, cette libéralisation parlementaire a réveillé l'opposition, qu'elle soit républicaine ou monarchiste, y compris la droite cléricale qui n'a pas apprécié la politique italienne de l'Empereur.

#### Réforme constitutionnelle de 1862

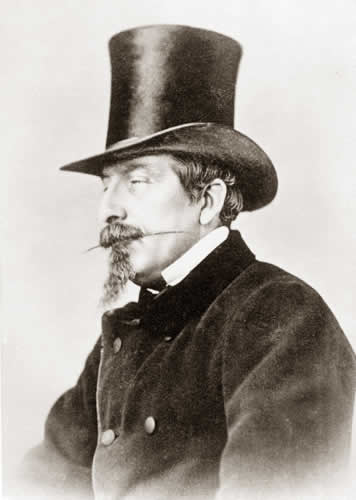
Portrait de Napoléon III, atelier Nadar (médiathèque de l'Architecture et du Patrimoine).

Le décret du 24 novembre 1860 complété par les sénatus-consultes des 2 et 3 février et du 31 décembre 1861 réforme la Constitution de 1852. Il s'agit pour Napoléon III de donner aux grands corps de l'État une participation plus directe à la politique générale du gouvernement. Ainsi, le droit d'adresse du Sénat et du Corps législatif est rétabli, le droit d'amendement est élargi ainsi que les modalités de discussion des projets de loi et du budget. Un compte-rendu sténographique des débats est instauré et rendu public. Le fonctionnement de l'État tend alors à se rapprocher de celui d'une monarchie constitutionnelle. Le Second Empire est alors à son apogée. Pour Lord Newton, « Si la carrière de Napoléon III s'était terminée en 1862, il aurait probablement laissé un grand nom dans l'histoire et le souvenir de brillants succès ».
Cette libéralisation parlementaire accompagnée de l'amnistie générale réveille l'opposition. Si les républicains et les libéraux ont approuvé la politique italienne de l'Empereur ainsi que sa politique commerciale, celles-ci lui ont aliéné la sympathie des catholiques et des industriels, ce qui l'oblige à rechercher de nouveaux appuis dans le pays.

#### Élections de 1863
Les élections du 31 mai 1863 interviennent dans un contexte économique et social difficile. Plus de 300 candidats d'opposition se présentent, les plus nombreux étant les républicains. Des alliances sont contractées entre monarchistes et républicains, notamment à Paris où l'orléaniste Adolphe Thiers se présente sur une liste unique comprenant une majorité de candidats républicains. Finalement, avec 5 308 000 suffrages, les candidats gouvernementaux perdent des suffrages tandis que l'opposition obtient 1 954 000 votes et 32 sièges (17 républicains et 15 indépendants dont Thiers) alors que le taux d'abstention recule fortement (27 %). Si par leur vote les campagnes et les villes inférieures à 40 000 habitants ont soutenu les candidats officiels, les suffrages des grandes villes sont allés majoritairement à l'opposition.
Les élections sont suivies d'un important remaniement ministériel qui favorise les réformistes proches de Morny, tels Paul Boudet et Armand Béhic mais aussi Victor Duruy, un historien libéral nommé au ministère de l'Instruction publique. Au Corps législatif, les républicains ralliés à l'Empire forment avec les bonapartistes libéraux, le Tiers Parti,.

#### Temps des «réformes utiles»
En janvier 1867, Napoléon III annonce ce qu'il appelle des « réformes utiles » et une « extension nouvelle des libertés publiques ». Un décret du 31 janvier 1867 remplace le droit d'adresse par le droit d'interpellation. La loi du 11 mai 1868 sur la presse abolit toutes les mesures préventives : la procédure de l'autorisation est remplacée par celle de la déclaration et celle de l'avertissement est supprimée. De nombreux journaux d'opposition apparaissent, notamment ceux favorables aux républicains qui « s'enhardissent dans leurs critiques et leurs sarcasmes contre le régime » (L'électeur libre de Jules Ferry, Le Réveil de Charles Delescluze, La Lanterne d'Henri Rochefort). La loi du 6 juin 1868 sur les réunions publiques supprime les autorisations préalables, sauf celles où sont traitées les questions religieuses ou politiques. Néanmoins, la liberté des réunions électorales est reconnue.
Toutes ces concessions, si elles divisent le camp bonapartiste, restent insuffisantes pour les opposants au Second Empire.

#### Échec de la loi Niel
La succession de revers internationaux durant la période 1866-1867 et les craintes d'un conflit armé ont convaincu Napoléon III de procéder à une refonte de l'organisation militaire. La loi de réforme militaire que l'Empereur propose en 1866 après la victoire des Prussiens à Sadowa est destinée à modifier le recrutement militaire en supprimant ses aspects inégalitaires et injustes (le tirage au sort, par exemple) et à renforcer l'instruction. La loi Niel, telle qu'elle s'appelle, est néanmoins considérablement dénaturée par les parlementaires, en majorité hostiles, et est finalement adoptée avec tant de modifications (maintien du tirage au sort) qu'elle en devient inefficace,.

#### Élections législatives de 1869

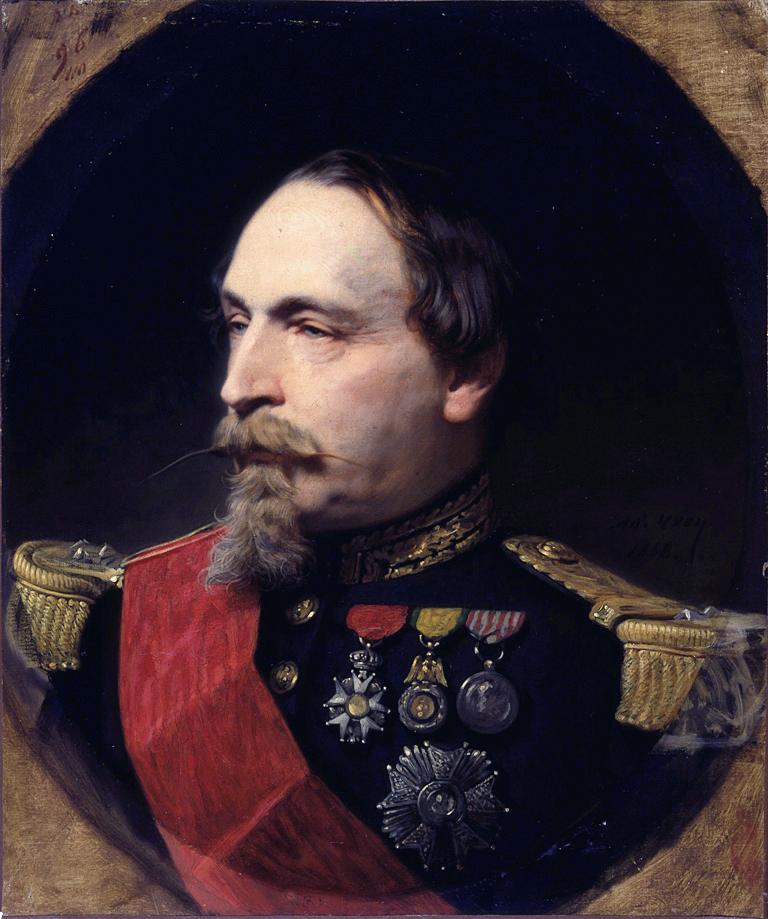
Napoléon III portraituré par Adolphe Yvon en 1868.

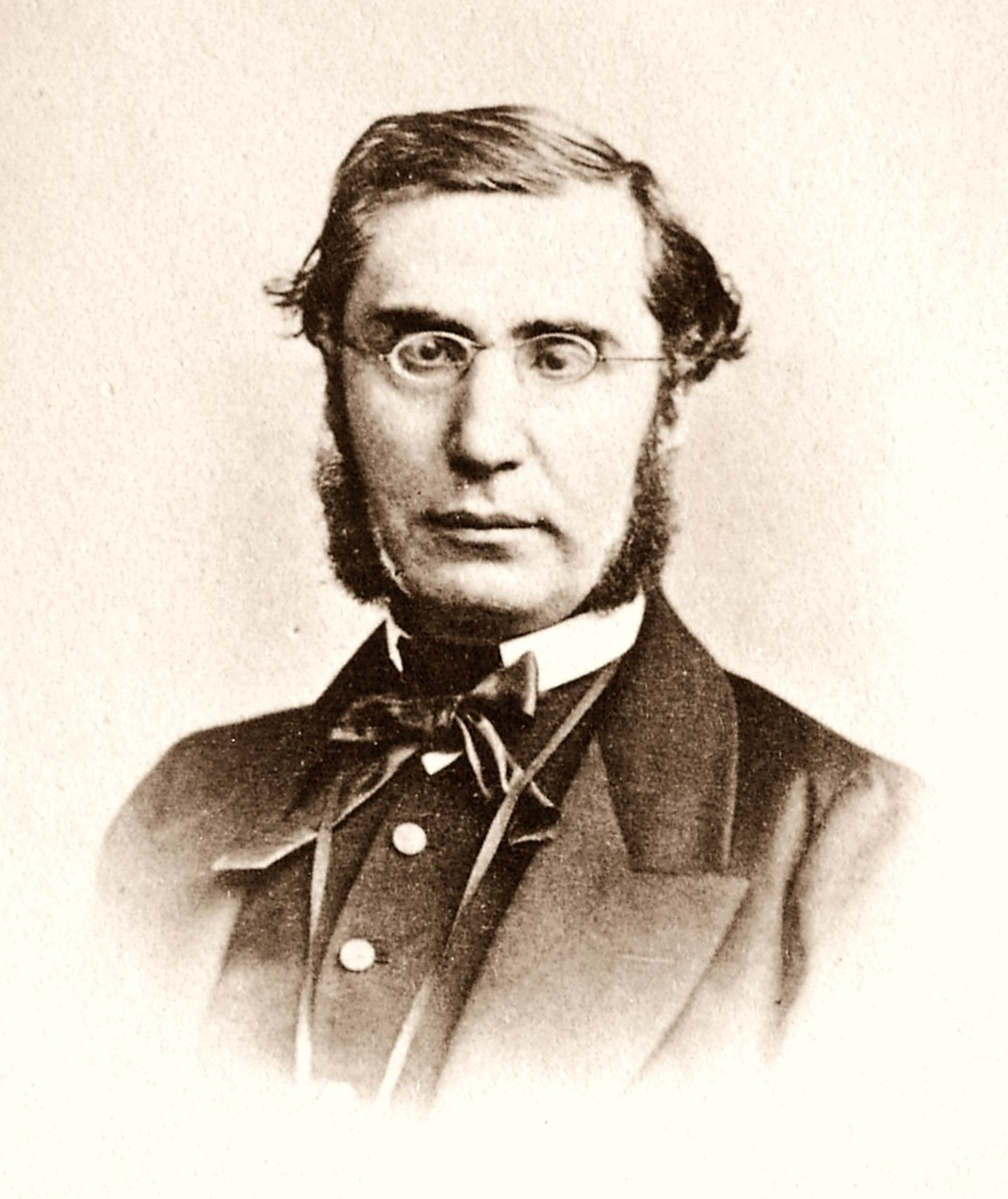
Émile Ollivier.

Les élections législatives de mai 1869 donnent lieu à des combats de rue, ce qui ne s'était pas vu depuis plus de 15 ans. Si les candidats favorables à l'Empire l'emportent avec 4 600 000 voix, l'opposition, majoritairement républicaine, rafle 3 300 000 voix et la majorité dans les grandes villes. Au Corps législatif, ces élections marquent le recul important des bonapartistes autoritaires (97 sièges) face au grand vainqueur, le Tiers Parti (125 sièges), et face aux orléanistes de Thiers (41 sièges) et aux républicains (30 sièges).
À la suite de ces élections, Napoléon III accepte de nouvelles concessions tandis que « les violences républicaines inquiètent les modérés ». Par un sénatus-consulte du 8 septembre 1869, le Corps législatif reçoit l'initiative des lois et le droit d'interpellation sans restriction. Le Sénat achève sa mue pour devenir une seconde chambre législative tandis que les ministres forment un cabinet responsable devant l'Empereur.
En janvier 1870, Napoléon III nomme Émile Ollivier, issu des bancs de l'opposition républicaine et l'un des chefs du Tiers Parti, pour diriger de fait son gouvernement. C'est la reconnaissance du principe parlementaire. Ollivier constitue alors un gouvernement d'hommes nouveaux en associant bonapartistes libéraux (centre droit) et orléanistes ralliés à l'Empire libéral (centre gauche), mais en excluant les bonapartistes autoritaires (droite) et les républicains (gauche). Il prend lui-même le ministère de la Justice et des Cultes, le premier dans l'ordre protocolaire, et apparaît comme le véritable chef du ministère sans en avoir le titre.

#### Plébiscite de l'Empire libéral
Cherchant à concilier ordre et liberté, Ollivier convainc l'Empereur de procéder à une révision constitutionnelle d'ensemble pour mettre sur pied un système semi-parlementaire. Les procédés de candidature officielle sont abandonnés. Un sénatus-consulte proposant un régime plus libéral est soumis à l'approbation du peuple lors d'un plébiscite (le troisième depuis 1851) : le 8 mai 1870, les réformes sont approuvées avec plus de sept millions de « oui » en dépit de l'opposition des monarchistes légitimistes et des républicains qui ont appelé à voter « non » ou à s'abstenir. C'est ainsi que se met en place la Constitution du 21 mai 1870. Napoléon III se serait exclamé à cette occasion : « J'ai mon chiffre ! ». Émile Ollivier croit pouvoir dire de l'Empereur : « Nous lui ferons une vieillesse heureuse ».

### Politique intérieure
Sous l'Empire, la France connaît des années de progrès économiques (création d'un système bancaire, développement du chemin de fer, transformation des grandes villes).

#### Développement économique et financier

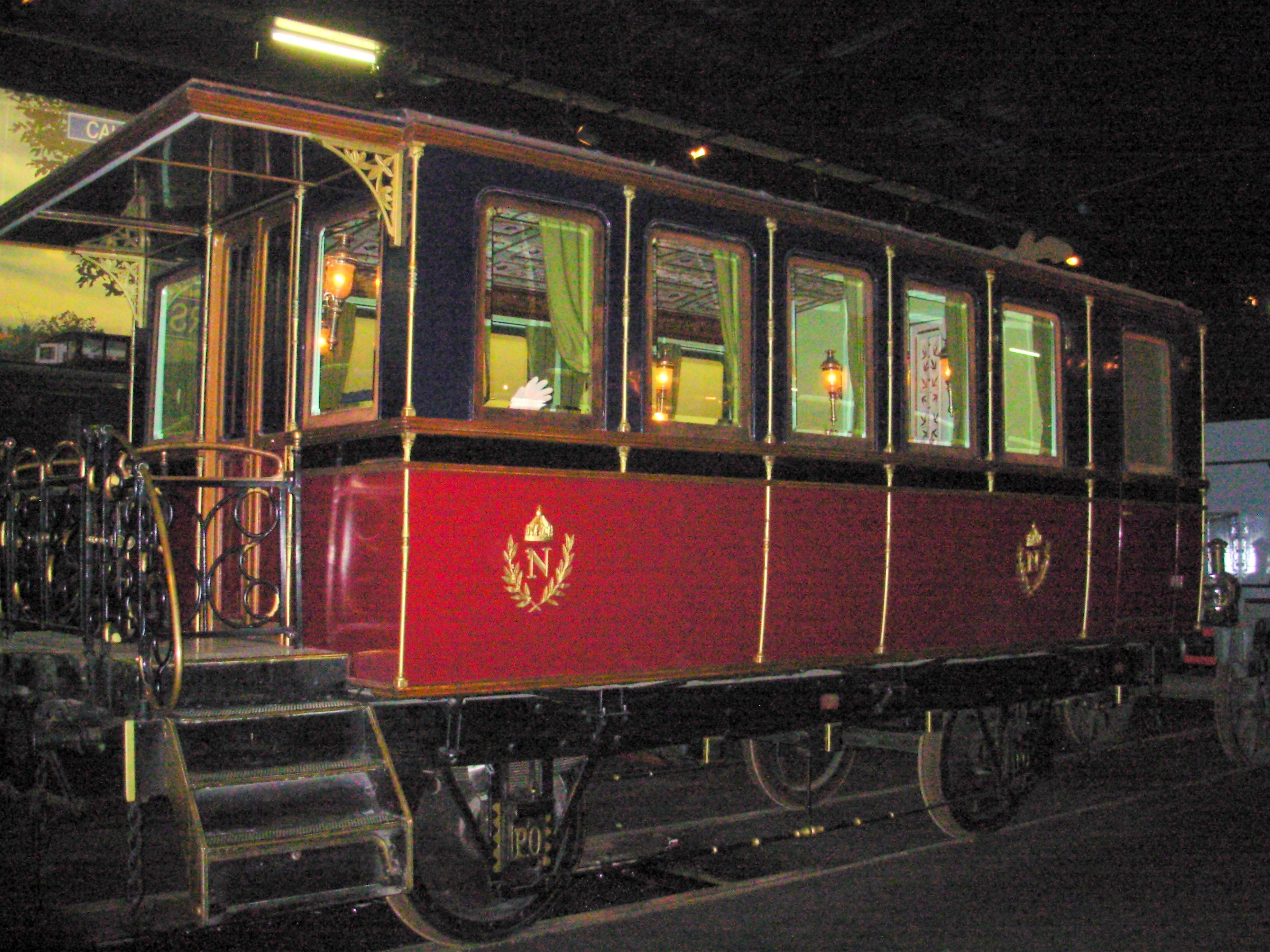
Voiture privée de Napoléon III, qu'il utilise lors de ses déplacements sur le chemin de fer français alors en plein essor.

Le Second Empire coïncide quasi exactement, entre deux dépressions économiques (celle de 1817-1847 et celle de 1873-1896) au quart de siècle de prospérité économique internationale qu'a connu la France au XIXe siècle. Napoléon III fait appel au saint-simonien Michel Chevalier comme conseiller économique. Sa politique économique, qui s'inspire du saint-simonisme, est fortement étatiste dès le lendemain du coup d'État. Elle a pour objectif la relance de la croissance et la modernisation du pays. En vingt ans, le pays a rattrapé une partie de son retard sur le Royaume-Uni en matière d'infrastructures et de système financier bancaire, aidé par la politique volontariste de l'Empereur et son choix du libre-échange.

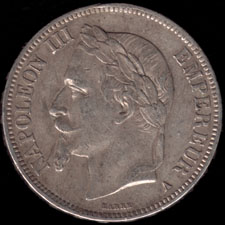
5 francs 1868.

##### Développement industriel

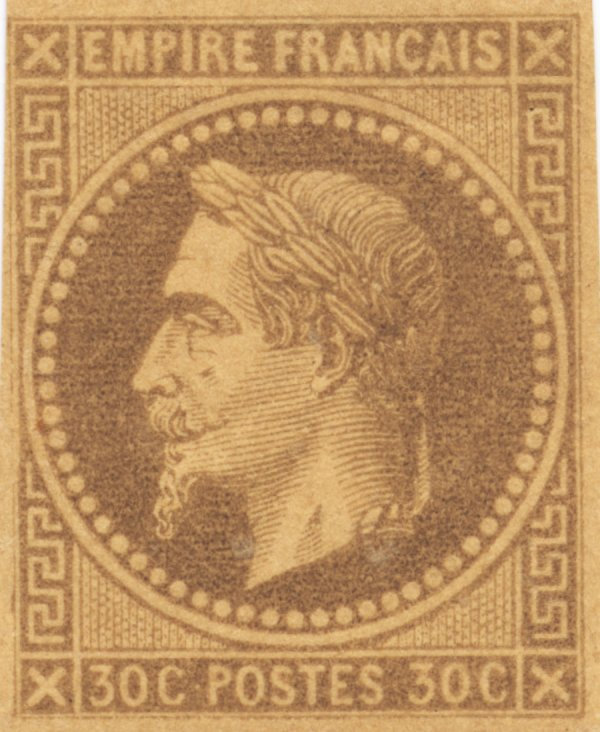
Timbre à l'effigie de Napoléon III.

Les campagnes et vignobles connaissent une belle prospérité, notamment du fait de leurs ventes croissantes vers les villes (grâce au chemin de fer) et l'exportation (vins, blé, céréales). La production industrielle, et en particulier le bâtiment (villes, stations touristiques, chemins de fer, canaux), le bois (charpentes, tonnellerie), la mécanique, l'acier et le textile, connaît une très forte croissance, de plus de 10 % certaines années. Cette production est dopée par les investissements dans des machines textiles plus rapides et le fort développement des machines à vapeur. Les exportations augmentent de 160 % de 1853 à 1869. Le taux moyen de croissance annuelle dépasse 2 % par an et souvent 5 % par an. Sur la décennie 1851-1860, les économistes divergent entre +30 % de croissance (Mayer) et +60 % (Froment). Les frères Pereire illustrent à eux seuls une partie de cette croissance, avec la création du train Paris-Saint-Germain, de la Compagnie du Midi, de la Compagnie Générale Transatlantique (paquebots), d'Arcachon, des grands hôtels et la construction des immeubles de la plaine Monceau ainsi que d'une rue de Marseille (République).
Quelques crises ponctuelles, intervenues en 1856, 1861, 1864 et 1870 font un peu baisser la croissance (1851-1870). Dans l'ensemble, ce sont les secteurs industriels liés en particulier aux chemins de fer qui réussissent leur modernisation quand d'autres industries, incapables d'évoluer ou de se moderniser, disparaissent,. C'est aussi le second souffle des mines de charbon françaises, développées par les grandes familles lilloises et dans l'Est (De Wendel, acier).
À partir de 1858, sous le Shogunat et à l'aune de l'ère Meiji, les liens franco-japonais vont permettre de sauver la sériciculture française et lyonnaise, secteur économique fondamental très sévèrement touché par la pébrine et la flacherie.
L'époque est aussi marquée par l'émergence des grands magasins comme le Bon Marché, le Bazar de l'Hôtel de Ville, le Printemps et la Samaritaine.

##### Développement des voies de communication
Le règne de Napoléon III est d'abord marqué par l'achèvement de la construction du réseau ferroviaire français supervisée par l'État. En 1851, le pays ne compte que 3 500 km de voies ferrées contre plus de 10 000 km en Grande-Bretagne. Sous l'impulsion de Napoléon III et de son ministre des travaux publics, Pierre Magne, dont la politique est caractérisée par un engagement financier partiel de l'État dans les entreprises ferroviaires, le pays réduit une partie de son retard sur sa rivale d'outre-Manche pour atteindre 15 600 km de voies ferrées en 1870, sur lesquelles circulent annuellement plus de 110 000 000 voyageurs et 45 000 000 tonnes de marchandises, contre 24 900 pour l'Angleterre. La France est alors troisième en Europe, derrière l'Allemagne, qui compte vers 1870 près de 20 000 km de voies. Le chemin de fer dessert désormais toutes les grandes villes françaises. Les incidences sont considérables sur de nombreux secteurs industriels, que ce soient ceux des mines, de la sidérurgie, des constructions mécaniques et des travaux publics. Parallèlement, le gouvernement porte également ses efforts sur la construction et l'entretien des routes ainsi que sur les ouvrages d'art puis, à partir de 1860, sous l'impulsion de l'Empereur, sur le développement des voies navigables avec la construction de nouveaux canaux. Enfin, l'État bonapartiste favorise le développement du télégraphe électrique mais aussi les fusions et la création de grandes compagnies maritimes de navigation (les Messageries maritimes, la Compagnie générale transatlantique, etc.) ainsi que la modernisation de la flotte et l'essor du commerce maritime par l'équipement des grands ports, notamment celui de Marseille.

##### Développement des sources de crédit
Inspiré de la doctrine saint-simonienne, Napoléon III multiplie également les sources de crédit et d'argent à bon marché en réformant le système bancaire dans le but de mieux faire circuler l'argent, de drainer l'épargne afin de favoriser le décollage industriel du pays. Dans la pratique il se laisse influencer par deux exilés de Pologne, le comte Xavier Branicki et l'économiste, Louis Wolowski. Avec la création de grandes banques de dépôt, le système bancaire est démocratisé avec l'entrée en vigueur du décret du 28 février 1852 favorisant l'établissement d'instituts de crédit foncier comme le Crédit foncier de France pour le monde agricole et le Crédit mobilier, une banque d'affaires dirigée par les frères Pereire jusqu'en 1867 et destinée à financer les sociétés industrielles, notamment celles du chemin de fer mais aussi l'omnibus parisien ou l'éclairage au gaz. De nombreuses grandes banques de dépôt sont créées tels le Comptoir d'escompte de Paris, le Crédit industriel et commercial (décret impérial de 1859) et le Crédit lyonnais. Par ailleurs, le rôle de la Banque de France évolue et, poussée par l'Empereur, elle s'engage dans le soutien au développement économique tandis que la loi du 24 juin 1865 importe en France le chèque comme moyen de paiement.
Parallèlement, le droit des sociétés est adapté aux exigences du capitalisme financier. Ainsi la loi du 17 juillet 1856 crée la société en commandite par actions, celle du 23 mai 1863 fonde la société à responsabilité limitée (SARL) et celle du 24 juillet 1867 libéralise les formalités de création de sociétés commerciales dont les sociétés anonymes.

##### Remise en cause du protectionnisme

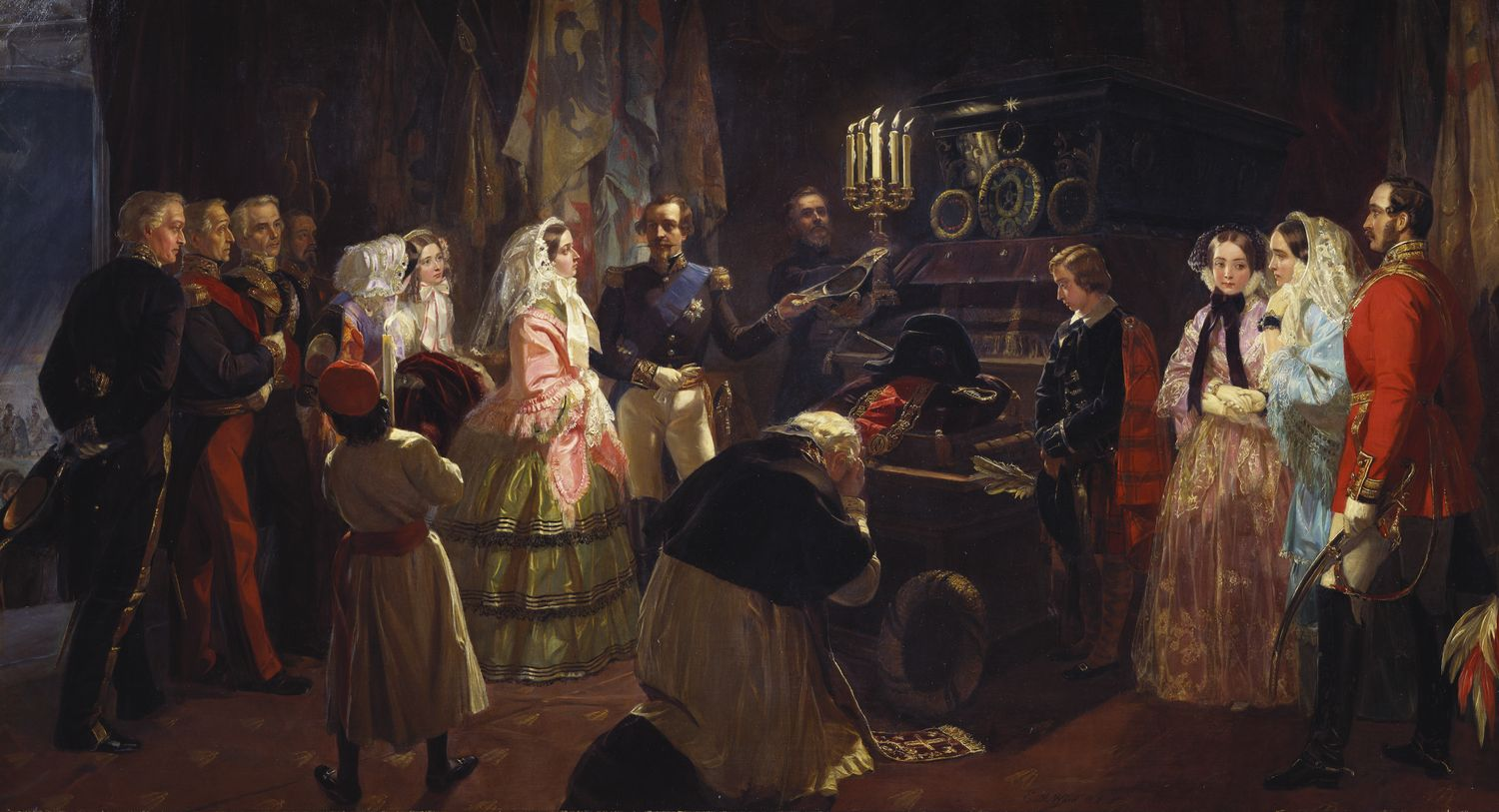
Napoléon III présentant le tombeau de son oncle Napoléon Bonaparte à la reine d'Angleterre Victoria.

L'influence des saint-simoniens sur la politique économique se manifeste enfin par la politique mise en œuvre par l'Empereur pour mettre fin au protectionnisme économique face à la concurrence étrangère, et ce en dépit de l'opposition des industriels français. Ainsi, le 15 janvier 1860, la conclusion d'un traité de commerce avec le Royaume-Uni, négocié secrètement entre Michel Chevalier et Richard Cobden, fait alors figure de « coup d'État douanier ». Ce traité, abolissant non seulement les droits de douane sur les matières premières et la majorité des produits alimentaires entre les deux pays mais supprimant également la plupart des prohibitions sur les textiles étrangers et sur divers produits métallurgiques, est suivi par une série d'accords commerciaux négociés avec d'autres nations européennes (la Belgique, le Zollverein, l’Italie, et l’Autriche). Cette ouverture économique des frontières stimule alors la modernisation du tissu industriel français et de ses modes de production.

##### Expositions universelles

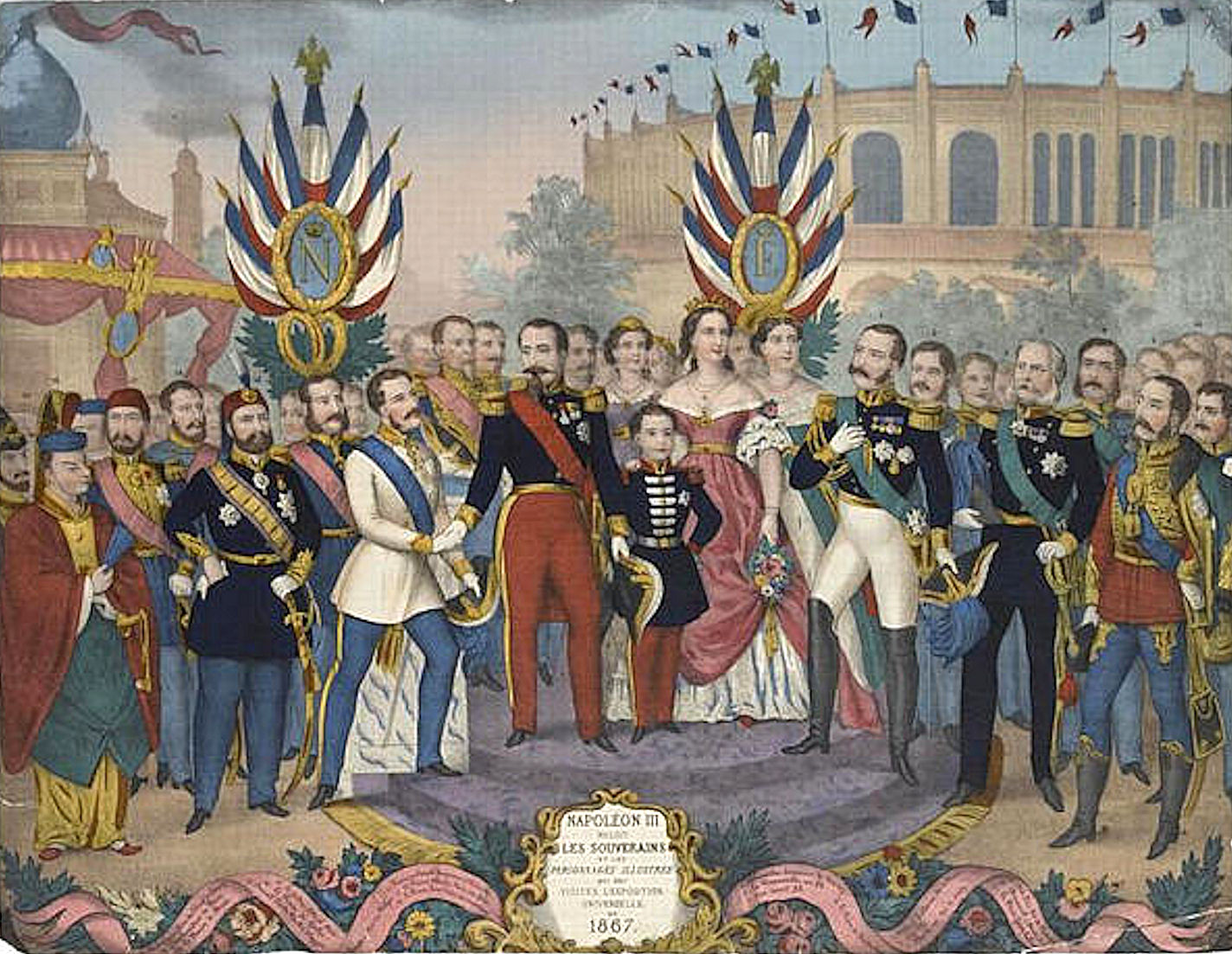
Napoléon III, le prince impérial, l'Impératrice et les souverains étrangers à l'Exposition universelle de 1867.

Paris accueille de grandes réunions internationales telles que l'Exposition universelle de 1855 et celle de 1867 qui lui permettent de mettre en avant l'intérêt de la France pour les progrès techniques et économiques. Intéressé personnellement par tout ce qui relève du progrès technique, l'Empereur finance lui-même les travaux d'Alphonse Beau de Rochas sur le moteur thermique à quatre temps.

##### Paris saint-simonien

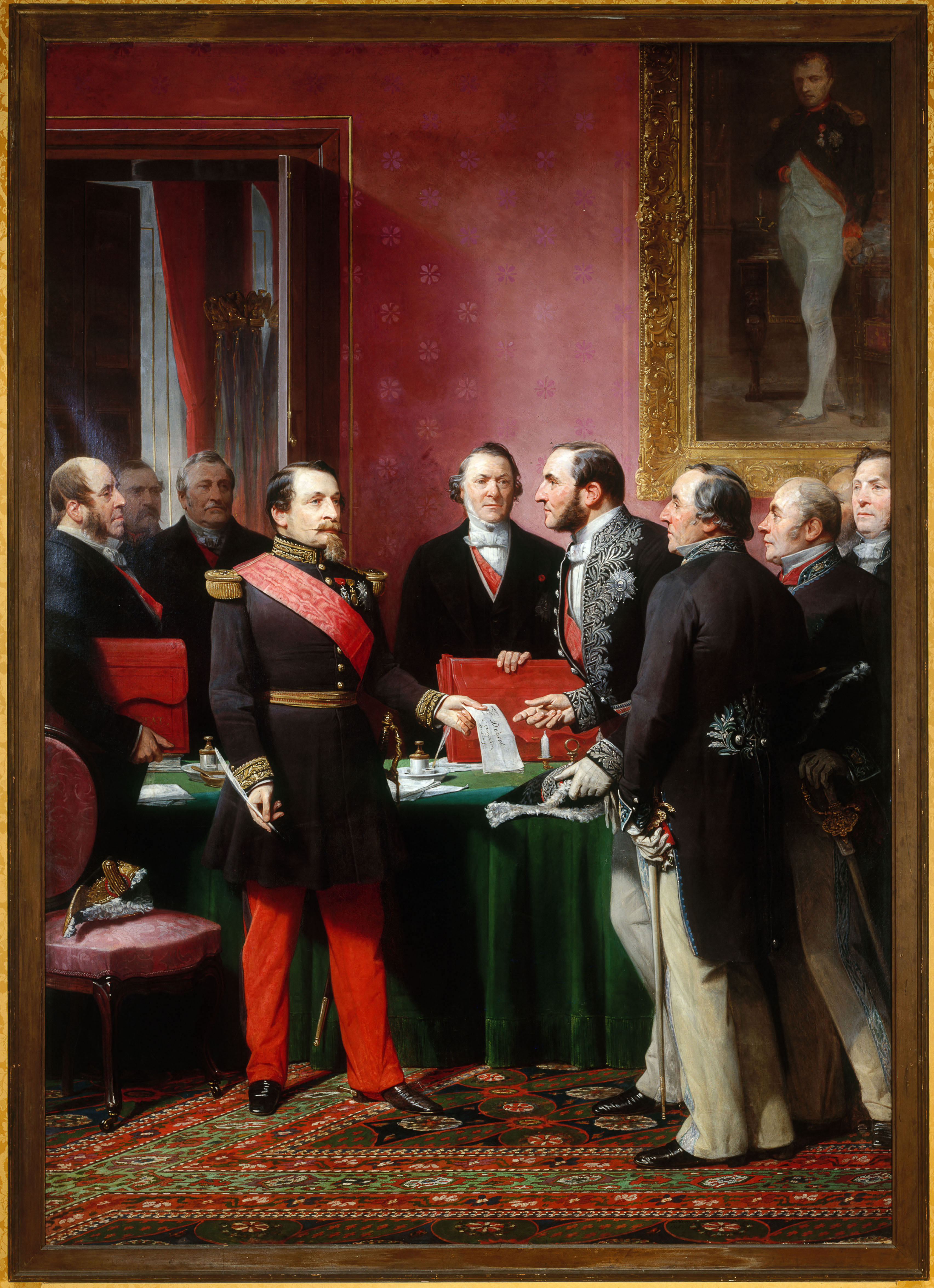
Napoléon III remettant au baron Haussmann le décret d'annexion à Paris des communes suburbaines (1860).

Commanditaire des travaux du baron Haussmann à Paris, Napoléon III souhaite transformer cette ville réputée au milieu du XIXe siècle pour sa surpopulation, son insalubrité et sa sensibilité aux épidémies, en un modèle d'urbanisme et d'hygiène comme l'est déjà Londres.
Saint-simonien convaincu, inspiré notamment par son proche conseiller Michel Chevalier, Louis-Napoléon rêve d'une ville organisée et saine, avec de larges boulevards et avenues reliant facilement les pôles d'attraction, où le commerce et l'industrie puissent se développer et les plus démunis vivre dans des conditions décentes. Le Paris transformé par le Baron Haussmann est ainsi d'abord le Paris saint-simonien imaginé par le prince-président dont beaucoup d'aspects figurent dans les phalanstères de Charles Fourier et dans l'Icarie d'Étienne Cabet. Suivant ces principes fouriéristes, Louis-Napoléon est à l'origine de la construction des 86 premiers logements sociaux de Paris à la cité Rochechouart en 1851, qu'il fait financer par le sous-comptoir du commerce et de l'industrie pour le bâtiment afin de pallier la défaillance du conseil municipal de Paris. Il fait lui-même un don de 50 000 francs pour aider à la construction de cités ouvrières destinées au remplacement des logements insalubres de la capitale et fait traduire et publier Des habitations des classes ouvrières, de l'architecte britannique, Henry Roberts. Par décrets présidentiels, en 1852, il affecte 10 000 000 francs, issus de la confiscation des biens des Orléans, à l'amélioration des logements ouvriers dans toutes les villes de France,.
Quand le 22 juin 1853, Georges Eugène Haussmann est nommé préfet de la Seine par Napoléon III, il est chargé de réaliser le Paris rêvé de l’Empereur dont la mission peut se résumer à « aérer, unifier et embellir la ville ». La capitale, pour la première fois considérée dans son ensemble, est ainsi transformée en profondeur et modernisée avec la création d’un tissu cohérent de voies de communication. De nouvelles voies et axes reliant notamment les grandes gares entre elles sont percées, des perspectives et des places sont ouvertes tandis que de nombreux squares, espaces verts et jardins sont créés (Montsouris, Buttes-Chaumont, bois de Vincennes et de Boulogne, Boucicaut…). Plusieurs îlots misérables comme celui dit de la petite Pologne sont rasés. L’Empereur lui-même veille de près sur les travaux et dessine le plan d’un ensemble de 41 pavillons destinés à l’usage des classes ouvrières situés avenue Daumesnil et qui sont présentés à l’Exposition universelle de 1867,.
La loi du 16 juin 1859 repousse les limites de la capitale aux fortifications de Thiers. La ville absorbe onze communes en totalité (Belleville, Grenelle, Vaugirard, La Villette) ou en partie (Auteuil, Passy, Batignolles-Monceau, Bercy, La Chapelle, Charonne, Montmartre), ainsi que treize portions de communes. La superficie de Paris passe ainsi de 3 300 à 7 100 hectares tandis que sa population gagne 400 000 habitants pour s'établir à 1 600 000 Parisiens. Paris est désormais réorganisé en vingt arrondissements et 80 quartiers. En 1870 ville atteint 2 000 000 d'habitants.

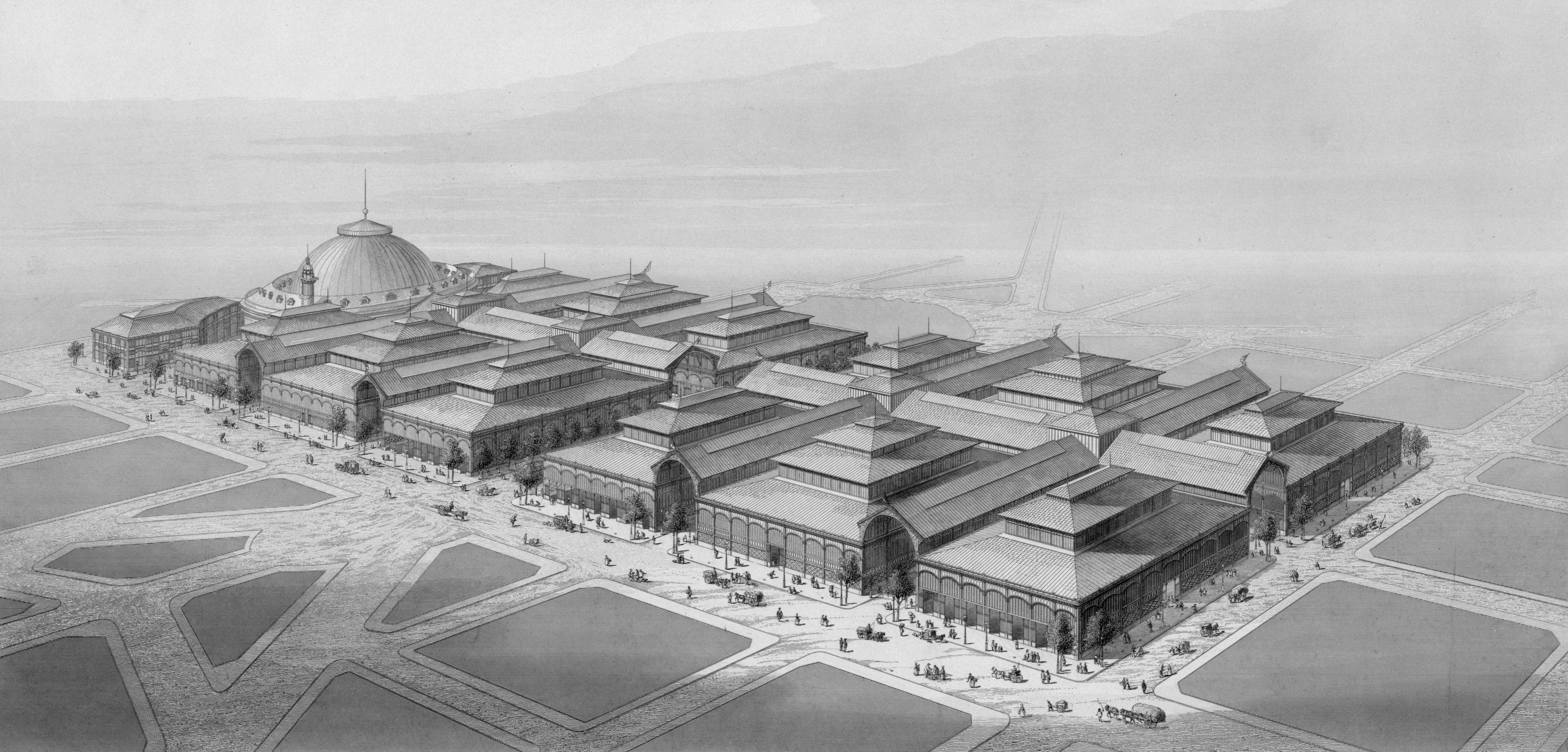
Vue d’oiseau en 1863 des Halles centrales de Paris conçues par Victor Baltard.

Entre 1852 et 1870, plus de 300 km de voies nouvelles éclairées sont réalisées dans Paris, accompagnées de plantations (600 000 arbres plantés + 20 000 hectares de bois et jardins), de trottoirs (plus de 600 km), de mobiliers urbains, de caniveaux et de 600 km d’égouts. Plus de 19 000 immeubles insalubres comprenant 120 000 logements ont été abattus et remplacés par 30 000 bâtiments nouveaux fournissant 215 300 logements auxquels s’ajoutent de nombreux nouveaux monuments publics et édifices comme l'opéra Garnier, le nouveau Palais de Justice, le nouvel Hôtel-Dieu, des théâtres (le Châtelet), des lycées, les halles de Baltard ou de nombreux lieux de culte (église Saint-Augustin, église Saint-François-Xavier, etc.). Pour la première fois de son histoire, un plan général de la ville est dressé ainsi que son relevé topographique.

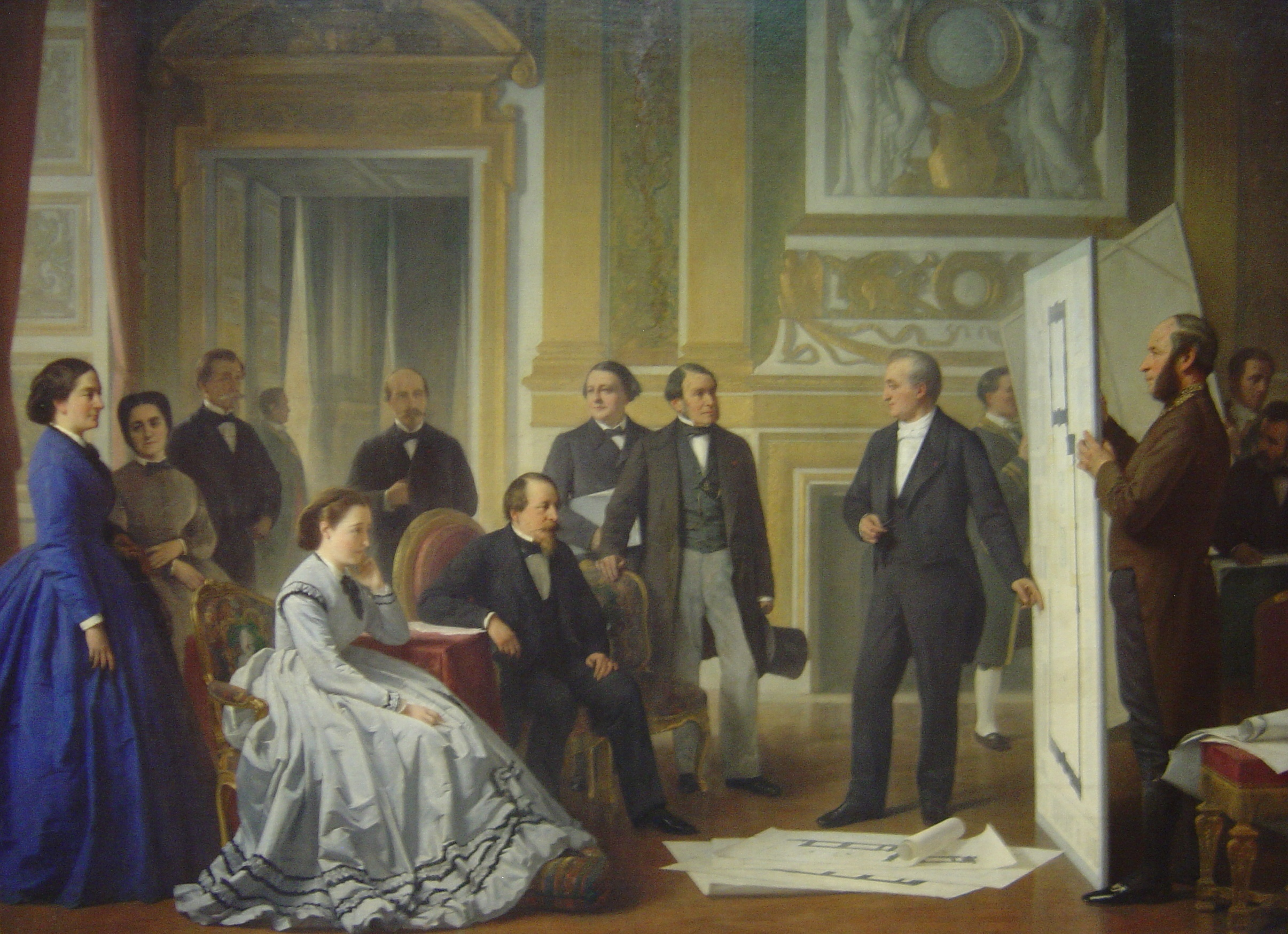
Au palais des Tuileries, en 1853, l'architecte Louis Visconti, au côté de Hector-Martin Lefuel, présente au couple impérial et à ses proches (les comtesses de Rayneval et de Lourmel, le comte d'Arjuson, le sénateur Ney et Achille Fould) les plans de son projet d'achèvement du palais du Louvre et de réunion à celui des Tuileries.
Peinture par Ange Tissier.

Ces travaux du Second Empire modèlent le visage du Paris du XXe siècle. Ils ont cependant un coût non négligeable. Les opposants aux travaux conduits par Haussmann dénoncent notamment leur coût financier (les travaux coûtent 2,5 milliards de francs en dix-sept ans pour un budget initial de 1,1 milliard de francs, obligeant Haussmann à recourir à des bons de délégation émis par la Caisse des travaux de Paris, à creuser la dette de la ville et à se justifier par la théorie des dépenses productives). À ces critiques financières s'ajoutent celles sur la vague de spéculation immobilière (les loyers augmentent de 300 % sur toute la période) et leur coût social (refoulement des plus pauvres hors du centre de Paris). Enfin, une autre vague de critiques porte sur le coût culturel de ces travaux (comme la destruction de nombreux vestiges du passé, notamment sur l'île de la Cité).
Si nombre de ces critiques peuvent être justifiées, il s'avère qu'il n'y a finalement pas d'accroissement du déséquilibre social dans la capitale par rapport à la période antérieure et qu'en 1865, 42 % des Parisiens restent classés dans la catégorie des plus défavorisés car non imposables et qu'à la fin de l'administration haussmannienne en 1870, 65 % des logements parisiens sont occupés par des indigents, des ouvriers et par les représentants les plus modestes de la petite bourgeoisie. Enfin, l'état d'insalubrité, le délabrement des édifices et les difficultés de circulation exigeaient quoi qu'il en fût une intervention publique.
Les opposants aux travaux dénoncent également les grands boulevards (très larges et rectilignes) permettant de mieux contrecarrer les éventuelles révoltes en empêchant la formation de barricades. Haussmann n'a jamais nié ce rôle quasi militaire de la percée de certaines des voies parisiennes, formant des brèches au milieu de quartiers constituant de véritables citadelles d'insurrections tels que ceux de l'hôtel de ville, du faubourg Saint-Antoine et des deux versants de la montagne Sainte-Geneviève. Cependant, il a répondu que la majorité de grandes artères percées permettaient surtout d'améliorer la circulation entre les gares, entre celles-ci et le centre-ville et aussi à aérer la ville pour éviter les foyers infectieux.
Parallèlement, Napoléon III encourage cette politique dans les autres grandes et moyennes villes de France, de Lyon à Biarritz en passant par Dieppe (les nombreuses rues impériales alors tracées sont souvent par la suite rebaptisées « rue de la République »). L'Empereur multiplie les séjours personnels dans les villes d'eau telles que Vichy, Plombières-les-Bains, Biarritz, ce qui contribue beaucoup à leur lancement et à leur fortune durable. Une politique de grands travaux et d'assainissement permet de mettre en valeur des régions comme la Dombes, les Landes (Napoléon fonde notamment en 1857 son domaine impérial de Solférino), la Champagne, la Provence ainsi que la Sologne, région chère à Napoléon III en raison de ses attaches familiales du côté de la maison de Beauharnais et qui s'investit personnellement dans la bonification de celle-ci en participant au financement des travaux.

#### Politique sociale

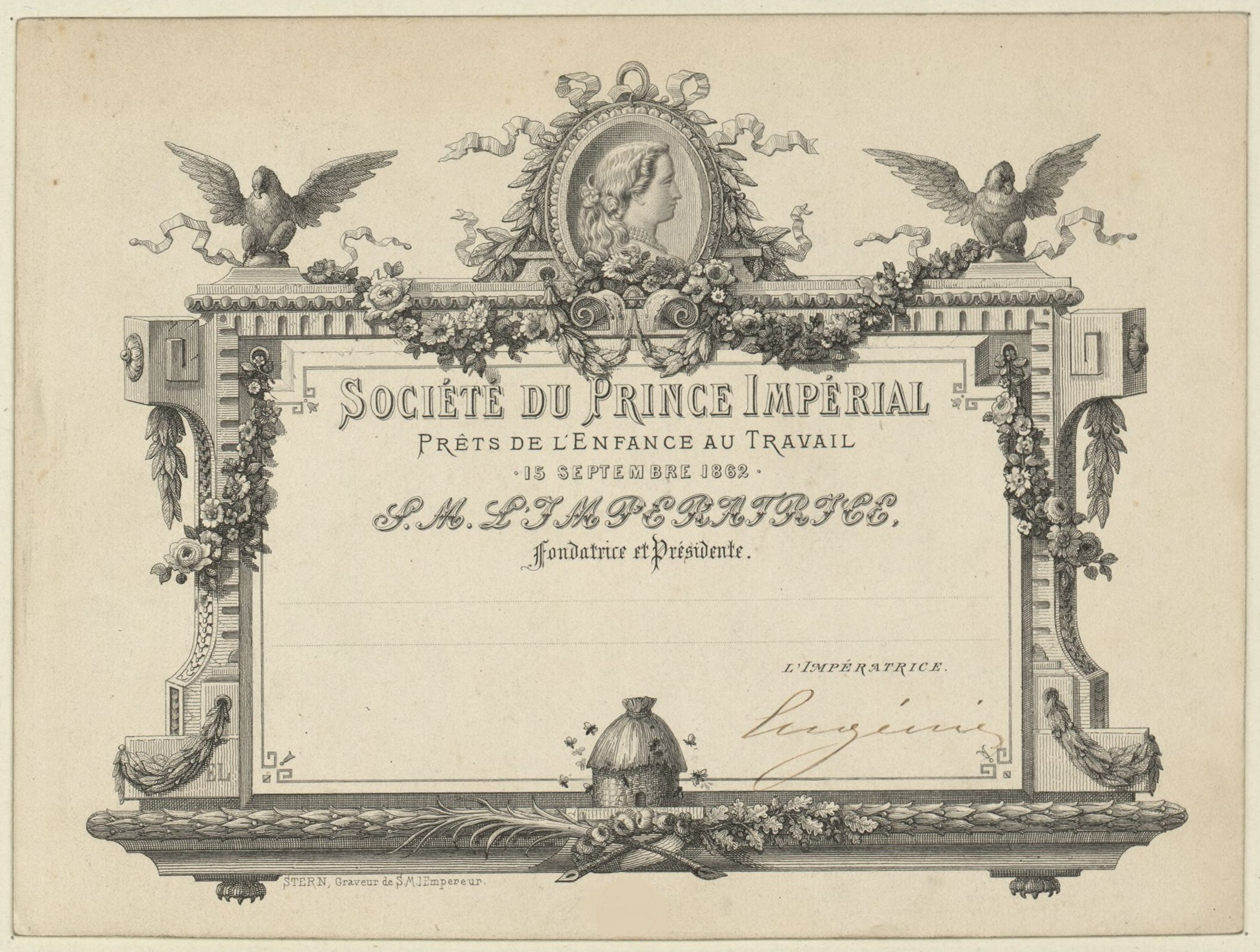
Diplôme de fondateur de la Société du Prince Impérial, 15 septembre 1862. En haut figure un portrait de l'impératrice Eugénie. En bas figurent des abeilles, symbole héraldique napoléonien.

Privé du soutien des catholiques, que sa politique italienne inquiète, et de celui du patronat et des industriels, ulcérés par son traité de libre-échange conclu en 1860 avec la Grande-Bretagne, Napoléon III, ainsi déçu par les élites, recherche l'appui de nouveaux soutiens dans les masses populaires, notamment les ouvriers.
À partir de 1862, sa politique sociale se montre plus audacieuse et novatrice que durant la décennie écoulée. En mai 1862, il fonde la Société du prince impérial, destinée à prêter de l'argent aux ouvriers et à aider les familles temporairement dans le besoin. Son projet de loi visant à créer une inspection générale du travail, pour faire respecter la loi de 1841 sur le travail des enfants, est cependant révoqué par le Conseil d'État. La même année, sous les encouragements des parlementaires réformistes et de l'élite ouvrière, il subventionne l'envoi d'une délégation ouvrière conduite par Henri Tolain à l'Exposition universelle de Londres. Pour l'économiste et homme politique socialiste Albert Thomas, « si la classe ouvrière se ralliait à lui [Napoléon III], c'était la réalisation du socialisme césarien, la voie barrée à la République. Jamais le danger ne fut aussi grand qu'en 1862. » De retour de Londres, la délégation ouvrière demande l'application en France d'une loi permettant aux travailleurs de se coaliser sur le modèle de ce qui se faisait en Grande-Bretagne et, dans le contexte des élections de 1863 et de celles complémentaires de 1864, Tolain et les militants ouvriers rédigent le manifeste des Soixante, un programme de revendications sociales qui affirme son indépendance vis-à-vis des partis politiques, notamment les républicains, et présente des candidats (qui sont finalement battus). L'Empereur appuie néanmoins leur vœu sur le droit de coalition. Malgré les réticences du Conseil d'État, un projet de loi préparé par Émile Ollivier est adopté par le Corps législatif et par le Sénat. Ratifiée et promulguée par Napoléon III, la loi du 25 mai 1864 reconnaît pour la première fois le droit de grève en France du moment qu'il ne porte pas atteinte à la liberté du travail et s'exerce paisiblement. De nombreux ouvriers sont alors séduits par la politique sociale de l'Empereur mais leur ralliement au régime n'est cependant pas massif. Les contacts pris à Londres avec les représentants ouvriers de divers pays ont abouti à la création, en 1864, de l'Association internationale des travailleurs (AIT) qui ouvre un bureau en France en 1865, dirigé par Henri Tolain.

##### Droit d’organisation des salariés
En dépit de la reconnaissance de ce droit de grève, les syndicats proprement dit demeurent prohibés. Une circulaire impériale du 23 février 1866 demande d'abord aux préfets de laisser se tenir les rassemblements ayant des revendications purement économiques. Puis, le droit d'organisation des salariés dans des associations à caractère syndical est reconnu dans une lettre du 21 mars 1866 et par un décret du 5 août 1866 portant création d'une caisse impériale des associations coopératives.
En septembre 1867, lors du congrès de Lausanne, l'AIT proclame que « l'émancipation sociale des travailleurs devait s'accompagner d'une émancipation politique » et ce « en complète rupture avec l'esprit du mutuellisme proudhonien et avec le manifeste des Soixante ». Deux jours plus tard, lors du congrès de la paix et de la liberté à Genève, « l'Internationale s'en prend vivement aux armées permanentes et aux gouvernements autoritaires », visant notamment Napoléon III. La section parisienne est finalement dissoute pour avoir participé à des manifestations à caractère politique comme des protestations contre l'envoi à Rome de troupes françaises,. Le 30 mars 1868, les chambres syndicales sont officiellement tolérées par le gouvernement. Mais si le gouvernement envisage la légalisation des syndicats avec, pour corollaire, leur ralliement au socialisme césarien, il ne peut tolérer un ralliement au socialisme international marxiste qui semble se profiler au travers de l'AIT. Le ralliement, pour la première fois, de la majorité des ouvriers aux candidats républicains lors des élections législatives de 1869 confirme alors l'échec de la politique d'ouverture sociale de Napoléon III.
En dépit de toutes ses déconvenues pour se rapprocher des ouvriers, Napoléon III décide de maintenir ce qu'il considère être son œuvre sociale. Des soupes populaires sont organisées pour les pauvres alors que se mettent en place les premiers systèmes de retraites et qu'une loi fonde une caisse d’assurance décès et une caisse d’assurance contre les accidents du travail (1868). Le 2 août 1868, une loi abroge un article du code civil qui donnait primauté, en cas de contentieux, à la parole du maître sur celle de l’ouvrier. Le 23 mars 1869, le Conseil d’État refuse de valider le projet de suppression du livret d'ouvrier, une demande récurrente de Napoléon III.
Sur la période, si la grande misère recule et si le niveau de vie des ouvriers reste précaire, leur pouvoir d'achat a cependant réellement augmenté alors que les périodes de sous-emploi se font plus brèves.

##### Instruction publique

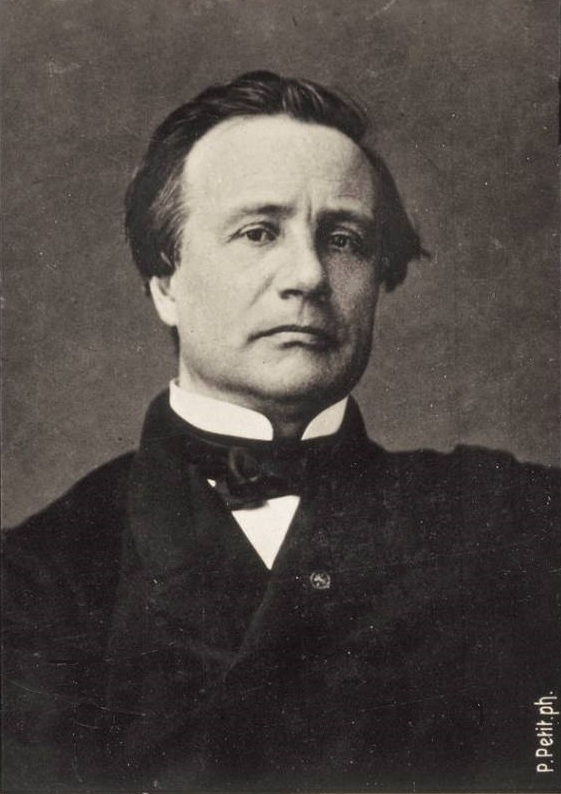
Victor Duruy.

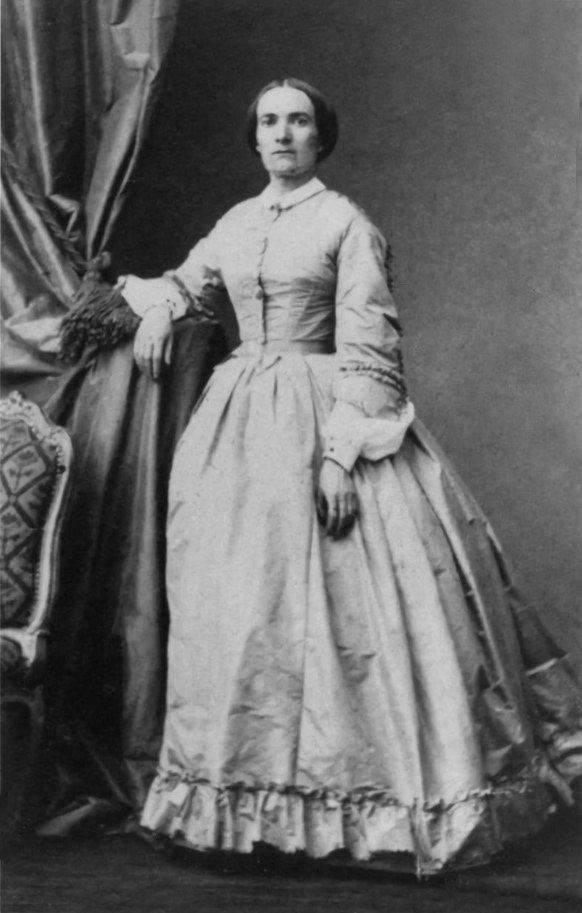
Julie-Victoire Daubié, première bachelière française.

Dans le même temps, Victor Duruy, le ministre de l'Instruction publique, met l'accent sur l'enseignement populaire alors que les premières années de la décennie ont été marquées en ce domaine par quelques avancées : en 1861, Julie-Victoire Daubié est ainsi la première femme reçue au baccalauréat, sans avoir à faire de demande exceptionnelle.
Membre du gouvernement impérial de 1863 à 1869, Duruy ouvre l'enseignement secondaire aux jeunes filles et s'efforce, à partir de 1865, de développer l'enseignement primaire, en dépit de l'hostilité de l'Église catholique romaine qui craint une perte de son influence.
Ayant plaidé la constitution d'un grand service public de l'enseignement primaire, gratuit et obligatoire — auprès de l'Empereur avec succès, puis auprès du Corps législatif sans succès —, il impose, en 1866 et 1867, l'obligation pour chaque commune de plus de 500 habitants d'ouvrir une école pour filles, l'extension de la gratuité de l'enseignement public du premier degré à 8 000 communes, l'institution d'un certificat d'études primaires sanctionnant la fin du cycle élémentaire, et il développe les bibliothèques scolaires,.
Il rend obligatoire dans les programmes scolaires du primaire l'enseignement de l'histoire et de la géographie, restitue la philosophie dans le secondaire et y introduit l'étude de l'histoire contemporaine, les langues vivantes, le dessin, la gymnastique et la musique.

##### Mécénat et dons

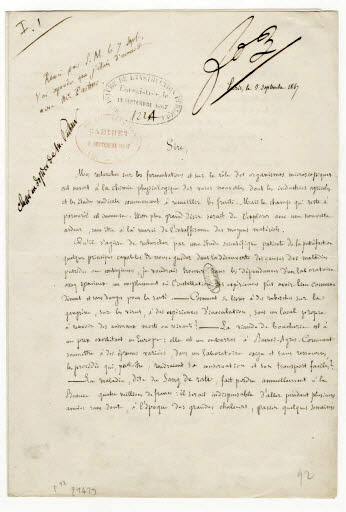
Lettre de Pasteur sollicitant des fonds à Napoléon III.

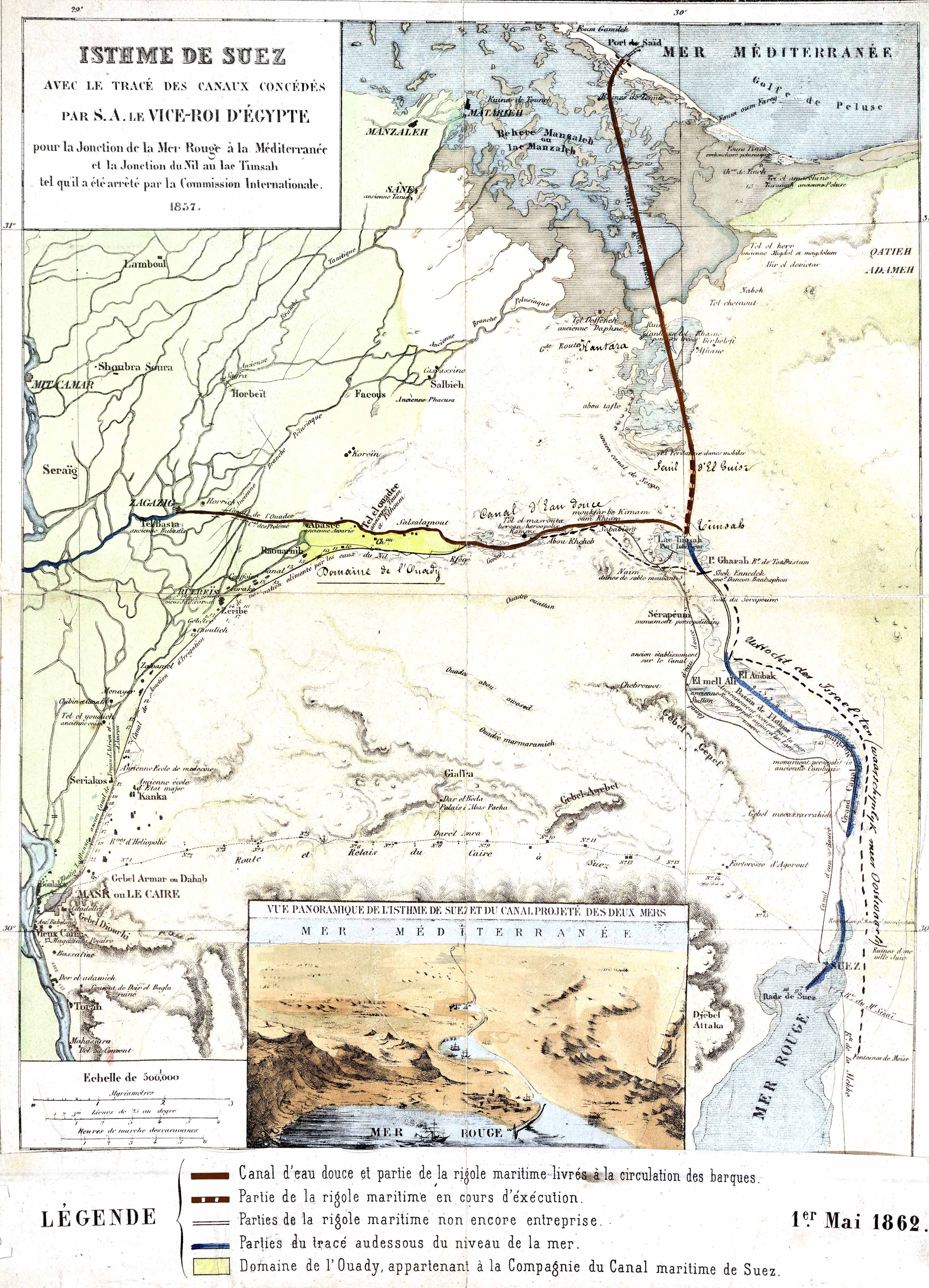
L'état des travaux du canal de Suez en mai 1862.

Passionné par les sciences et bien informé sur les dernières inventions, Napoléon III entretient des rapports privilégiés avec les savants dont il se plaît à écouter les conférences et à suivre les expériences. Celui qui obtiendra le plus de ses faveurs est Louis Pasteur qu'il rencontre pour la première fois en 1863 après que celui-ci a réfuté la thèse de la génération spontanée et démontré l'existence des animalcules (plus tard appelés microbes). Devenu familier de l'Empereur et de l'Impératrice qui lui ôtent tout souci matériel pour poursuivre ses travaux, il est nommé à la commission chargée de la réforme de l'enseignement supérieur, envoyé dans le Gard pour lutter contre l'épidémie de pébrine qui menaçait les élevages de vers à soie, avant d'être nommé sénateur en juillet 1870,.
L'appui de Napoléon III au projet de Ferdinand de Lesseps, par ailleurs cousin de l'Impératrice, de percer le canal de Suez est déterminant à plusieurs occasions. Après plusieurs hésitations, l'Empereur accepte de patronner l'entreprise et de faire pression diplomatiquement sur l'Empire ottoman, hostile au projet. Il sauvera encore à plusieurs reprises les travaux en les soutenant face au vice-roi d'Égypte (1863-1864), une nouvelle fois face au Sultan (1865-1866) et encore en 1868 en consentant un emprunt pour renflouer la compagnie de Lesseps au bord de la faillite. Cependant, le contexte politique et social ainsi que sa santé précaire ne lui permettent pas de se rendre en Égypte pour voir l'achèvement des travaux, laissant son épouse assister seule à l'inauguration du canal de Suez le 17 novembre 1869.

#### Activités culturelles sousNapoléonIII

##### Essor de la photographie

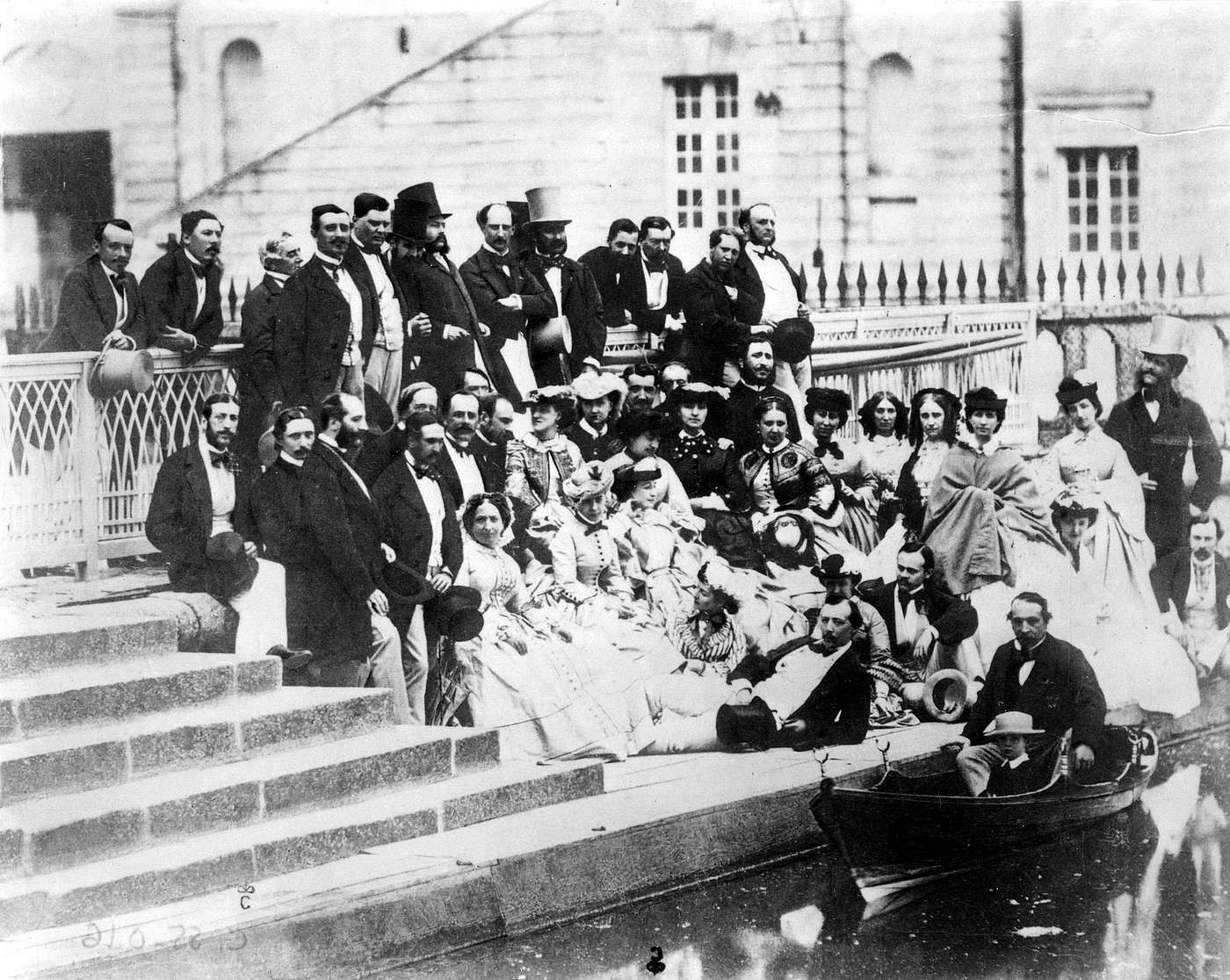
La cour impériale, l'Empereur et le prince impérial en 1860 au château de Fontainebleau.

Désireux de faire apparaître son règne comme celui du « progrès scientifique et social, de l’industrie et des arts, de la grandeur retrouvée de la France », Napoléon III trouve en la photographie (son invention est traditionnellement datée de 1839) un instrument moderne permettant de réaliser cette ambition politique pour diffuser largement son image et les événements de son règne au côté des techniques plus traditionnelles qu'étaient notamment la peinture et la sculpture.
La Mission héliographique témoigne de cet intérêt des pouvoirs publics permettant la notoriété et le succès de Léon-Eugène Méhédin, de Gustave Le Gray (à qui Louis-Napoléon commande la première photographie officielle d'un chef d'État), d'Auguste Mestral, d'Hippolyte Bayard ou d'Henri Le Secq tout comme le traduisent les commandes publiques passées par la suite à Désiré Charnay, Auguste Salzmann, Adolphe Braun, Jean-Charles Langlois, Charles Nègre, Pierre-Louis Pierson et Pierre-Ambroise Richebourg, dont le but in fine reste toujours de rendre compte de l’action menée par l’Empereur et ses ministères dans les plus divers des domaines, y compris à l'étranger.

##### Arts et lettres

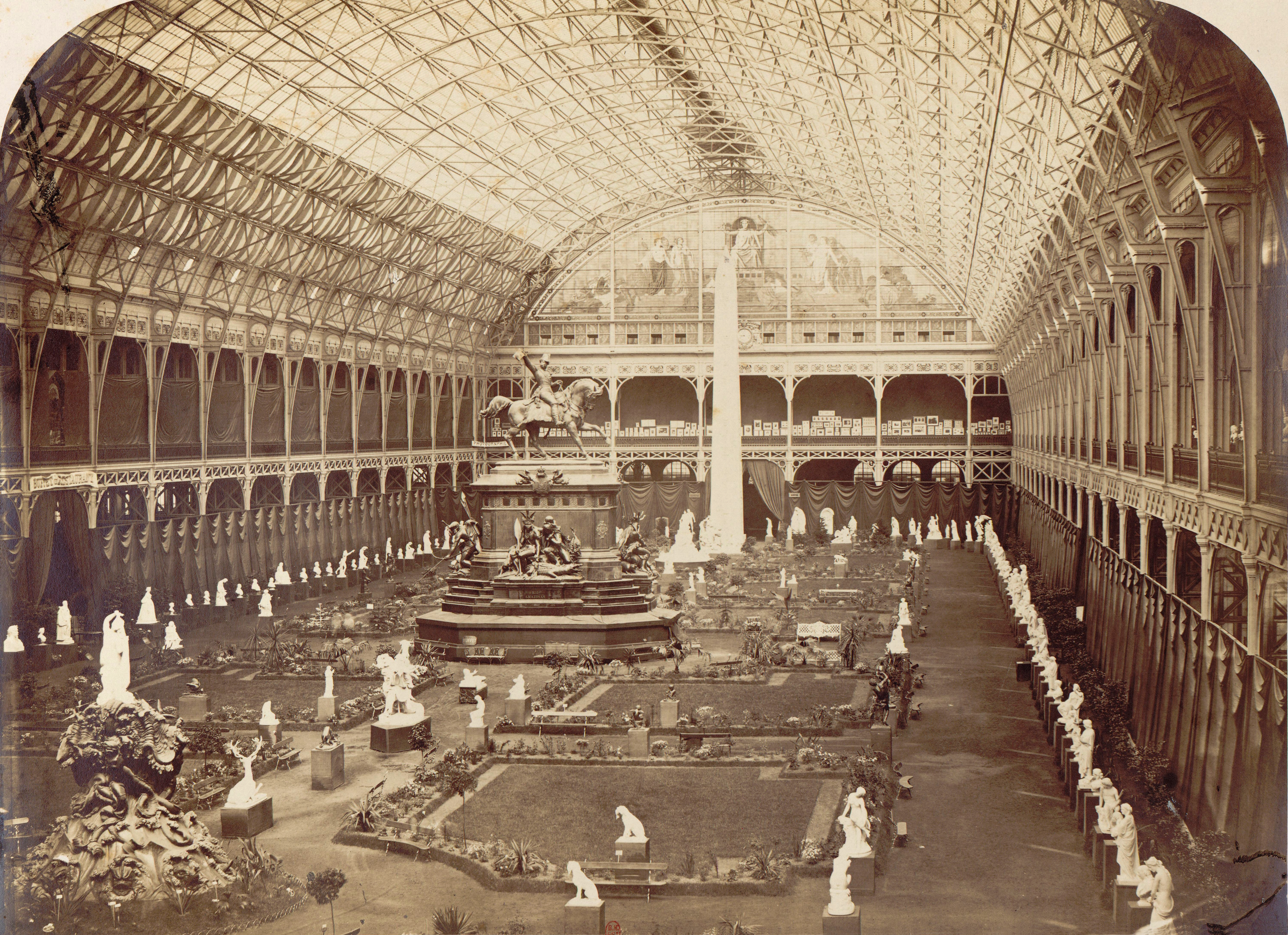
Hall des sculptures du Salon de peinture et de sculpture de 1861, Palais de l'industrie. Photographie de Richebourg.

Durant la période de l'Empire autoritaire et dans une moindre mesure dans les années 1860, le domaine des arts et des lettres est soumis à la censure. Prêché par l'Église, le retour à l'ordre moral, appuyé par l'Impératrice Eugénie, est l'une des préoccupations du régime. Néanmoins, en 1863, alors que Jean-Léon Gérôme et les grands peintres officiels sont célébrés au Salon de peinture et de sculpture, Napoléon III permet l'ouverture d'un « salon des refusés » où exposent Courbet et les futurs impressionnistes.
Cette période est cependant caractérisée par la richesse de sa littérature, de Flaubert à George Sand ou aux frères Edmond et Jules de Goncourt. La construction de l'opéra Garnier illustre l'importance accordée au monde du spectacle, élément de la « fête impériale ». Les spectacles en ville se développent notamment l'opéra-bouffe, un genre dans lequel triomphe le compositeur Jacques Offenbach, mais aussi les pièces de théâtre comme celles d'Eugène Labiche qui remportent un franc succès. Bien que ces deux personnalités assument leur bonapartisme, leurs œuvres se livrent à une « critique corrosive mais souriante de la société impériale ».

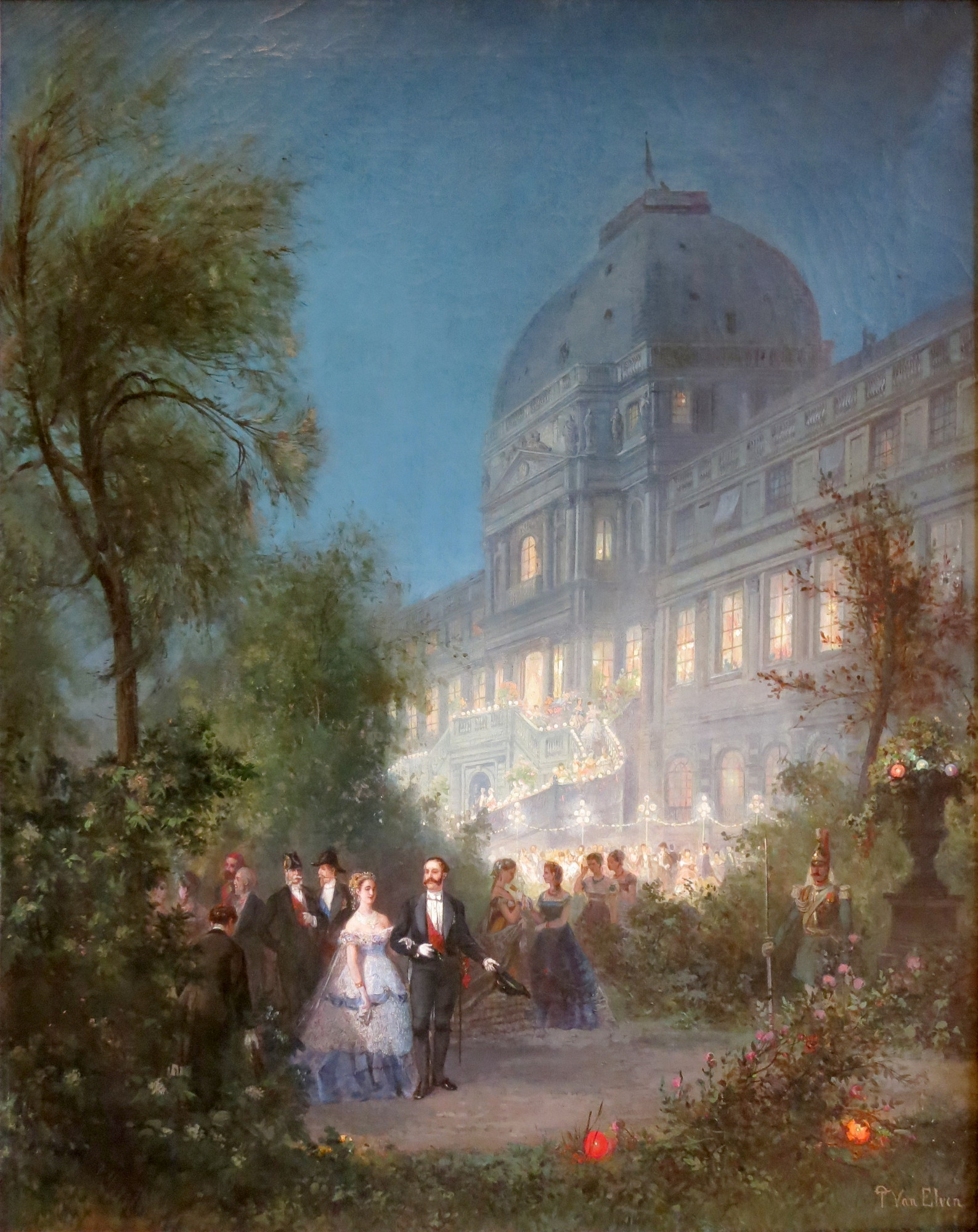
Palais et jardin des Tuileries lors d'un bal sous le Second Empire.

Doté d'une forte pension officielle et d'une très confortable liste civile, les fêtes et les réceptions grandioses de l'Empereur et de l'Impératrice aux Tuileries, à Saint-Cloud ou à Compiègne confèrent aussi à la « fête impériale » un rôle de propagande. De nombreux artistes tels Eugène Delacroix, Gustave Flaubert, Prosper Mérimée mais aussi des personnalités du monde scientifique comme Louis Pasteur participent notamment aux séries, des fêtes données pendant toute une semaine au palais de Compiègne par le couple impérial.
Passionné d'histoire, Napoléon III écrit une monumentale Histoire de Jules César, aidé d'une équipe de collaborateurs dont il assure la direction, comprenant notamment Alfred Maury, Prosper Mérimée et Victor Duruy. La préface est rédigée par l'Empereur (ainsi que principalement les deux premiers volumes) et reprend les thèmes exposés dans sa jeunesse. Paru chez Plon en 1865 et 1866 pour les deux premiers volumes, qui vont jusqu'au début de la guerre civile en 49 av. J.-C., l'ouvrage compte six volumes au total et est complété, du moins pour les trois derniers volumes, sous la plume du baron Eugène Stoffel. Bien ultérieurement, l'ouvrage reçoit la reconnaissance et la caution scientifique des historiens Claude Nicolet et Christian Goudineau, spécialistes de l'histoire romaine et de la Gaule.
Parallèlement à ses recherches sur l'artillerie romaine, l'Empereur joue un rôle important dans la mise en œuvre d'une véritable archéologie nationale. En juillet 1858, il constitue une commission topographique chargée de dresser une carte de la Gaule. Il institue des chaires d'antiquité à l'école normale, à l'école des Chartes et au collège de France. Sur ses deniers personnels, il achète les jardins Farnèse sur le Palatin en 1860 et y exhume le palais impérial de Rome. Il envoie parallèlement des missions archéologiques en Espagne, Macédoine, Syrie, Algérie, Tunisie, Grèce ou encore en Asie Mineure. En 1862, il fait ouvrir le musée des Antiquités nationales à Saint-Germain-en-Laye et ériger une statue de Vercingétorix au mont Auxois. Sur ses deniers personnels, il finance plus de 8 millions de francs en recherches archéologiques, études expérimentales et travaux cartographiques et fait réaliser des fouilles à Alise-Sainte-Reine, identifiée comme étant le site d'Alésia, qu'il visite en 1861, avant celui de Gergovie, ainsi qu'à Bibracte.

### Politique étrangère sous le Second Empire
En 1851, préparant la restauration impériale, Louis-Napoléon Bonaparte cherche à rassurer l'opinion française et européenne en déclarant à Bordeaux : « L'Empire, c'est la paix ! » (9 octobre 1852). L'ordre européen alors en place est pourtant celui issu du congrès de Vienne de 1815 qu'il récuse, non seulement parce qu'il a été établi par les vainqueurs de Napoléon Ier afin de contenir les ambitions territoriales et politiques de la France mais aussi parce qu'il méconnaît le principe des nationalités dont Louis-Napoléon est un ardent défenseur. Le Royaume-Uni se tient sur ses gardes. De fait, en octobre, le Premier Ministre — Lord Derby — communique au Secrétaire du Foreign Office, l’information obtenue de source sûre, selon laquelle le Prince-Président nourrit le projet d’envahir la Grande-Bretagne, et s’y verra même bientôt « contraint par les aspirations du peuple français, la ferveur de l’armée et la nécessité impérieuse dans laquelle il se trouve. Il lui faudra alors un nouveau coup de théâtre (en français dans le texte) ».

#### Remise en cause du congrès de Vienne

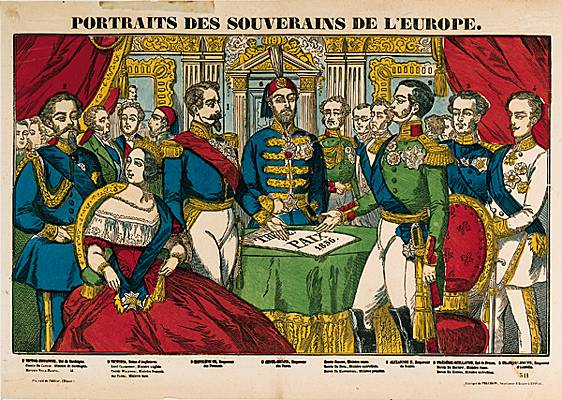
Le congrès de Paris, en 1856. Portraits des souverains européens. Imagerie Pellerin à Épinal. (Bibliothèque nationale de France)

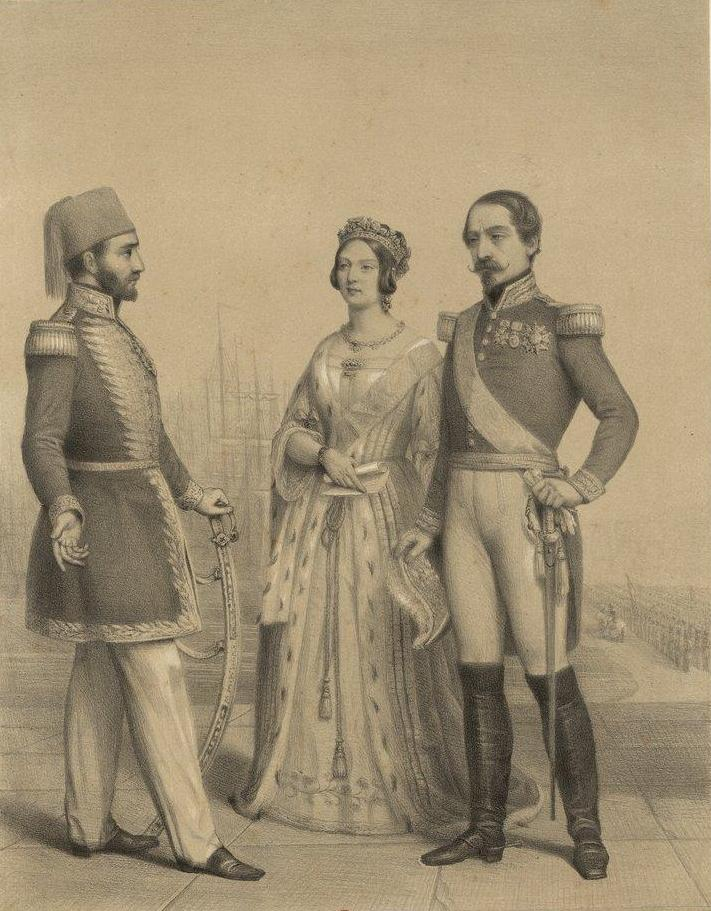
« Les alliés » : de gauche à droite le sultan Abdülmecid Ier, la reine Victoria et l'Empereur Napoléon III.

L'Empereur entend à la fois disloquer la coalition anti-française héritière du congrès de Vienne (1815), et aider à remodeler la carte de l'Europe en fonction du « principe des nationalités » selon lequel chaque nationalité, chaque peuple doit décider de son sort,. Son projet est de construire une Europe fondée sur la libre adhésion de ses habitants, où la France a retrouvé ses frontières naturelles et où un système de congrès permet de résoudre pacifiquement les conflits entre les peuples. Son éducation cosmopolite et sa sympathie naturelle pour les peuples opprimés permettent à Napoléon III d'être le premier chef d'État à raisonner en tant qu'Européen et à estimer que l'Europe ne peut se construire que sur le dépassement des politiques nationales de chaque État européen.
L'Empereur connaît des réussites dans un premier temps, alors même qu'il doit composer avec une haute administration et des diplomates majoritairement monarchistes et opposés au césarisme de Napoléon III.
La guerre de Crimée (1854-1856), marquée notamment par le siège de Sébastopol, permet ainsi à Napoléon III de jeter les bases de sa politique extérieure et de rétablir la France sur la scène européenne. La défense de l'Empire ottoman contre la Russie est aussi une excellente occasion pour lui de faire oublier les visées impérialistes de Napoléon Ier et de sortir Paris de son isolement international. Ainsi, à la suite de la déclaration de guerre entre la Russie et l’Empire ottoman le 4 octobre 1853, la France, voulant renforcer son influence en Égypte, et le Royaume-Uni voulant protéger ses positions en Inde, s'allient aux Turcs et déclarent à leur tour la guerre aux Russes le 27 mars 1854. Il s'agit là d'abord d'une victoire diplomatique car l'alliance avec l'Angleterre brise celle conçue autrefois entre cette dernière, l'Autriche et la Russie contre Napoléon Ier. Après la destruction de la flotte russe à Sébastopol et la bataille de Malakoff, la Russie capitule,.
Coïncidant avec la naissance de son héritier le 16 mars 1856, le traité de Paris est un triomphe personnel pour l'Empereur qui replace la France aux côtés des grands royaumes européens, efface des esprits le congrès de Vienne de 1815 et se pose en arbitre du continent. Les Anglais et les Français non seulement obligent la Russie à reconnaître l’indépendance de l’Empire ottoman mais ils obtiennent aussi la neutralisation de la mer Noire et l’autonomie des deux principautés ottomanes de Moldavie et de Valachie. Le Piémont-Sardaigne, allié des vainqueurs, profite de l'occasion pour dénoncer l'occupation de l'Italie par l'Autriche des Habsbourg et de prendre ainsi date auprès de l'Empereur des Français. La signature de ce traité marque également l'apogée de la bonne entente de Napoléon III avec la Grande-Bretagne de la reine Victoria,,.
Par la suite, appuyées par Napoléon III et en dépit de l'opposition de l'Autriche, les deux principautés de Moldavie et de Valachie élisent toutes les deux le même candidat au trône, Alexandre Jean Cuza (1859). L'union des deux principautés est formalisée en 1862 avec la formation des principautés unies de Roumanie qui devient, en 1881, le royaume de Roumanie.

#### Politique italienne

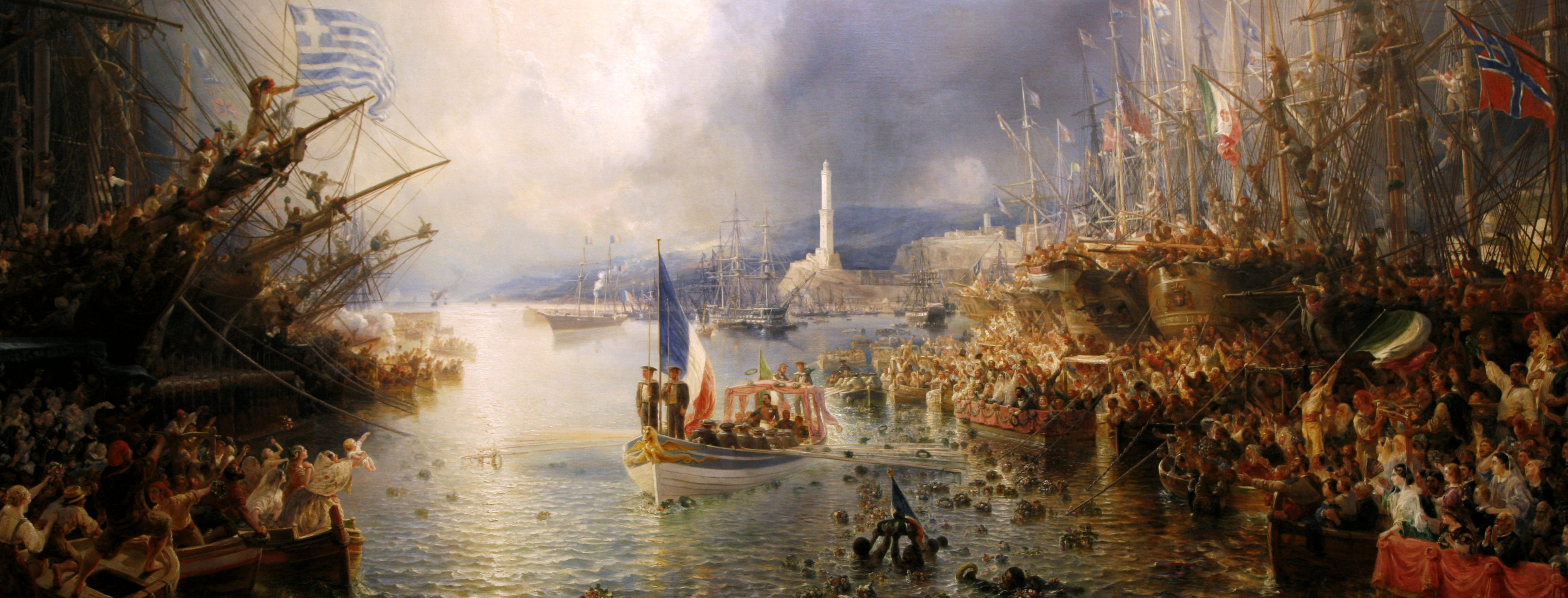
Napoléon III à Gênes (1859) par Théodore Gudin.

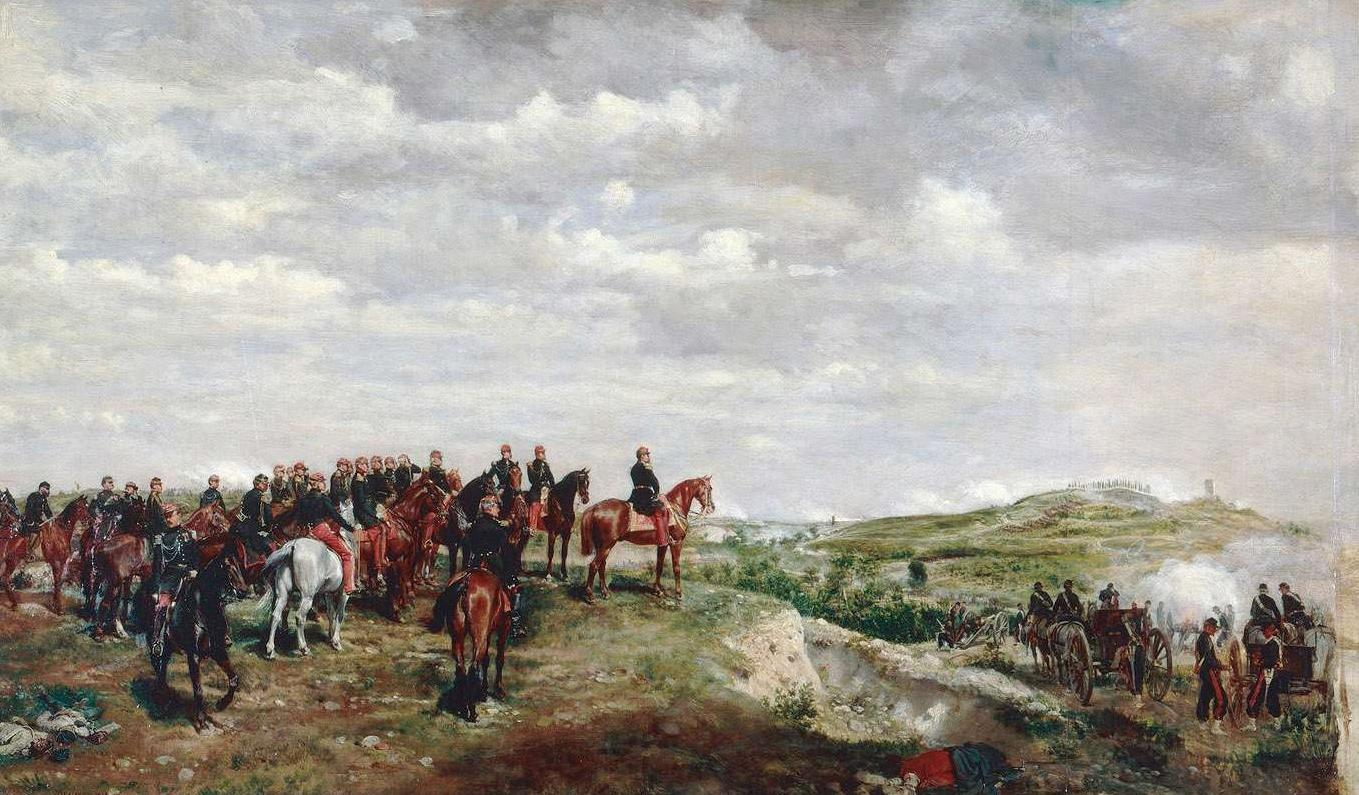
Napoléon III à la bataille de Solférino (1863) par Jean-Louis-Ernest Meissonier.

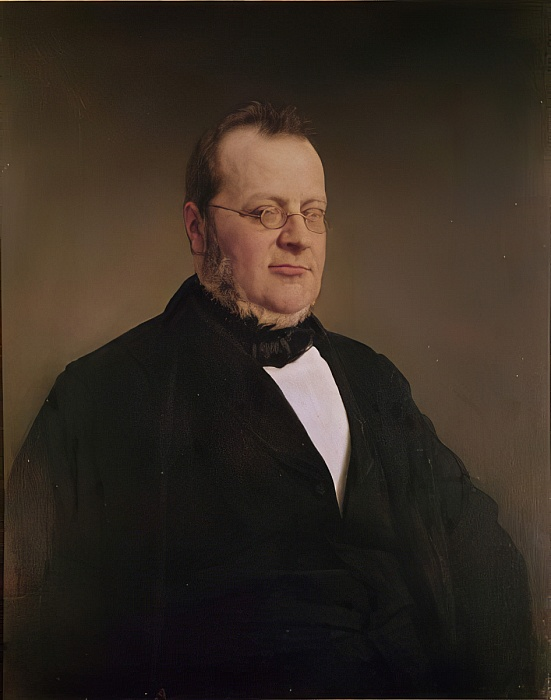
Camillo Benso, comte de Cavour.

La politique italienne de l'Empereur — en faveur de l'unification et au détriment de l'Autriche — permet à la France d'annexer, après un plébiscite, le comté de Nice et la Savoie (1860), l'Empereur ayant pris le commandement de l'armée lors des batailles de Magenta et Solférino pendant la campagne d'Italie. Au nom du droit des peuples à disposer d'eux-mêmes, Napoléon III veut s'engager contre l'Autriche et mettre un terme à sa domination sur l'Italie, alors morcelée en divers duchés, principautés et royaumes, pour construire une Italie unie. Mais les militaires français refusent régulièrement une guerre ouverte, trop risquée. Par ailleurs, l'unification italienne pourrait menacer le pouvoir temporel du pape, tandis que les banquiers craignent les coûts et répercussions économiques possibles d'une telle aventure.
C'est l'attentat manqué d’Orsini qui convainc pourtant l’Empereur de s'impliquer. Il contacte secrètement Camillo Cavour, président du Conseil des ministres du royaume de Piémont-Sardaigne à qui il propose son aide pour la création d'un royaume de Haute-Italie, lors des accords de Plombières (juillet 1858), en échange du duché de Savoie et du comté de Nice ainsi que du maintien du pouvoir temporel du pape à Rome. Il n'est pas question pour l'Empereur de faire l'unité de la péninsule mais plutôt d'aider les populations d'Italie du Nord (Piémont, Sardaigne, Lombardie, Vénétie, Parme et Modène) à s'affranchir de la puissance autrichienne tandis que le reste de la péninsule se partagerait entre un royaume d'Italie centrale (Toscane, Marches, Ombrie, Rome et Latium) et le royaume de Naples. Un traité d'alliance avec le Piémont-Sardaigne est signé en bonne et due forme le 28 janvier 1859.

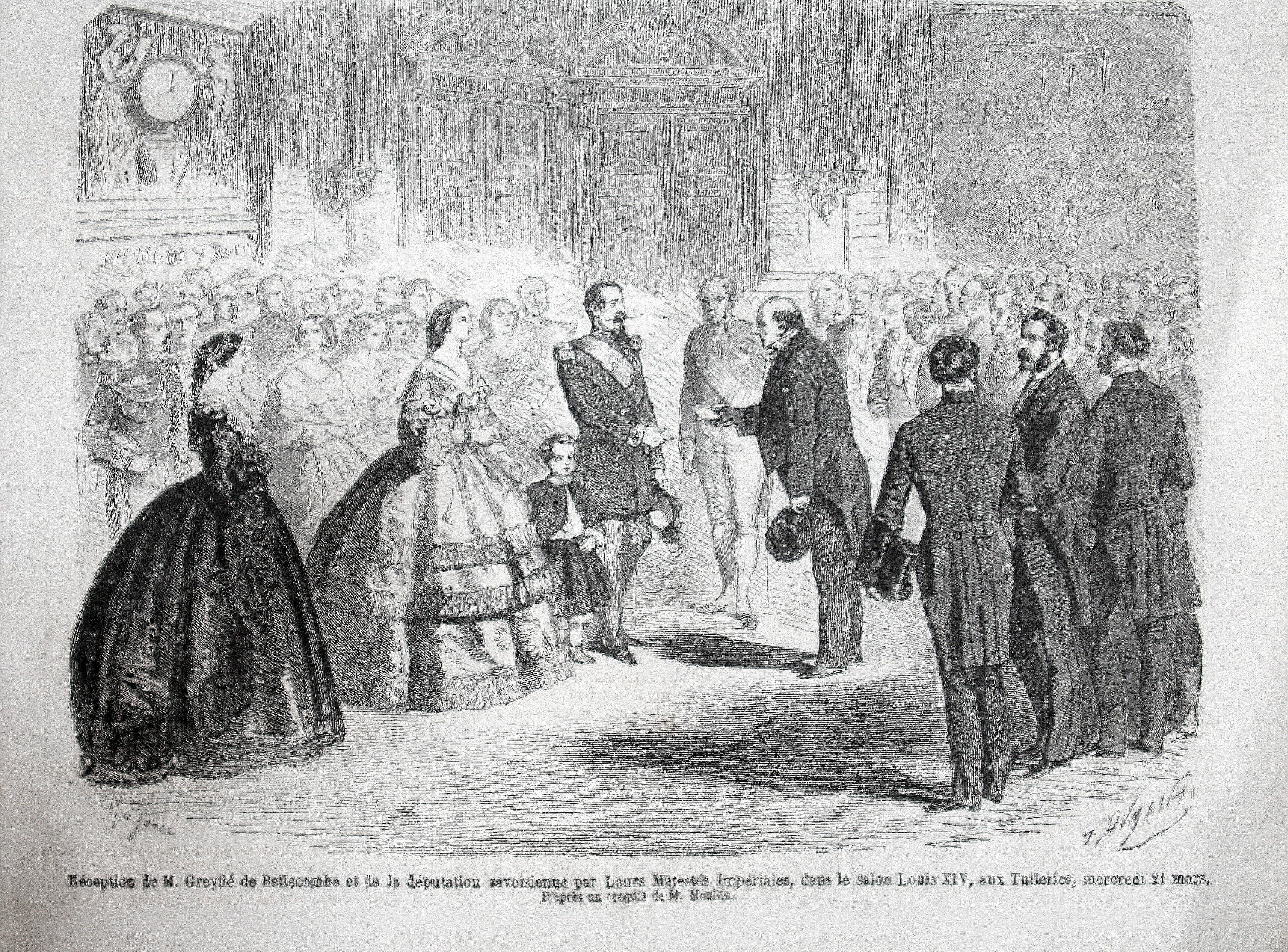
Croquis de M. Moulin, paru dans Le Monde Illustré, journal hebdomadaire, no 155, 31 mars 1860. Commentaire : Réception de M. Greyfié de Bellecombe et de la députation savoisienne par Leurs Majestés Impériales, dans le salon, aux Tuileries, mercredi 21 mars.

Avant toute intervention sur le sol italien, Napoléon III s’assure par prudence de la neutralité de la Russie et de la passivité britannique. Le 26 avril 1859, à la suite d'un ultimatum adressé au royaume de Piémont-Sardaigne quant au désarmement de ses troupes, l’Autriche lui déclare la guerre. La France, engagée par son alliance défensive avec le Piémont-Sardaigne, honore le traité et entre en campagne contre l'Autriche. Après les batailles de Montebello, de Palestro, de Magenta et de Solférino en mai et juin 1859, Napoléon III décide de suspendre les combats en raison des pertes françaises importantes. Il craint aussi que le conflit ne s'enlise alors que se mobilise la Prusse le 6 juin 1859. Après une rencontre au sommet entre les empereurs François-Joseph Ier d'Autriche et Napoléon III à Villafranca di Verona, l'Autriche accepte de céder la Lombardie mais obtient de garder la Vénétie. Le traité de paix est signé à Zurich le 11 novembre 1859 mais Cavour, insatisfait de l'armistice, active les foyers révolutionnaires italiens par l’entremise de Giuseppe Garibaldi. De juillet 1859 à avril 1860, des duchés italiens se rallient dans un mouvement unitaire, soutenu par l'opinion publique et le roi de Sardaigne, Victor-Emmanuel. L'expédition des Mille menée par Garibaldi, qui débute en mai 1860, permet l'annexion du royaume des Deux-Siciles. Le 17 mars 1861, le royaume d'Italie est proclamé et Victor-Emmanuel devient roi d'Italie,.
Pour Napoléon III, le bilan de cette politique italienne est mitigé. Ses succès militaires et la faiblesse de sa diplomatie ont renforcé à son égard l'hostilité de l'Autriche et de la Prusse alors que l'Italie, qui lui doit beaucoup, reste un État faible. En refusant de poursuivre la campagne victorieuse (mais coûteuse en hommes) de 1859, l'Empereur laisse Venise aux mains des Autrichiens et déçoit ses alliés sardes.
Il obtient néanmoins l'annexion du comté de Nice à la France ainsi que celui de la Savoie. Le traité de Turin, en mars 1860, entérine ce changement de souveraineté tout comme l'annexion au Piémont-Sardaigne des duchés de Toscane, de Parme et de Modène. La limite géographique des territoires cédés n'est cependant pas clairement fixée et l'exécution du traité est subordonnée à son approbation par les populations concernées. Ainsi, la population niçoise semble tout d'abord assez réticente à ce changement de souveraineté. Lors des élections législatives de mars 1860, les deux députés élus par les Niçois au parlement de Turin sont Giuseppe Garibaldi et Charles Laurenti Robaudi, tous deux farouchement opposés à l'annexion. Cependant, à l'appel du roi Victor-Emmanuel, la population finit par accepter son changement de souveraineté lors du plébiscite des 15 et 16 avril 1860 où le « oui » remporte officiellement 83 % des inscrits dans l'ensemble du comté de Nice et 86 % dans la ville même de Nice. En Savoie, les mêmes réticences s'expriment. Certains veulent être indépendants et d'autres réclament leur réunion à la Suisse. Le résultat du plébiscite organisé dans les mêmes conditions qu'à Nice donne une victoire très large aux partisans de la réunion à la France. Le 14 juin 1860, la réunion de la Savoie à la France devient effective sous la forme de deux départements : la Savoie et la Haute-Savoie. L'année suivante, ce sont Menton et Roquebrune, deux villes libres placées sous la protection de la maison de Savoie et également consultées lors du plébiscite d'avril 1860, qui rejoignent le département français des Alpes-Maritimes après dédommagement du prince Charles III de Monaco.
La politique italienne de Napoléon III lui a cependant aussi aliéné les catholiques français ultramontains, car l'unité de l'Italie du Nord a mis les États pontificaux en péril. Cherchant à apaiser le mécontentement des milieux catholiques français, l'Empereur initie en 1860 une intervention en Syrie après le massacre de populations chrétiennes et, jusqu'en 1870, empêche le nouveau royaume d'Italie de finaliser l'unité, en laissant des troupes à Rome pour protéger les derniers vestiges du pouvoir temporel du pape,.

#### Expéditions lointaines et expansion coloniale

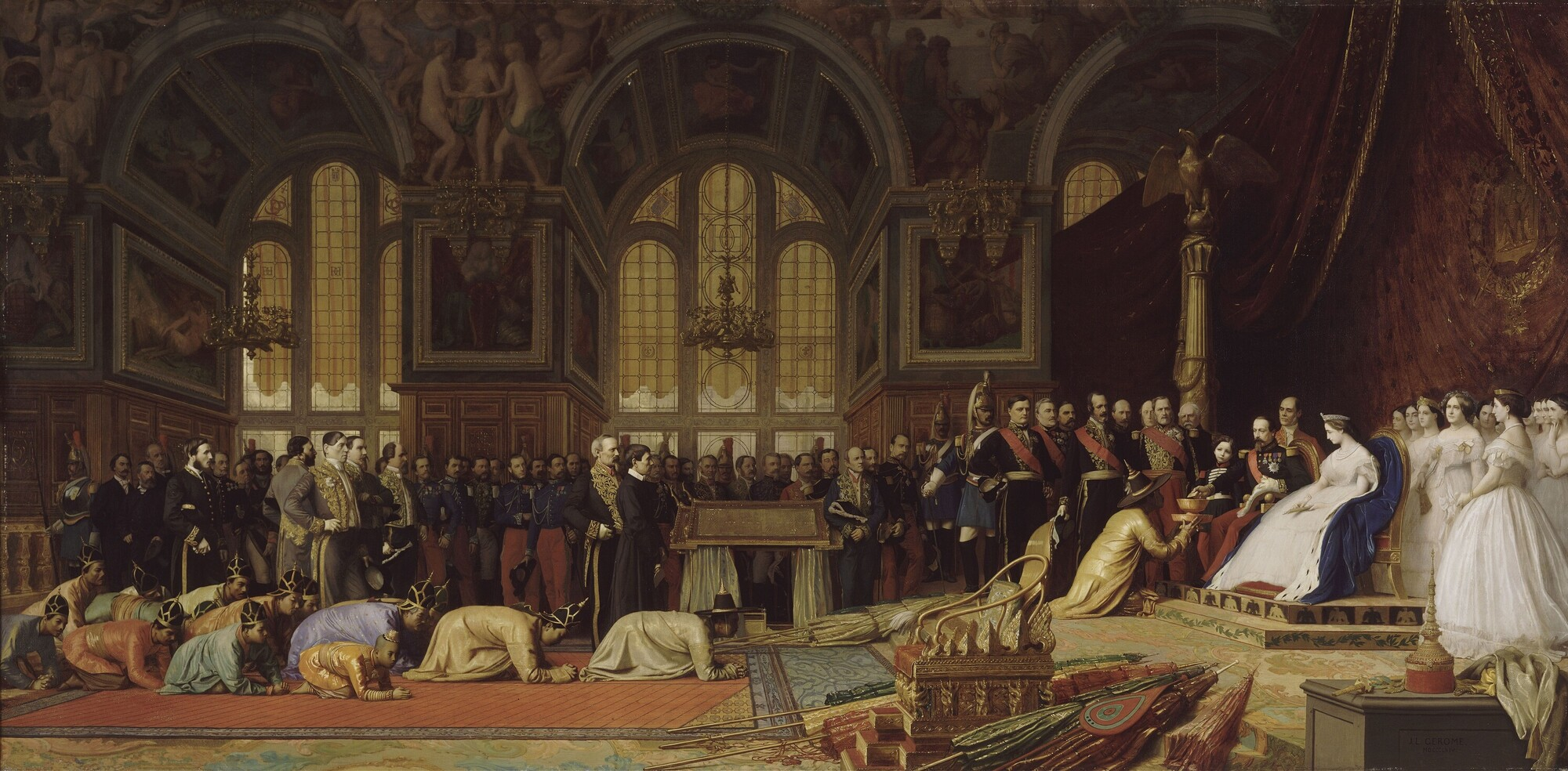
Réception des ambassadeurs siamois par Napoléon III et l'Impératrice Eugénie dans la grande salle de bal du château de Fontainebleau, le 27 juin 1861.
Tableau par Jean-Léon Gérôme, 1864. musée national du château de Fontainebleau.

À son arrivée au pouvoir, Napoléon III hérite d'un empire colonial modeste comprenant la Martinique, la Guadeloupe, la Guyane, La Réunion, des comptoirs en Inde, Saint-Pierre-et-Miquelon, Mayotte et ses dépendances, l'Algérie ainsi que quelques autres îles notamment en Polynésie. Si au début, Napoléon III n'a aucun programme pour les colonies qu'il considère comme des fardeaux, l’idéologie des saint-simoniens va toutefois ostensiblement influencer les grandes lignes politiques de la colonisation sous son règne, époque pendant laquelle la surface des possessions françaises est finalement triplée. Napoléon III encourage une politique d’expansion et d’intervention outre-mer, autant par souci de prestige, que dans le but également de se concilier certaines fractions du corps social comme les militaires, les catholiques et les candidats à l'émigration vers des contrées lointaines. Sur son initiative est réorganisée l'administration coloniale en 1854 avec la création d'un comité consultatif des colonies suivie, en 1858, de la création du ministère de l'Algérie et des Colonies. La politique coloniale de l'Empereur, inspirée par les saint-simoniens, se manifeste non seulement par le développement des ports coloniaux mais aussi par le commencement du percement du canal de Suez (1859-1869) en Égypte à l'initiative de Ferdinand de Lesseps et de Barthélemy Prosper Enfantin. Ce dernier est, au côté du saint-simonien Ismaÿl Urbain, le grand inspirateur de la politique arabophile de l'Empereur et notamment de sa politique algérienne (un projet de Royaume arabe d'Algérie associé à la France). Dans le cadre de cette expansion coloniale, les forces navales sont aussi modernisées avec la mise en chantier d'une quinzaine de cuirassés et de navires à vapeur pour transporter les troupes,.

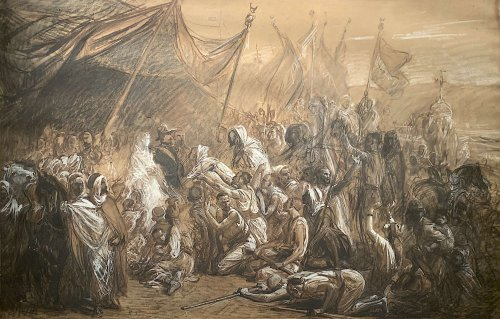
Réception de Napoléon III et Eugénie à Alger le 18 septembre 1860 (par Isidore Pils).

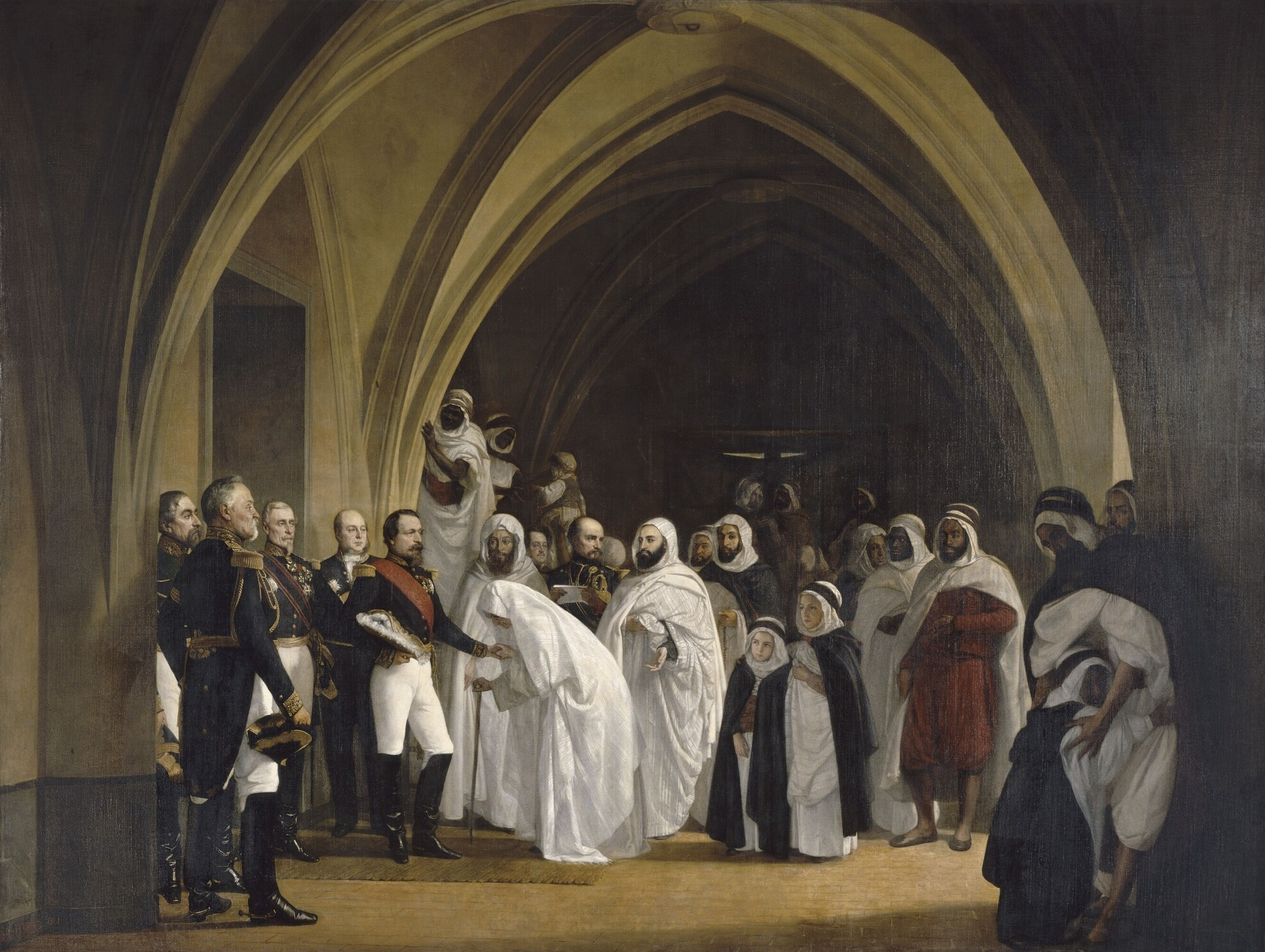
Napoléon III rend la liberté à l'émir Abd el-Kader. Tableau par Ange Tissier (1861).

Au nom du libre-échange, dont il est un ardent partisan, et en dépit d'une forte opposition, Napoléon III autorise les colonies à pouvoir librement commercer avec les pays étrangers dans des conditions douanières similaires à celle de la métropole. Mais c'est en Algérie que se manifeste avec le plus d'éclat le volontarisme napoléonien. L'Algérie est une colonie qui ne lui est pas acquise. Les électeurs y ont désapprouvé le coup d'État lors du plébiscite de décembre 1851. La colonie est négligée dans les premières années du règne et laissée sous le contrôle de l'armée. Napoléon III s'y rend pour la première fois en septembre 1860 et en revient avec une vision nettement plus favorable qu'à son arrivée. À son retour, l'une de ses premières initiatives est de supprimer le ministère de l'Algérie et des Colonies dont l'administration civile a sur place porté atteinte à la propriété foncière musulmane et de remettre la colonie sous administration militaire avec pour mission notamment d'arrêter le cantonnement des indigènes. Il envisage à l'époque la création d'une entité arabe centrée sur Damas et dirigée par l'émir Abd el-Kader, ancien chef de la rébellion algérienne qu'il a fait libérer en 1852 et qui vit depuis en Syrie. Ainsi constituée, cette nation arabe serait placée sous la protection de l'Empereur des Français. En 1862, dans cette perspective, il expose sa vision, teintée de paternalisme, du développement de l'Algérie fondé sur « l'égalité parfaite entre indigènes et européens ». Pour lui, l'Algérie n'est pas une colonie mais un royaume arabe, et il estime que « les indigènes comme les colons ont aussi droit à [sa] protection ». Il se considère comme « l'Empereur des Français et des Arabes ». En Algérie, la déclaration est non seulement mal reçue par les autorités militaires dirigées successivement par le maréchal Pélissier puis par le maréchal de Mac Mahon, mais aussi par les colons soutenus en métropole par Jules Favre et Ernest Picard. Symboliquement, Napoléon III décore de la Légion d'honneur Abd el-Kader alors qu'Ismaÿl Urbain publie L’Algérie pour les Algériens, où il défend les idées de royaume arabe que Napoléon III songe à mettre en œuvre mais auquel s’opposent farouchement les colons et les intérêts économiques algériens. Lors de sa seconde visite en Algérie au printemps 1865, Napoléon III expose son intention de créer un royaume arabe qui serait uni à la France sur le modèle d'une « union personnelle » comme l’Autriche et la Hongrie et comme le sont sous peu la Grande-Bretagne et le Canada. Il envisage également la partition de l'Algérie en deux, réservant une large façade maritime pour les colons qui devraient alors évacuer toute la partie méridionale des hauts plateaux ainsi que les abords du Sahara. Parallèlement, plusieurs sénatus-consultes sont édictés pour mettre en forme la volonté de l'Empereur. Après un premier sénatus-consulte du 22 avril 1863 qui réforme le régime de propriété foncière pour délimiter les terres des tribus et les protéger des confiscations abusives, un autre en date du 14 juillet 1865 accorde la nationalité française aux Algériens musulmans (et aussi juifs) accompagnés de droits civils et politiques à condition qu'ils aient renoncé à leur statut personnel fixé par la loi religieuse (ils doivent concrètement renoncer à la polygamie, au divorce alors interdit en France et aux prescriptions du droit successoral coranique),. Mais ses diverses initiatives, comme celle de donner une constitution à l'Algérie, ne résistent pas à l'opposition des colons, majoritairement hostiles à l'Empire, puis à la famine qui affecte la colonie à la fin des années 1860. L'idée d'instaurer un royaume en Algérie uni à la France par des liens personnels et dirigé par les autochtones est finalement abandonnée en 1869.

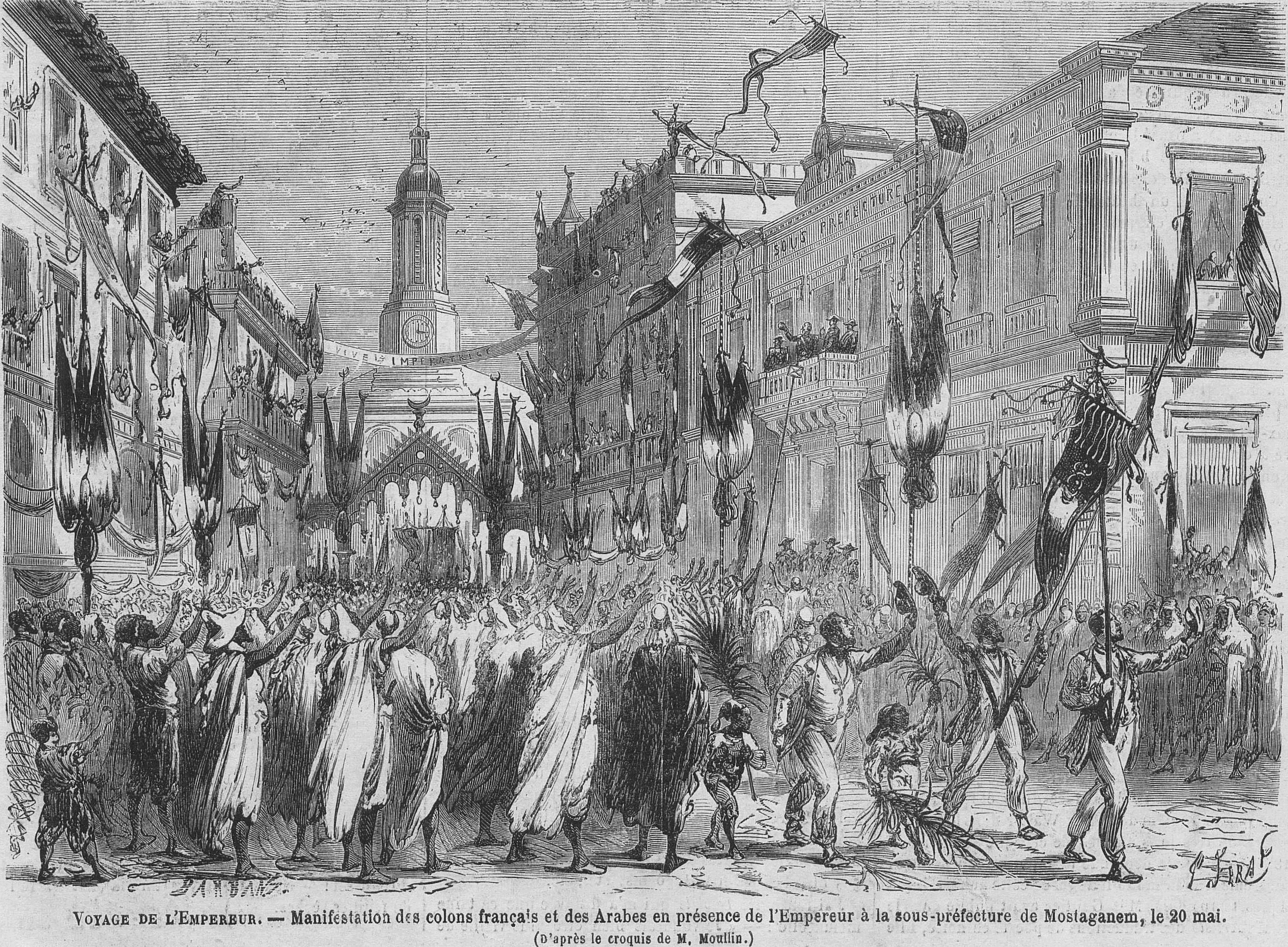
Napoléon III saluant les colons français et les Arabes depuis le balcon de la sous-préfecture de Mostaganem (département d'Oran), le 20 mai 1865. D'après le croquis de M. Moulin, Le Monde Illustré, 1865.

Dans l'Ouest africain, la présence française se renforce au Sénégal grâce au colonel Louis Faidherbe, gouverneur de 1854 à 1865. La construction du poste de Médine en 1865 assure alors le contrôle de toute la vallée du fleuve Sénégal,.
D’habiles manœuvres permettent à Joseph Lambert, commerçant et armateur à l’île Maurice, d’obtenir pour la France, en 1860, une grande influence sur Madagascar qui ne manque pas de s'étendre aux Comores. En 1862, la France s'implante également en Nouvelle-Calédonie et à Djibouti par l'achat d'Obock (1862). Enfin, en Extrême-Orient, après le massacre de missionnaires français en Annam, les premières expéditions d'envergure sont lancées. Saïgon est prise en 1859, ce qui aboutit à la colonisation de la Cochinchine.
Après la première guerre de l'opium, qui se solde par la signature du traité de Nankin, faisant partie des traités inégaux, la Grande-Bretagne demande une révision complète du texte afin d'étendre ses privilèges acquis en Chine. Cette demande est soutenue par la France et les États-Unis, mais refusée par le gouvernement impérial chinois.[réf. nécessaire]. À la suite de la torture et du massacre du missionnaire et prêtre catholique Auguste Chapdelaine en Chine (il aurait notamment subi le supplice du lingchi, consistant à entailler et retirer successivement, par tranches fines, des muscles et des organes du condamné avant de lui trancher la tête) et de la saisie de navires de commerce[réf. nécessaire], les Français décident d'intervenir militairement avec les Britanniques. En octobre 1856, les forces anglo-françaises déclenchent la seconde guerre de l'opium. Après avoir bombardé Canton en décembre 1857, la flotte franco-britannique remonte jusqu'à Pékin, où de lourdes pertes sont infligées à l'escadre européenne. Un nouveau corps expéditionnaire comprenant 8 000 Français et 12 000 Britanniques est envoyé en Chine en décembre 1858. Après avoir dispersé 40 000 Chinois, il investit le palais d'été puis entre dans Pékin. L'épisode, qui se finit par la reddition des Chinois et la rédaction d'un nouveau traité de commerce, est terni par la mise à sac du palais d'été, dont les œuvres d'art partent notamment enrichir les collections du château de Fontainebleau.
En fin de compte, l'Empire colonial français, dont la superficie était inférieure à 300 000 km2 en 1851, est supérieur à 1 000 000 km2 en 1870.

#### NapoléonIIIet Yoshinobu Tokugawa

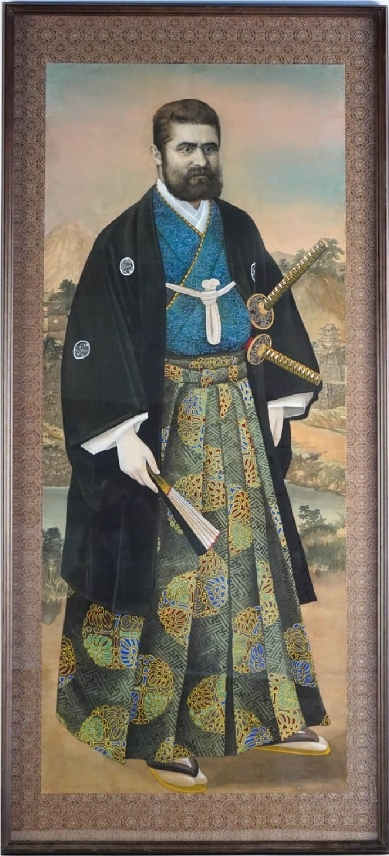
Léon Roches.

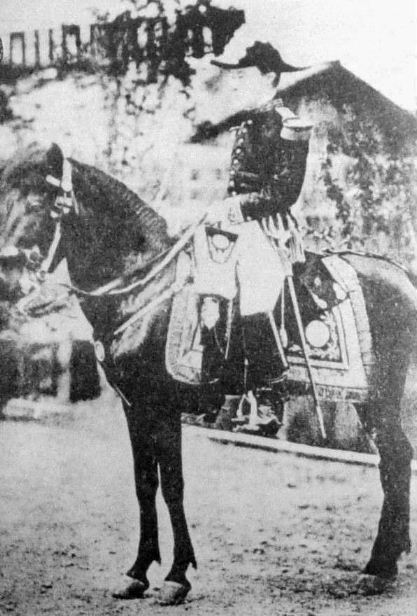
Yoshinobu Tokugawa.

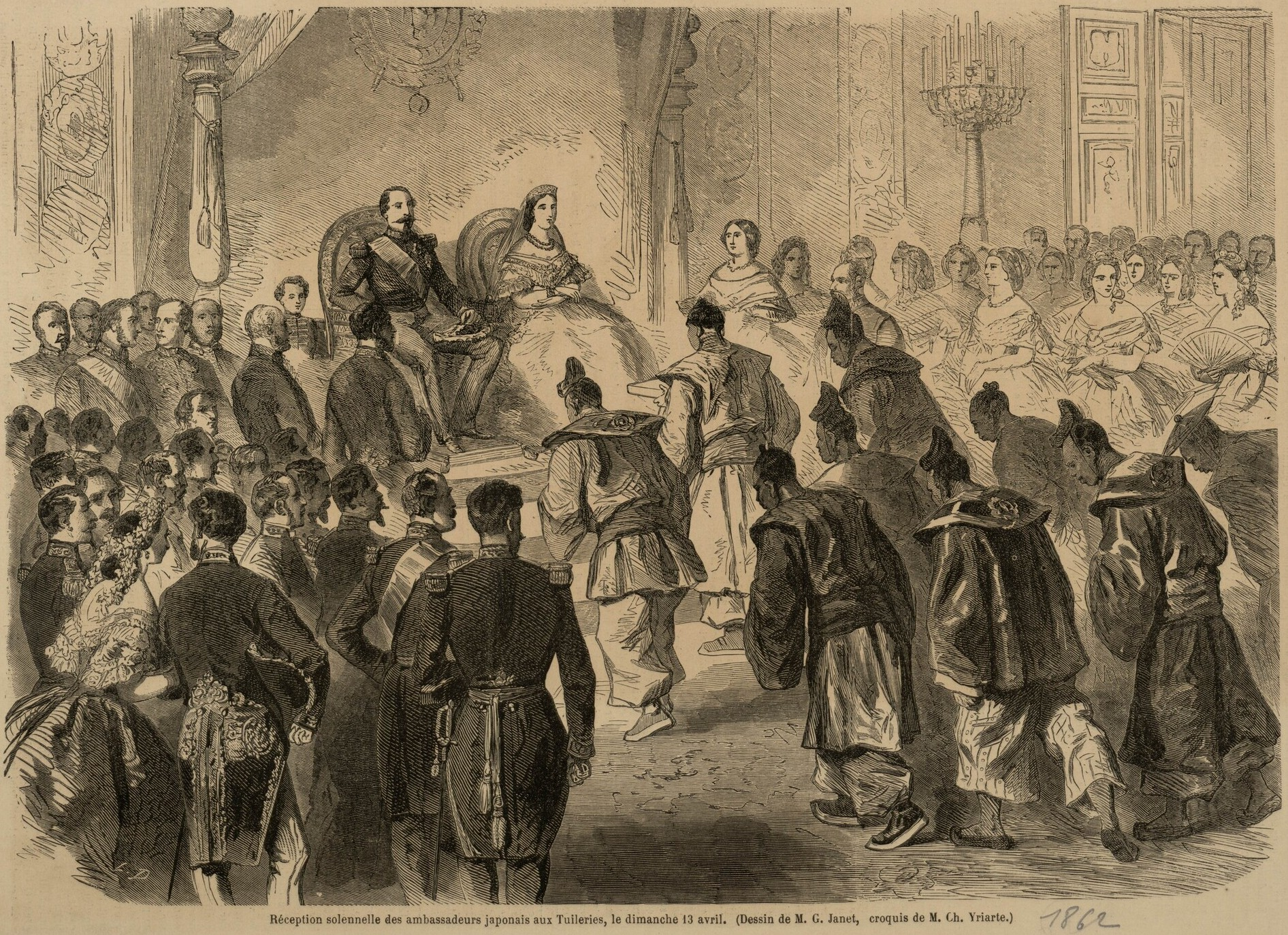
Réception des ambassadeurs du Japon par Napoléon III en 1862.

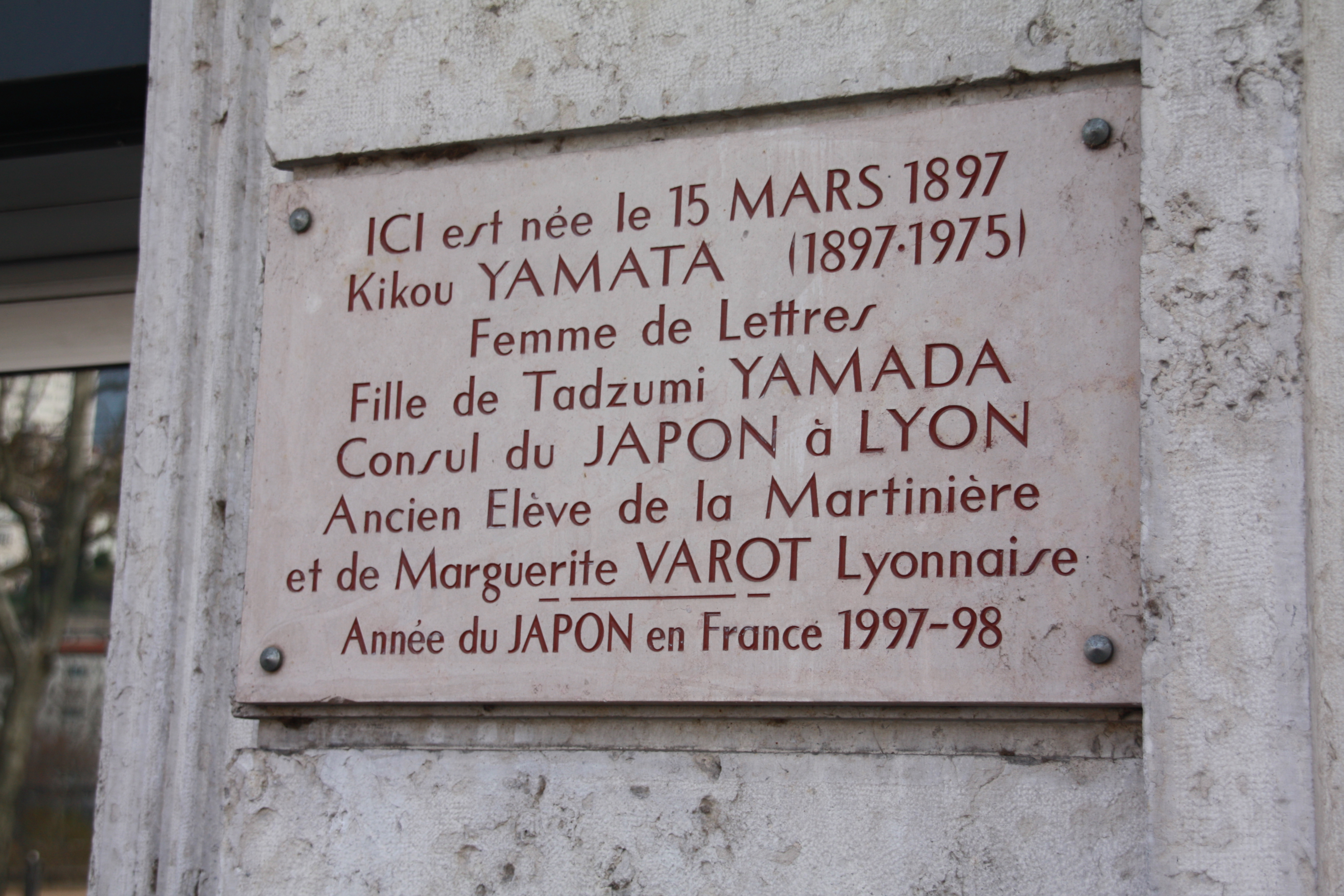
Plaque commémorative rappelant les liens franco-japonais au travers de la figure de Kikou Yamata.

En 1855, la pébrine, la tacherie et la flacherie ont décimé les entreprises de sériciculture de Lyon, de l'Ardèche et des Cévennes. Afin de reconstituer la population des vers à soie, l’Empire français doit se tourner vers l'étranger. La Chine est d'abord sollicitée, mais la qualité de ses produits déçoit. En revanche, cocons secs et œufs issus du Japon jouissent d'une excellente réputation. La France, en la personne de Napoléon III, fonde quelque espoir sur les relations naissantes avec le pays du soleil levant : en effet, ce secteur crucial pour la France a urgemment besoin de renouveler son approvisionnement en soie grège et en graine de vers à soie.
Le 19 août 1858, le baron Gros, envoyé par Napoléon III, débarque à Shinagawa. Il entame aussitôt des négociations qui aboutissent, le 9 octobre 1858, à l’élaboration du traité de paix, d'amitié et de commerce auprès des plénipotentiaires du taikun ou shôgunat, empire du Mikado, et de l'empereur de l'Empire de France. Consuls et agents consulaires peuvent résider dans les ports ouverts au commerce français ; les agents diplomatiques et consulaires français ont la possibilité de voyager librement dans toutes les parties de l'empire, et sont ouverts au commerce et aux sujets français à compter du 15 août 1859, les ports de Hakodate, de Kanagawa et de Nagasaki, puis les ports de Niigata et de Hyôgo.
Napoléon III attend le mois de septembre 1859 pour introduire son premier chargé d'affaires, Gustave Duchesne de Bellecourt, qui ratifie le traité le 22 septembre 1859 et installe une légation à Yokohama. Ce diplomate devient consul général au Japon, puis, en application du décret en date du 8 juin 1861, ministre plénipotentiaire. Il quitte finalement Edo le 30 avril 1864.
Après les États-Unis, l’Empire français est la deuxième destination d'émissaires japonais. Une délégation quitte Shinagawa le 21 janvier 1862 à bord du navire anglais Odin, arrive à Marseille le 3 avril et est reçue par Napoléon III le 13 avril. Elle signe par la suite, à Paris, un mémorandum sur l'ouverture des villes japonaises. Des sympathies se tissent entre les jeunes hommes politiques japonais et leurs hôtes étrangers ; elles seront par ailleurs exploitées en 1868, quand s'impose le régime Meiji (la Cuivrerie de Cerdon aujourd'hui donnée en exemple, a fabriqué en 1871 300 machines pour la filature de soie de Tomioka dès lors inscrite au patrimoine mondial de l'Humanité).
Pour conserver sa place dans l'industrie de la soie, la France doit importer au milieu du XIXe siècle plus de 80 % de sa consommation de soie grège. Les maladies gagnent du terrain chaque année et augmentent l'état de dépendance. Il semble aux soyeux lyonnais que le Japon est une source d'approvisionnement particulièrement adaptée pour la soie grège et les vers capables de résister aux maladies qui déciment l'élevage français. L'enjeu est tel que les producteurs envoient, au lendemain du traité, un représentant à Yokohama, Louis Bourret, qui, aussitôt, fait construire une filature. Yokohama connaît une extraordinaire extension et rassemble alors 80 % du commerce extérieur du pays. Les balles de soie ainsi exportées commencent à parvenir à Lyon à la fin de l'année 1859. Leur qualité et la modicité de leur prix font sensation. En cinq ans, Lyon devient la première place mondiale du commerce de la soie (le jumelage entre Lyon et Yokohama initié par le consul général du Japon Louis Michallet sous l’égide du club Lyon-Japon rappelé dans le cadre du G7 de 1996 et de « L’Année du Japon en France » 1997-1998, en présence de Jacques Chirac, Ryutaro Hashimoto et des autorités de Lyon 6e et relaté au travers des écrits de Kikou Yamata, fait écho à cette période). Avec l'aide de la puissante chambre de commerce de Lyon, ces pionniers usent de leur influence pour que le chargé d'affaires français appelé à succéder à Duchesne de Bellecourt soit en mesure de défendre leurs intérêts. Léon Roches est désigné : originaire de Grenoble, l'un des berceaux de la sériciculture française, il est, à partir de 1864, un relais efficace.
À ce moment, les Français sont au nombre de cinquante-six, dont dix-sept occupés par le commerce de la soie, sur un total de deux cent quatre-vingt-trois étrangers. Le transport, d'abord confié aux intermédiaires britanniques, ne s'établit directement avec Marseille qu'après la mise en service d'une ligne régulière de paquebot-poste par la Compagnie des Messageries maritimes, en septembre 1865. Malgré de fortes réticences, le shôgunat accepte, en novembre 1864, de laisser partir 15 000 cartons de graines de vers à soie à bord du navire de guerre Dupleix à destination de la France. L'année suivante, Yoshinobu Tokugawa offre 15 000 cartons à Napoléon III, en échange de dix juments et dix étalons de race algérienne, d'un costume et d'un bicorne. En 1868, Léon de Rosny publie, pour le compte du ministère de l'Agriculture et du Commerce français, une traduction des manuels techniques japonais. Quand survient le changement de régime, en cette année 1868, la France est le premier pays importateur de soie japonaise ; elle achète plus de la moitié de la production : soie grège, bourre, déchets de soie, tissus, cocons et graines forment d'ailleurs la totalité des importations françaises en provenance du Japon. Il s’agit d’une réussite commerciale industrielle et financière cruciale et déterminante durant le règne de Napoléon III. En 1868, celui-ci rappelle l’ambassadeur Léon Roches en France, après la chute du Shôgunat.

#### Expédition du Mexique
Au début des années 1860, le Mexique est un pays en proie à de profondes rivalités politiques et à l'instabilité qui mettent le pays au bord de la guerre civile. Appauvri, l’État mexicain, endetté principalement vis-à-vis de l’Angleterre mais aussi de l’Espagne et de la France, décide, le 17 juillet 1861, de suspendre pour deux ans le paiement de sa dette extérieure. Pour Napoléon III, qui vient d'obtenir un succès relatif en Italie, l’opportunité est tentante de profiter de la faiblesse présente des États-Unis confrontés à la guerre civile pour intervenir au Mexique et y installer un régime qui lui soit favorable politiquement mais aussi économiquement. Depuis longtemps, dès l'époque où il était enfermé au fort de Ham, il réfléchit aux enjeux géostratégiques de cette région du monde. Rêvant de la possibilité de constituer un solide empire latin dans cette région d'Amérique du Nord capable de freiner et repousser l'expansion des États-Unis, il prend également conscience de la position stratégique majeure de l'isthme de Panama. En créant une zone d'influence française dans cette région du monde, il offrirait des débouchés pour l'industrie mais aussi un accès à de nombreuses matières premières.

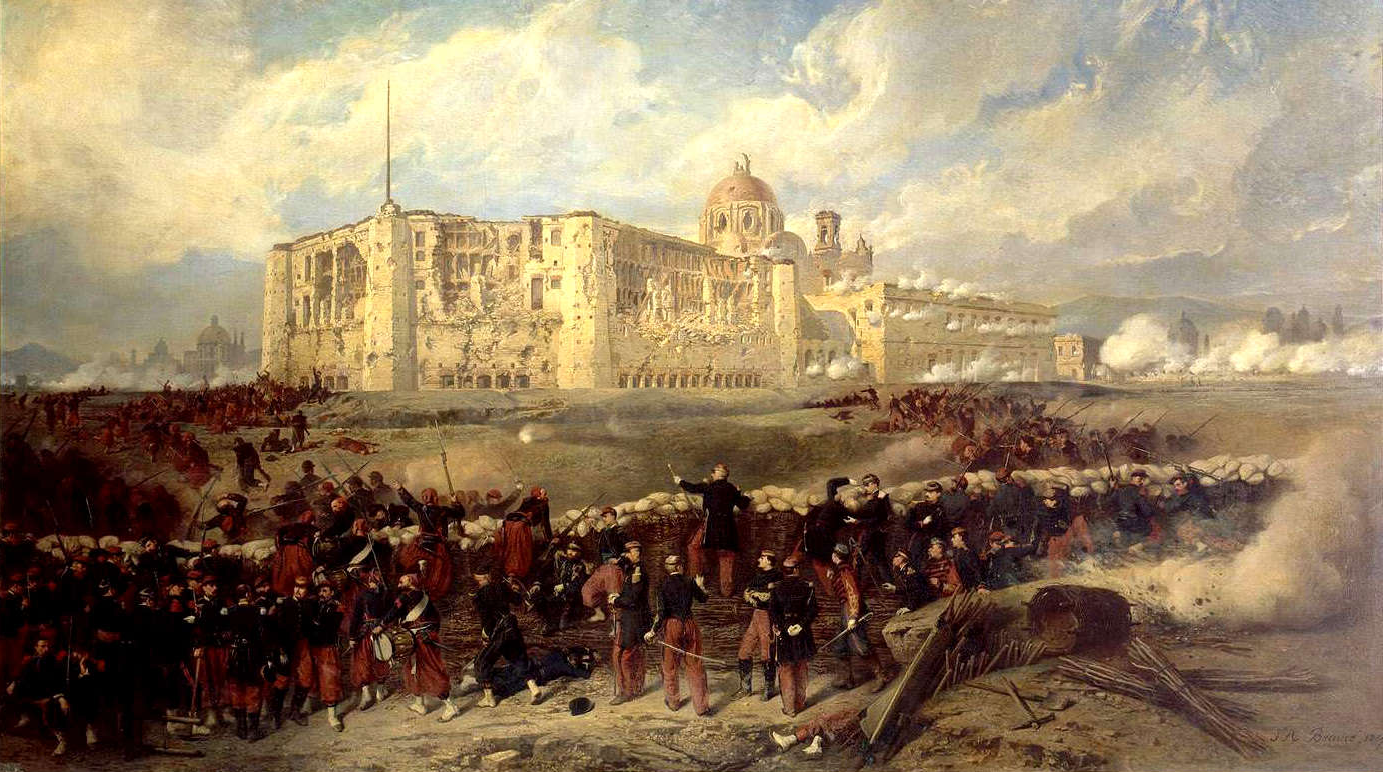
Siège de Puebla, 29 mars 1863.

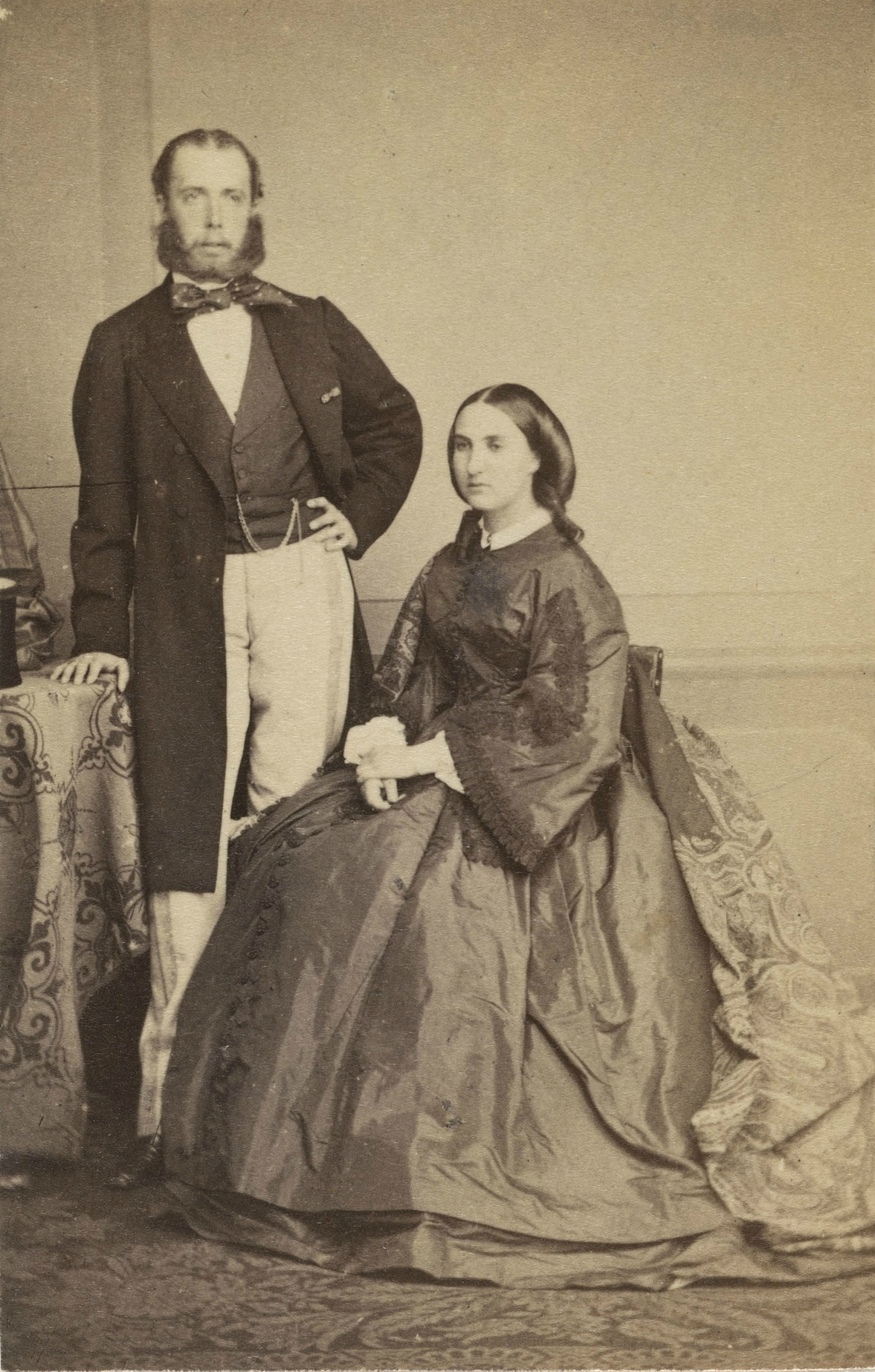
L'Archiduc Maximilien et l'Archiduchesse Charlotte.

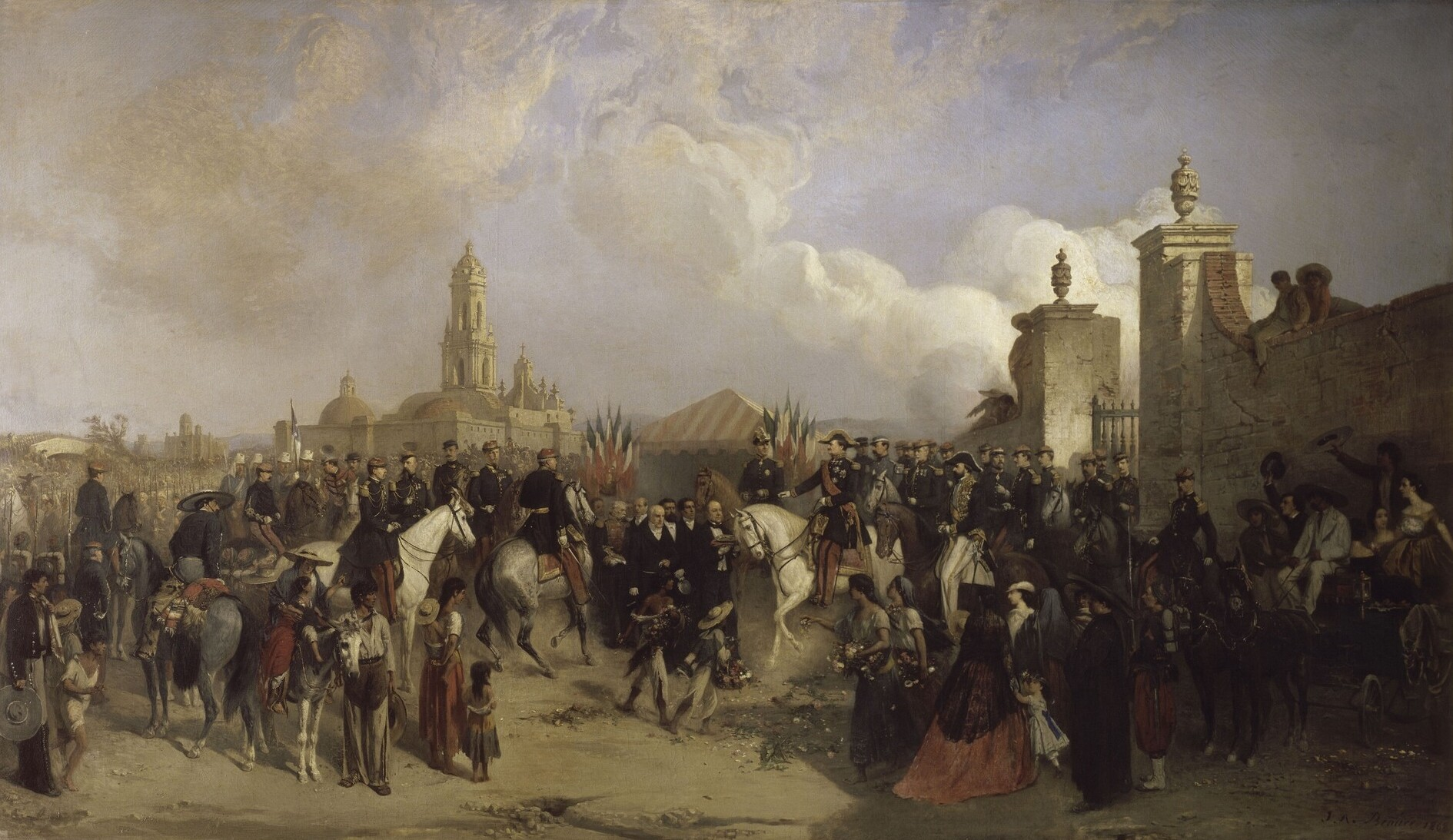
Entrée du corps expéditionnaire français à Mexico, juin 1863.

Une fois l'ordre rétabli, le progrès serait au rendez-vous permettant à cet hypothétique nouveau centre de commerce et d'exploitation que serait un Mexique sous influence française de devenir le premier pays industrialisé d’Amérique latine, détournant des États-Unis des milliers de colons italiens, irlandais, grecs ou de ressortissants en provenance de tout autre pays en difficulté. Si, pour son conseiller économique Michel Chevalier, l'ambition mexicaine constitue ainsi une « œuvre visionnaire et moderne », dans l'entourage d'Eugénie, l'enjeu politique et religieux prédomine avec la perspective de l'émergence d'une grande monarchie catholique, modèle régional capable de contrer les États-Unis, république où l'État est séparé de l'Église, et, par effet de dominos, de procurer des trônes pour les princes européens.
Afin officiellement de protéger les intérêts économiques français au Mexique, Napoléon III s’allie, le 31 décembre 1861, avec le Royaume-Uni et l’Espagne pour lancer une expédition militaire. Des négociations ont lieu entre Mexicains et Européens, après que ces derniers ont signé la Convention de Soledad mais elles n'aboutissent qu'à une impasse. En avril 1862, il ne reste plus au Mexique que la seule armée française à la suite du retrait du conflit des Britanniques et des Espagnols, peu enclins à suivre les initiatives de la France. Après la bataille de Las Cumbres suivie notamment du siège de Puebla, la ville de Mexico, capitale du pays, est prise le 7 juin 1863. La couronne du Mexique est proposée à Maximilien de Habsbourg, frère de François-Joseph Ier d'Autriche, afin de compenser diplomatiquement l'engagement français en Italie et de resserrer l'alliance franco-autrichienne. Après avoir tergiversé une année, Maximilien l'accepte et entre, le 12 juin 1864, dans Mexico, accompagné de son épouse, l'Archiduchesse Charlotte.
En avril 1865, la guerre de Sécession dans laquelle Napoléon III penche clairement en faveur du Sud, [voir La France et la guerre de Sécession] prend fin aux États-Unis. Cette issue permet au gouvernement américain d'apporter son soutien aux troupes du gouvernement républicain menées par Benito Juárez. L'ampleur de la résistance mexicaine et l'appui des États-Unis à celle-ci obligent Napoléon III à ordonner le 15 janvier 1866 l'abandon de Mexico, Puebla et Veracruz. En février 1867, le dernier navire français quitte les rives du Mexique, laissant derrière lui l'Empereur Maximilien qui a refusé d'abdiquer. Fait prisonnier à Santiago de Querétaro, il est exécuté le 19 juin 1867. En conséquence de cet abandon, le rapprochement avec l'Empereur François-Joseph est définitivement compromis. L'Impératrice Charlotte sombrera dans la folie. Réfugiée en Autriche au château de Miramar puis auprès de son frère en Belgique, elle mourra en 1927 sans avoir retrouvé la raison.

#### Crise luxembourgeoise

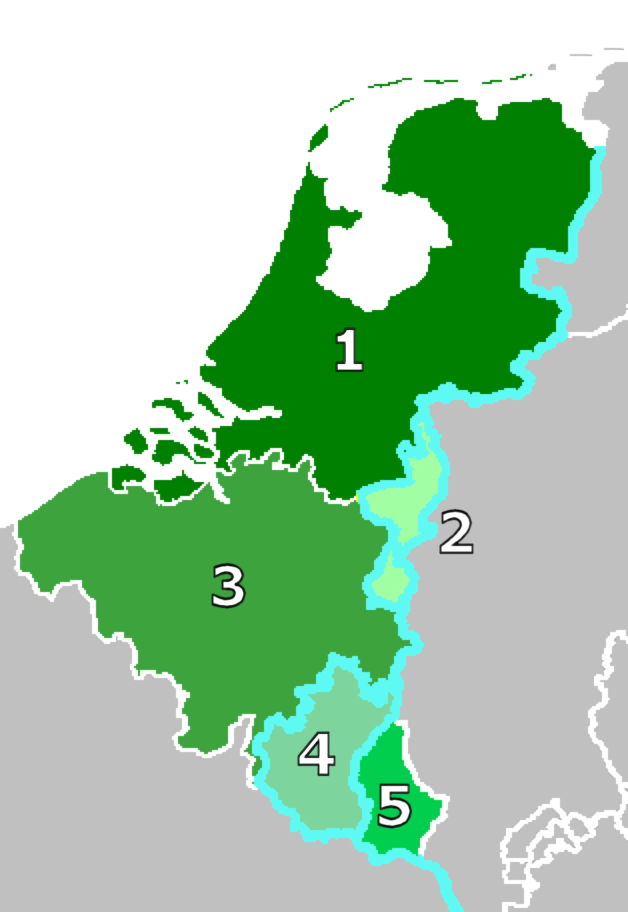
Les Pays-Bas, la Belgique et le grand-duché de Luxembourg en 1866 : au sud la France, à l'est, la Prusse rhénane.

Au début des années 1860, l'attachement de Napoléon III au principe des nationalités l'incite à ne pas s'opposer à l'éventualité d'une unification allemande, remettant ainsi en cause une politique menée depuis Richelieu et le traité de Westphalie (1648). Pour lui, « la Prusse incarne la nationalité allemande, la réforme religieuse, le progrès du commerce, le constitutionnalisme libéral ». Il la considère comme « la plus grande des véritables monarchies allemandes » notamment parce qu'elle accorde « plus de liberté de conscience, est plus éclairée, accorde plus de droits politiques que la plupart des autres États allemands ». Cette conviction basée sur le principe des nationalités le conduit non seulement à apporter son soutien à la révolte polonaise contre le tsar en 1863 ce qui provoque la rupture de l'alliance franco-russe mais aussi à adopter une neutralité bienveillante lors de l'affrontement décisif entre la Prusse et l'Autriche. L'Empereur espère en fait tirer avantage de la situation quel que soit le vainqueur en dépit des avertissements de Thiers devant le Corps législatif.

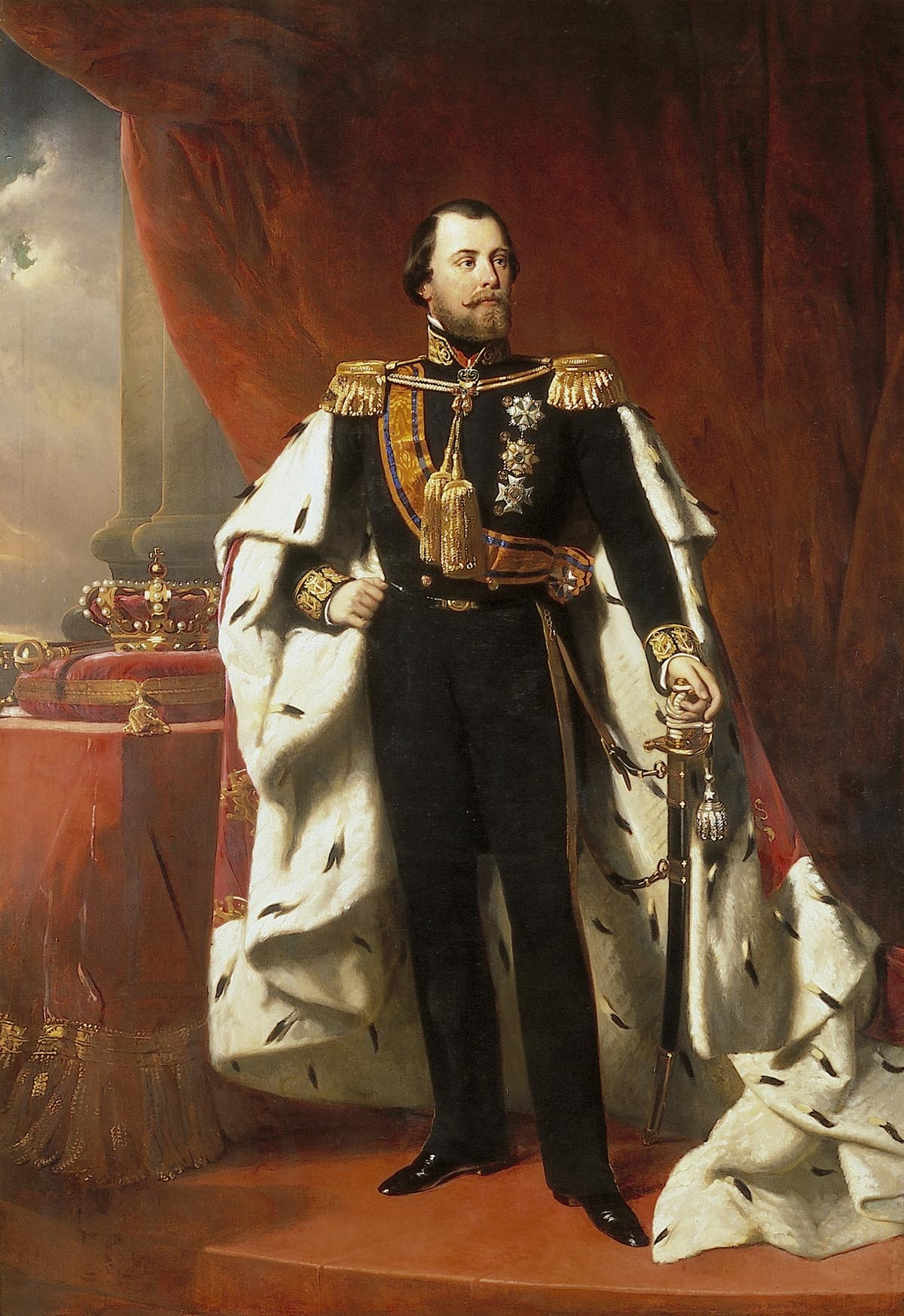
, roi des Pays-Bas et grand-duc de Luxembourg, dit Le Gorille.

À la suite de la bataille de Sadowa, l'Autriche est refoulée vers les Balkans : l'Italie obtient la Vénétie comme le souhaitait Napoléon III alors que la Prusse obtient le Holstein, le Hanovre, la Hesse-Cassel, le duché de Nassau et Francfort-sur-le-Main pour former la confédération de l'Allemagne du Nord.
Napoléon III entend aussi récolter les fruits de son attitude conciliante vis-à-vis de la Prusse. Lors de l'entrevue de Biarritz (1865), le chancelier Otto von Bismarck lui avait affirmé qu'aucune cession de territoire allemand à la France n'était envisageable, mais qu'il admettait toutefois qu'en cas d'intercession de la France dans la résolution du conflit avec l'Autriche, des concessions territoriales seraient possibles. Ainsi, la Prusse resterait neutre en cas d'occupation par la France de la Belgique et du Luxembourg (politique dite des « pourboires »). Dans le même temps, Bismarck passe secrètement avec les États d’Allemagne méridionale un traité de protection mutuelle pour se prémunir d’une agression éventuelle de la France. L'annexion par la France du grand-duché du Luxembourg paraît d'autant plus accessible que Guillaume III, le roi des Pays-Bas, souverain en titre du Luxembourg, se déclare ouvert à une compensation financière. Ainsi, le 23 mars 1867, il accepte l'offre française de lui verser 5 millions de florins en échange du grand-duché. Les accords secrets de 1866 entre la Prusse et les États d'Allemagne méridionale ayant été officialisés, Guillaume III subordonne la vente du Luxembourg à l'accord de la Prusse. Celle-ci, via Bismarck, fait alors connaître publiquement l'offre française à toute l'Europe, divulguant ainsi la teneur de ces pourparlers secrets, déchaînant une réaction explosive de l'opinion publique dans les États allemands et provoquant la crise luxembourgeoise,.
L'opinion publique allemande est d'autant plus scandalisée que la dynastie des Luxembourg a donné quatre empereurs au Saint-Empire romain germanique. Il lui est inimaginable de laisser le grand-duché à la France. Dans ces circonstances, Otto von Bismarck considère qu'il ne peut plus honorer les promesses faites secrètement à la France et enjoint à Guillaume III de revenir sur la vente du Luxembourg. En France, l'opinion publique se mobilise elle aussi, entraînant la mobilisation des troupes, tandis que des députés allemands poussent Bismarck à décréter la mobilisation générale de la Confédération de l'Allemagne du Nord. Au Luxembourg même, des activistes pro-français provoquent la garnison prussienne alors que d'autres manifestants demandent au roi des Pays-Bas le retour au statu quo. Napoléon III est conscient que son armée n'est pas prête à entrer en guerre contre son puissant voisin et est préoccupé par l'état de santé de son fils tombé gravement malade. À l'initiative de la Grande-Bretagne, une conférence est organisée à Londres. La crise est résolue par le deuxième traité de Londres selon lequel la France renonce à ses prétentions sur le Luxembourg, en laisse la souveraineté au roi de Hollande, tandis que la Prusse démobilise sa garnison et démantèle ses fortifications autant que le Roi de Hollande le jugera utile. Il est entendu que le Luxembourg doit rester neutre au cours des futurs conflits.
Le déroulement de la crise luxembourgeoise montre le poids des opinions publiques et la prégnance croissante du nationalisme. L'antagonisme entre la France et la Prusse en sort d'autant plus attisé que Napoléon III réalise désormais à quel point il a été joué par Bismarck depuis 1864, n'ayant obtenu aucune des compensations secrètement convenues avec le Prussien. En conséquence de l'expédition militaire au Mexique, du soutien à la révolte polonaise contre le Tsar et de la crise luxembourgeoise, la France se retrouve isolée en Europe, y compris de l'Angleterre, désormais méfiante envers les ambitions territoriales de son voisin,,.

### Guerre franco-allemande de 1870

#### Tensions avec la Prusse
Les tensions avec la Prusse sont avivées quand le prince Léopold de Hohenzollern se porte candidat le 21 juin 1870 à la succession d'Espagne, vacante depuis deux ans, ce qui provoque des inquiétudes dans plusieurs chancelleries européennes : un Hohenzollern sur le trône espagnol placerait la France dans une situation d'encerclement proche de celle de l'époque de Charles Quint.
Le prince retire sa candidature le 12 juillet 1870, mais le gouvernement de Napoléon III subit la pression des belliqueux : une partie de la presse de Paris et de la Cour, ainsi que des opposants de droite ou de gauche. Il exige un engagement écrit de renonciation définitive et une garantie de bonne conduite de la part de Guillaume Ier. Le Roi de Prusse confirme la renonciation de son cousin sans se soumettre à l'exigence française.

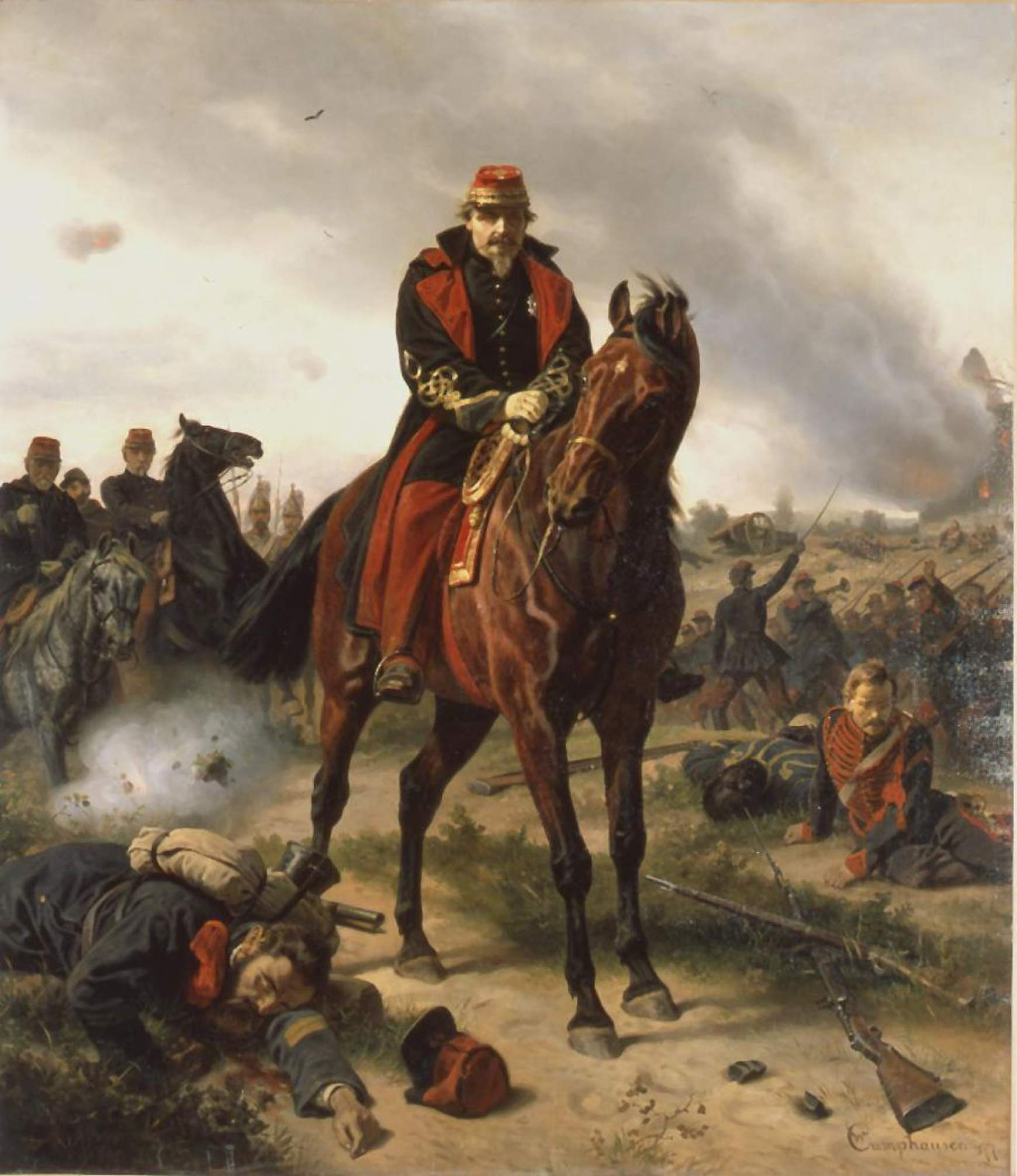
Napoléon III lors de la bataille de Sedan par le peintre allemand Wilhelm Camphausen.

Cependant, pour Bismarck, une guerre contre la France est le meilleur moyen de parachever l'unification allemande. La version dédaigneuse qu'il fait transcrire dans la dépêche d'Ems de la réponse polie qu'avait faite Guillaume de Prusse confine au soufflet diplomatique pour la France, d'autant plus qu'elle est diffusée à toutes les chancelleries européennes. Tandis que la passion anti-française embrase l'Allemagne, la foule parisienne, excitée par une partie de la presse, réclame la guerre. Bien que tous deux personnellement favorables à la paix et à l'organisation d'un congrès pour régler le différend, Ollivier et Napoléon III, qui ont finalement obtenu de leur ambassadeur la version exacte de ce qui s'était passé à Ems, se laissent dépasser par les partisans de la guerre, dont l'Impératrice Eugénie, mais aussi de ceux qui veulent une revanche sur l'Empire libéral. Les deux hommes finissent par se laisser entraîner contre leur conviction profonde.

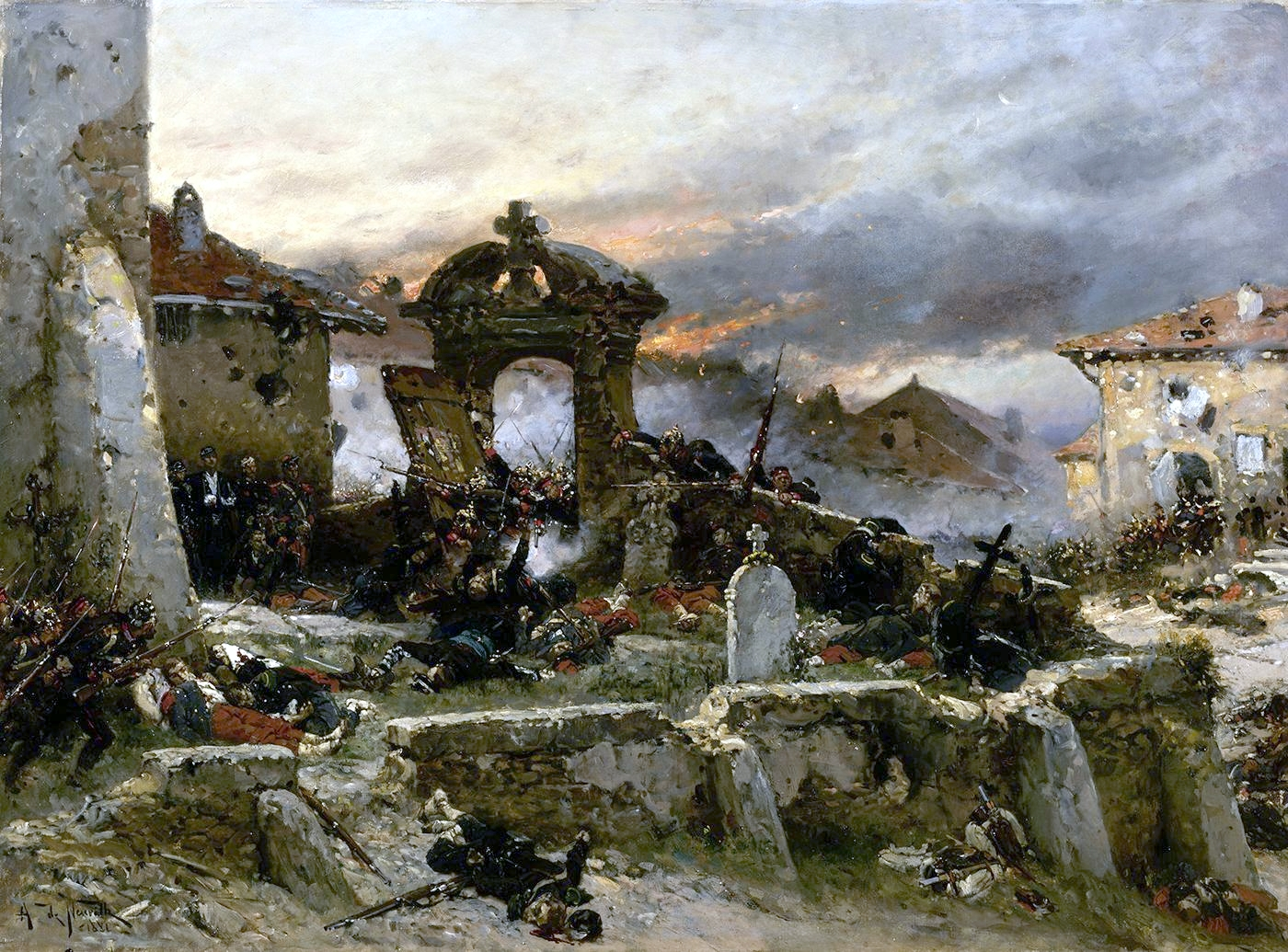
Le cimetière de Saint-Privat par Alphonse de Neuville.

Même s'il se dit de nature pacifique, Napoléon III est affaibli par ses échecs internationaux antérieurs et a besoin d'un succès de prestige avant de laisser le trône à son fils. Il n'ose pas contrarier l'opinion majoritairement belliciste, exprimée au sein du gouvernement et au parlement, y compris chez les républicains, décidés à en découdre avec la Prusse, alors que quelques semaines plus tôt il avait hésité à s'opposer à la décision d'Ollivier de réduire le contingent militaire, et ce malgré les avertissements lucides de Thiers.

#### Début du conflit

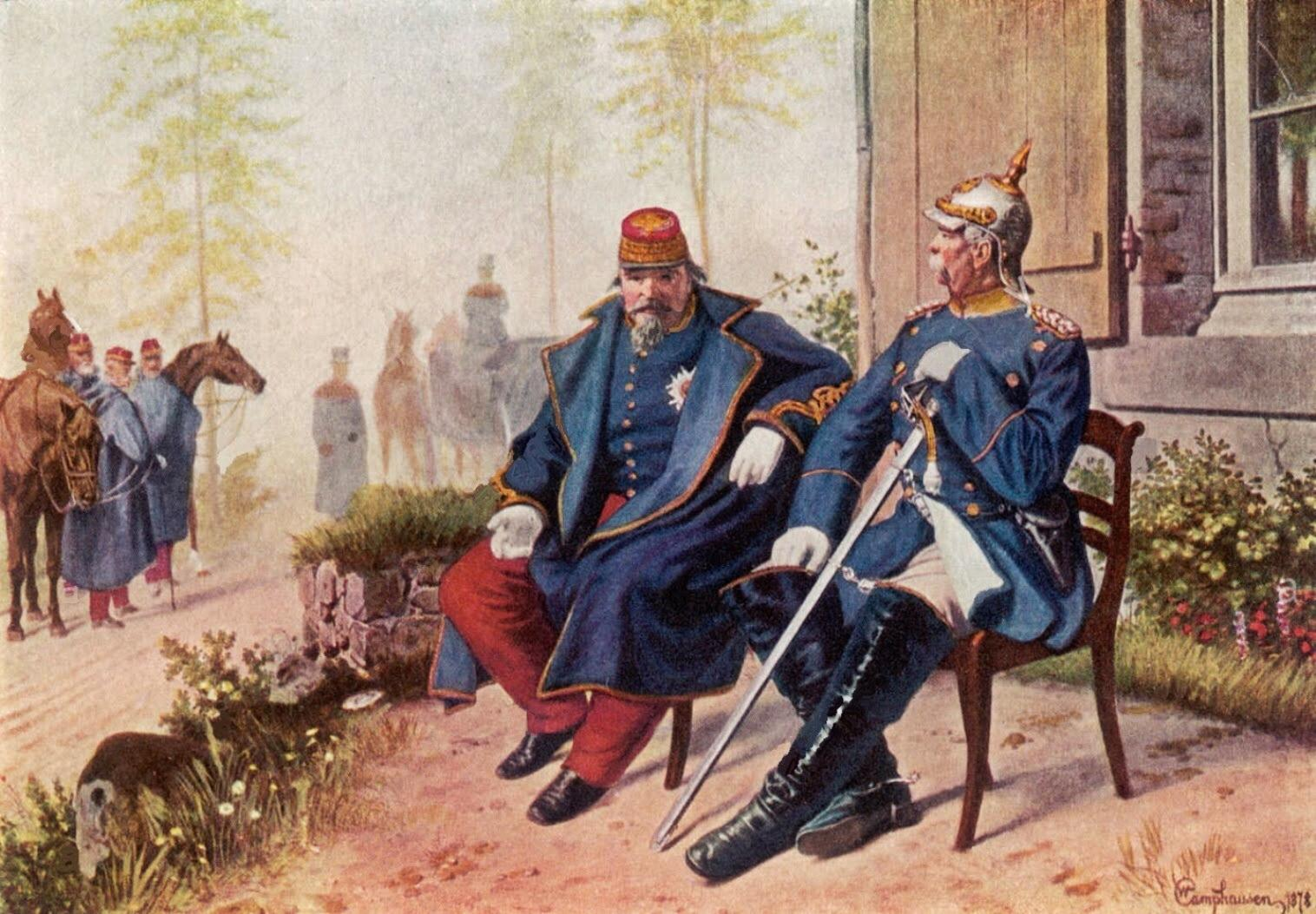
Napoléon III et Otto von Bismarck, après la défaite de Sedan, entrevue avec Bismarck à Donchery (peinture de 1878).

La guerre est déclarée le 19 juillet 1870. L'armée prussienne a d'ores et déjà l'avantage en hommes (plus du double par rapport à l'armée française), en matériels (le canon Krupp) et même en stratégie, celle-ci ayant été élaborée dès 1866.

#### Défaite française à Sedan
Les premiers revers d'août 1870 sont imputés à Napoléon III et à Ollivier, ce qui fournit à la Chambre l'occasion de renverser le Premier ministre, à une écrasante majorité, le 9 août 1870, laissant l'Empereur seul sur la ligne de front, qu'elle soit politique ou militaire. Pendant que Napoléon III cherche « la mort sur le champ de bataille », l'Impératrice Eugénie, régente, nomme le bonapartiste autoritaire Charles Cousin-Montauban, comte de Palikao, à la tête du gouvernement. Sous la pression de l'Impératrice, Napoléon III renonce à se replier sur Paris et marche vers Metz au secours du maréchal Bazaine encerclé. Ses troupes sont elles-mêmes alors encerclées à Sedan. Le 2 septembre 1870, n'ayant pu trouver la mort au milieu de ses hommes, Napoléon III dépose les armes au terme de la bataille de Sedan et tente de négocier les clauses de la capitulation avec Bismarck près du village de Donchery.
Désormais captif, il assiste avec le roi Guillaume de Prusse à l'acte de reddition de l'armée française au château de Bellevue situé près de Frénois, au sud de Sedan. Pendant leur discussion, il assure qu'il n'a pas voulu la guerre mais qu'il y a été contraint par l'opinion publique, ce à quoi le roi Guillaume lui réplique que ladite opinion avait été forgée par le ministère.

#### Capture deNapoléonIII

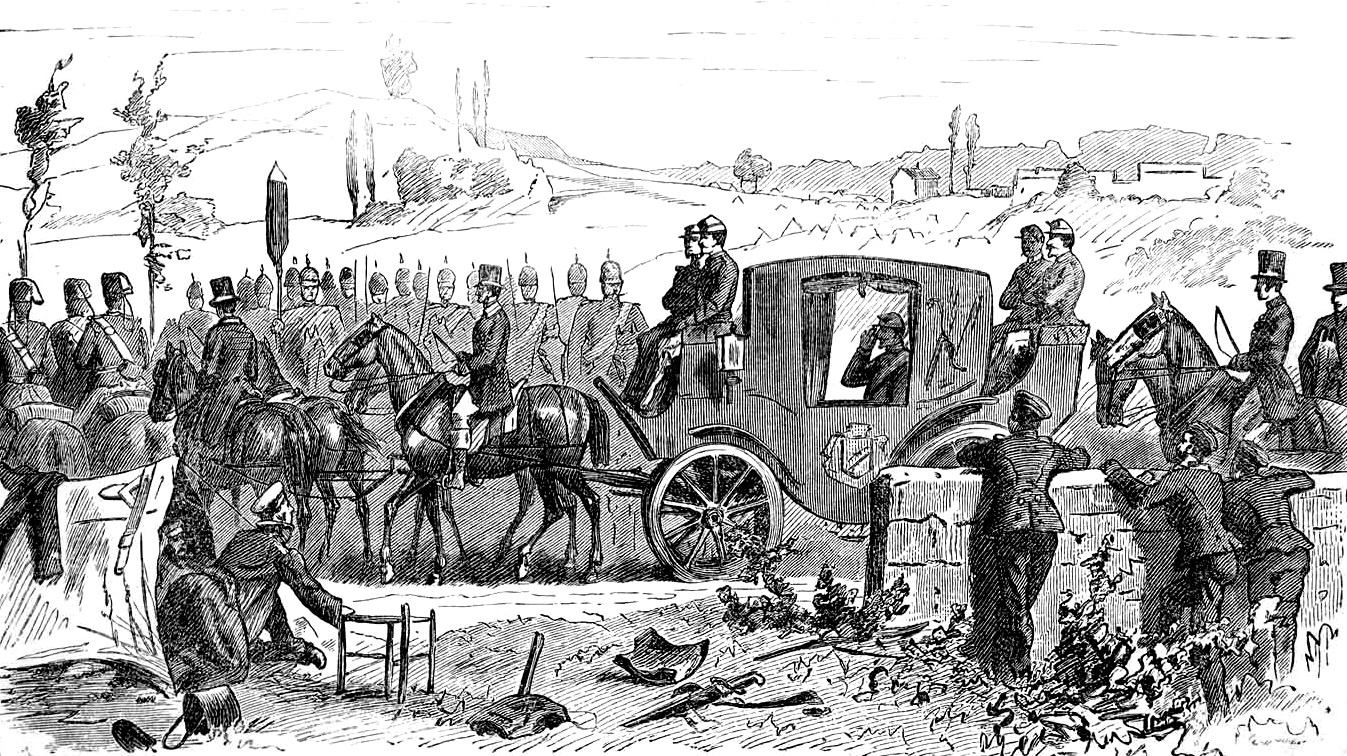
Napoléon III prisonnier, quitte Sedan le 4 septembre 1870 pour se rendre au château de Wilhelmshöhe près de Cassel en Prusse.

Le 3 septembre 1870, l'Empereur, désormais prisonnier, quitte définitivement la France pour se rendre en Prusse et y être interné au château de Wilhelmshöhe,. Napoléon III est le quatrième souverain français à être capturé sur un champ de bataille.
Autorisé à choisir son itinéraire, il choisit de passer par la Belgique, trajet plus court et plus facile. Il se rend d'abord à Bouillon pour y loger la nuit du 3 au 4 septembre à l’hôtel de la Poste. Le 4 septembre, il se rend à la gare de Libramont (alors la gare la plus proche pour se rendre en Allemagne), où un train spécial l’attend. Durant le trajet de Bouillon à Libramont, l'Empereur visite une batterie d'artillerie pourvue de canons Wahrendorff, qui se chargent par la culasse, et dont l'armée belge a été dotée à l'instar de l'armée prussienne. Napoléon se fait longuement expliquer le mécanisme. Puis, avec un soupir, il se tourne vers sa suite : « Voilà donc, Messieurs, ce canon qui nous a vaincus… ». À Jemelle, le train s'arrête en gare, et Napoléon rencontre son cousin le prince Pierre-Napoléon Bonaparte,. Le convoi passe ensuite par Liège et s'arrête à Verviers où il loge la nuit du 4 au 5 septembre à l’hôtel du Chemin de Fer. Finalement, le 5 septembre, il reprend le train pour se rendre à Cassel. Durant tout le trajet du château de Bellevue près de Sedan au château de Wilhelmshöhe près de Cassel, l'Empereur est accompagné par le général prussien de Boyen, aide de camp du roi Guillaume Ier de Prusse, et entre autres, le général Castelnau, son premier aide de camp. Durant la traversée de la Belgique, il est aussi accompagné par le général Chazal, commandant l’armée belge d’Observation mobilisée dès le début de la guerre.

#### Chute du Second Empire
Le 4 septembre 1870, à Paris, la foule envahit le palais Bourbon tandis que l'Impératrice Eugénie se réfugie chez le docteur Thomas W. Evans, son dentiste américain, qui organise sa fuite vers l'Angleterre. Le gouverneur de Paris, Louis Jules Trochu, reste passif et le régime impérial ne trouve guère de défenseurs, les soutiens traditionnels qu'étaient l'armée et la paysannerie étant trop loin, le traumatisme lié à la capitulation et à la captivité de l'Empereur trop important et la pression populaire à Paris et dans les grandes villes trop forte. Des députés (dont Léon Gambetta et Jules Simon) se rendent à l'hôtel de ville de Paris et y proclament la République. Un gouvernement provisoire qui prend le nom de Gouvernement de la Défense nationale est alors formé.

Médaille satirique monétiforme, frappée après la défaite de Sedan par les opposants et Appel à la mise à mort de Napoléon III
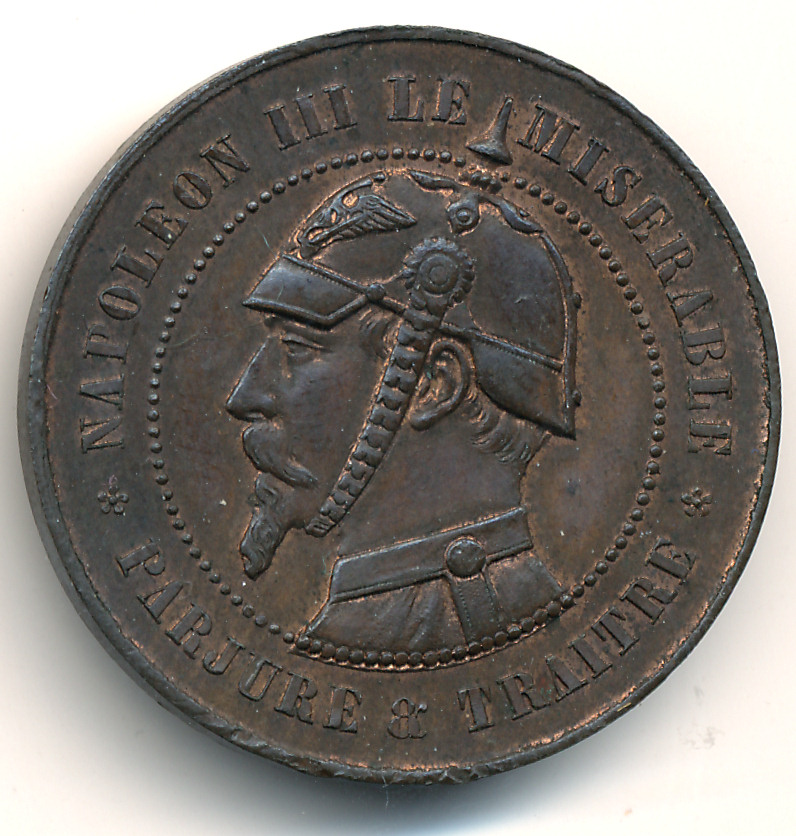
Avers : « Napoléon III le misérable - parjure & traître ».
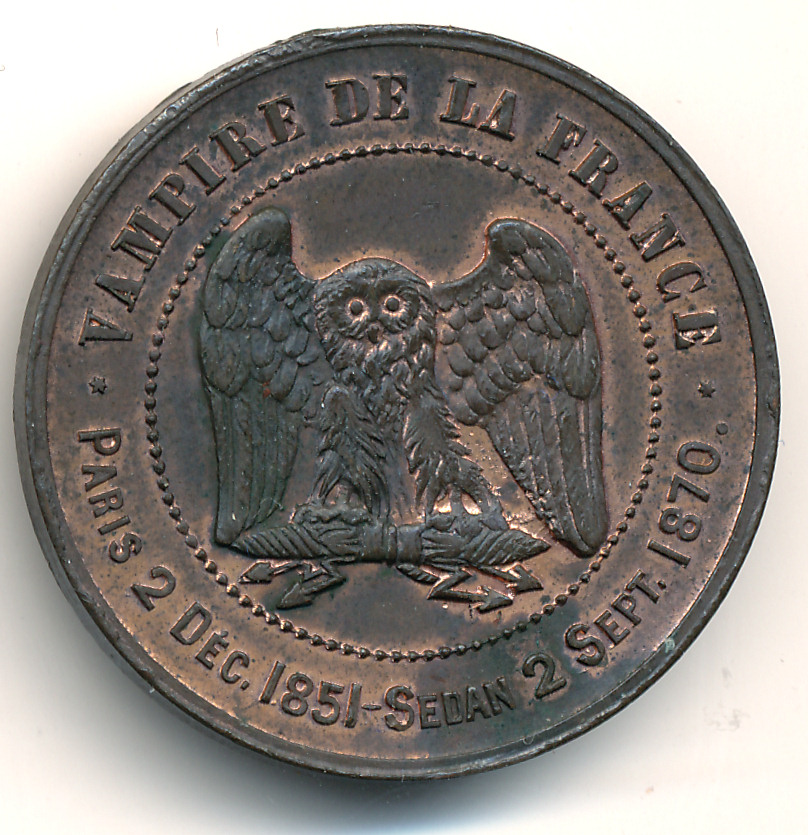
Revers : « Vampire de la France - Paris 2 décembre 1851 - Sedan 2 septembre 1870 ».
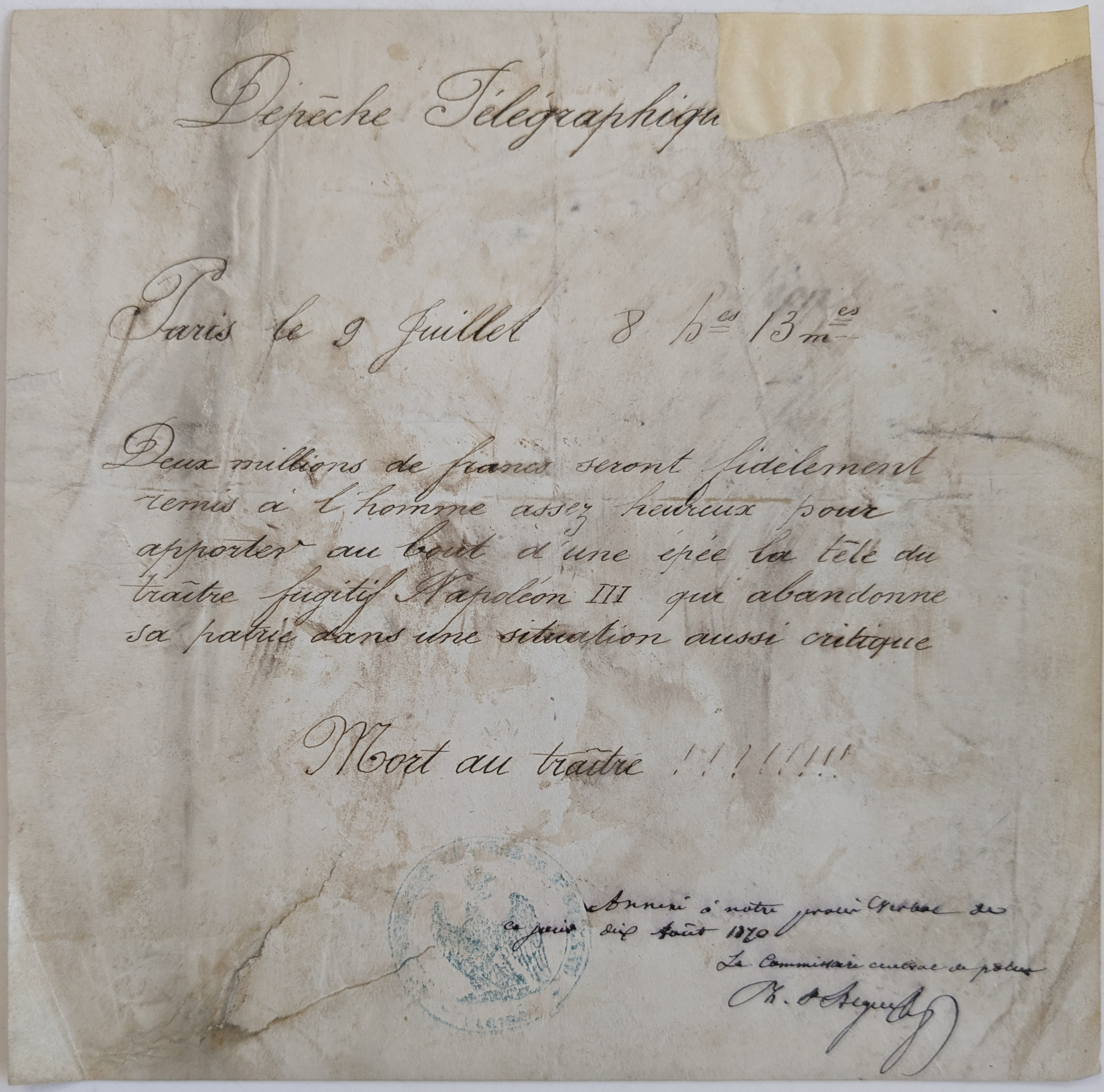
télégramme anonyme du 9 juillet 1870 mettant la tête de Napoléon III à prix.

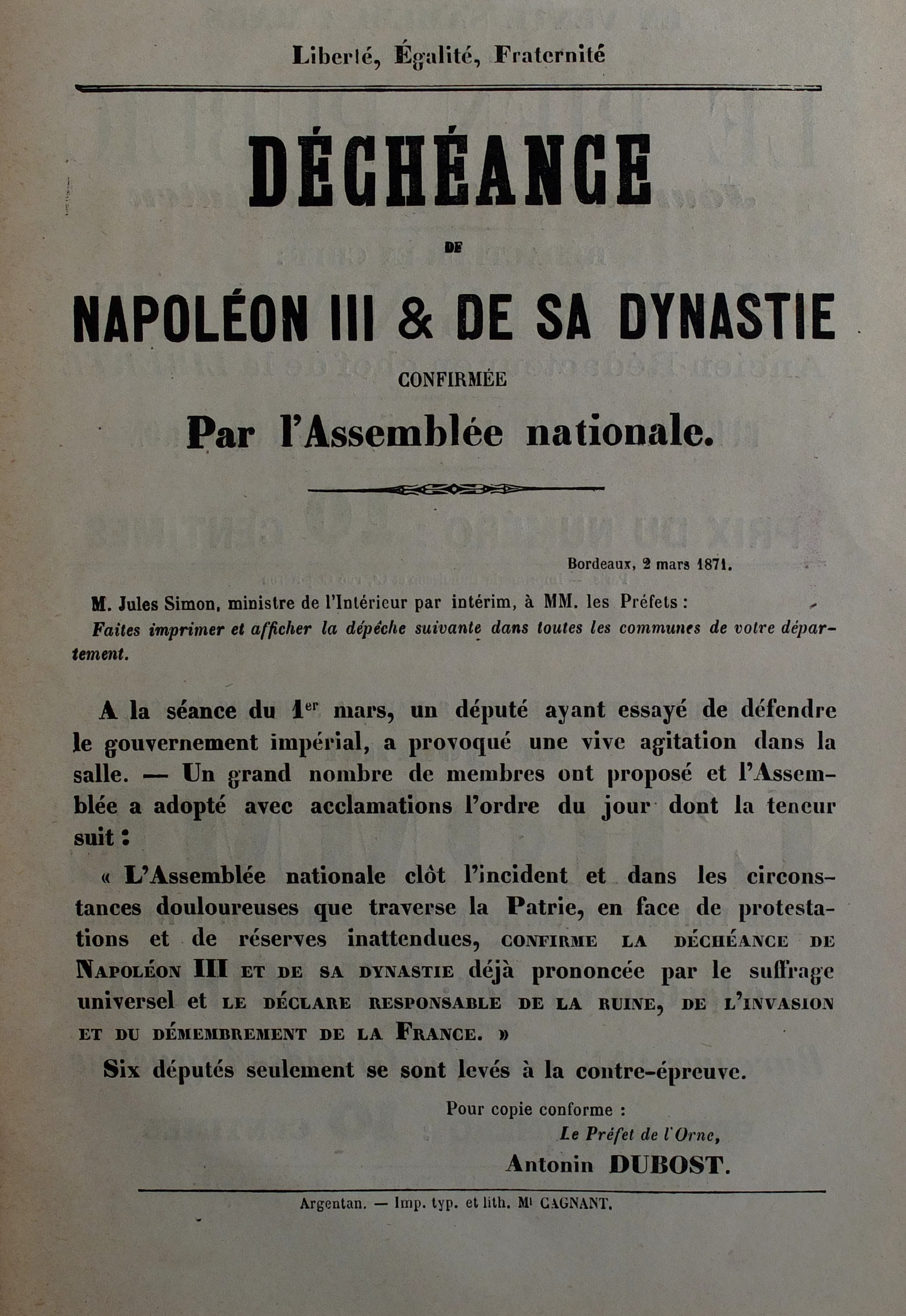
Affiche placardée dans les départements français après le 1 mars 1871.

Dans la plupart des départements français, le nouveau régime républicain est souvent accueilli dans l'indifférence. Dans un premier temps, peu nombreux sont ceux qui prennent la défense de l'Empire, discrédité par la défaite. En captivité, l'Empereur veut assumer sa part de responsabilité dans le déclenchement du conflit qui lui a coûté le trône impérial mais pas en endosser l'entière responsabilité. Dès le 8 septembre 1870, il signe un premier récit intitulé Conduite de l'Empereur depuis le commencement de la guerre puis donne des entretiens à la presse écrite, correspond avec Émile Ollivier et publie Note sur l'organisation militaire de la Confédération d'Allemagne du Nord dans laquelle il tente de se justifier et d'expliquer l'enchaînement des faits depuis Sadowa, rappelant notamment son projet militaire (la loi Niel) refusé par le Corps législatif.
Bien que discrédité par la défaite, il garde une réelle popularité dans les campagnes où beaucoup de paysans tentent de s'opposer au remplacement de leurs maires en septembre et octobre 1870. Des manifestations bonapartistes ont aussi lieu dans plusieurs départements et provinces, notamment en Normandie, en Charentes, dans le Puy-de-Dôme, dans le Limousin et en Corse. Napoléon III compte en fait sur la réunion des conseils généraux, élus en août 1870, et qui pourraient voter, selon ses espérances et ses renseignements, pour la restauration de l'Empire. Cependant, Gambetta met fin à ses illusions en décrétant la dissolution de ces conseils. Il compte alors sur une éventuelle consultation directe du peuple sur la nature du prochain régime par les autorités françaises pour rétablir la situation tandis que le nouveau système de scrutin par liste lamine les bonapartistes, obligés non seulement de faire liste commune avec les monarchistes mais de le faire en rang modeste, ce qui ne permet le retour que de 20 de leurs élus sur 675 à la Chambre.
Le 1er mars 1871, l'Assemblée nationale, qui s'est réunie à Bordeaux, vote la déchéance officielle de Napoléon III et de sa dynastie, le déclarant « responsable de la ruine, de l'invasion et du démembrement de la France ». Seuls six parlementaires votent contre. L'Empereur ainsi déchu proteste, accusant l'Assemblée d'outrepasser ses pouvoirs, de se substituer à la volonté de la Nation et réclame un plébiscite.

## Dernières années en exil

### Fin de captivité

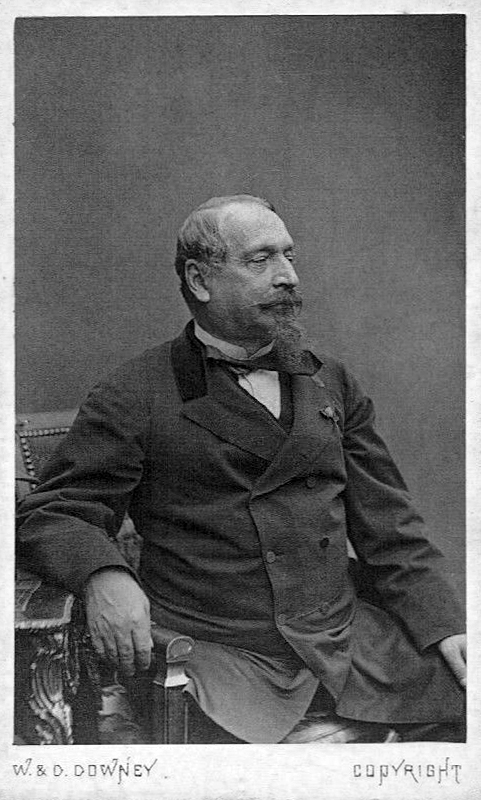
Napoléon III en 1871, durant son exil à Chislehurst.

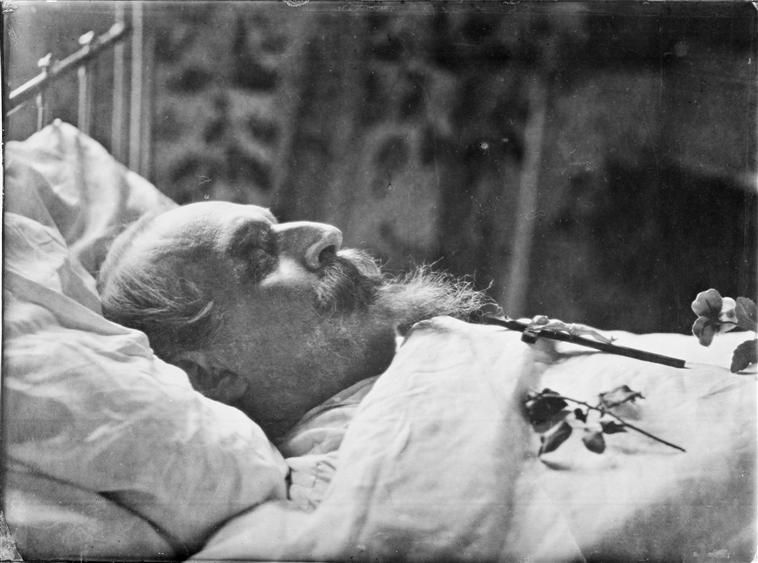
Napoléon III sur son lit de mort, photographie de William Downey, 1873.

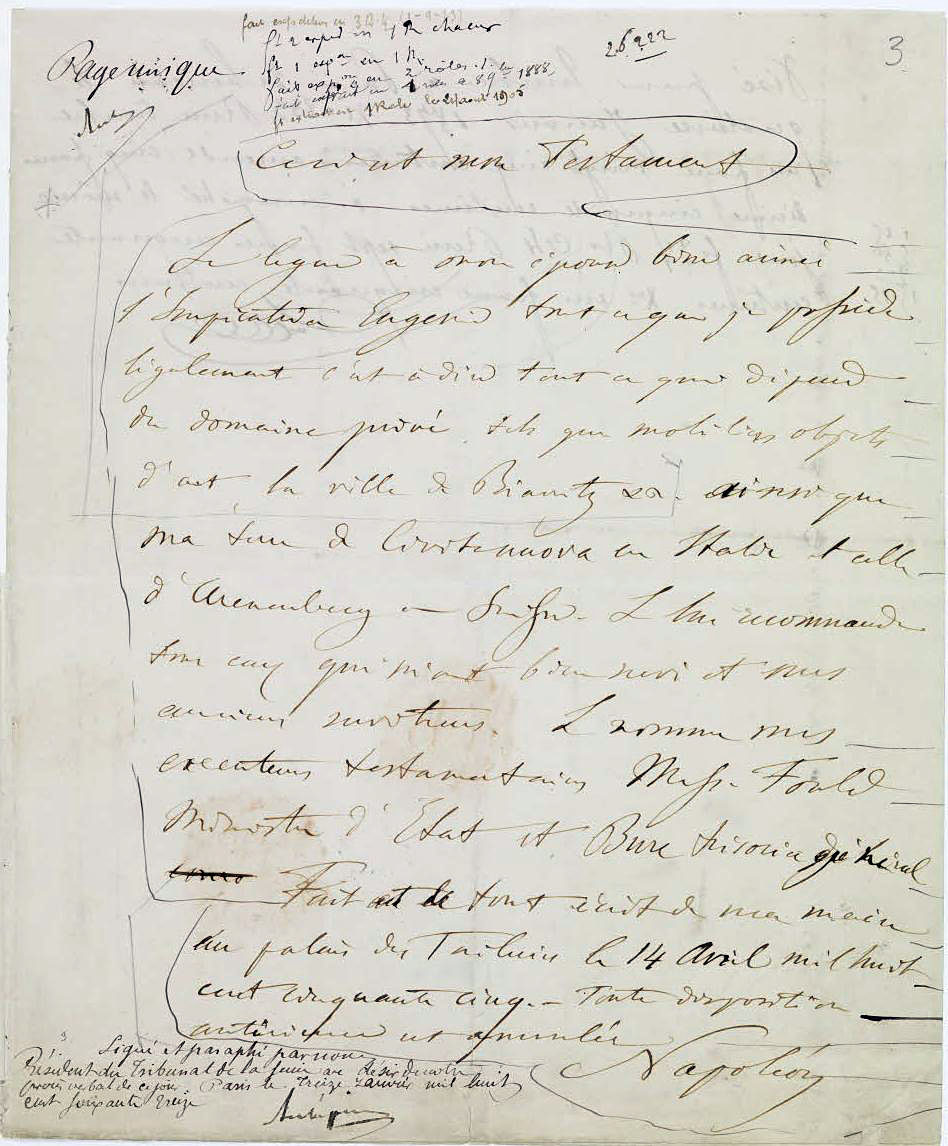
Testament de Napoléon III. Archives nationales de France.

Le 19 mars, Bismarck met fin à sa captivité. L'empereur déchu décide alors de rejoindre ses proches en Angleterre où il retrouve son épouse et son fils, installés à Camden Place, une gentilhommière de style georgien, à Chislehurst, à une vingtaine de kilomètres au sud-est de Londres. Il y reçoit de nombreuses visites à commencer par la reine Victoria, le prince de Galles et le Premier ministre britannique Gladstone. Durant ce nouvel exil britannique, l'ex-empereur écrit beaucoup, notamment un ouvrage intitulé La France et la campagne de 1870 (publié après sa mort dans son intégralité). Il y prépare également de nouveaux plans pour revenir au pouvoir, rêvant de rééditer à son profit le retour de l'île d'Elbe de son oncle Napoléon Ier.

### Problèmes de santé
Mais en décembre 1872, à la suite d'un déplacement à cheval, il est victime d'une nouvelle violente crise urinaire. William Gull et James Paget, deux médecins anglais appelés en urgence, sondent l'ex-empereur. Ils évoquent une lithiase vésicale (un calcul) et lui conseillent de se faire opérer par le professeur Henry Thomson, alors le meilleur spécialiste anglais de chirurgie de la vessie (dix ans plus tôt, il avait opéré avec succès le roi Léopold Ier de Belgique). C'est la première fois que Napoléon III est informé de la maladie dont il souffrait depuis au moins 1866 et qui lui avait été cachée jusque-là. Deux opérations de la vessie sont effectuées les 2 et 6 janvier 1873 par Sir Henry Thompson,.

### Mort et inhumation
Une troisième opération est prévue plus tard, mais son état s'aggrave. Le 9 janvier 1873, à 10 h 45, Napoléon III meurt à l'âge de 64 ans, dans sa résidence de Camden Place, probablement d'une septicémie. Son corps est autopsié le lendemain. Une polémique naît alors dans les milieux scientifiques sur la cause de la mort de Napoléon III. Les Français, regrettant que les opérations subies n'aient pas respecté les protocoles expérimentés en France depuis de longues années, attribuent la mort aux suites des opérations. L'Anglais Thompson prétend au contraire que l'état de la vessie en était la cause,.
Près de 60 000 personnes, dont un dixième de Français comprenant une délégation d'ouvriers conduite par Jules Amigues, viennent se recueillir devant le corps et participer à l'inhumation le 15 janvier 1873 à Chislehurst (aujourd'hui dans le borough londonien de Bromley).
Par la suite, sa veuve, l'impératrice Eugénie lui construit un mausolée à l'abbaye Saint-Michel (St Michael's Abbey) qu'elle avait fondée en 1881 à Farnborough dans le sud de l'Angleterre et où il repose depuis à ses côtés (elle est décédée en 1920) ainsi qu'auprès de leur fils unique, le prince impérial Louis Napoléon, enrôlé volontaire dans l'armée britannique et tué en juin 1879, à 23 ans, en Afrique du Sud par les Zoulous au cours d'une patrouille lors de la guerre anglo-zouloue,.
La question du rapatriement en France de la dépouille de Napoléon III est quelquefois évoquée depuis la fin du XXe siècle par des personnalités politiques, mais sans le soutien des descendants de la famille impériale ni demande officielle de la France.

## Considérations

### Considérations militaires
Militaire de formation, Louis-Napoléon Bonaparte se spécialise rapidement dans l'artillerie, comme son oncle Napoléon Ier. Alors que ses tentatives de coup d'État échouent, il est emprisonné et rédige alors une série d'ouvrages militaires.
Devenu empereur, il se lance dans plusieurs guerres et va mettre en place le camp de Châlons sur le modèle du camp de Boulogne napoléonien. Il ne participe pas à la guerre de Crimée et le regrettera. C'est notamment pourquoi, rattrapé par la réputation justifiée de génie militaire de son oncle, il se lance lui-même dans la campagne d'Italie, qui se solde par une victoire franco-italienne à Magenta et, surtout, à Solférino.
Toutefois, malgré ses succès et toute sa volonté de conduire une armée en personne, il n'est pas un génie militaire, manquant d'expérience sur le champ de bataille, étant jugé timoré, sans autorité et pas assez énergique par ses contemporains. Ces caractéristiques expliqueraient la défaite de 1870, lorsqu'il est battu par les Prussiens à Sedan.

### Légende noire autour deNapoléonIII
« Napoléon III a longtemps été victime d'une légende noire, d'une caricature forgée par ses nombreux ennemis politiques, les républicains, les royalistes, les libéraux… » pour reprendre les mots du professeur d'histoire contemporaine Guy Antonetti. Selon les détracteurs et opposants du dernier empereur des Français, il est à la fois un « crétin » (Thiers), « Napoléon le petit » ou « Césarion » (Victor Hugo), Badinguet, du nom du peintre sous le déguisement duquel il s'échappa de la forteresse de Ham et la représentation symbolique d'« une espèce d'aventurier sans scrupules, et d'arriéré mental ridicule, un mélange de satrape débauché et de démagogue fumeux, bref un pantin insignifiant » quand il n'est pas surnommé « L'homme du 2 décembre » ou Boustrapa (de ses trois coups d’État : Boulogne, Strasbourg et Paris),.

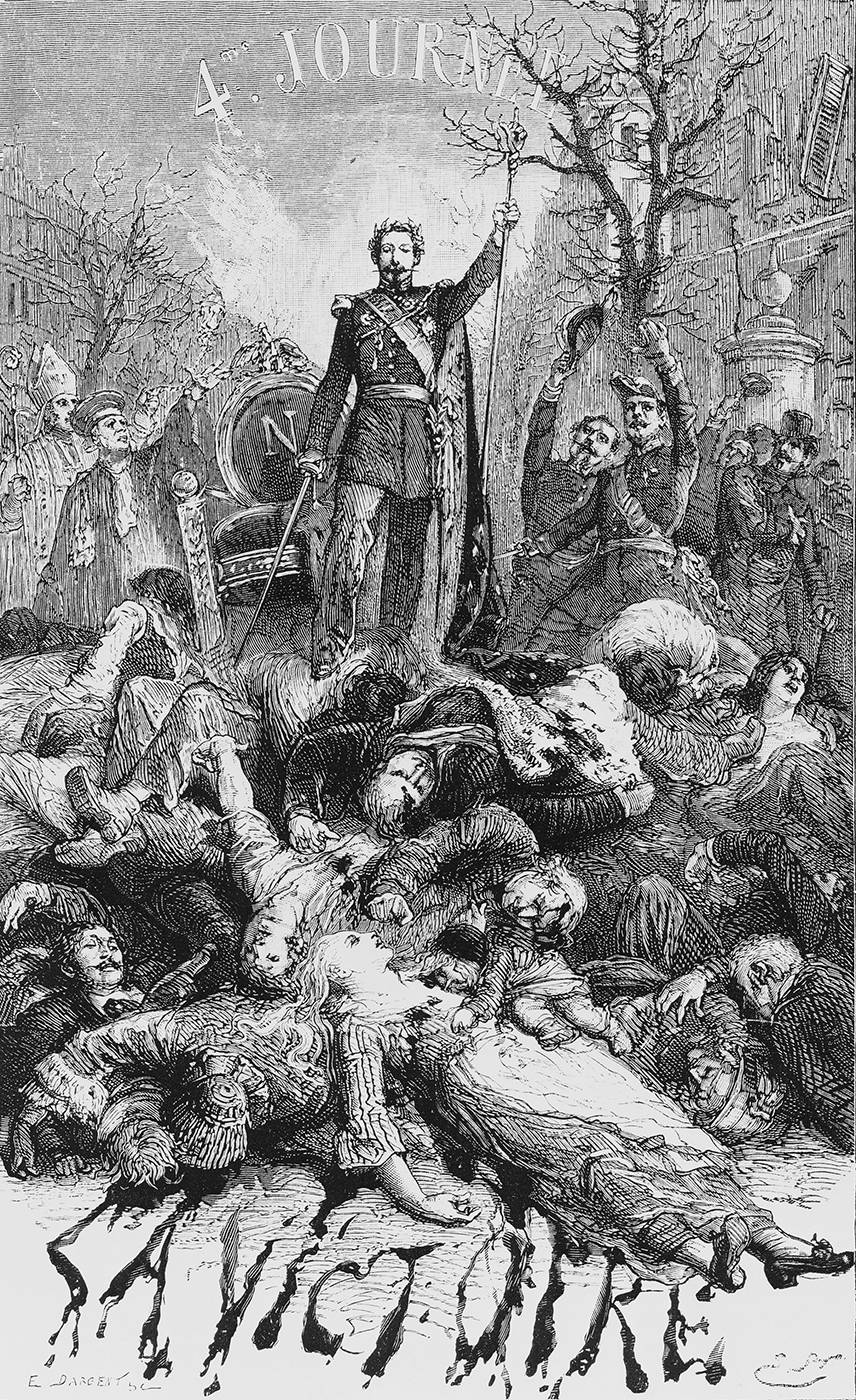
Encensé par le clergé, la magistrature et l'armée, Louis-Napoléon Bonaparte célèbre sa « victoire » en se hissant jusqu'au trône impérial juché sur une pile de cadavres, victimes du coup d'État du 2 décembre 1851.
Illustration d'Ernest Yan' Dargent pour Histoire d'un crime de Victor Hugo.

Si la « légende noire » est si souvent évoquée pour parler de Napoléon III et de son règne, et que le Second Empire a eu « longtemps mauvaise presse », il le doit à son caractère autoritaire et répressif et à sa fin sans gloire dans la désastreuse guerre franco-prussienne. Apparemment peu doué pour la prophétie, Louis Pasteur, fervent bonapartiste affligé par la chute de l'Empire, déclarait alors confiant que « malgré les vaines et stupides clameurs de la rue et toutes les lâches défaillances de ces derniers temps, l'Empereur peut attendre avec confiance le jugement de la postérité. Son règne restera comme l'un des plus glorieux de notre histoire ».

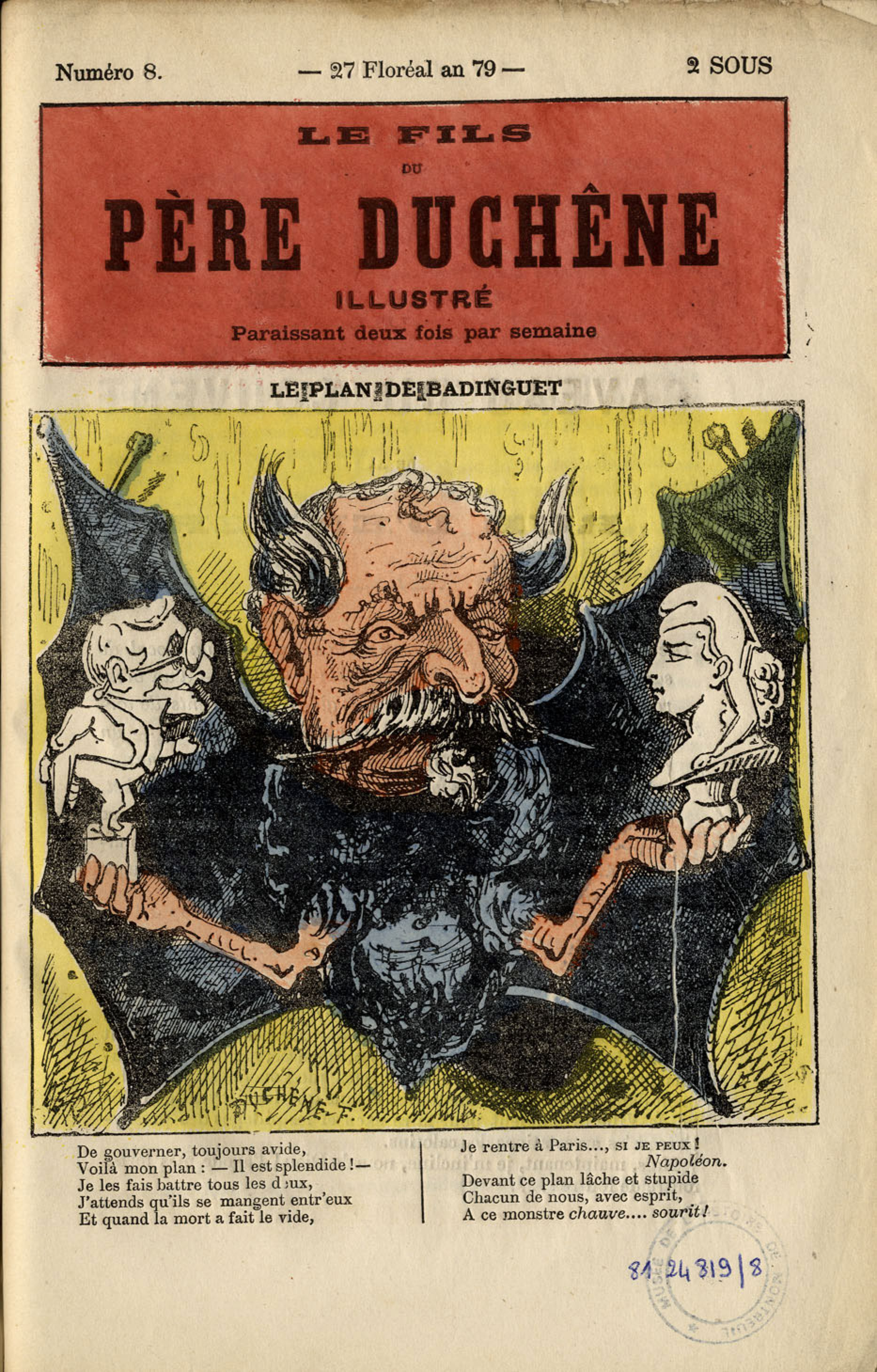
Napoléon III en chauve-souris soupesant Thiers et la République. Allusion à la position de Napoléon III au moment de la Commune de Paris – Le Fils du père Duchêne illustré (17 mai 1871).

Même les réussites qui caractérisent le Second Empire ne sont pas nécessairement dénuées d'aspects ambivalents et sont critiquées par les contemporains. Les acquis territoriaux de 1860 (Nice et la Savoie) obtenus à la suite d'une guerre victorieuse contre l'Autriche sont aussi oubliés, effacés par le traumatisme que constitue alors la perte de l'Alsace et de la Moselle et marquant durablement la conscience nationale jusqu'à la fin de la Première Guerre mondiale. Non seulement Napoléon III est sujet d'une légende noire et aussi parfois rose mais c'est également le cas des événements qui caractérisent son régime politique, notamment sa prise de pouvoir. Ainsi l'historien Maurice Agulhon utilise aussi les termes de légende noire et de légende rose pour les différentes versions ou approches données à l'insurrection en province au moment du coup d'État, notamment le fait que les historiens républicains tendaient à minimiser « les faits de lutte des classes » qui la sous-tendait.
Par ailleurs, l'œuvre de Victor Hugo, bâtie sur l'opposition permanente entre la gloire de Napoléon Ier et la bassesse tyrannique prêtée à Napoléon III, contribua considérablement à asseoir l'image d'un despote médiocre et sans scrupules. L'écrivain Émile Zola, circonspect sur l'Empereur dont il note la complexité et qu'il appelle « l'énigme, le sphinx », rappela ainsi dans ses romans la spéculation effrénée et la corruption nées de l'« haussmannisation » et de la flambée boursière (La Curée, L'Argent), le choc que l'irruption des grands magasins représenta pour le petit commerce (Au Bonheur des Dames), la dureté des luttes sociales sous Napoléon III (Germinal). Toutefois, le même Émile Zola démontra comment le même homme pouvait être regardé différemment en fonction du camp idéologique où l'on se situait, des revirements idéologiques ou des métamorphoses de l'âge, en écrivant que « Le Napoléon III des Châtiments, c'est un croquemitaine sorti tout botté et tout éperonné de l'imagination de Victor Hugo. Rien n'est moins ressemblant que ce portrait, sorte de statue de bronze et de boue élevée par le poète pour servir de cible à ses traits acérés, disons le mot, à ses crachats ».

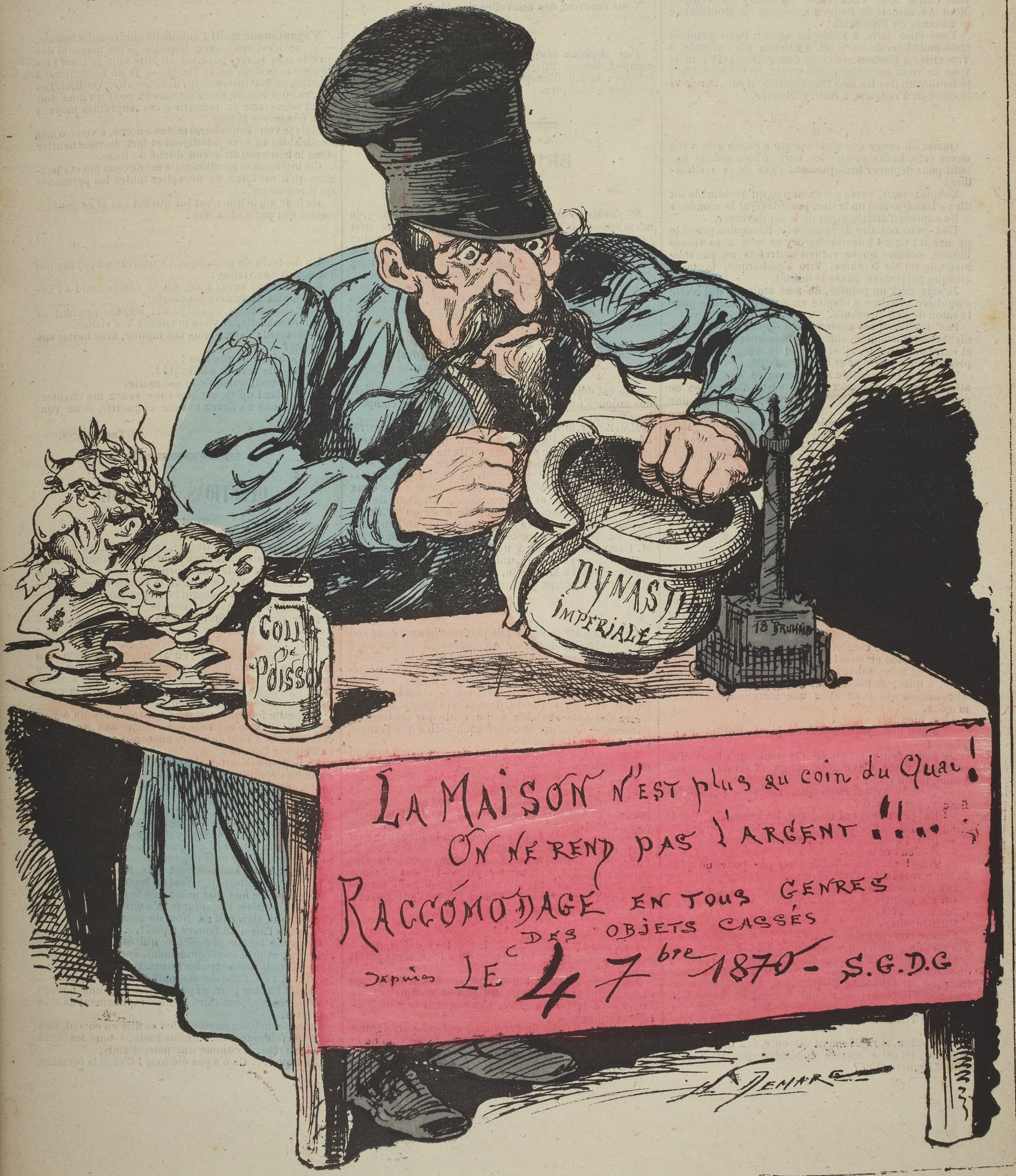
Caricaturé en raccommodeur vêtu d'une blouse d'ouvrier et coiffé d'une casquette à trois ponts, Napoléon III tente de rafistoler un pot de chambre ébréché symbolisant la dynastie impériale. Illustration satirique d'Henri Demare, La Nouvelle Lune, 6 juin 1880.

Souvent mentionnée par les historiens dans leurs biographies de l'Empereur, la légende noire est notamment analysée en profondeur, par les historiens Pierre Milza et Éric Anceau dans leurs ouvrages respectifs consacrés à Napoléon III.
Pour Éric Anceau, « le 2 décembre a permis aux républicains de s’ériger en défenseurs du droit et de faire du coup d’État le mal absolu. Depuis le 2 décembre 1851, qui se dit républicain en France ne peut prêter la main à un coup d’État, ni s’en faire l’apologiste ». Cette « référence négative désormais pour tout républicain authentique » selon les mots de l'historien Raymond Huard pour désigner le 2 décembre, « jour néfaste parce qu’il mit fin à l’existence de la Seconde République », fut l'argument des républicains pour combattre tout retour en force du césarisme plébiscitaire, que ce fût lors du boulangisme puis plus tard lors de la montée du gaullisme. Le précédent d'un président devenu empereur ainsi rendra impensable, jusqu'en 1962, toute élection du chef de l'État au suffrage universel direct, François Mitterrand comparant avec virulence le général de Gaulle à Napoléon III afin d'instruire le procès des institutions de la Cinquième République.
Pour Pierre Milza, « l'année terrible [1870] a fortement traumatisé les contemporains, peut-être autant que le fera la débâcle de 1940 » ce qui explique également, en sus du 2 décembre, le « long discrédit » dont souffre longtemps l'image de Napoléon III.
Dans sa biographie, Éric Anceau note particulièrement que la IIIe République s'édifie sur les ruines du Second Empire et en opposition à Napoléon III, à sa famille et à ses proches voués à l'opprobre. Il paie ainsi la personnalisation du régime césarien et, qualifié d'« aventurier qui avait trompé les Français pour accéder au pouvoir », devient un bouc émissaire commode, tenu pour seul responsable de la défaite et de la mutilation du territoire français,. Alors qu'Eugénie était dénigrée en raison de sa dévotion religieuse ou de son origine espagnole, le préfet Haussmann était lui aussi victime de l'hallali intellectuel exprimé notamment dans les ouvrages publics de la IIIe République à l'instar du Grand dictionnaire universel du XIXe siècle de Pierre Larousse en 1876.
Si l'Empereur est, selon Pierre Milza, l'objet d'un « déferlement de haines » au travers de pamphlets, caricatures et chansons qui le présentent comme un despote vénal et immoral, l'historien confirme que ces invectives ont lieu surtout au moment où le régime républicain n'est pas encore installé, et doit encore se construire et s'enraciner. Non seulement tout nom relatif à la toponymie impériale est éliminé de la voie publique, à l'exception des batailles remportées durant le régime, mais la nouvelle légitimité républicaine exige alors que tous les mythes sur lesquels reposaient le précédent pouvoir, telle l'image idéalisée du « sauveur de la nation », soient abattus et discrédités.
Précisant être un « républicain qui ne nourrit aucune nostalgie à l'égard de l'Empire », Pierre Milza note cependant, au travers de plusieurs commémorations concrètes officielles intervenues depuis les années 1980, les prologues de ce qu'il considère, comme « l'ultime étape d'une réhabilitation tardive et inachevée » : le rapatriement des cendres de Napoléon III, de son épouse et de leur fils, à l'instar de ceux de Napoléon Ier.
Ainsi, en 1988, pour la première fois en 118 ans, un gouvernement français s'était fait représenter lors d'une cérémonie organisée à la mémoire de Napoléon III et avait envoyé un détachement de la Garde républicaine rendre les honneurs de l'État à l'ancien empereur lors d'une messe de requiem en l'église Saint-Louis-des-Invalides. En 2008, prenant la suite de plusieurs demandes antérieures d'origines diverses, Christian Estrosi, alors secrétaire d'État français à l'Outre-Mer et candidat à la mairie de Nice, demandait le rapatriement des cendres de Napoléon III pour 2010, année du 150e anniversaire du rattachement du comté de Nice à la France. Enfin, lors de son hommage public et national au président de la Cour des Comptes Philippe Séguin le 12 janvier 2010, le président de l’Assemblée nationale Bernard Accoyer déclarait que celui qui fut aussi l'auteur en 1990 de Louis-Napoléon le grand, en « rompant avec la tradition héritière de Victor Hugo », « entreprit de réhabiliter la mémoire de Napoléon III, substituant au personnage caricatural de Badinguet la vision d’un empereur moderniste et soucieux du bien commun, qui équipa et enrichit la France ».

### Historiographie

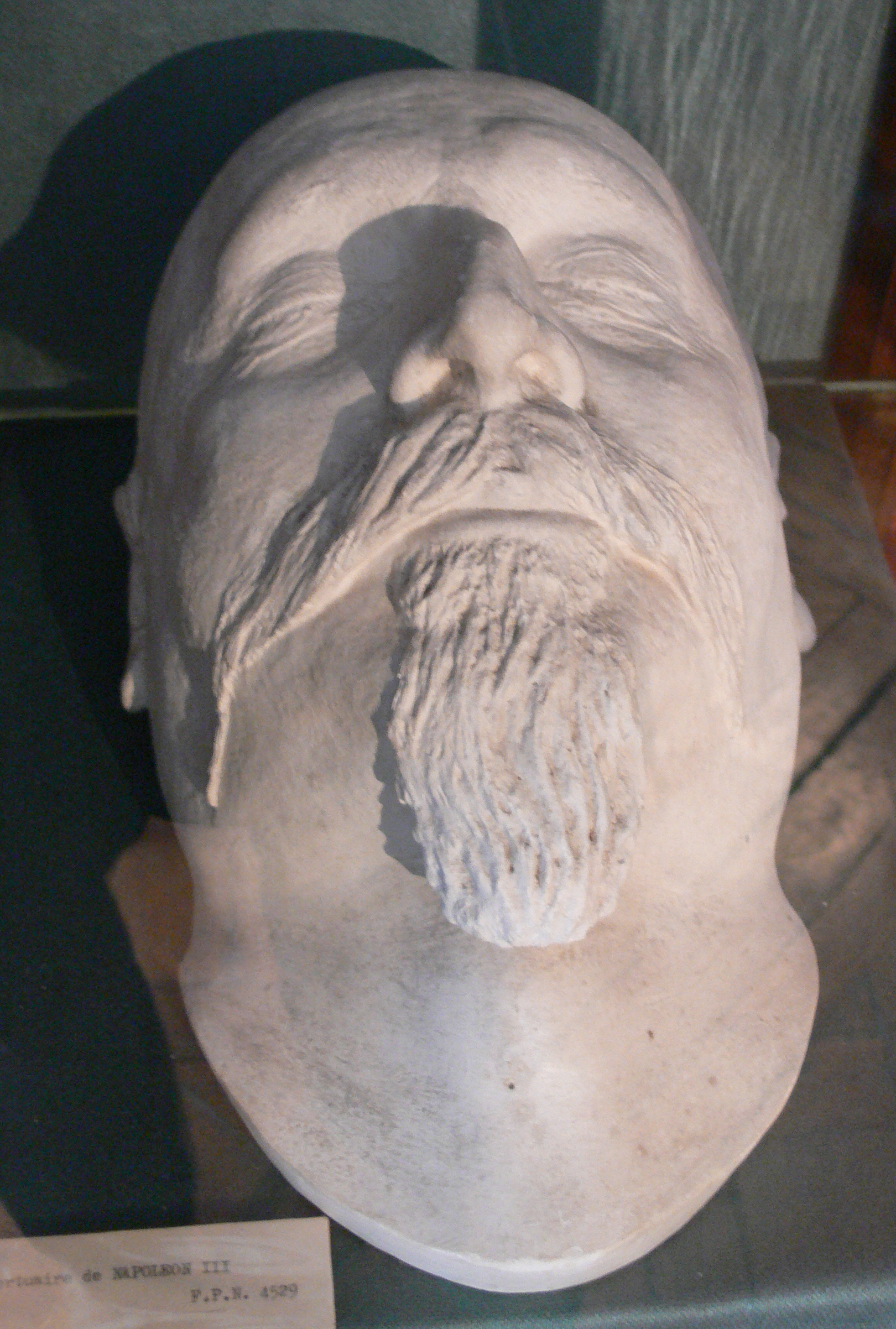
Masque mortuaire de Napoléon III.

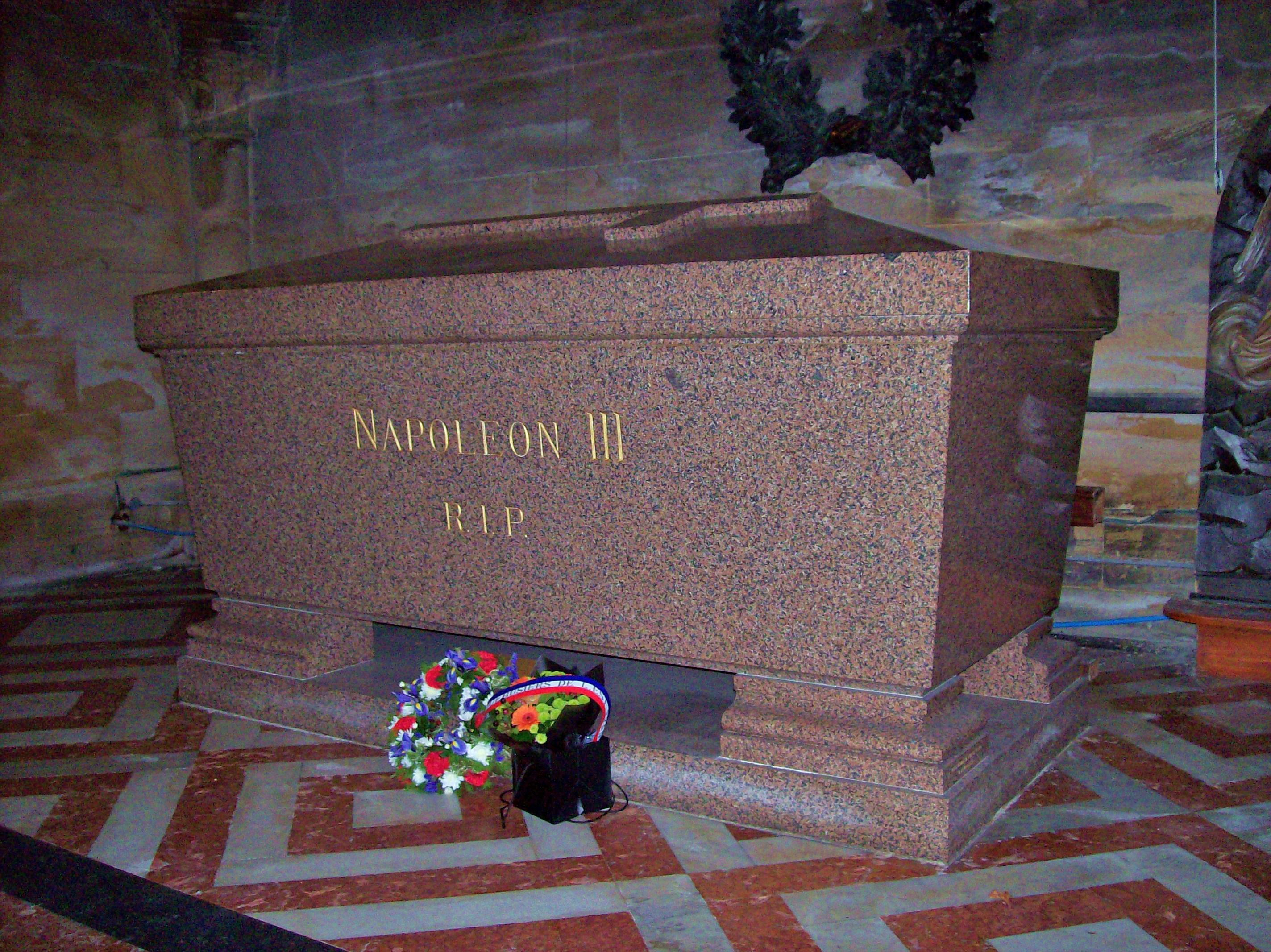
Tombeau de Napoléon III, Abbaye Saint-Michel (Farnborough), Royaume-Uni.

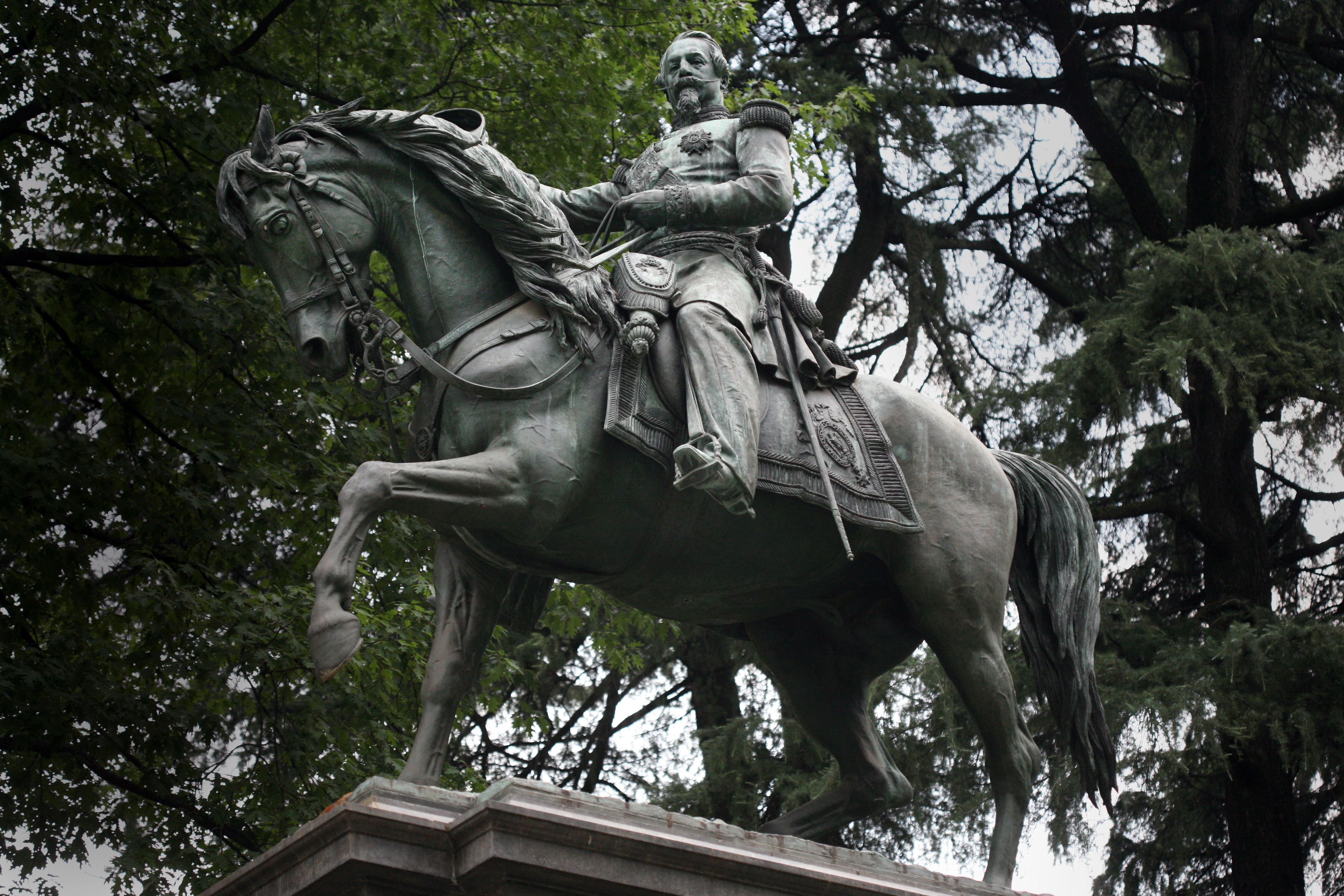
Statue équestre de Napoléon III, réalisée par Francesco Barzaghi (1839–1892), Parc Sempione, Milan, Italie.

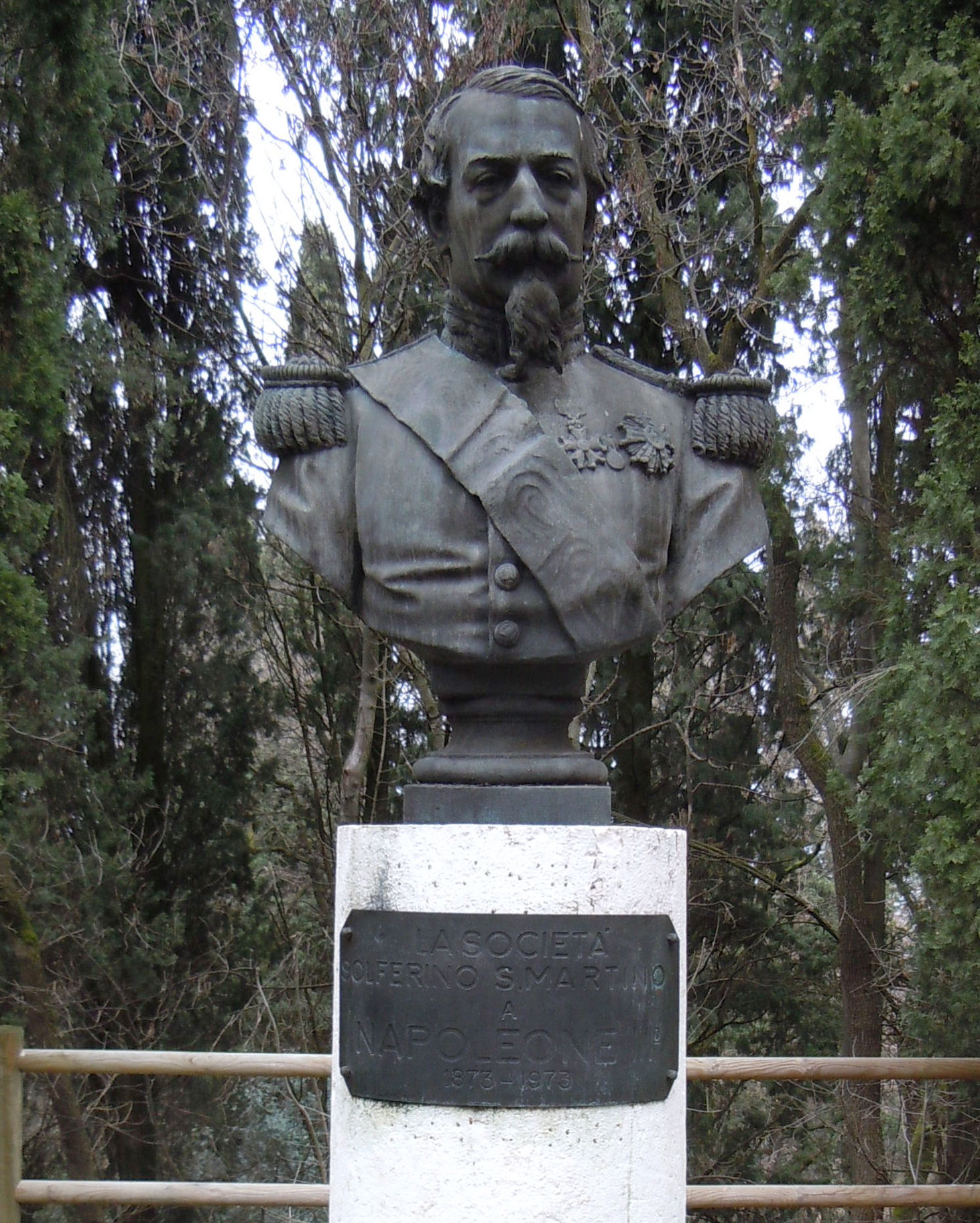
Buste de Napoléon III au musée del Risorgimento di Solferino e San Martino, à Solférino, Italie.

Durant l'Empire autoritaire, la censure du régime empêche l'expression des avis critiques. Si cela change avec la libéralisation de 1863 puis des lois sur la presse et sur les réunions publiques de 1868, l'historien Louis Girard note en 1986 que l'historiographie du Second Empire « fut souvent dominée par les opposants ».
Avant même d'accéder au pouvoir, Louis-Napoléon avait fait l'objet de biographies sous la monarchie de Juillet, tantôt favorables et tantôt hostiles. Durant son règne, il est l'objet d'ouvrages uniquement panégyriques ou d'hagiographies. Néanmoins, les journalistes républicains Eugène Ténot et Taxile Delord (du quotidien Le Siècle) peuvent à la fin des années 1860 publier deux ouvrages, tentant de présenter objectivement les événements liés au coup d'État du 2 décembre 1851.
Après la mort de Napoléon III, le régime impérial est longtemps résumé historiquement et politiquement, du moins en France, comme un tout dont l'identité se résume au coup d'État, le péché originel du Second Empire, à la débâcle militaire, à l'affairisme et à la dépravation morale. Néanmoins, les études britanniques se distinguent dès les années 1870 car, au côté d'ouvrages « violemment » hostiles, paraissent dès cette époque des études beaucoup plus nuancées,.
Dans les années 1890, des personnalités commencent à produire des ouvrages dépassionnés des enjeux politiques, à une époque où le mouvement bonapartiste est en voie d'extinction. Ainsi, Pierre de La Gorce écrit une Histoire du Second Empire en sept volumes dont la première version, rédigée sur fond du scandale de Panama, reste néanmoins hostile au souverain. Cependant, avec cet auteur, « on sort du journalisme pour entrer dans l'histoire générale » tandis qu'Émile Ollivier publie ses mémoires consacrés à L'Empire libéral.
Si la politique intérieure et la diplomatie ne font l'objet d'aucun consensus, son œuvre économique et sociale est déjà analysée de façon plus nuancée, notamment par Albert Thomas à qui Jean Jaurès avait confié la rédaction du volume X de Histoire socialiste. Néanmoins, « l'instrumentalisation de l'ancien souverain persistait malgré l'affirmation d'une histoire positiviste et scientifique ».
Visant notamment Charles Seignobos, Pierre Milza considère que « l'historiographie républicaine — en position dominante dans l'université française — conserve au moins jusqu'en 1914 une position critique […]. Le Second Empire reste fondamentalement lié au 2 décembre et à la capitulation de Sedan. [Les manuels scolaires] sont les véhicules d'une histoire officielle destinée à former des citoyens et des patriotes attachés aux valeurs républicaines ». C'est également l'avis de l'historien Louis Girard qui note dans la tonalité critique de l'œuvre de Seignobos « l'écho des passions républicaines ». Néanmoins, ces mêmes ouvrages scolaires et universitaires commencent eux aussi à aborder son œuvre économique et sociale, s'écartant définitivement du « déchaînement de haine et de mauvaise foi » des premières années ayant suivi la chute de l'Empire, et commencent à présenter des portraits plus nuancés de la personnalité de l'Empereur,.
Après la Première Guerre mondiale, alors que la France a repris possession des territoires perdus en 1870, Napoléon III fait l'objet de biographies plus favorables voire romancées tandis que l'historiographie officielle porte la marque d'une révision des jugements portés sur l'Empereur et son régime. À l'étranger, il est également objet de nombreuses biographies, surtout en Angleterre mais dans les années 1930, il est selon Éric Anceau l'objet de « parallèle hasardeux » sur fond de montée du fascisme.
Après la Seconde Guerre mondiale, le Second Empire est enfin étudié vraiment scientifiquement par de nombreux universitaires historiens ou économistes (Charles-Hippolyte Pouthas, Jean Bouvier, Alain Plessis, René Rémond, Maurice Agulhon, Jeanne Gaillard, Jean Sagnes, etc.) tandis que Napoléon III fait l'objet de premières études approfondies par les historiens Adrien Dansette, et Louis Girard et par l'historien britannique William Smith. Maurice Agulhon note que « l’histoire économique et culturelle » du Second Empire se caractérise par « une période prospère et brillante ». Sur le régime politique qui s'installe en décembre 1851, le même historien parle de « dictature bonapartiste », au moins pour la première année qui suit le coup d'État jusqu'à l'avènement de l'Empire. Pierre Milza parle de « dictature napoléonienne » mais si pour lui le « caractère dictatorial et policier du régime » ne saurait être contesté, il en est différemment pour Éric Anceau selon lequel le bonapartisme du troisième Napoléon se caractérise notamment par « l'absence de tout État policier, ne serait-ce que par le défaut des moyens et par la subversion précoce du régime par les notables ». Toutefois, Pierre Milza souligne que « rares sont les dictatures européennes dont l’évolution s’est opérée comme celle-ci dans le sens de la libéralisation » alors que « la république bourgeoise et réactionnaire, à laquelle le coup d'État a mis fin, n'avait plus grand-chose à voir avec les espoirs de démocratie et de justice de février 1848 ». Pour Milza, « le césarisme couronné qui [fait suite à la république consulaire de 1852] ne saurait être assimilé ni aux monarchies absolues relevant de l'ordre divin, ni aux régimes d'état de siège visant à maintenir par la seule force des baïonnettes le pouvoir d'une quelconque oligarchie ». Pour Louis Girard, Napoléon III, qui « n'a jamais envisagé la démocratie autrement que s'incarnant dans un chef », est aussi fort différent des dictateurs du XXe siècle non seulement parce qu'il se réfère aux principes de 1789 (a contrario de tous les dictateurs) mais aussi, entre autres, que la notion de rassemblement national qu'il souhaite réaliser derrière lui est fort différente de la notion de parti unique (il n'existe pas de parti bonapartiste sous l'Empire) et qu'il voulait, à terme, pouvoir doter son pays d'institutions analogues à celles de la Grande-Bretagne, attendant pour cela une évolution des mœurs politiques.
Les années 1990, commencées avec la parution de Louis Napoléon le Grand par l'ancien ministre Philippe Séguin et les années 2000 poursuivent ce renouveau historiographique du Second Empire,, qui va globalement dans le sens d'une réhabilitation de Napoléon III et de son règne,,. Si pour l'historien Pierre Milza, reprenant la suite de Louis Girard, le Second Empire est une « étape » plus progressiste que régressive dans la démocratisation de la France, une période qui « a familiarisé les Français avec le vote » et que « la dénonciation du césarisme, réel ou supposé, appartient à la culture de la République parlementaire », il estime aussi que le régime politique de Napoléon III « appartient à la galaxie démocratique » et qu'il a su évoluer dans le sens de la libéralisation. Il note par ailleurs que « les historiens, les politistes, les spécialistes de l'histoire des idées et de la philosophie de l'histoire ont entrepris de réexaminer le bonapartisme et de replacer celui-ci dans la longue durée, ce qui a permis de considérer sous un jour nouveau le bilan de l'Empire »,.
Les archives du ministère de la maison de l'Empereur, sous Napoléon III, sont conservées aux Archives nationales dans la sous-série O/5.

## Dans l'art et la culture
Il existe de nombreuses représentations artistiques de Napoléon III réalisées de son vivant comme après sa mort.

## Généalogie

### Descendance
Les 23 et 30 janvier 1853, Napoléon III épouse, à Paris, Eugénie de Montijo (1826-1920), comtesse de Teba. Cette dernière est la fille de Cipriano de Palafox y Portocarrero (1785-1839), comte de Montijo et grand d'Espagne, et de son épouse María Manuela Kirkpatrick (1794-1879). Du mariage de Napoléon III et d'Eugénie naît un fils unique :
- Louis-Napoléon (1856-1879), prince impérial, mort sans postérité.

Outre son unique fils légitime, Napoléon III a eu de nombreux enfants naturels avec ses multiples maîtresses. On peut citer :
- Eugène (Alexandre-Louis) Bure (1843-1910), comte d'Orx et Alexandre (Louis-Ernest) Bure (1845-1882), comte de Labenne, enfants d'Éléonore Vergeot[476]. Avec postérité en ligne féminine pour le premier-né ;
- Charles Blanc ou Charles Lebœuf (24 février 1864 – 11 décembre 1941), fils de Napoléon III et de Julie Lebœuf (1840-1886), de son nom de scène Marguerite Bellanger, avec qui l'empereur a une liaison en 1862-1864. Des doutes existent cependant sur l'identité réelle, moins du père que de la mère. Julie Lebœuf aurait fait une fausse couche mais aurait simulé un accouchement sur ordre de l'empereur pour permettre au baron Haussmann de placer le fils de sa fille cadette, Valentine Haussmann (1843-1901), elle aussi enceinte de l'empereur[477]. Cependant, la paternité de Jules Hadot (1865-1937), fils de Valentine Haussmann, fut aussi attribuée à Napoléon III ;
- Arthur Hugenschmidt (1862-1929), chirurgien-dentiste, qui d'après la rumeur serait le fils de Virginia Oldoini, comtesse de Castiglione (1837-1899), maîtresse de Napoléon III en 1856-1857 ;
- Jules Hadot (1865-1939), fils de Valentine Haussmann marié à Anne Claveau (d'où postérité)[478] :

1. Napoleon Hadot marié à Henriette Dupont de l'Eure,
2. Jeanne Hadot marié à Ange Luiggi, marquis de Luiggi-Giafferi,

- Bonaventur Karrer (1839-1921)[479], fils de Maria Anna Schiess (1812-1880), Allensbach (lac de Constance, en Allemagne) ;
- Benoni Depuille, fils d'Armance Depuille (1830-1913), épouse légitime de François Isidore Depuille[réf. nécessaire] ;
- Christian Corbière, fils de Pascalie Corbière (née en 1828), nourrice des enfants adultérins de l'empereur et épouse légitime d'Auguste Corbière, deuxième cocher de l'empereur ;
- Y. Rayer, né en 1861, fils de la marquise d'Escayrac de Lauture née Marie Rayer, fille de Pierre Rayer, médecin de l'empereur.

Ses relations avec Elizabeth-Ann Haryett (1823-1865, dite Miss Howard, faite comtesse de Beauregard), la comtesse Marianne Walewska (1823-1912), épouse du comte Walewski, ministre des Affaires étrangères de 1855 à 1860 — lui-même fils de Marie Walewska et de Napoléon Ier — et avec la comtesse Louise de Mercy-Argenteau (1837-1890) n'ont pas donné de postérité.
Une éventuelle descendance par un fils né de sa relation avec Mlle Sauvez, connue durant son emprisonnement à Ham n'est pas prouvée.

## Titulature
- 20 avril 1808 – 13 juillet 1810 : Son Altesse Impériale et Royale le prince Charles-Louis de Hollande, prince français
- 13 juillet 1810 – 6 avril 1814 : Son Altesse Impériale le prince Charles-Louis Napoléon, prince français
- 6 avril 1814 – 20 mars 1815 : Son Altesse Impériale le prince Charles-Louis Napoléon, « prince français »
- 20 mars 1815 – 8 juillet 1815 : Son Altesse Impériale le prince Charles-Louis Napoléon, prince français
- 8 juillet 1815 – 20 décembre 1848 : Son Altesse Impériale le prince Charles-Louis Napoléon, « prince français »
- 20 décembre 1848 – 2 décembre 1852 : Son Excellence le prince Louis-Napoléon Bonaparte, président de la République française, ou Son Altesse Impériale Louis-Napoléon Bonaparte, le prince-président
- 2 décembre 1852 – 1er mars 1871 : Sa Majesté Impériale l'empereur des Français
- 1er mars 1871 – 9 janvier 1873 : Sa Majesté Impériale l'empereur Napoléon III

## Décorations, armoiries et étendard

Armoiries de Napoléon III : d'azur à l'aigle napoléonienne d'or empiétant un foudre du même.
Étendard de Napoléon III.

Napoléon III a profondément modifié le système de récompenses en France, avec la création de la médaille militaire, des premières médailles commémoratives de campagnes militaires, la refonte des insignes de distinction de l'Instruction publique (futures palmes académiques). Au niveau international, l'échange de décorations au plus haut niveau de la société civile et militaire conforte les traités d’amitiés, accords politiques ou commerciaux, célébrations de campagnes ou de victoires militaires.
Les collections publiques françaises possèdent la quasi-totalité des ordres, décorations et médailles de Napoléon III. Cet ensemble unique retrace son accession à la présidence de la République, le 10 décembre 1848, jusqu'à sa chute et la proclamation de la République, le 4 septembre 1870, en passant par le coup d'État du 2 décembre 1851, le rétablissement de l'Empire, le 1er décembre 1852, ses campagnes militaires et alliances internationales.

### Sources primaires

#### Œuvres
- Rêveries politiques, 1832.
- Considération politiques et militaires sur la Suisse, 1833.
- Manuel d'artillerie à l'usage des officiers d'artillerie de l'armée helvétique, Zurich, Füssli, 1834.
- L'Extinction du paupérisme, Paris, Pagnerre, 1844.
- « Des idées napoléoniennes », sur archive.org (consulté le 7 juillet 2016), Paris, Plon, 1860 (d'abord paru en 1839).

#### Discours
- La politique impériale exposée par les discours et proclamations de l'Empereur Napoléon III sur Gallica.
- Œuvres de Napoléon III, cinq volumes, Paris, Plon, Amyot, 1854-1869.
- Histoire de Jules César, deux volumes, Paris, 1865 et 1866, sur un total de six volumes[ad]. Lire en ligne.
- Œuvres posthumes, La Chapelle, 1973.
- Pensées politiques réunies par Francis Choisel, SPM, 2021.

#### Témoignages et études de l'époque
- Paul Belouino, Histoire d'un coup d'État, 1852 (lire en ligne).
- Frédéric Briffault, Le Prisonnier de Ham, Plon, 1849 (lire en ligne).
- Victor Duruy, Notes et souvenirs, trois tomes, Éditions Paleo, coll. « Sources de l’histoire de France », 2005.
- Charles-Ferdinand Gambon, Dans les bagnes de Napoléon III, Presses universitaires de France, 1983.
- Victor Hugo, Histoire d'un crime, écrit en 1852 mais publié en 1877 (lire en ligne) (le récit du coup d'État du 2 décembre, vu par l'écrivain et élu de la République[172]).
- Victor Hugo, Napoléon le Petit, 1852 (lire en ligne).
- Maurice Joly, Dialogue aux enfers entre Machiavel et Montesquieu, Bruxelles, Éd. A. Mertens et fils, 1864 (lire en ligne).
- Karl Marx, Le 18 Brumaire de Louis Bonaparte, publié en 1852, révisé en 1869 (lire en ligne).
- Émile Ollivier, « Le Prince Louis-Napoléon avant la révolution de 1848 », Revue des deux Mondes,‎ décembre 1895 (lire en ligne).
- Émile Ollivier, L’Empire libéral, Études, récits, souvenirs, 18 tomes, Garnier, 1895-1916.
- Comte Horace de Viel-Castel, Mémoires sur le règne de Napoléon III : 1851-1864, coll. « Bouquins », Robert Laffont, 2005.

#### Biographies et travaux consacrés àNapoléonIII
- Collectif, « Faut-il réhabiliter Napoléon III ? », L'Histoire, no 211,‎ juin 1997, p. 20-47.
- Éric Anceau, Napoléon III, un Saint-Simon à cheval, Paris, Tallandier, 2008, 750 p. (ISBN 978-2-84734-343-4, présentation en ligne).
- Arnaud Bertinet, Les musées de Napoléon III : une institution pour les arts (1849-1872), Paris, Mare & Martin, 2015, 677 p. (ISBN 979-10-92054-32-3).
- Lucian Boia, Napoléon III, le mal-aimé, Paris, Les Belles Lettres, 2008, 239 p. (ISBN 978-2-251-44340-9).
- Philippe Cachau, Biarritz sous le Second Empire 1854-1870, Paris, Sotéca, 2020, 82 p. (ISBN 978-2376630340).
- Alain Carteret, Actes et paroles de Napoléon III, Éditions de la Table ronde, 2008 (ISBN 978-2710330363).
- Anne de Chefdebien (dir.), Laurence Wodey (dir.) et al. (préf. général d'armées Jean-Louis Georgelin, grand chancelier de la Légion d'honneur), Écrins impériaux : splendeurs diplomatiques du Second Empire, Société des amis du musée national de la Légion d'honneur et des ordres de chevalerie, 2011, 228 p., 222 × 280 mm (ISBN 2-901644-17-1).
- Francis Choisel, La Deuxième République et le Second Empire au jour le jour : chronologie, Paris, CNRS Éditions, coll. « Biblis » (no 108), 2015, 663 p. (ISBN 978-2-271-08322-7).
- Rémi Dalisson, Au plus près du peuple. Les voyages politiques de Napoléon III, Vendémiaire, 2022.
- Adrien Dansette, Louis-Napoléon à la conquête du pouvoir, Hachette, 1961.
- Raphaël Dargent, Napoléon III, l'Empereur du Peuple, Éd. Grancher, 2009.
- Jean Étèvenaux, Napoléon III, un empereur visionnaire à réhabiliter, De Vecchi, 2006.
- Louis Girard, Napoléon III, Paris, Fayard, 1986, 550 p. (ISBN 2-213-01820-0, présentation en ligne).  Réédition : Louis Girard, Napoléon III, Paris, Fayard / Hachette Littératures, coll. « Pluriel. Histoire », 2002, 550 p., poche (ISBN 2-01-27-9098-4).
- Juliette Glikman, Louis-Napoléon prisonnier : du fort de Ham aux ors des Tuileries, Paris, Aubier, coll. « Collection historique », 2011, 344 p. (ISBN 978-2-7007-0404-4, présentation en ligne).
- Alain Frerejean, Napoléon III, Paris, Fayard, 2008, 390 p. (ISBN 978-2-213-70142-4).
- Pierre de la Gorce, Napoléon III et sa politique, vol. 7 volumes, Plon, 1933.
- Jacques Janssens, « Napoléon III sur le chemin de la captivité », Revue des Deux Mondes,‎ 1er décembre 1959, p. 492-509 (lire en ligne).
- Patrick Le Carvèse, « Napoléon III, un futur empereur au prénom incertain », Napoleonica. La Revue, no 13 « Renouvellement de l'étude des sources »,‎ 2012, p. 78-90 (ISSN 2100-0123, DOI 10.3917/napo.121.0078, lire en ligne).
- Thierry Lentz, Napoléon III, coll. « Que sais-je ? », Presses universitaires de France, 1995.
- Xavier Mauduit, Napoléon III, Paris, Presses universitaires de France, 2023 (ISBN 978-2-13-080073-6).
- Pierre Milza, Napoléon III, Perrin, 2004, 706 p. (ISBN 2-262-01635-6, présentation en ligne), [présentation en ligne]. Réédition : Pierre Milza, Napoléon III, Perrin, coll. « Tempus » (no 159), 2007, 852 p., poche (ISBN 978-2-262-02607-3).
- Gaël Nofri, Napoléon III, visionnaire de l'Europe des Nations, Éditions François-Xavier de Guibert, 2010 (ISBN 978-2-7554-0418-0).
- Philippe Pichot-Bravard, Le pape ou l'empereur : Les catholiques et Napoléon III (1848-1870), Paris, Artège, 2008.
- Annie Rey-Goldzeiguer, Le Royaume arabe. La politique algérienne de Napoléon III, 1861-1870, Alger, SNED, 1977.
- Jean Sagnes, Les racines du socialisme de Louis-Napoléon Bonaparte : le paupérisme des années 1840, Toulouse, Éditions Privat, 2006, 246 p. (ISBN 2-7089-6861-0).
- Jean Sagnes (association URBI (Université et recherche en Biterrois)[482]), Napoléon III : le parcours d’un saint-simonien, Sète, Éditions Singulières[483], 2008, br., 607, 16,5 × 23,5 cm (ISBN 2354780168 et 9782354780166, OCLC 470608444, BNF 41278333, SUDOC 123050073, présentation en ligne, lire en ligne [PDF]).
- Jean Sagnes et Christina Egli, Regards sur Napoléon III, Éditions du Mont, 2020, relié, 228 pages, 20 X 28 cm.  (ISBN 978-2-490382-22-4)
- Philippe Séguin, Louis Napoléon le Grand, Grasset, 1990 (réédition Librairie générale française, Le Livre de poche)[ae].
- William H.C. Smith, Napoléon III, Hachette, 1982.
- (en) Theodore Zeldin, The Political System of Napoleon III, Macmillan & Co. Ltd / St Martin’s Press, 1958 (ouvrage pionnier, non traduit en français).
- Jacques-Olivier Boudon, Napoléon III et l'Aquitaine, Une région Capitale, Saint-Macaire, Editions Memoring, avril 2023, 189 p. (ISBN 979-10-93661-43-8)

#### Sources secondaires additionnelles
- Maurice Agulhon, 1848 ou l'apprentissage de la République (1848-1852), Paris, Éditions du Seuil, coll. « Points. Histoire / Nouvelle histoire de la France contemporaine, no 8 » (no 108), 1973, 249 p. (présentation en ligne). Nouvelle édition révisée et complétée : Maurice Agulhon (postface Philippe Boutry), 1848 ou l'apprentissage de la République (1848-1852), Paris, Éditions du Seuil, coll. « Points. Histoire / Nouvelle histoire de la France contemporaine, no 8 » (no 108), 2002, 328 p. (ISBN 2-02-055873-4).
- Éric Anceau, « Le coup d'État du 2 décembre 1851 ou la chronique de deux morts annoncées et l'avènement d'un grand principe », Parlement(s) : revue d'histoire politique, no 12 « À l'heure du coup d'État »,‎ 2009, p. 24-42 (ISSN 1768-6520, lire en ligne).
- Éric Anceau (avec la collaboration d'Yves Bruley, Jean Garrigues et Jean Tulard), La première élection présidentielle de l'histoire, 1848, Paris, Éditions SPM, coll. « Kronos » (no 117), 2022, 114 p. (ISBN 978-2-37999-087-8).
- Guy Antonetti, Louis-Philippe, Paris, Fayard, 1994, 992 p. (ISBN 978-2-21-359222-0, présentation en ligne).
- Guy Antonetti, Histoire contemporaine politique et sociale, PUF, 1986.
- Sylvie Aubenas (dir.), Des photographes pour l’empereur, éd. BnF, 2004.
- Jacques-Olivier Boudon, « Les Bonaparte. Regards sur la France impériale », La Documentation française, no 8 073,‎ janvier-février 2010.
- Yves Bruley, La diplomatie du Sphinx. Napoléon III et sa politique internationale, Paris, CLD Éditions, 2015, 359 p.
- Francis Choisel, Bonapartisme et gaullisme, 1987.
- Jean Dautry, 1848 et la Deuxième République, 1977.
- Jean Garrigues, La France de 1848 à 1870, Paris, Armand Colin, coll. « Cursus. Série Histoire », 2000, 2e éd. (1re éd. 1995), 192 p. (ISBN 2-200-25071-1).
- Daniel Grasset, « La pierre de Napoléon III », dans Communications présentées en 2009, Académie des Sciences et Lettres de Montpellier (lire en ligne).
- Denis Hannotin (préf. Éric Anceau, avec la participation de François de Pierre de Bernis), Enquête sur certains comptes privés de Napoléon III, Paris, Éditions SPM, coll. « Kronos », 2022, 352 p. (ISBN 978-2-37999-037-3).
- Maxime Michelet (préf. Éric Anceau), L'invention de la présidence de la République, Paris, Passés Composés, 2022, 392 p. (ISBN 978-2-37933-548-8, présentation en ligne), [présentation en ligne].
- Maxime Michelet, Napoléon III, la France et Nous, Paris, Passés Composés, 2023, 202 p..
- Patrice de Moncan, Le Paris d'Haussmann, éditions du Mécène, 2009.
- Alain Plessis, Nouvelle histoire de la France contemporaine, t. 9 : De la fête impériale au mur des fédérés, 1852-1871, Paris, Éditions du Seuil, coll. « Points. Histoire » (no 109), 1973, 253 p. (présentation en ligne). Édition revue et mise à jour : Alain Plessis, Nouvelle histoire de la France contemporaine, t. 9 : De la fête impériale au mur des fédérés, 1852-1871, Paris, Éditions du Seuil, coll. « Points. Histoire » (no 109), 1979, 254 p. (ISBN 2-02-000669-3).
- Jean Tulard (dir.), Dictionnaire du Second Empire, Paris, Fayard, 1995, XIX-1347 p. (ISBN 2-213-59281-0).
- Jean Tulard, « Le Paris de l'Empereur (1853-1870) : les réalisations de Haussmann », revue Napoléon III, no 2,‎ juin 2008.
- Claude Vigoureux (préf. Jean Tulard), Maupas et le coup d'État de Louis-Napoléon : le policier du Deux-Décembre 1851, Paris, SPM, coll. « Kronos » (no 34), 2002, 355 p. (ISBN 2-901952-38-0).
- Luc Willette, Le coup d'État du 2 décembre 1851 : la résistance républicaine au coup d'État, Paris, Aubier, coll. « Floréal » (no 4), 1982, 223 p. (ISBN 2-7007-0285-9).
- Jean-Claude Yon, Le Second Empire : politique, société, culture, Armand Colin, 2009.

#### Archives en ligne
- « Les archives des voyages officiels de l’empereur Napoléon III et de l’impératrice Eugénie », sur siv.archives-nationales.culture.gouv.fr (consulté le 8 novembre 2016).
- « Les archives de la gestion des travaux aux résidences et aux palais impériaux pour le Second Empire », sur siv.archives-nationales.culture.gouv.fr (consulté le 16 novembre 2016).
- « Les archives des dons aux musées impériaux et des encouragements aux artistes prodigués par l’Empereur Napoléon III », sur siv.archives-nationales.culture.gouv.fr (consulté le 19 novembre 2016).

#### Bases de données et dictionnaires
- Ressources relatives aux beaux-arts :   - AGORHA
  - Bénézit
  - British Museum
  - Cooper–Hewitt, Smithsonian Design Museum
  - Musée d'Orsay
  - MutualArt
  - National Portrait Gallery
  - Nationalmuseum
  - Royal Academy of Arts
  - Te Papa Tongarewa
  - Union List of Artist Names
- Ressources relatives à la musique :   - International Music Score Library Project
  - Répertoire international des sources musicales
- Ressources relatives à plusieurs domaines :   - Radio France
  - Répertoire du patrimoine culturel du Québec
- Ressources relatives à la vie publique :   - Documents diplomatiques suisses 1848-1975
  - Base Sycomore
- Ressources relatives à la recherche :   - Isidore
  - Persée
- Ressource relative à la santé :   - Bibliothèque interuniversitaire de santé
- Notices dans des dictionnaires ou encyclopédies généralistes :   - Biographisches Lexikon zur Geschichte Südosteuropas
  - Britannica
  - Brockhaus
  - Collective Biographies of Women
  - Deutsche Biographie
  - Dictionnaire historique de la Suisse
  - Dizionario di Storia
  - Enciclopedia De Agostini
  - Gran Enciclopèdia Catalana
  - Hrvatska Enciklopedija
  - Internetowa encyklopedia PWN
  - Larousse
  - Nationalencyklopedin
  - Proleksis enciklopedija
  - Store norske leksikon
  - Treccani
- Notices d'autorité :   - VIAF
  - ISNI
  - BnF (données)
  - Archives nationales (France)
  - IdRef
  - LCCN
  - GND
  - Italie
  - Japon
  - CiNii
  - Espagne
  - Belgique
  - Pays-Bas
  - Pologne
  - Israël
  - NUKAT
  - Catalogne
  - Suède